# 中央区 (札幌市)
中央区（ちゅうおうく）は、札幌市の行政区。北海道庁、石狩振興局、札幌市役所の所在地であり、国の出先機関や企業の本支店など拠点となる事業所、商業施設が集積しており、札幌の都市機能の中核を形成している。

## 地理
区域は東西15.3 km、南北9.8 kmと東西に長く、北区と東区とは函館本線、白石区と豊平区とは豊平川、南区と西区とは山地の稜線で接している。また、区域は旧山鼻村（都心部を除く南1条通り以南）および旧円山村（西20丁目以西）の全域、旧札幌本府（都心部および中島公園、桑園地区）、旧苗穂村（東7丁目通り以東）、旧雁来村（東橋以東）、旧琴似村（宮の森）の一部からなっており、旧山鼻村の区域（旧札幌区との境界付近を除く）は道路の向きが旧札幌本府の区域に対して時計回りに約4度傾いている。これは、札幌本府の開拓は既に存在した創成川に合わせているが、旧山鼻村はそうではないことに由来しており、当時の磁北に合わせた説、地形に合わせた説などがあるが、定かではない。中央区役所は旧山鼻村の地域に立地している。
- 山：円山 (226 m)、神社山 (233 m)、荒井山 (184 m)、大倉山 (301 m)、砥石山 (827 m)
- 河川：豊平川、創成川、鴨々川、界川、円山川、琴似川、左股川、盤渓川

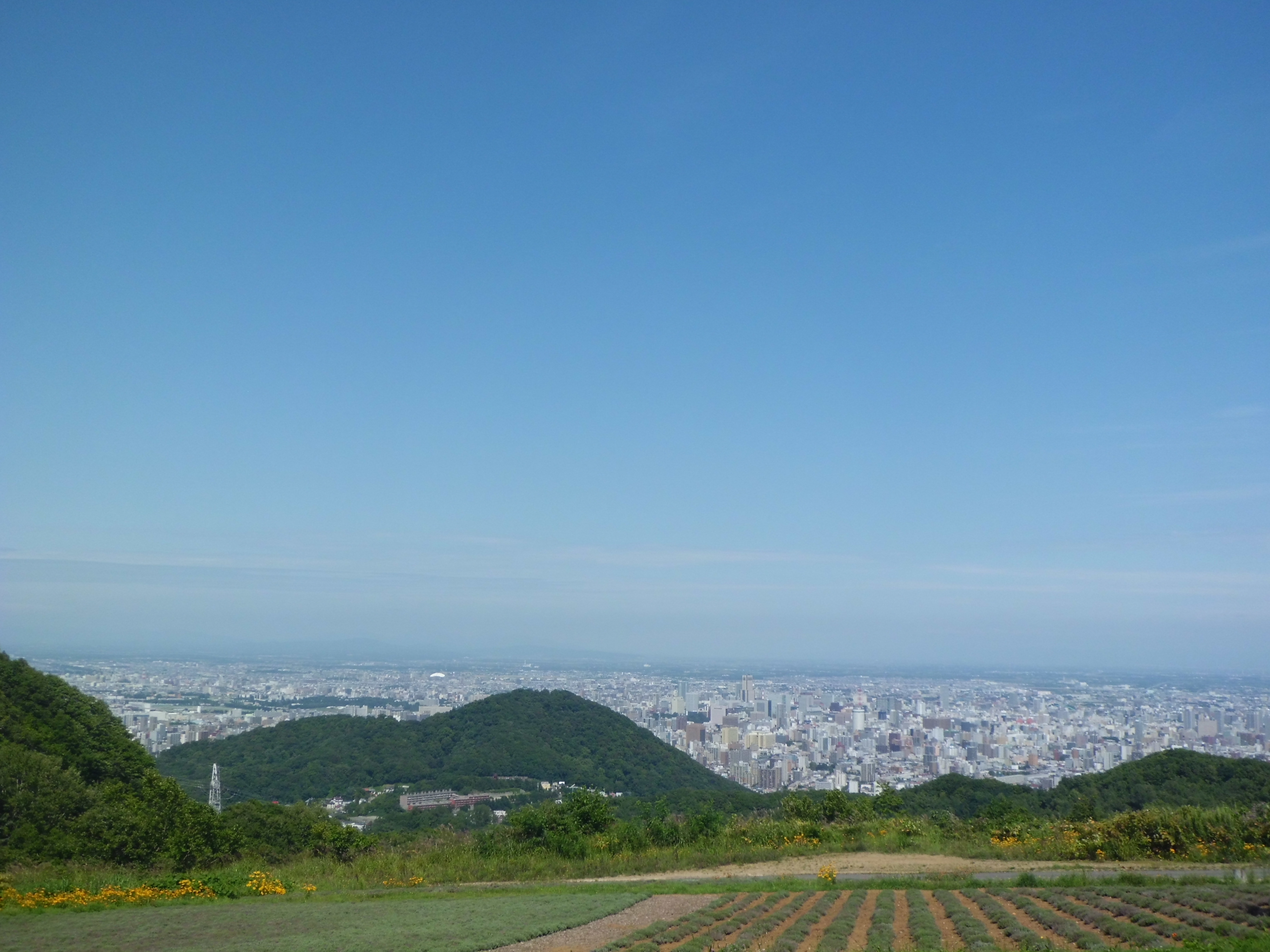
幌見峠から眺めた札幌市街（2015年8月）
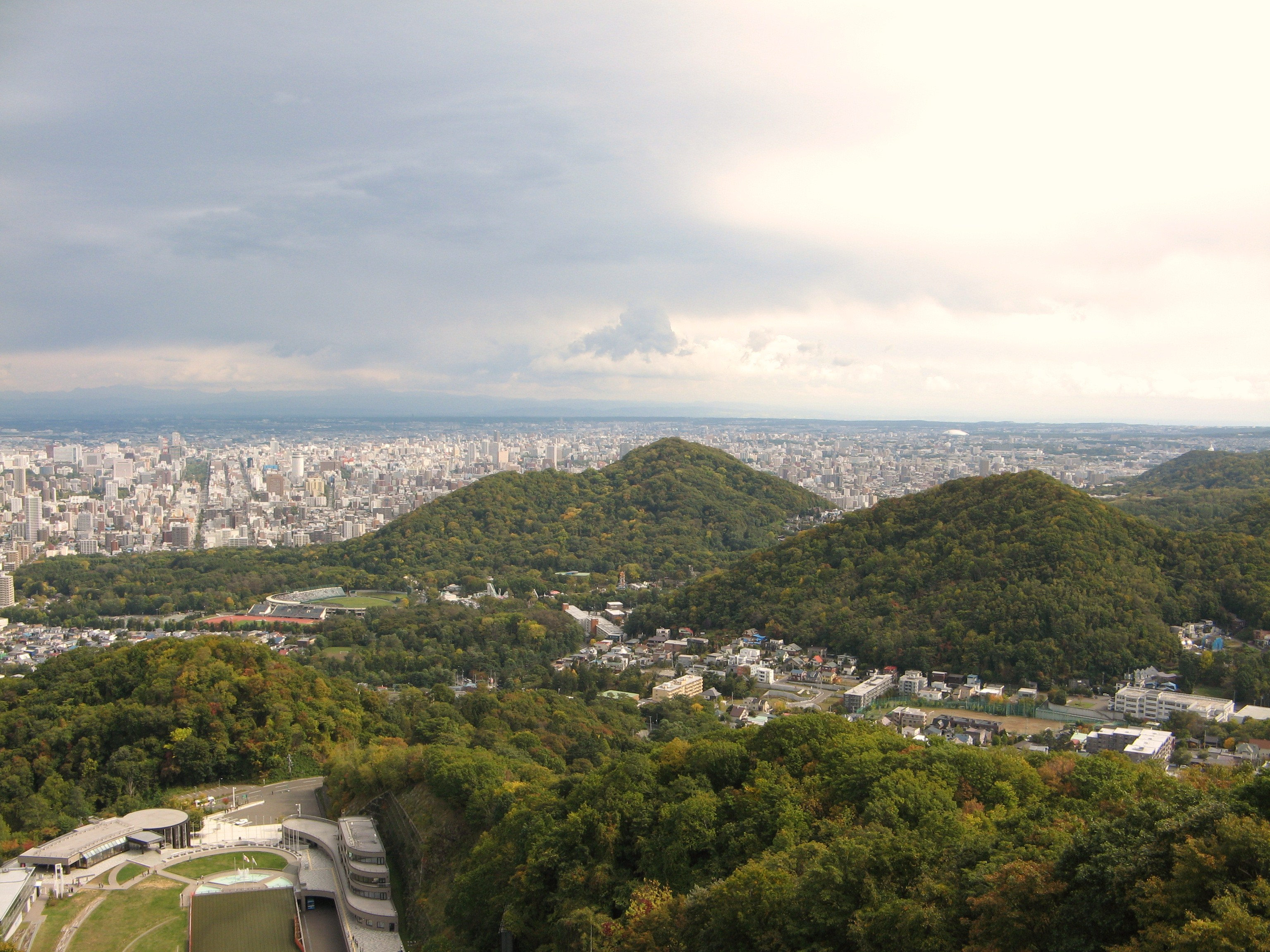
大倉山展望台から眺めた円山方面（2009年10月）
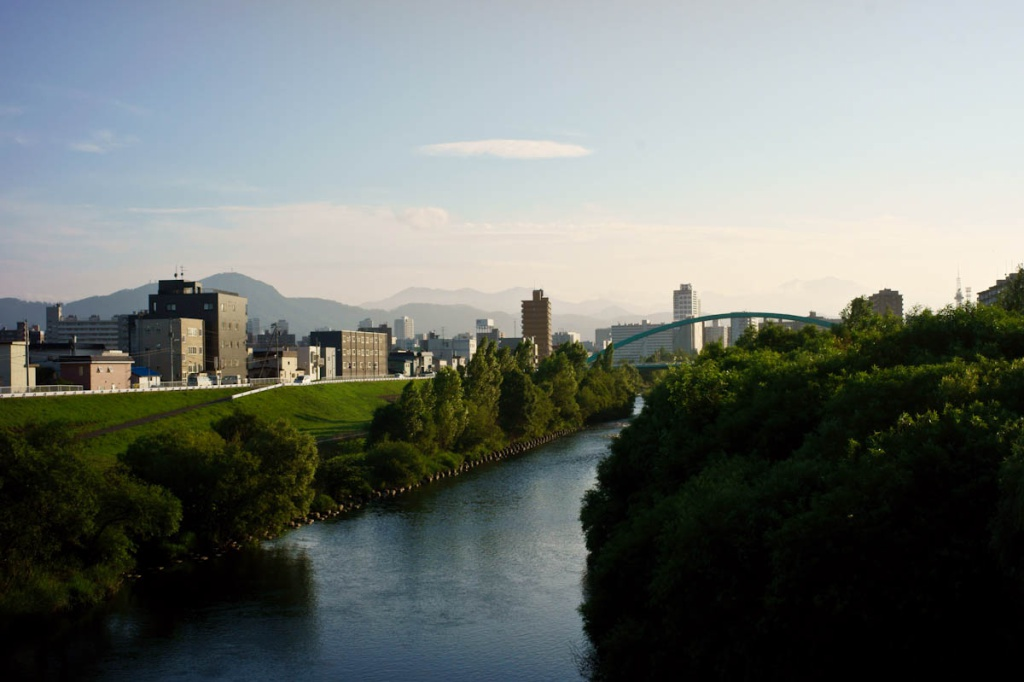
東橋から見た豊平川（2010年7月）
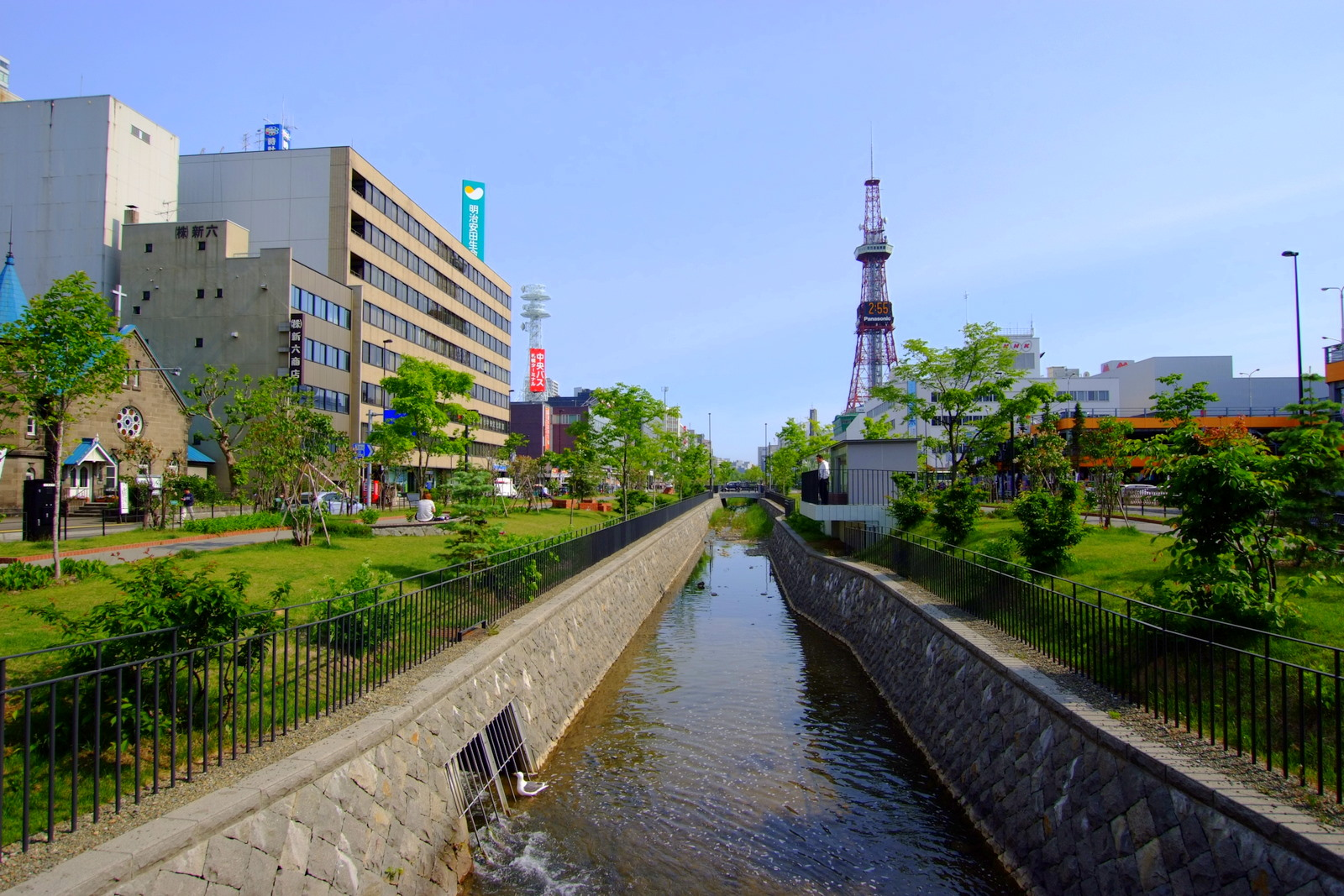
創成川（2012年6月）
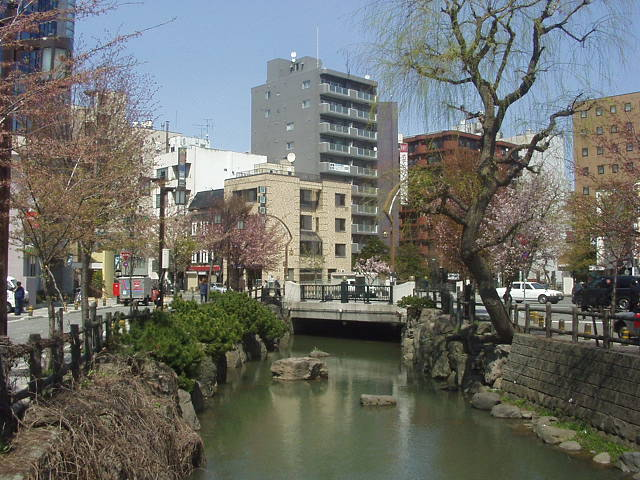
鴨々川（2004年5月）

## 歴史
「中央区年表」参照
- 1857年（安政4年）：志村鐵一と吉田茂八が豊平川の渡し守となる。
- 1866年（慶応2年）：大友亀太郎が大友堀（現在の創成川）掘る。
- 1869年（明治2年）：開拓使設置。島義勇による札幌本府建設着手。
- 1871年（明治4年）：開拓使仮本庁竣工。官営「薄野遊郭」（現在のすすきの）設営。
- 1875年（明治8年）：桑園地区開墾。札幌学校（翌年に札幌農学校と改称）開校。
- 1878年（明治11年）：札幌農学校演武場（現在の札幌市時計台）落成。
- 1879年（明治12年）：「郡区町村編制法」により市街地が札幌区となる。区庁舎新築。
- 1881年（明治14年）：豊平館落成（1957年に中島公園へ移転）。市街地区画に条丁目設定。
- 1882年（明治15年）：開拓使廃止し、函館県・札幌県・根室県の3県設置（三県一局時代）。
- 1885年（明治18年）：狸小路に勧工場設置。
- 1886年（明治19年）：3県廃止し、札幌に北海道庁設置。
- 1889年（明治22年）：豊平川堤防工事完成。
- 1890年（明治23年）：官営札幌病院を札幌区に移管（現在の市立札幌病院）。札幌地方裁判所、区裁判所設置。
- 1893年（明治26年）：区庁舎新築移転。
- 1899年（明治32年）：「北海道区制」により、札幌区制施行。
- 1909年（明治42年）：区庁舎移転。
- 1922年（大正11年）：市制施行し、札幌市となる。
- 1924年（大正13年）：豊平橋が永久橋となる。
- 1927年（昭和2年）：札幌市電運行開始。
- 1930年（昭和5年）：札幌市営バス運行開始（2004年事業廃止）。
- 1934年（昭和9年）：円山に市立総合運動場（現在の札幌市円山競技場）、円山庭球場竣工。
- 1937年（昭和12年）：市庁舎移転。
- 1948年（昭和23年）：札幌市消防本部（札幌市消防局）、札幌市立保健所（札幌市保健所）発足。
- 1950年（昭和25年）：『さっぽろ雪まつり』初開催。
- 1951年（昭和26年）7月26日：北三条西3丁目を走行中の札幌中央バスから出火。火元は車内にあった映画フィルム。死者12人、重軽傷者32人[4]。
- 1957年（昭和32年）：さっぽろテレビ塔完成。
- 1958年（昭和33年）：藻岩山ロープウェイ運転開始。
- 1959年（昭和34年）：札幌市中央卸売市場開設。
- 1966年（昭和41年）：札幌市立図書館、札幌市立体育館（後の札幌市中央体育館）開館。
- 1971年（昭和46年）：市庁舎落成。札幌市営地下鉄南北線（北24条—真駒内）開業。
- 1972年（昭和47年）：『第11回冬季オリンピック大会』（1972年札幌オリンピック）開催。札幌市が政令指定都市に移行し、行政区制施行。中央区役所開設。
- 1975年（昭和50年）：中央区のシンボルマーク決定。
- 1976年（昭和51年）：札幌市営地下鉄東西線（琴似—白石）開業。
- 1981年（昭和56年）：札幌市中央区民センターオープン。
- 1986年（昭和61年）：「鴨々川遊び場」が『手づくり郷土賞』受賞[5]。
- 1988年（昭和63年）：札幌市営地下鉄東豊線（栄町—豊水すすきの）開業。
- 1993年（平成5年）：札幌市中央健康づくりセンターオープン。
- 1997年（平成9年）：札幌コンサートホールKitaraオープン。
- 2004年（平成16年）：札幌都心部子ども関連複合施設（札幌市立資生館小学校内）オープン。
- 2006年（平成18年）：札幌市立大学開学。
- 2009年（平成21年）：創成川通アンダーパス連続化完成（創成トンネル開通）。あけぼのアート&コミュニティセンターオープン。
- 2011年（平成23年）：札幌駅前通地下歩行空間開通。創成川公園オープン。
- 2014年（平成26年）：札幌市北3条広場オープン。
- 2018年（平成30年）：札幌市民交流プラザオープン。
- 2020年（令和2年）：札幌市資料館が国の重要文化財に指定。
- 2022年（令和4年）：区政50周年。

## 人口
- 1975年　195,094
- 1980年　181,806
- 1985年　180,845
- 1990年　179,184
- 1995年　173,358
- 2000年　181,383
- 2005年　202,801
- 2010年　220,189
- 2015年　237,627
- 2020年　248,680

## 外国公館
- 在札幌アメリカ合衆国総領事館
- 在札幌大韓民国総領事館
- 在札幌中華人民共和国総領事館
- 在札幌ロシア連邦総領事館
- 台北駐日経済文化代表処札幌分処（在札幌領事館に相当する台湾の外交代表機構）

## 官公署

### 国の機関
- 人事院
  - 事務総局北海道事務局
- 内閣府
  - 公正取引委員会事務総局北海道事務所
  - 警察庁北海道警察情報通信部
- 法務省
  - 北海道地方更生保護委員会
  - 札幌保護観察所
  - 出入国在留管理庁札幌出入国在留管理局
  - 検察庁札幌高等検察庁
    - 札幌地方検察庁
    - 札幌区検察庁

  - 公安調査庁北海道公安調査局
- 財務省
  - 函館税関札幌税関支署
  - 国税庁札幌国税局
    - 札幌中税務署
    - 国税不服審判所札幌国税不服審判所
    - 長官官房総務課監督評価官室札幌派遣監督評価官室
    - 長官官房国税庁監察官札幌派遣国税庁監察官
- 厚生労働省
  - 北海道労働局
    - 札幌公共職業安定所（ハローワーク札幌）
    - マザーズハローワーク札幌
    - 札幌わかものハローワーク
    - ハローワークプラザ札幌
    - 札幌新卒応援ハローワーク
- 農林水産省
  - 北海道農政事務所
  - 林野庁北海道森林管理局
    - 石狩地域森林ふれあい推進センター
    - 石狩森林管理署
- 国土交通省
  - 北海道開発局札幌開発建設部
  - 北海道運輸局
  - 気象庁札幌管区気象台
- 防衛省
  - 北海道防衛局
  - 陸上自衛隊
    - 北部方面隊北部方面総監部
    - 札幌駐屯地

  - 自衛隊札幌地方協力本部
    - 北部地区隊
      - 大通募集案内所

    - 札幌地域援護センター
      - 札幌常駐組

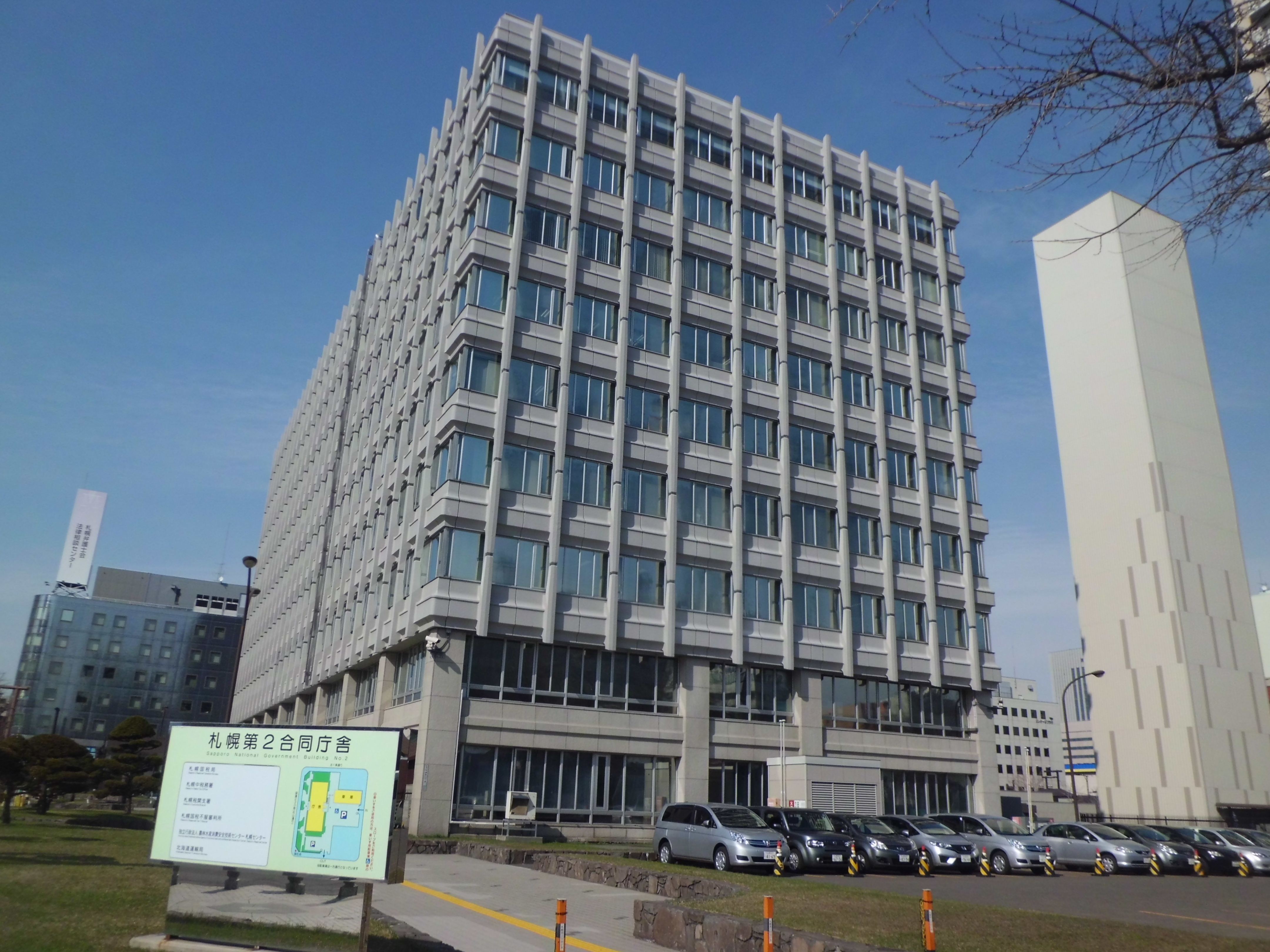
札幌第2合同庁舎（2015年4月）
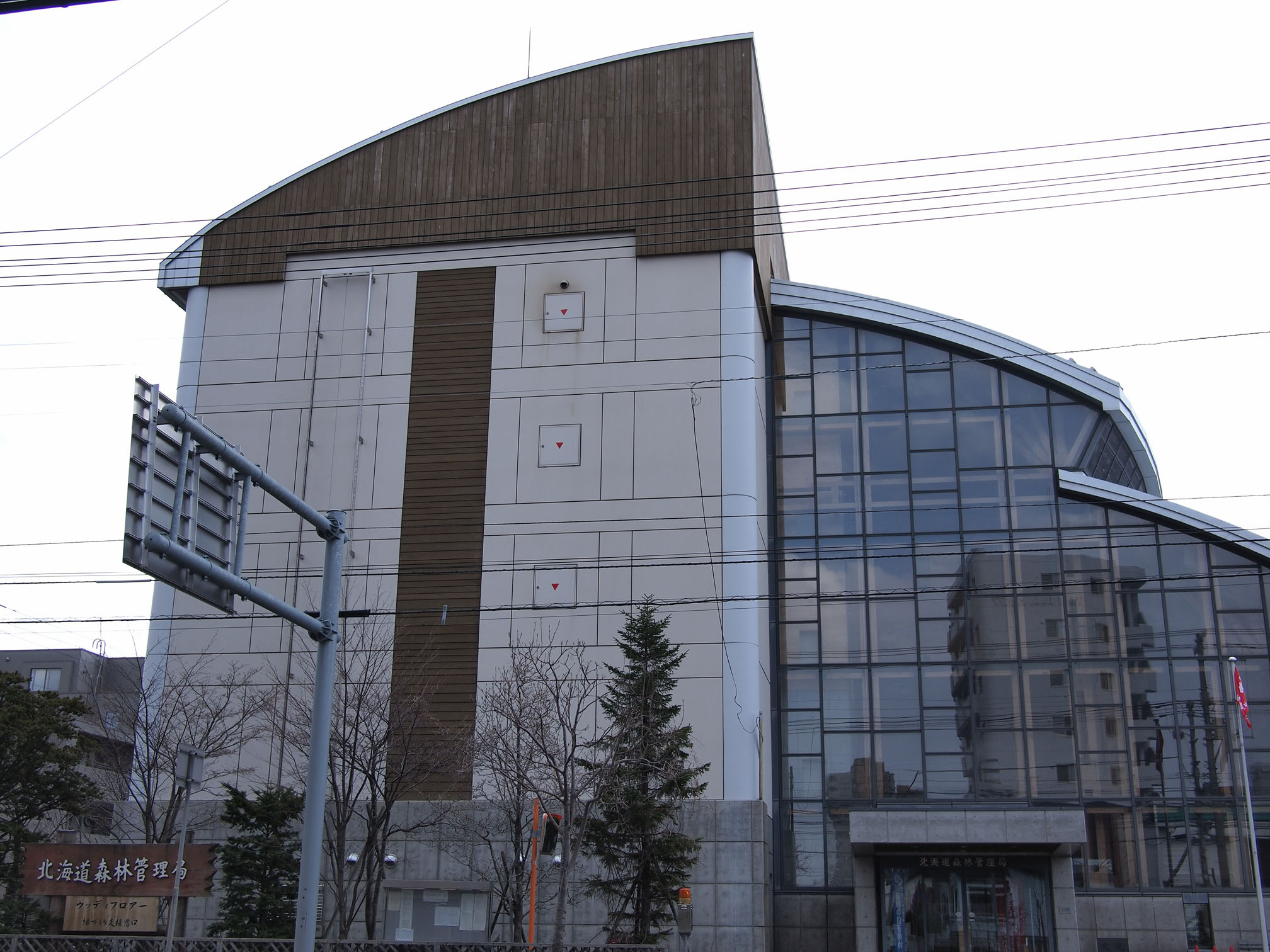
北海道森林管理局（2010年4月）
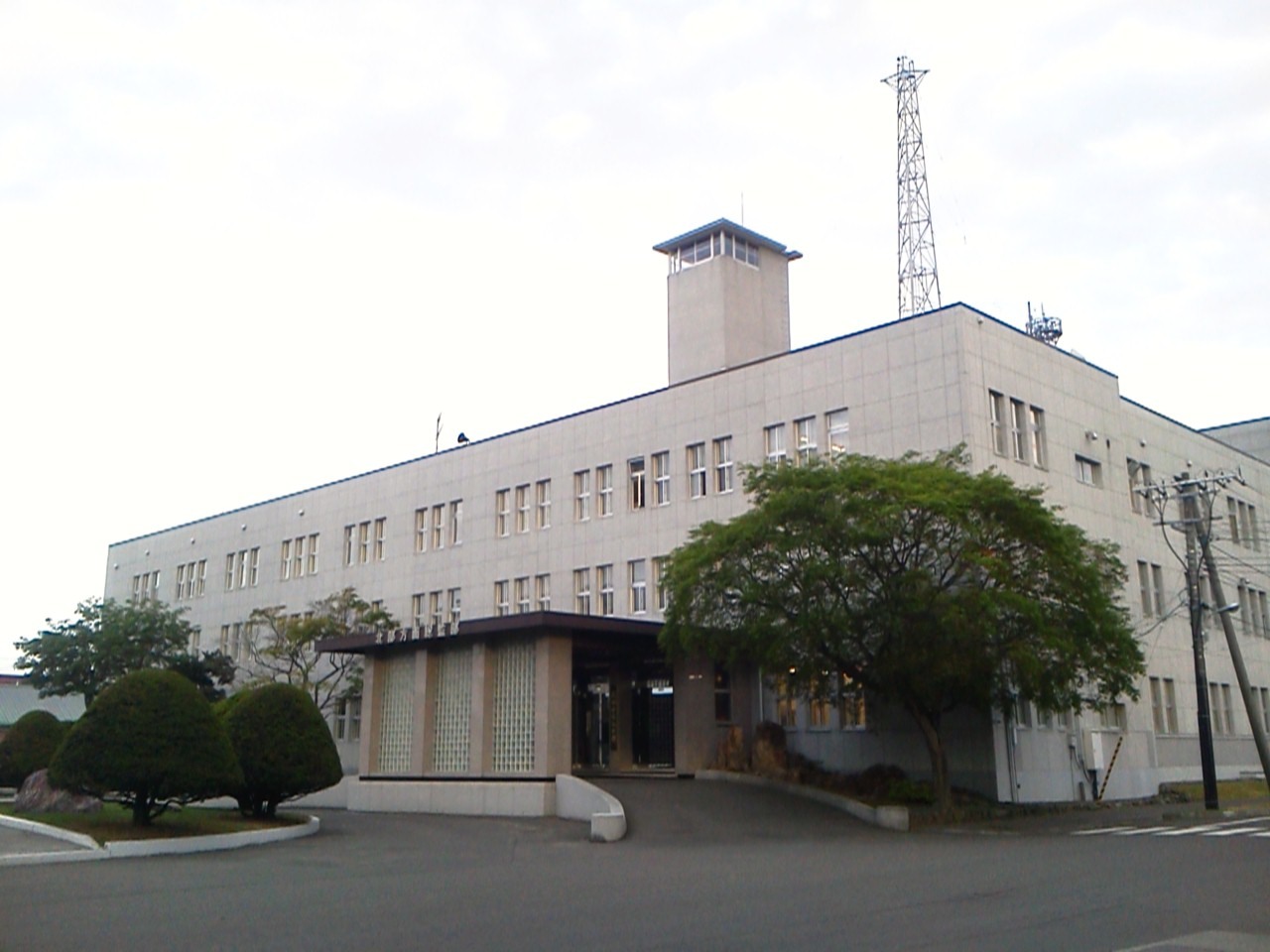
北部方面総監部（2012年7月）
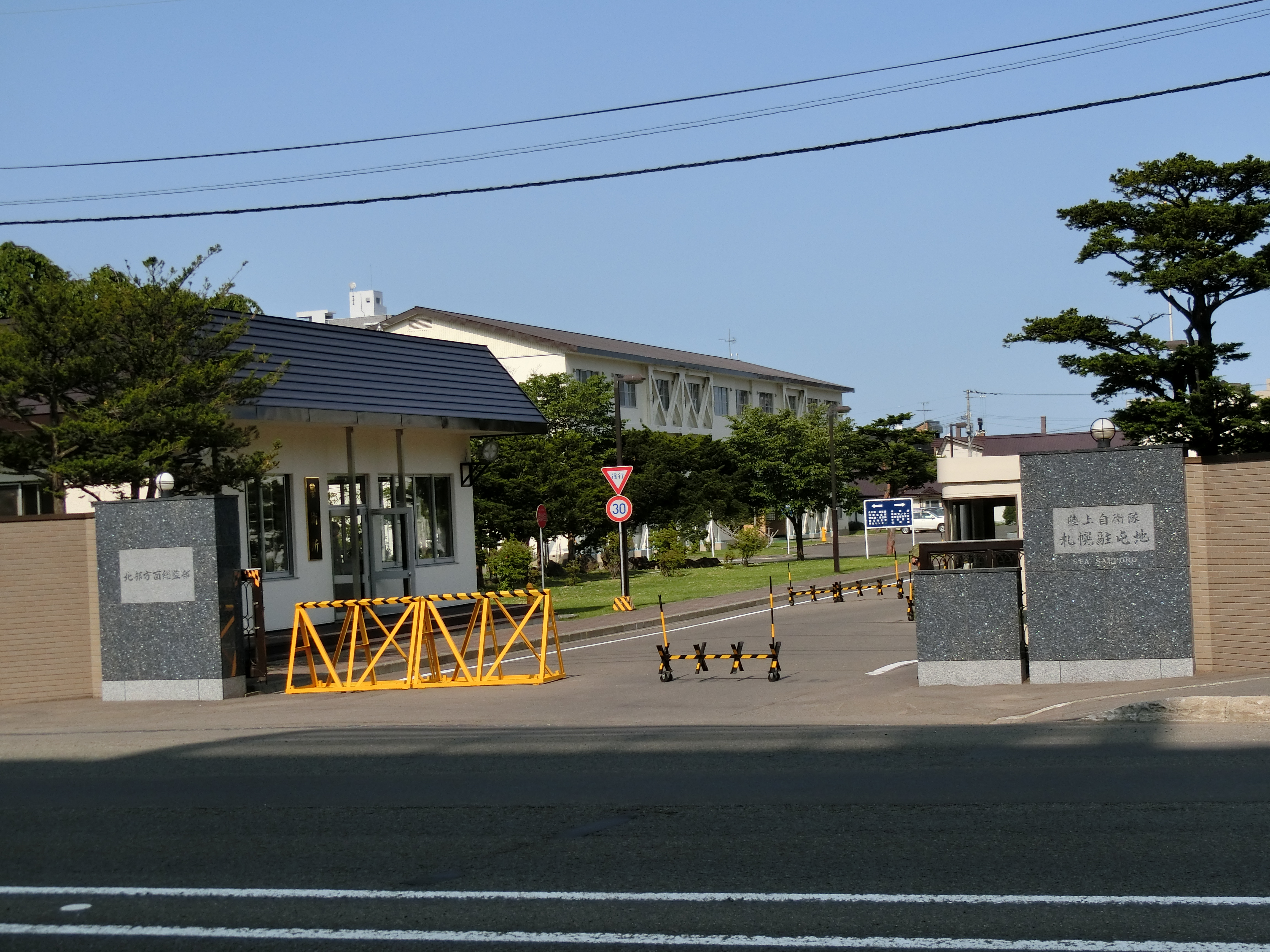
札幌駐屯地（2017年6月）

### 道の機関
- 北海道庁
- 北海道議会
- 北海道公安委員会
- 北海道警察本部
  - 札幌方面
    - 札幌市警察部

  - 中央優良運転者免許更新センター
- 札幌道税事務所税務管理部
- 石狩振興局
  - 北海道教育庁石狩教育局
  - 北海道選挙管理委員会事務局石狩支所
- 北海道教育委員会
- 北海道立心身障害者総合相談所
- 北海道連合海区漁業調整委員会
- 空知総合振興局札幌建設管理部
- 北海道立道民活動センター（かでる2・7）

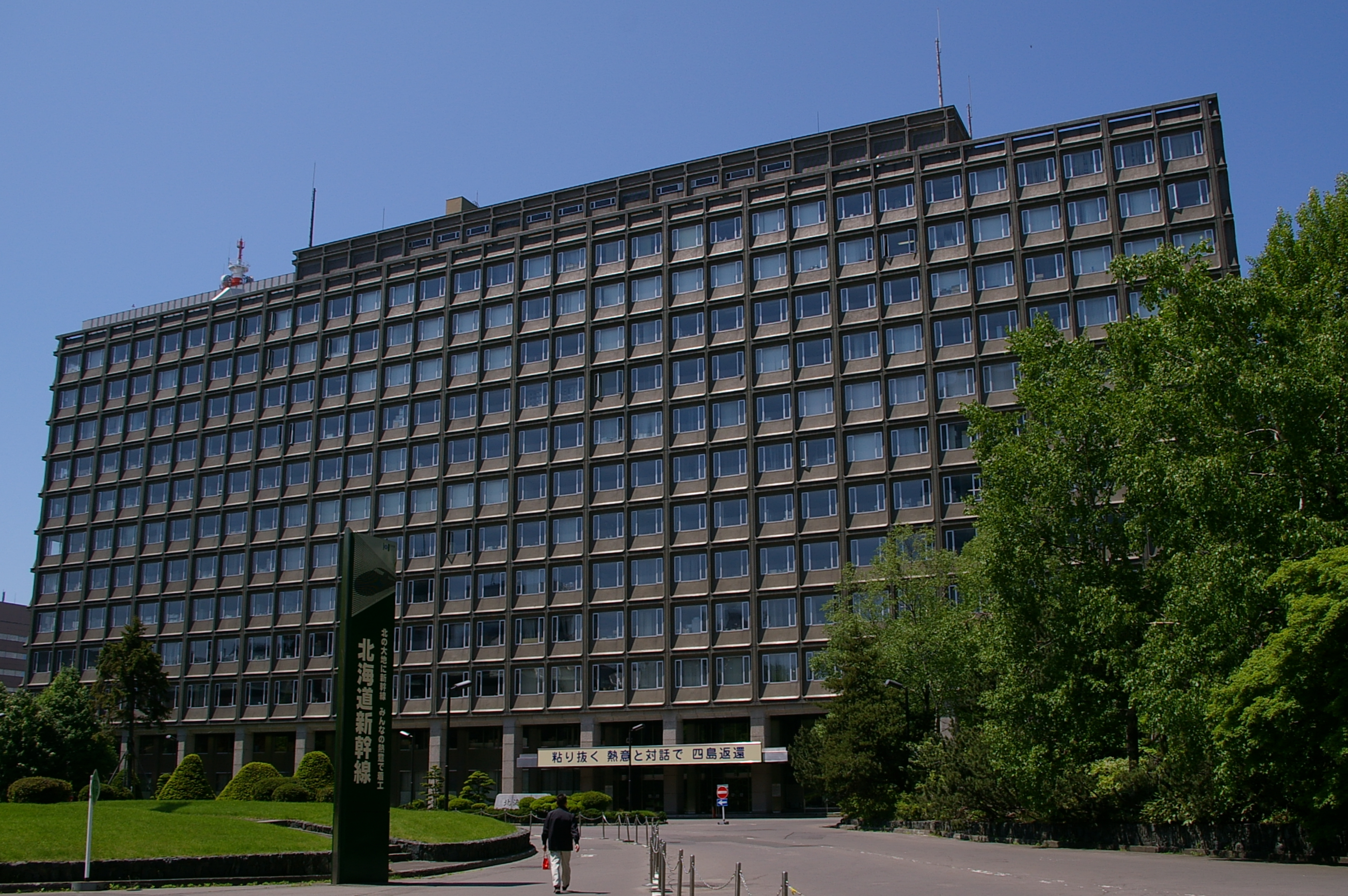
北海道庁本庁舎（2007年6月）
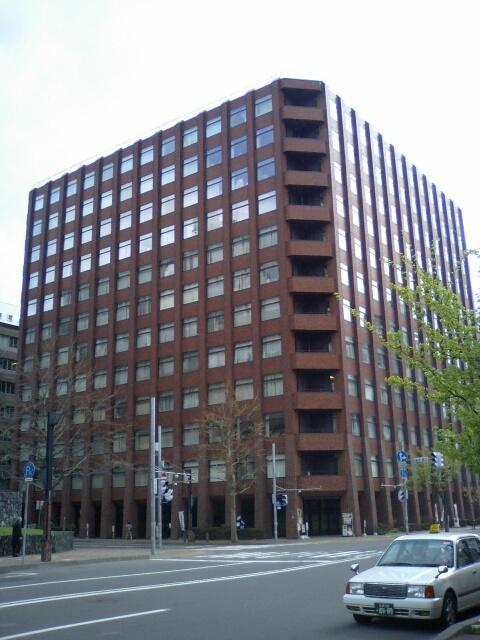
北海道庁別館（石狩振興局）（2007年6月）
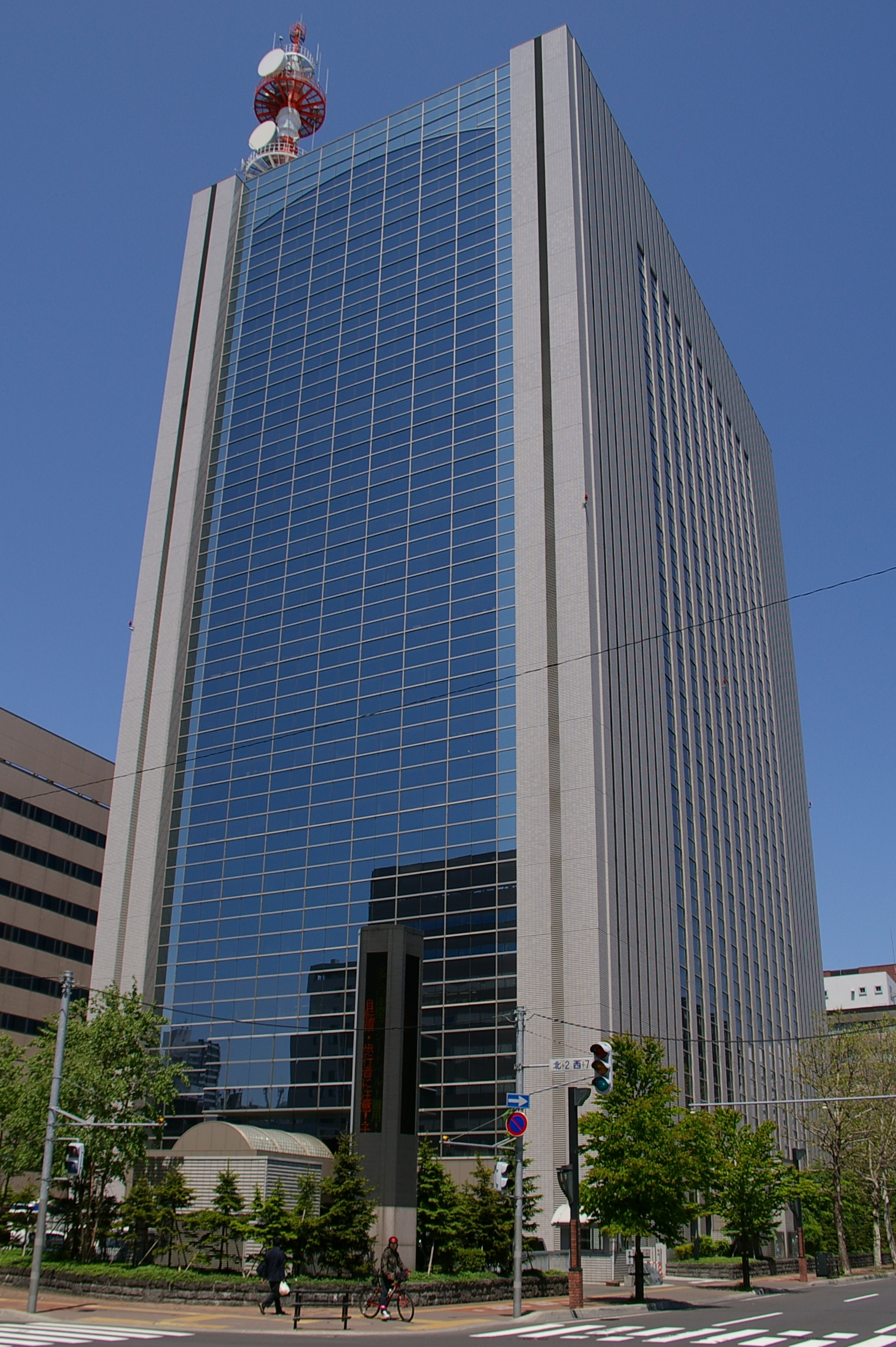
北海道警察本部庁舎（2007年6月）

### 裁判所
- 札幌高等裁判所
- 札幌地方裁判所
- 札幌家庭裁判所
- 札幌簡易裁判所
- 札幌検察審査会

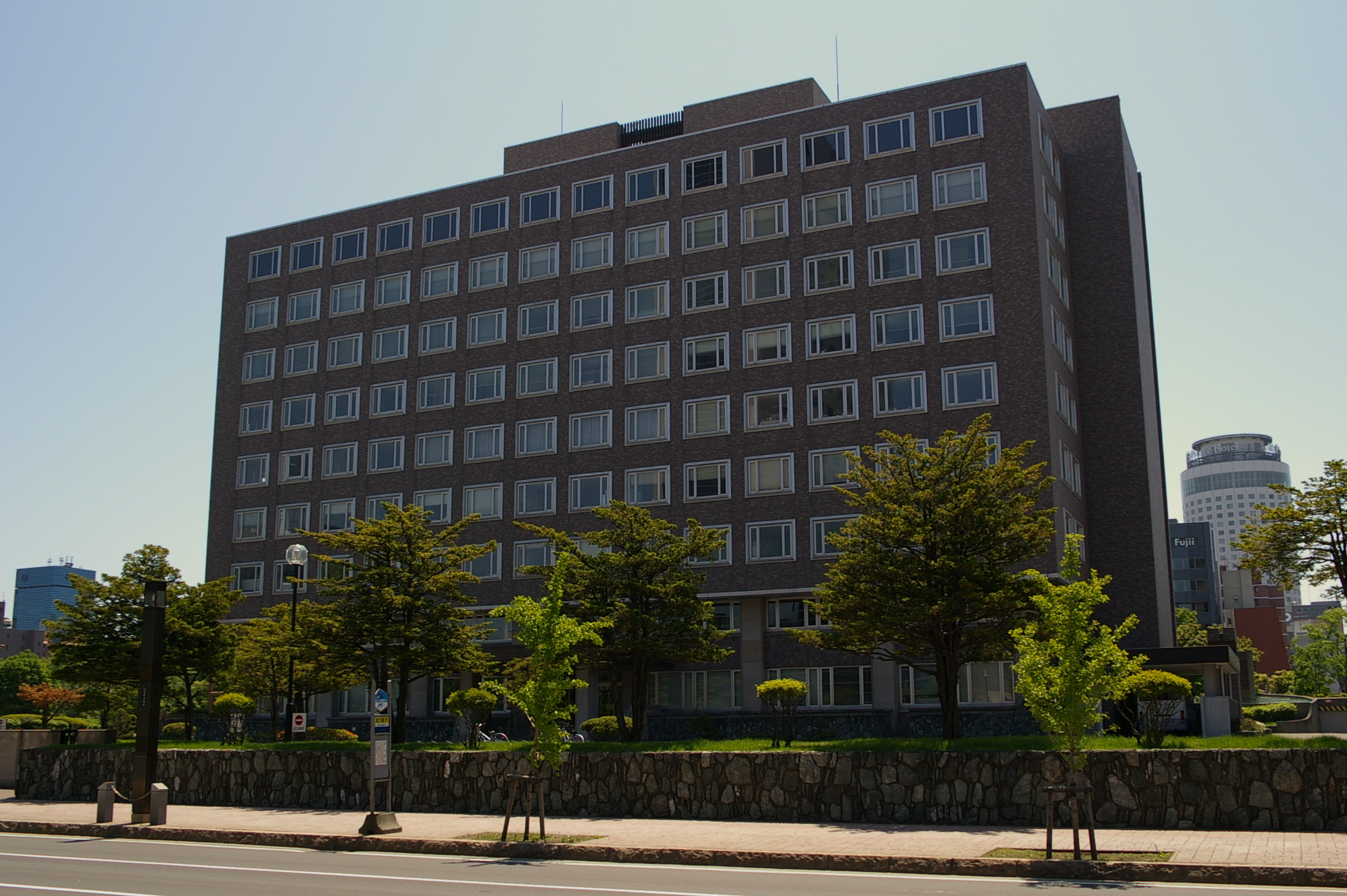
札幌高等・地方裁判所庁舎（2007年6月）
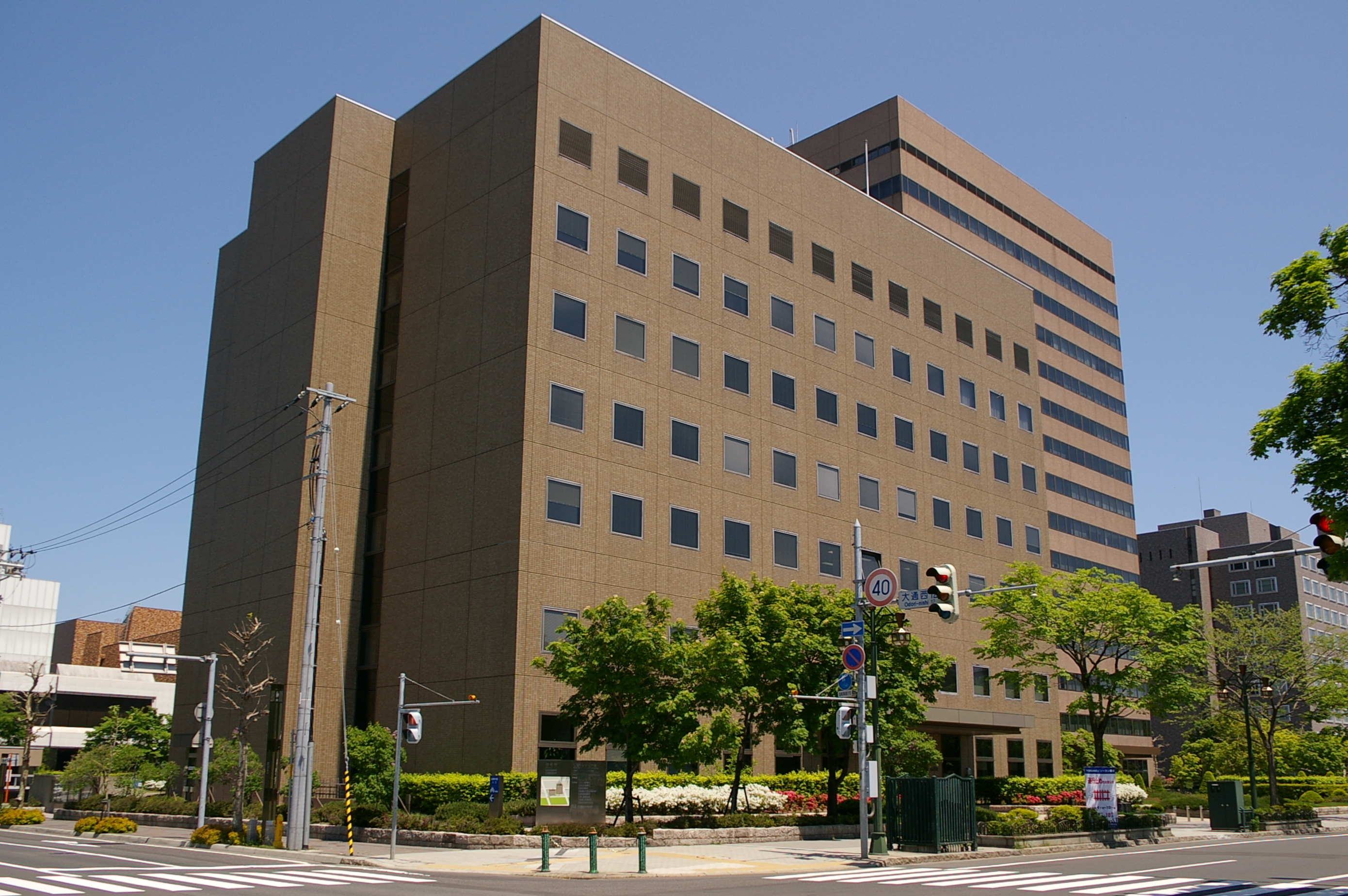
札幌第3合同庁舎司法棟（2007年6月）

### 独立行政法人・特殊法人等

#### 独立行政法人
- 北方領土問題対策協会札幌事務所
- 勤労者退職金共済機構
  - 建設業退職金共済事業本部北海道支部
  - 林業退職金共済事業本部北海道支部
- 労働者健康安全機構北海道産業保健総合支援センター
- 農林水産消費安全技術センター札幌センター
- 森林総合研究所森林整備センター東北北海道整備局・北海道水源林整備事務所
- 農畜産業振興機構札幌事務所
- 産業技術総合研究所北海道センター札幌大通サイト
- 日本貿易振興機構北海道貿易情報センター
- 中小企業基盤整備機構北海道本部
- 鉄道建設・運輸施設整備支援機構鉄道建設本部北海道新幹線建設局
- 自動車事故対策機構札幌主管支所
- 都市再生機構東日本都市再生本部札幌都市再生事務所
- 住宅金融支援機構北海道支店

#### 特殊法人等
- 東日本電信電話
  - 北海道事業部
    - 北海道支店

  - NTT東日本札幌病院
- 日本放送協会札幌放送局
- 日本郵便北海道支社
- 日本司法支援センター札幌地方事務所
- 日本たばこ産業北海道支社
- 日本政策金融公庫札幌支店
- 日本政策投資銀行札幌支店
- 日本銀行札幌支店
- 日本私立学校振興・共済事業団北海道会館「札幌ガーデンパレス」
- 日本年金機構
  - 札幌西年金事務所
  - 街角の年金相談センター札幌駅前
- 日本中央競馬会
  - 札幌競馬場
  - ウインズ札幌（A館・B館）
- 商工組合中央金庫札幌支店
- 北海道旅客鉄道
  - JR札幌病院
- 日本貨物鉄道北海道支社

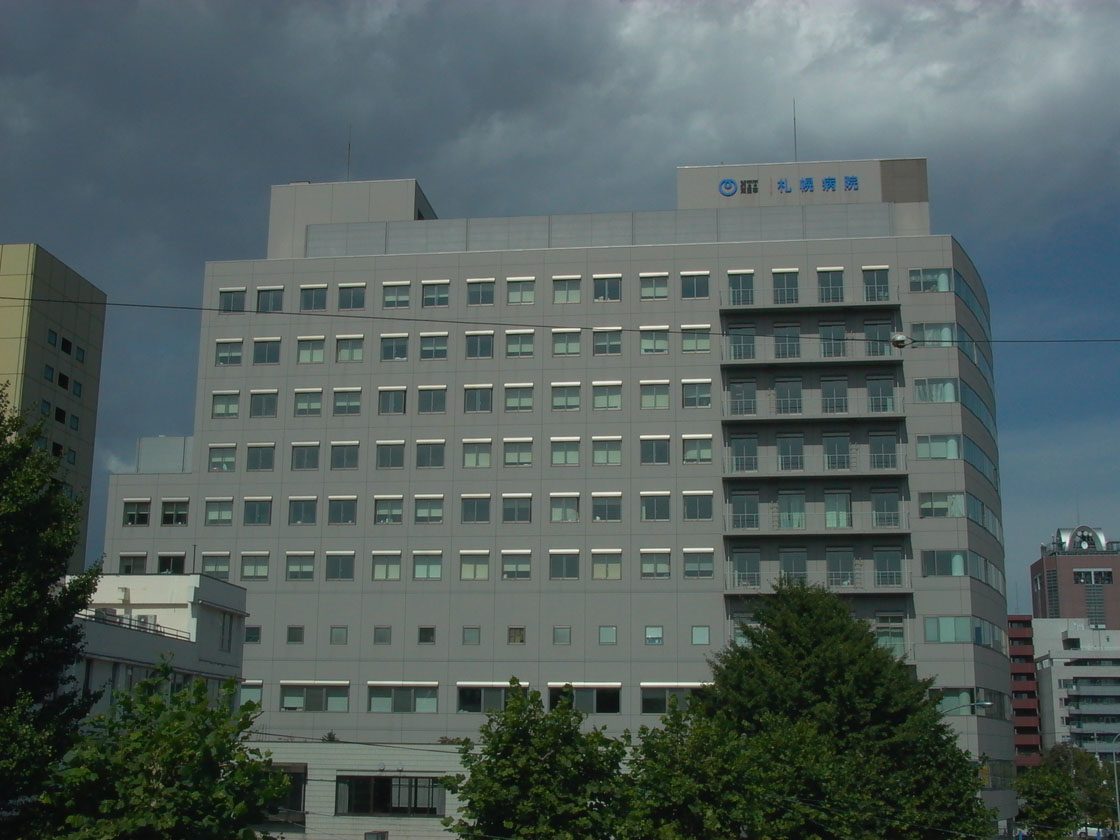
NTT東日本札幌病院（2009年9月）
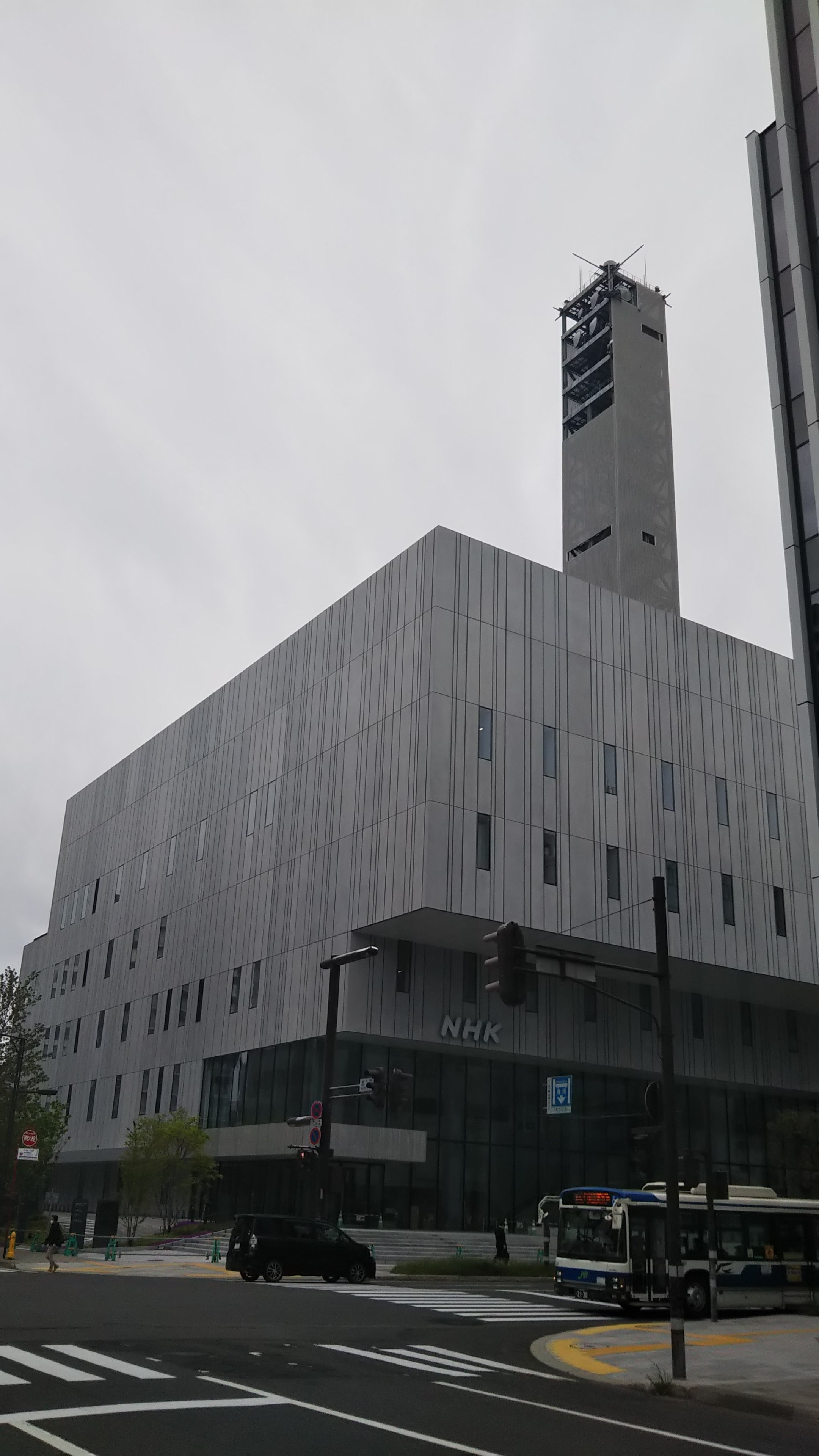
NHK札幌放送局（2021年6月）
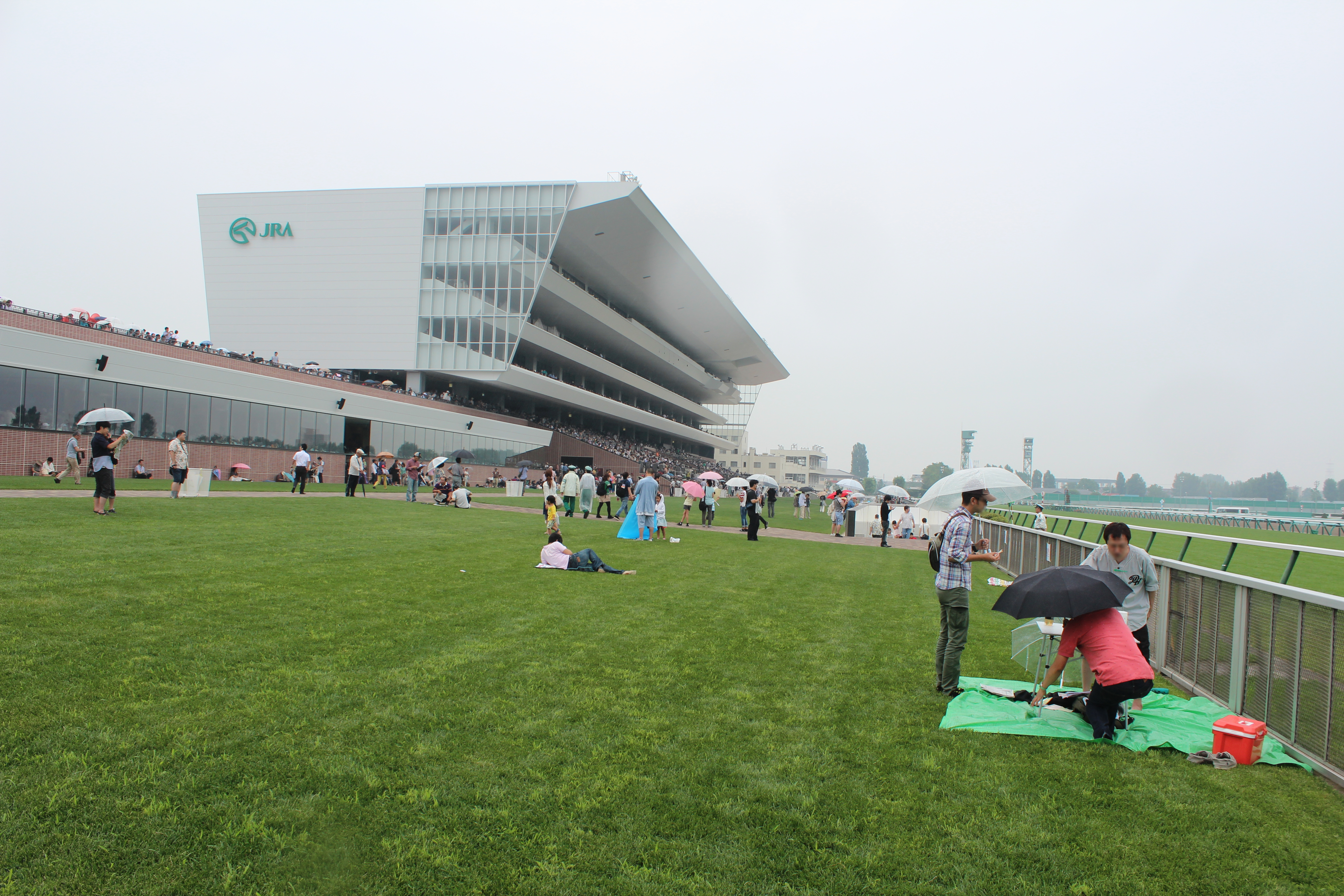
札幌競馬場スタンド（2014年7月）
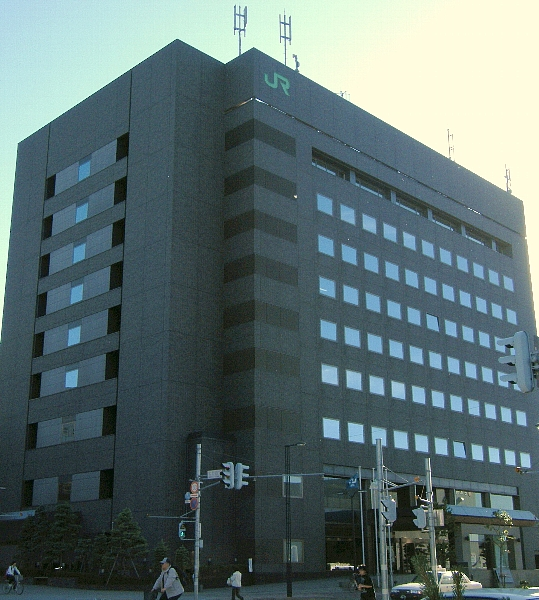
北海道旅客鉄道本社（2008年6月）
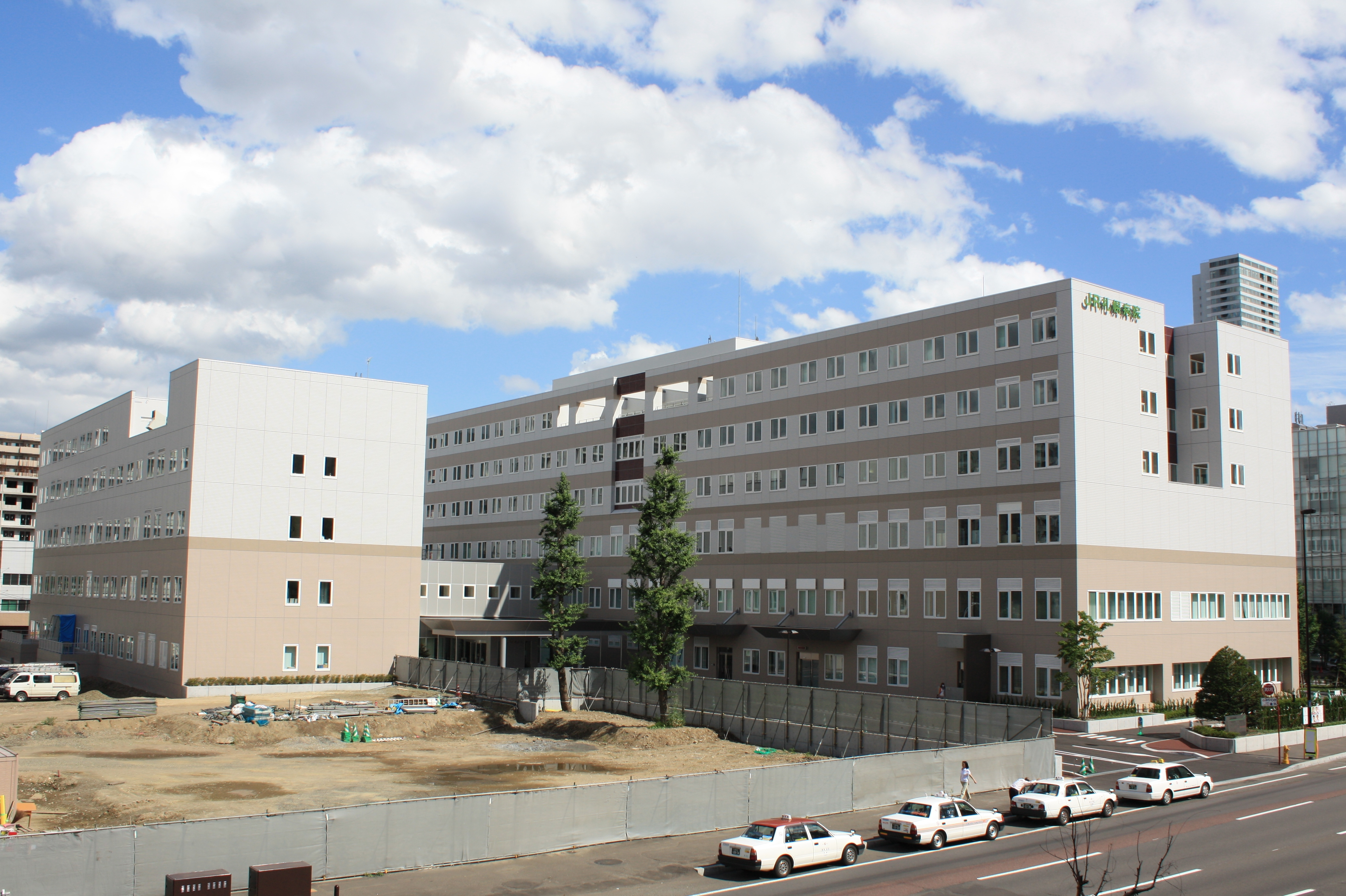
JR札幌病院（2009年8月）

## 公共施設
- 札幌市中央区民センター
- 札幌市保健所
- 札幌市中央保健センター・札幌市中央健康づくりセンター
- 札幌市中央区土木センター
- 札幌市北部市税事務所（アスティ45内）
- 札幌市中央市税事務所（サッポロファクトリー内）
- 札幌市水道局中央料金センター
- 藻岩浄水場
- 札幌市旭山公園通地区センター
- 札幌市若者支援施設 Youth+
- 札幌市社会福祉総合センター
- 札幌市子育て支援総合センター（札幌市立資生館小学校）
- 札幌市児童福祉総合センター・はるにれ学園
- 札幌市視聴覚障がい者情報センター
- あいワーク中央（中央区役所内）
- 札幌市シルバー人材センター中央支部
- あけぼのアート&コミュニティセンター[6]
- 市民活動センター星園[7]

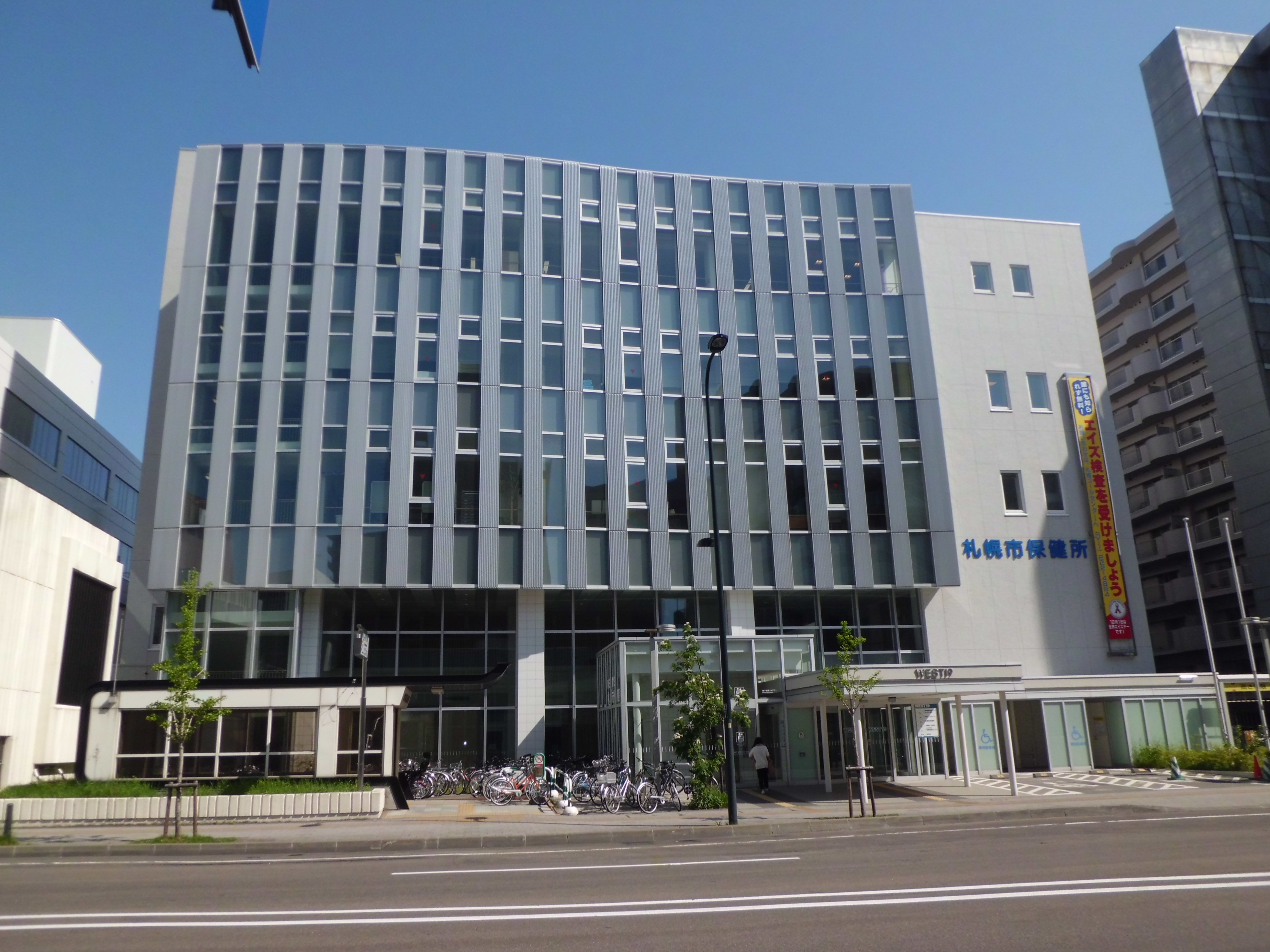
札幌市保健所（2013年6月
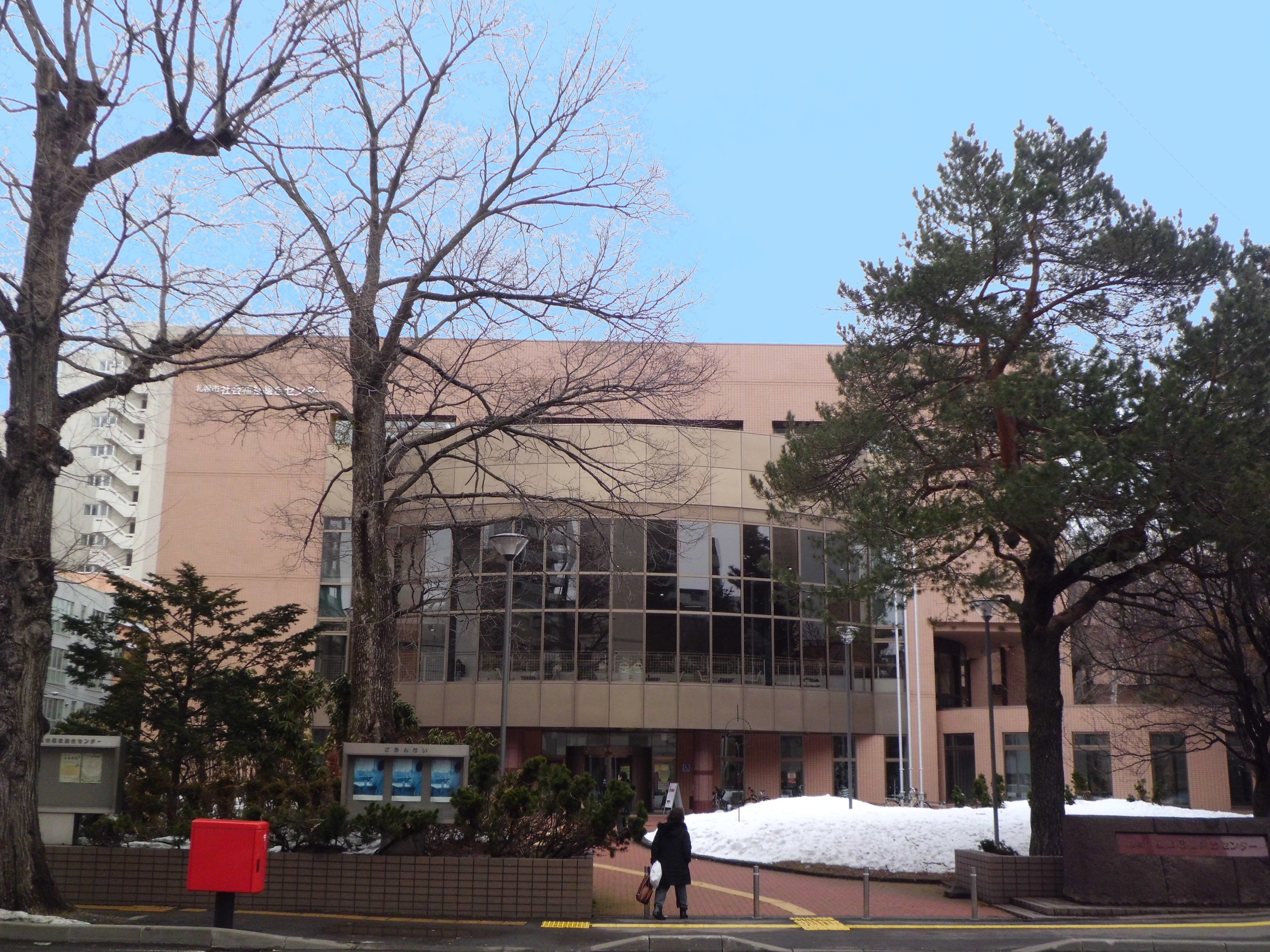
札幌市社会福祉総合センター（2015年3月）
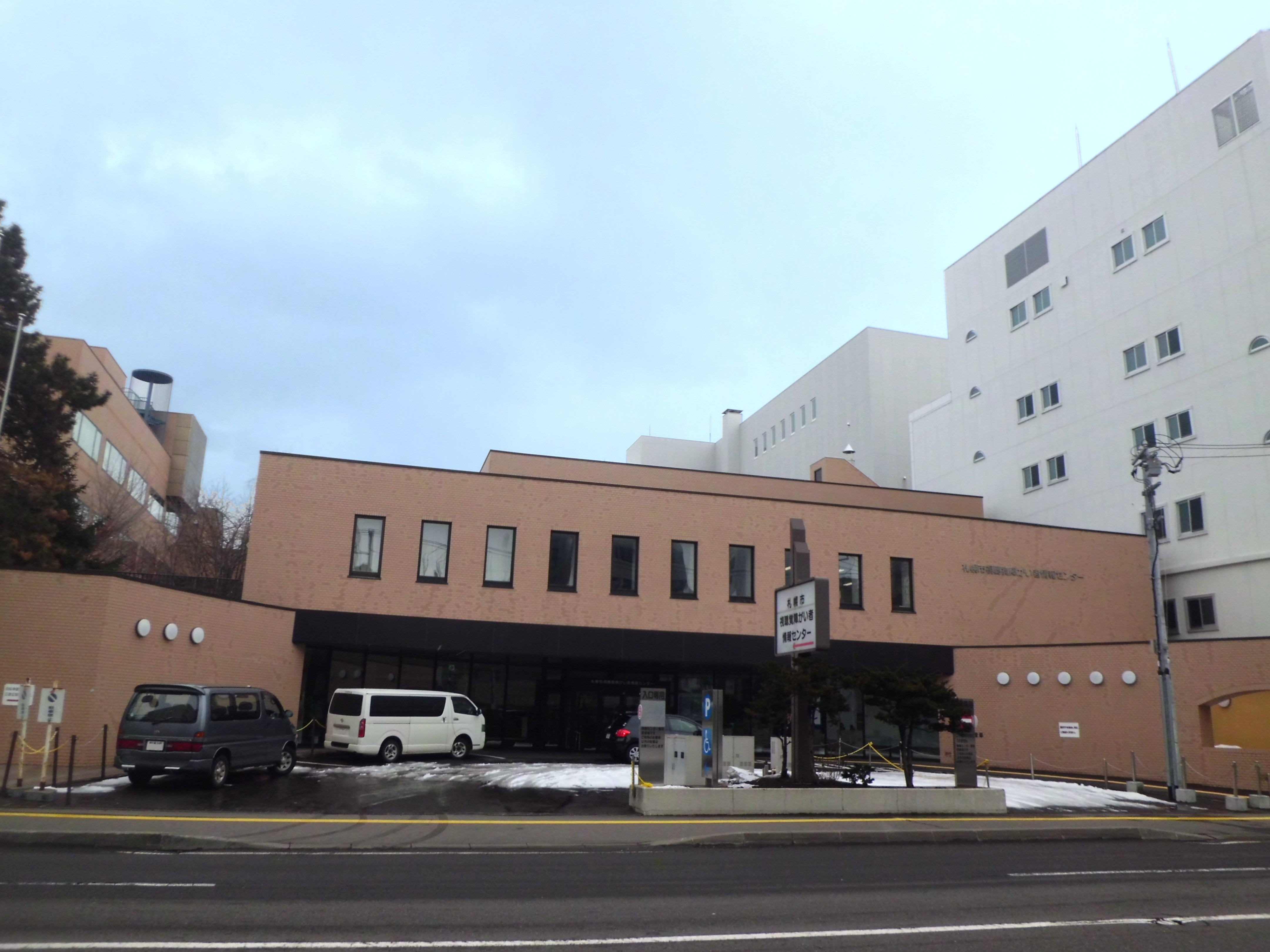
札幌市視聴覚障がい者情報センター（2015年3月）
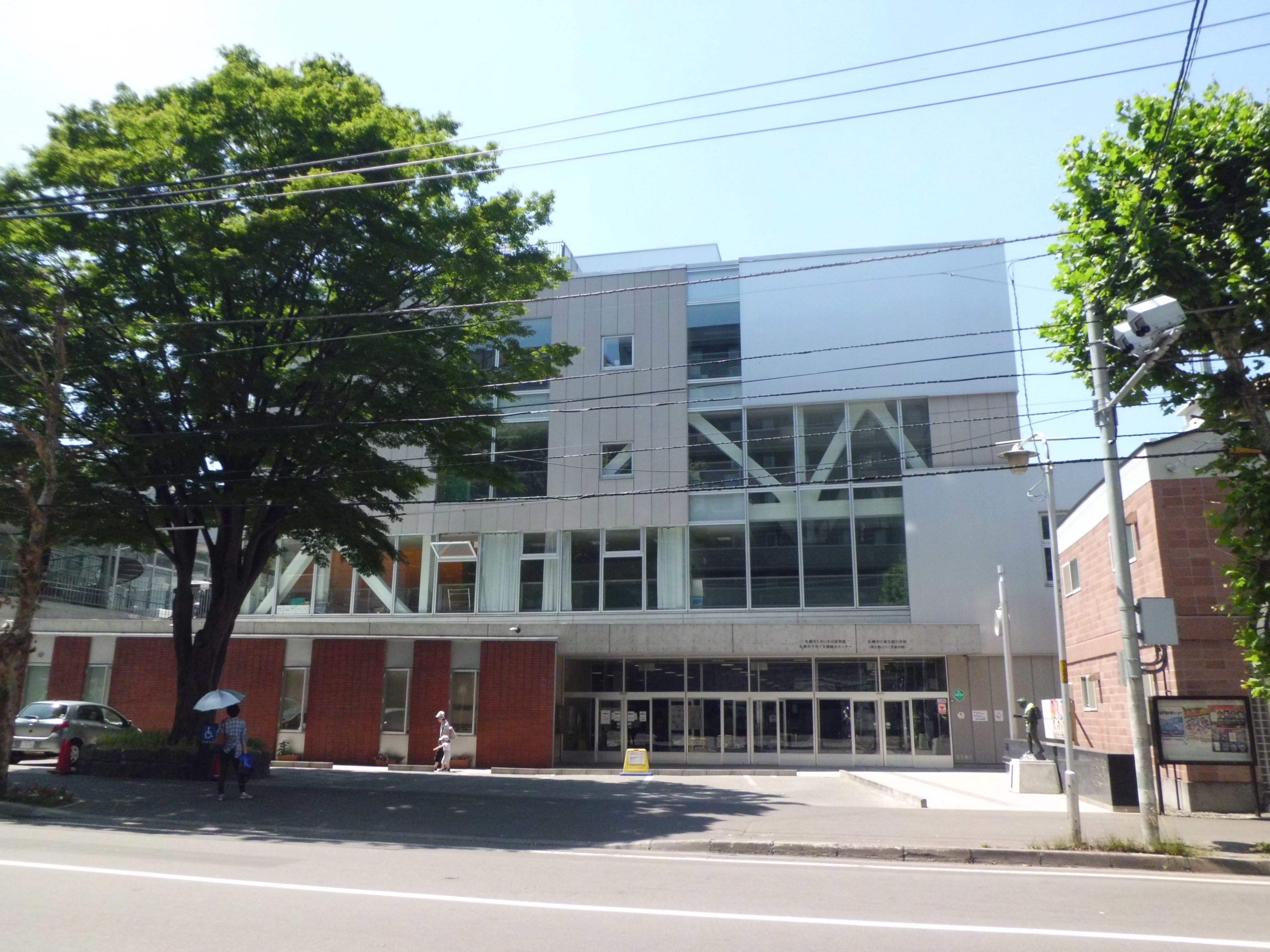
札幌市子育て支援総合センター（札幌市立資生館小学校）（2013年7月）
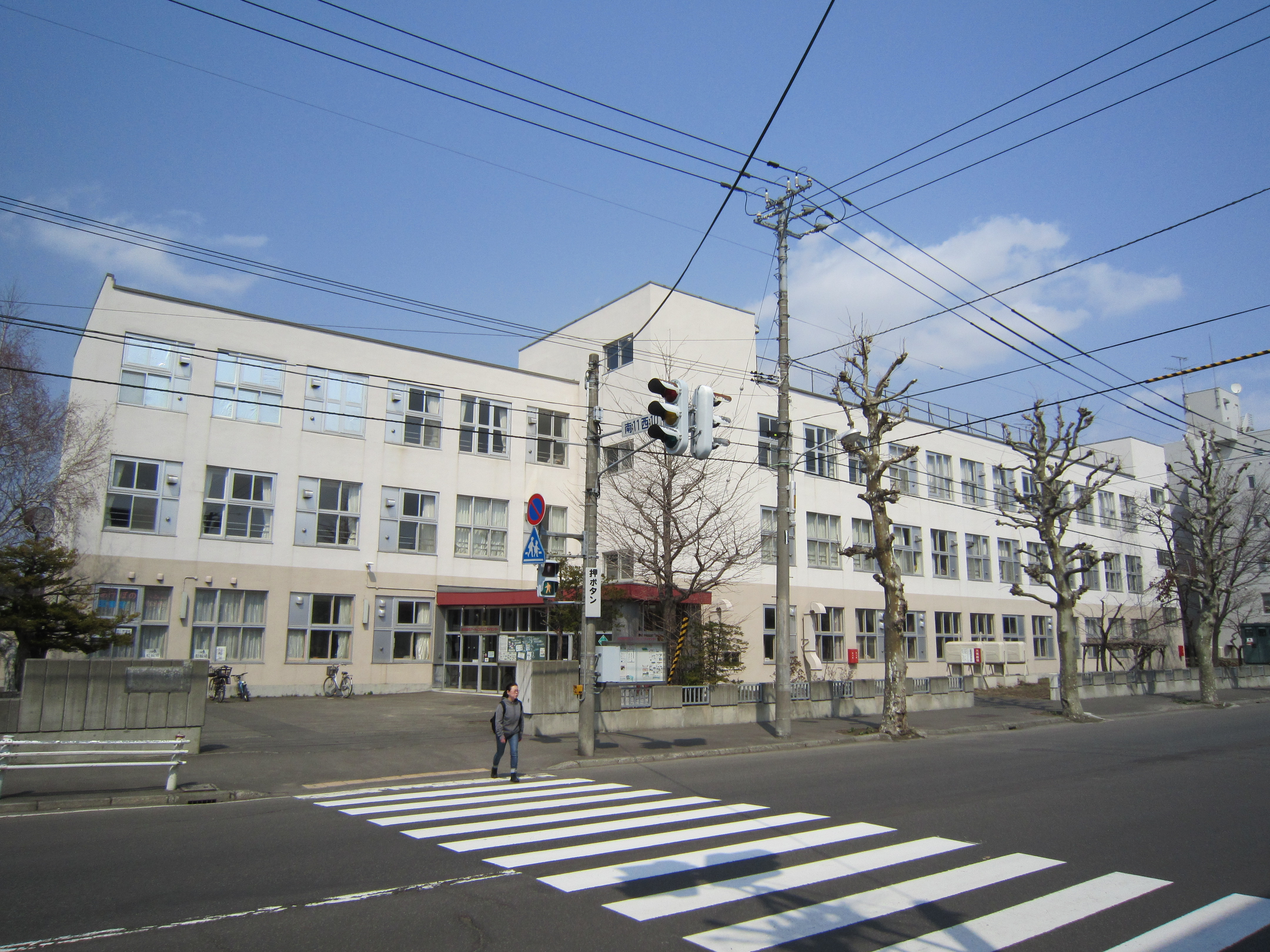
あけぼのアート&コミュニティセンター（2017年4月）
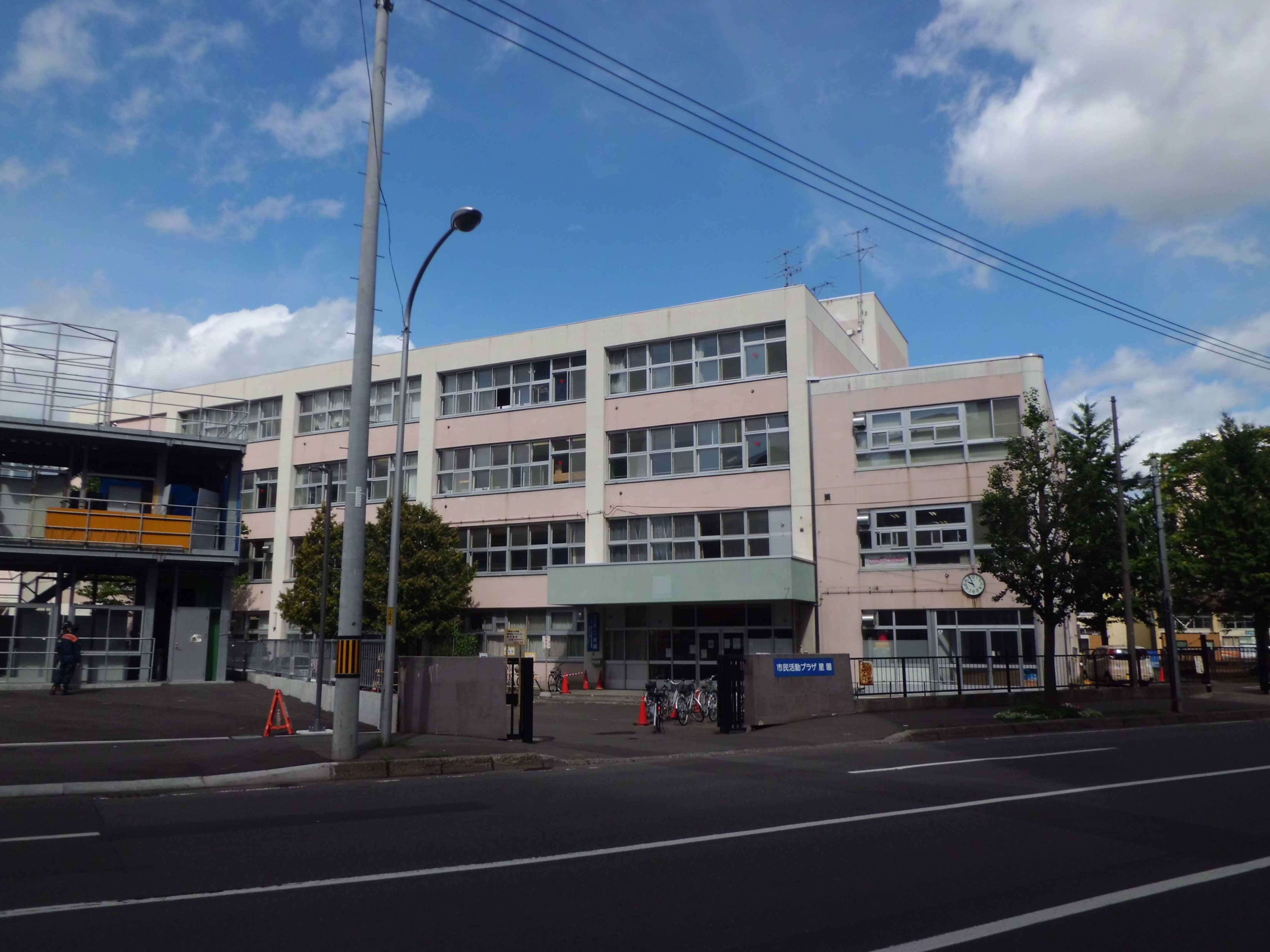
市民活動プラザ星園（2013年9月）

### 公文書館・図書館
- 札幌市公文書館
- 札幌市図書館[8]
  - 中央図書館、図書・情報館、大通カウンター、中央区民センター図書室、旭山公園通地区センター図書室

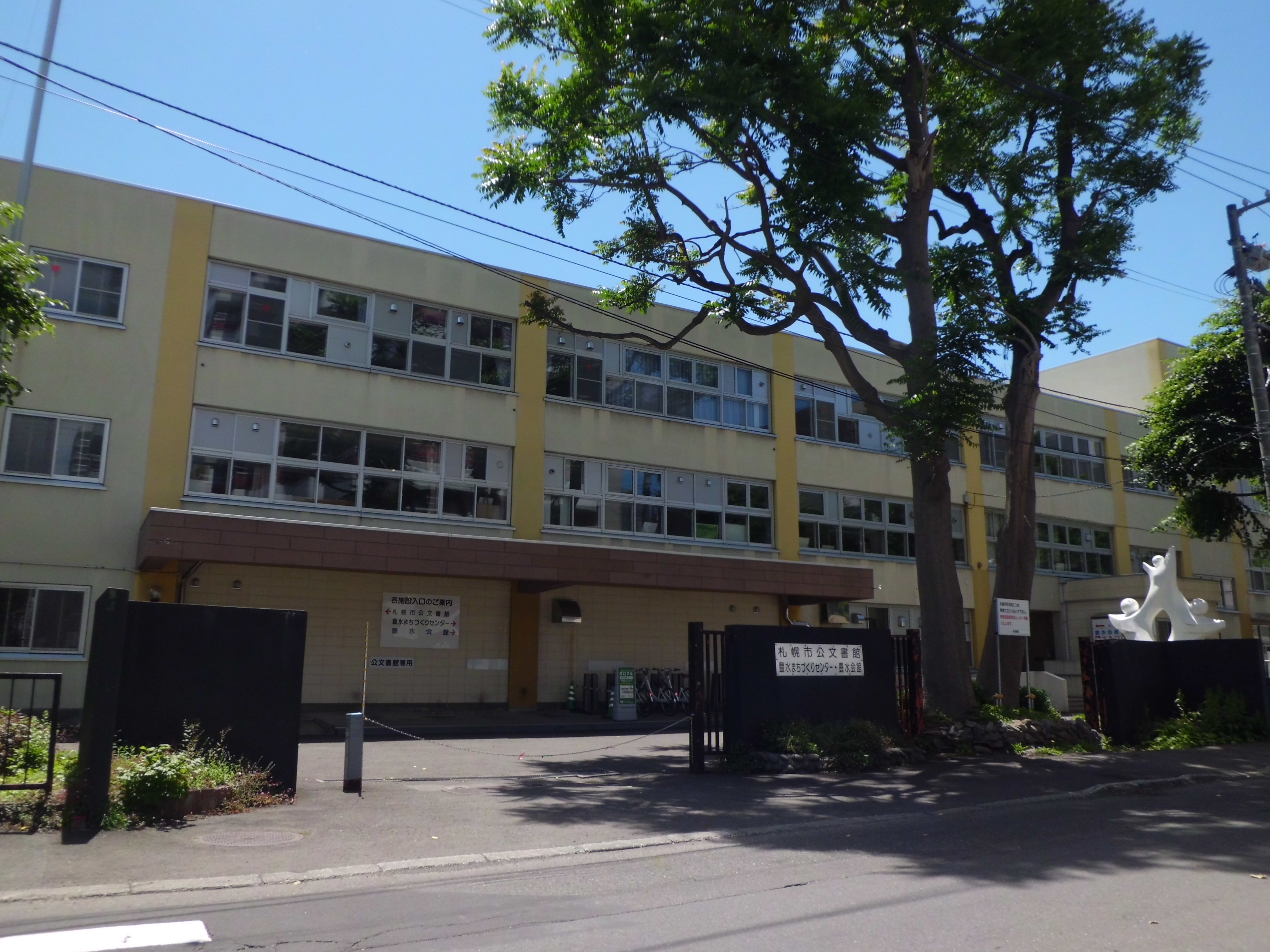
札幌市公文書館（2014年6月）
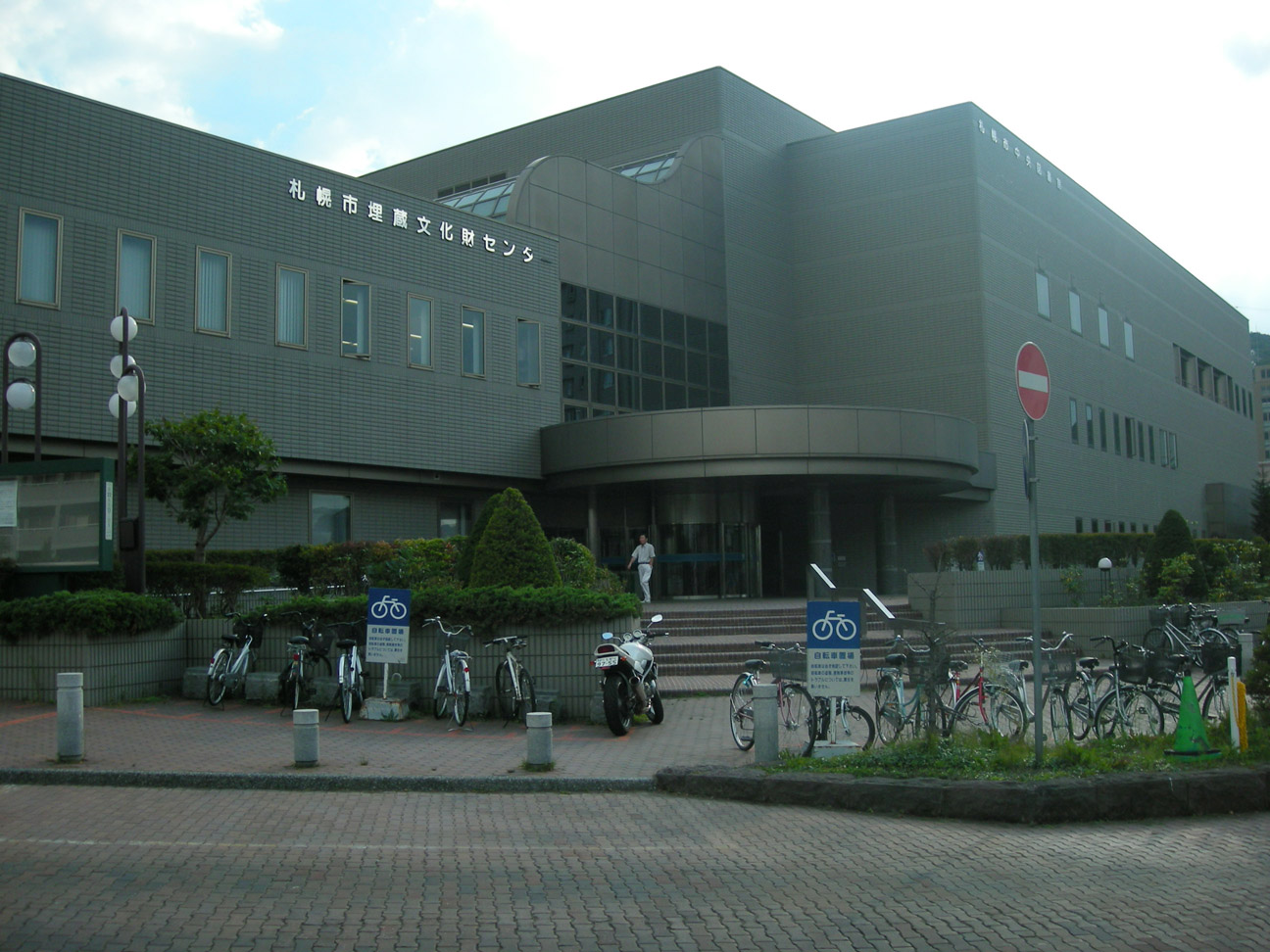
札幌市埋蔵文化財センター・札幌市中央図書館（2007年8月）

### 美術館・博物館
- 北海道立近代美術館
- 北海道立三岸好太郎美術館
- 北海道立アイヌ総合センター
- 札幌市資料館
- 500m美術館
- 北海道立文学館
- 渡辺淳一文学館
- 札幌市埋蔵文化財センター
- 札幌市水道記念館
- 札幌オリンピックミュージアム
- 本郷新記念札幌彫刻美術館

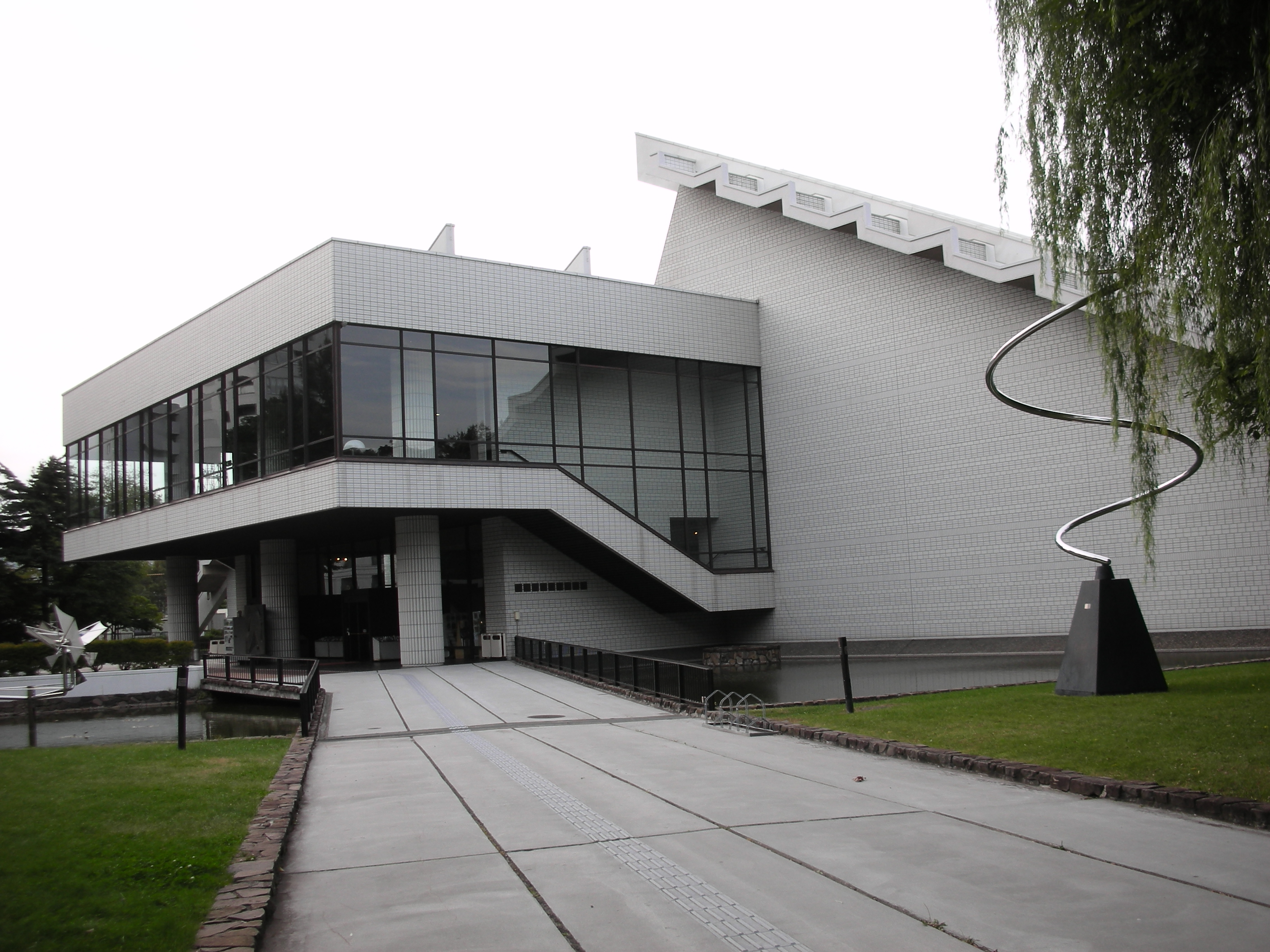
北海道立近代美術館（2010年9月）
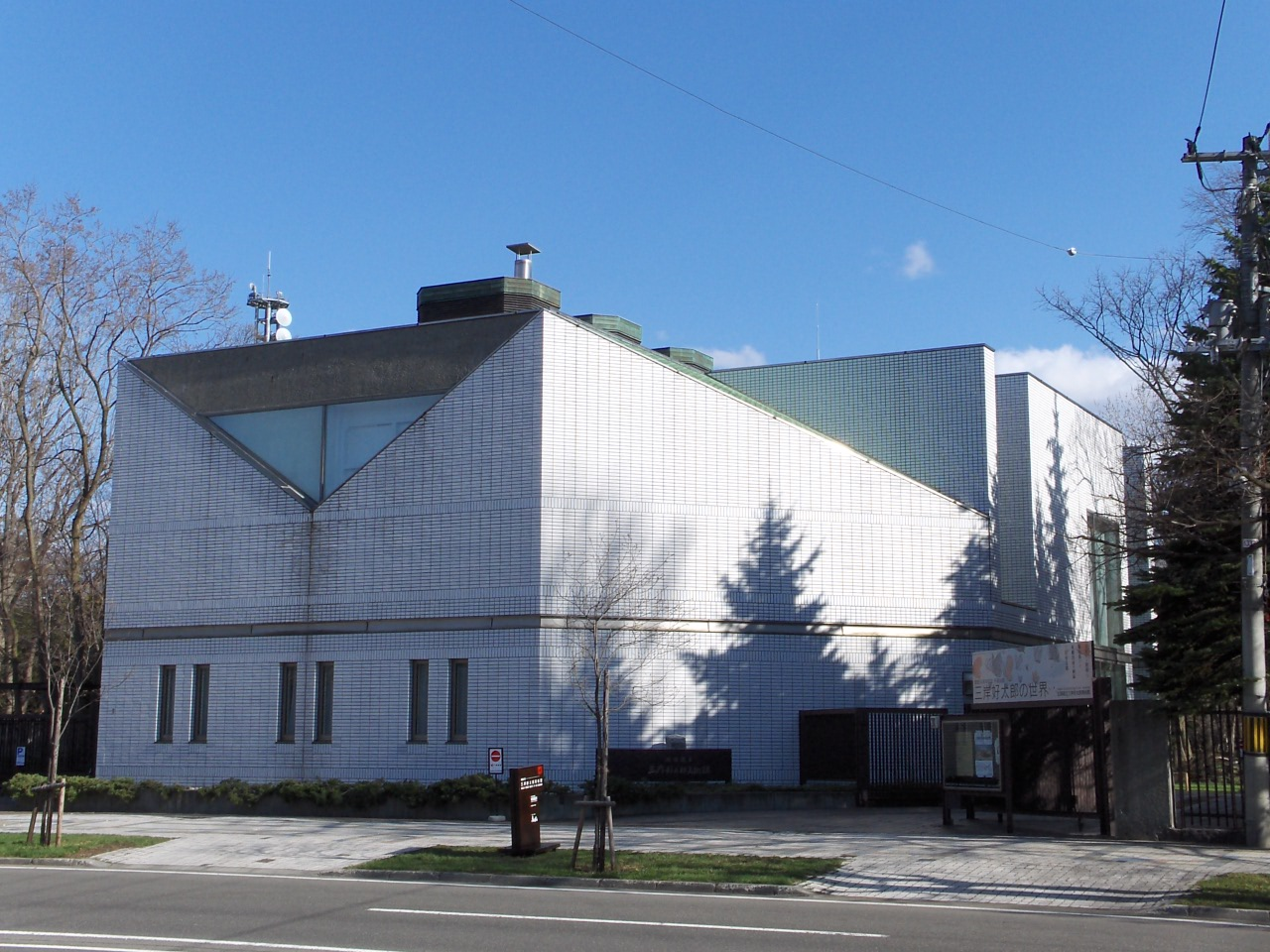
北海道立三岸好太郎美術館（2008年1月）
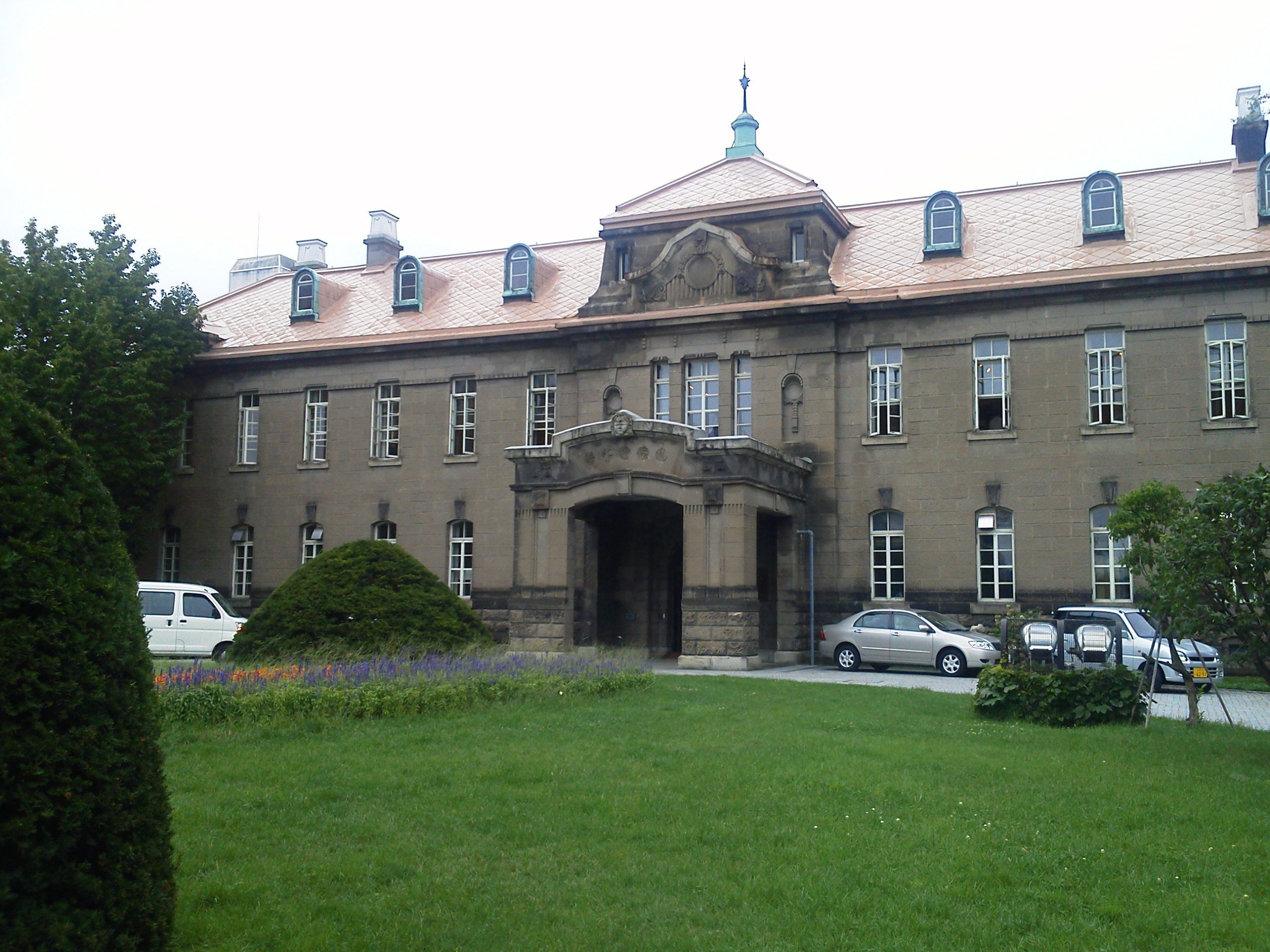
札幌市資料館（2011年9月）
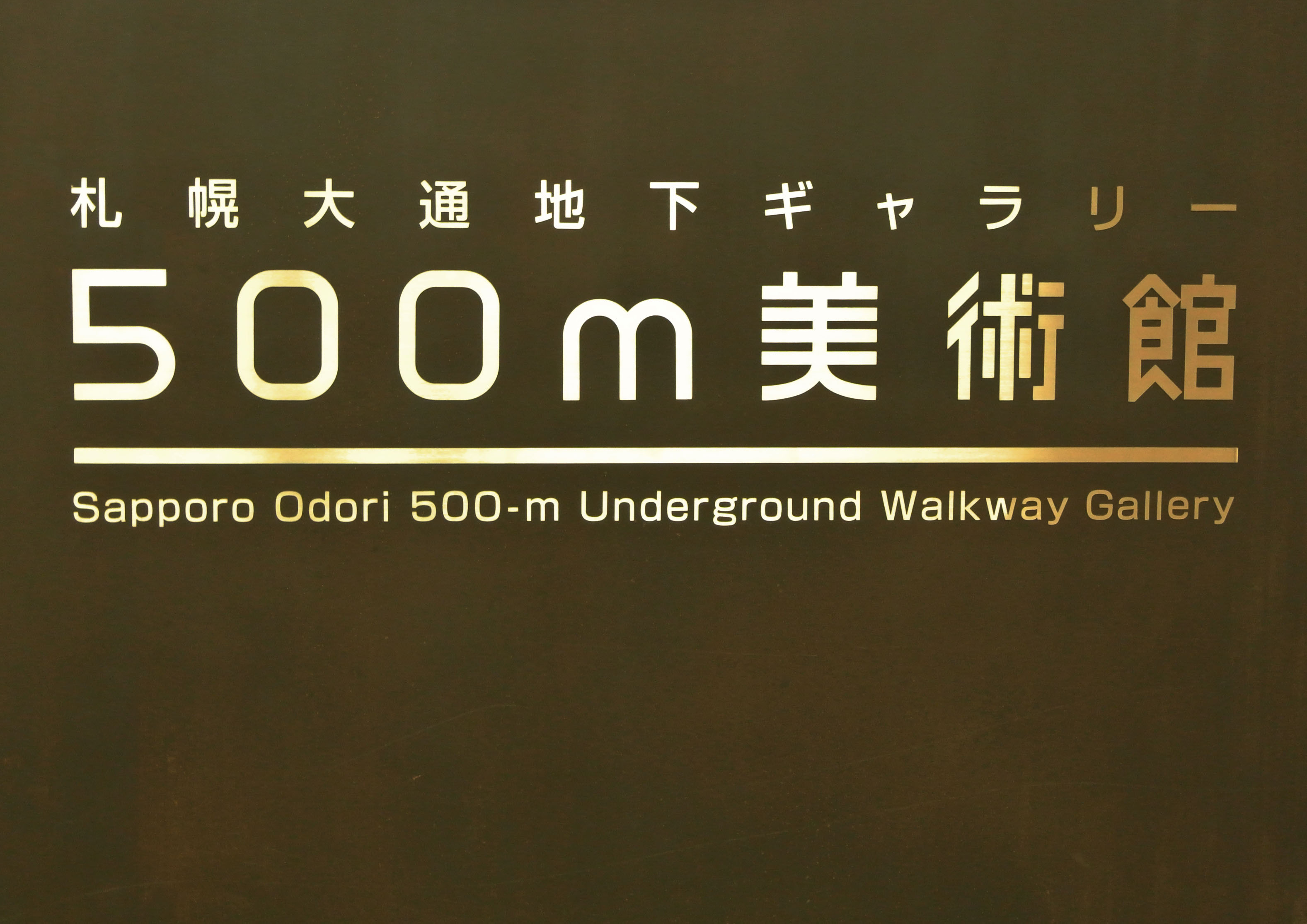
500m美術館ロゴ（2012年11月）
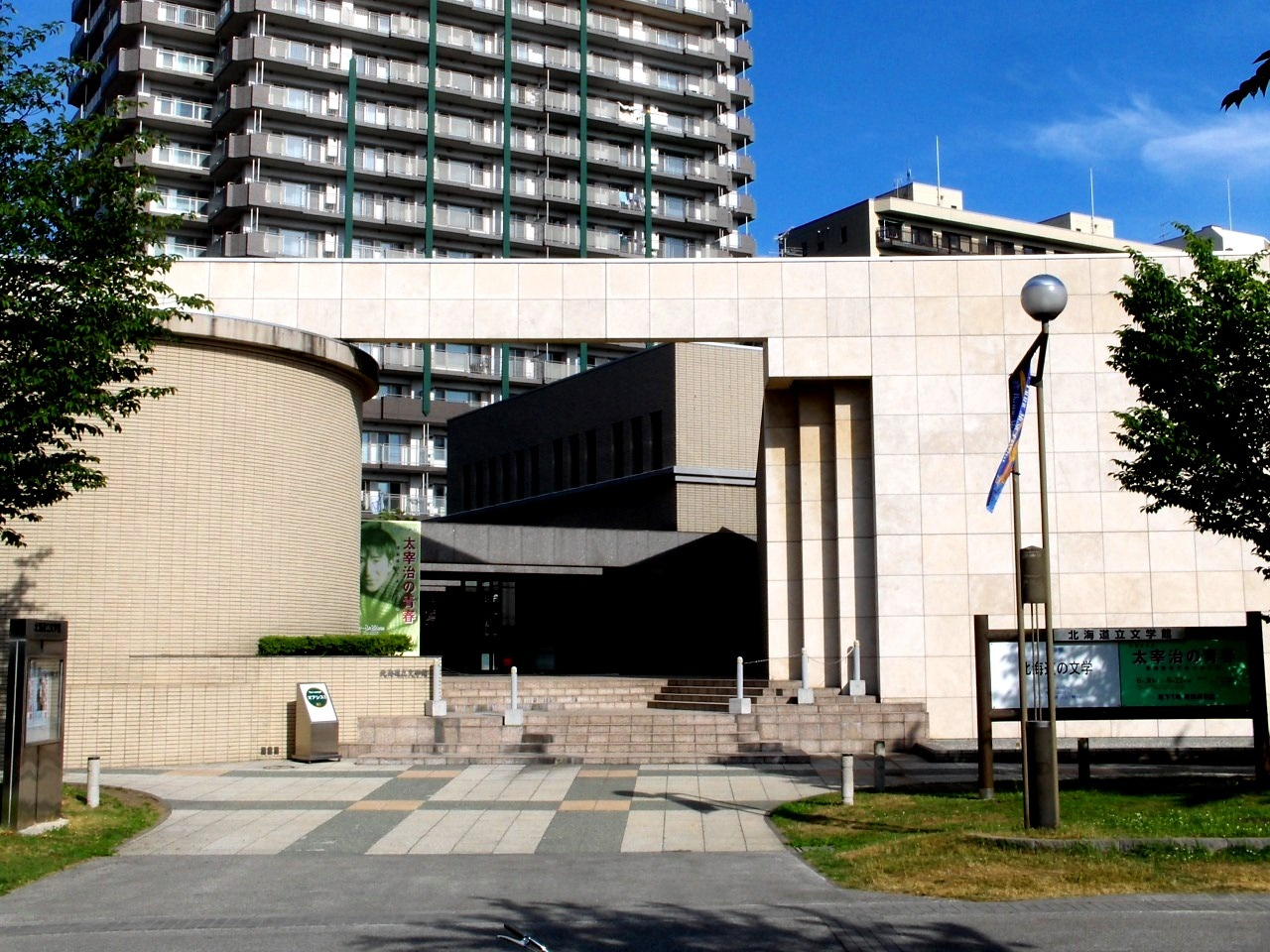
北海道立文学館（2007年1月）
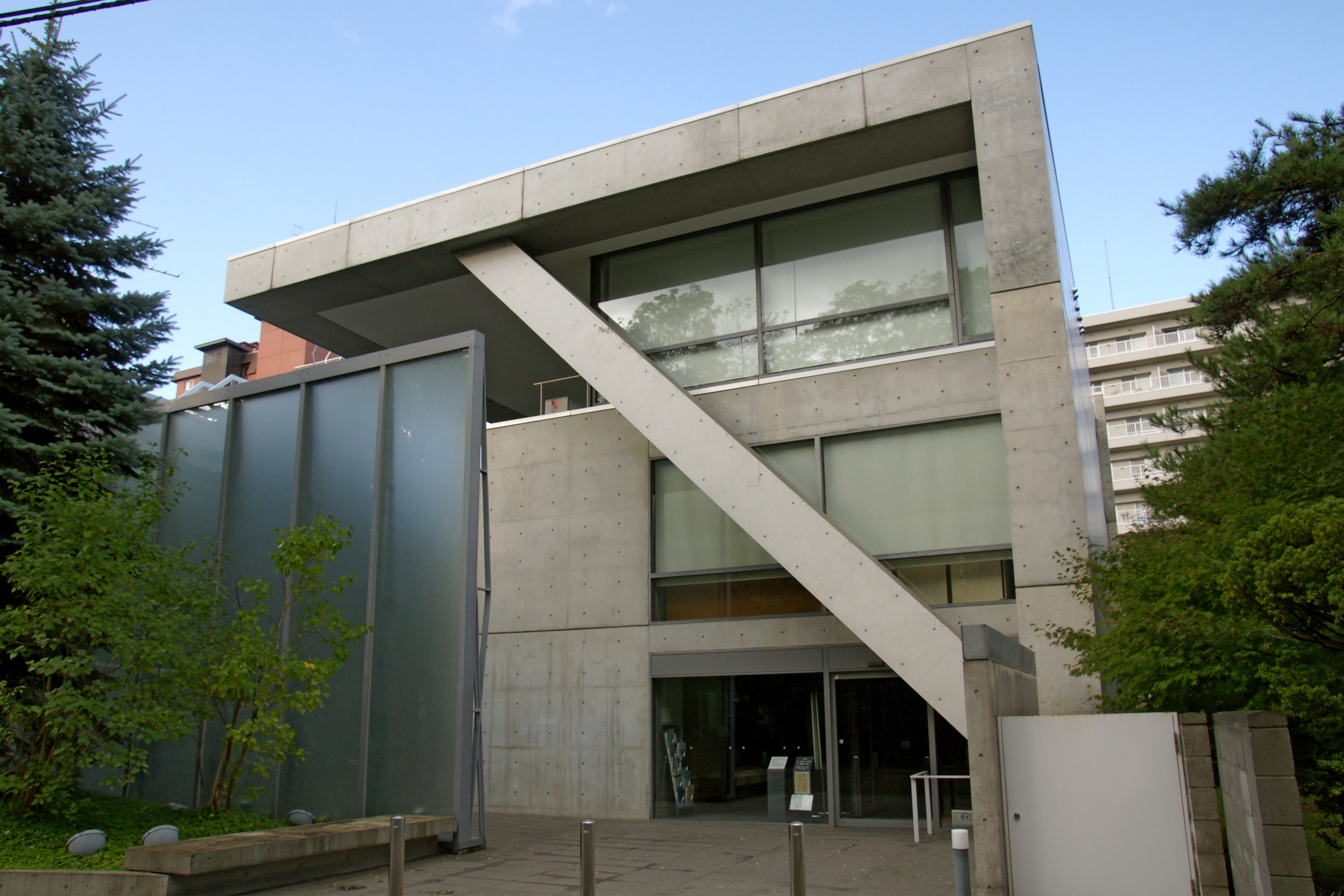
渡辺淳一文学館（2009年10月）
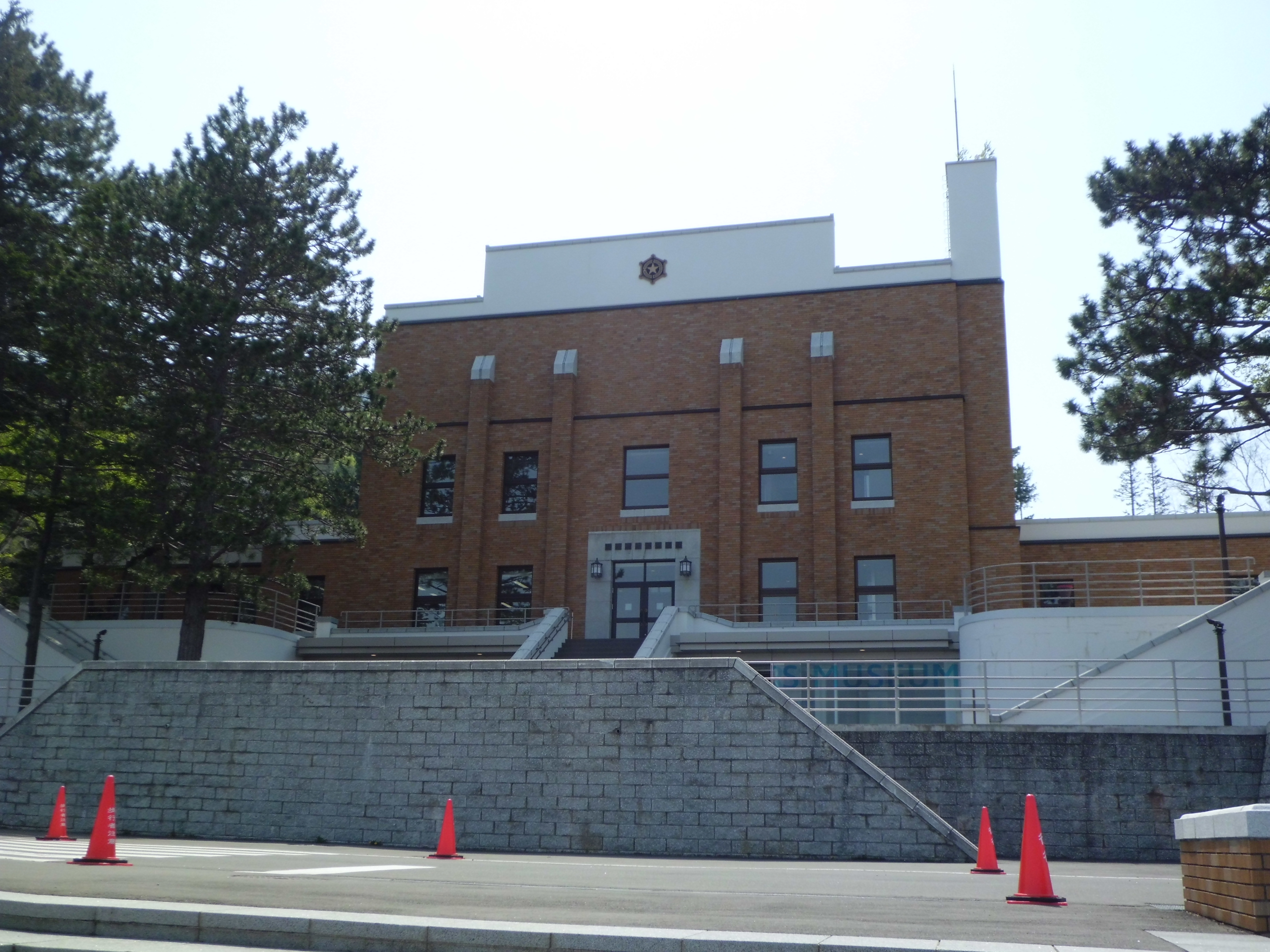
札幌市水道記念館（2015年5月）

### 文化施設
- 札幌文化芸術劇場 (hitaru)
- 札幌市教育文化会館
- 札幌市民ホール（カナモトホール）
- 道新ホール
- 共済ホール
- サッポロファクトリーホール
- 北海道立道民活動センター（かでる2・7）
- cube garden
- ザ・ルーテルホール
- Zepp Sapporo
- 札幌市こども人形劇場こぐま座
- 札幌コンサートホールKitara

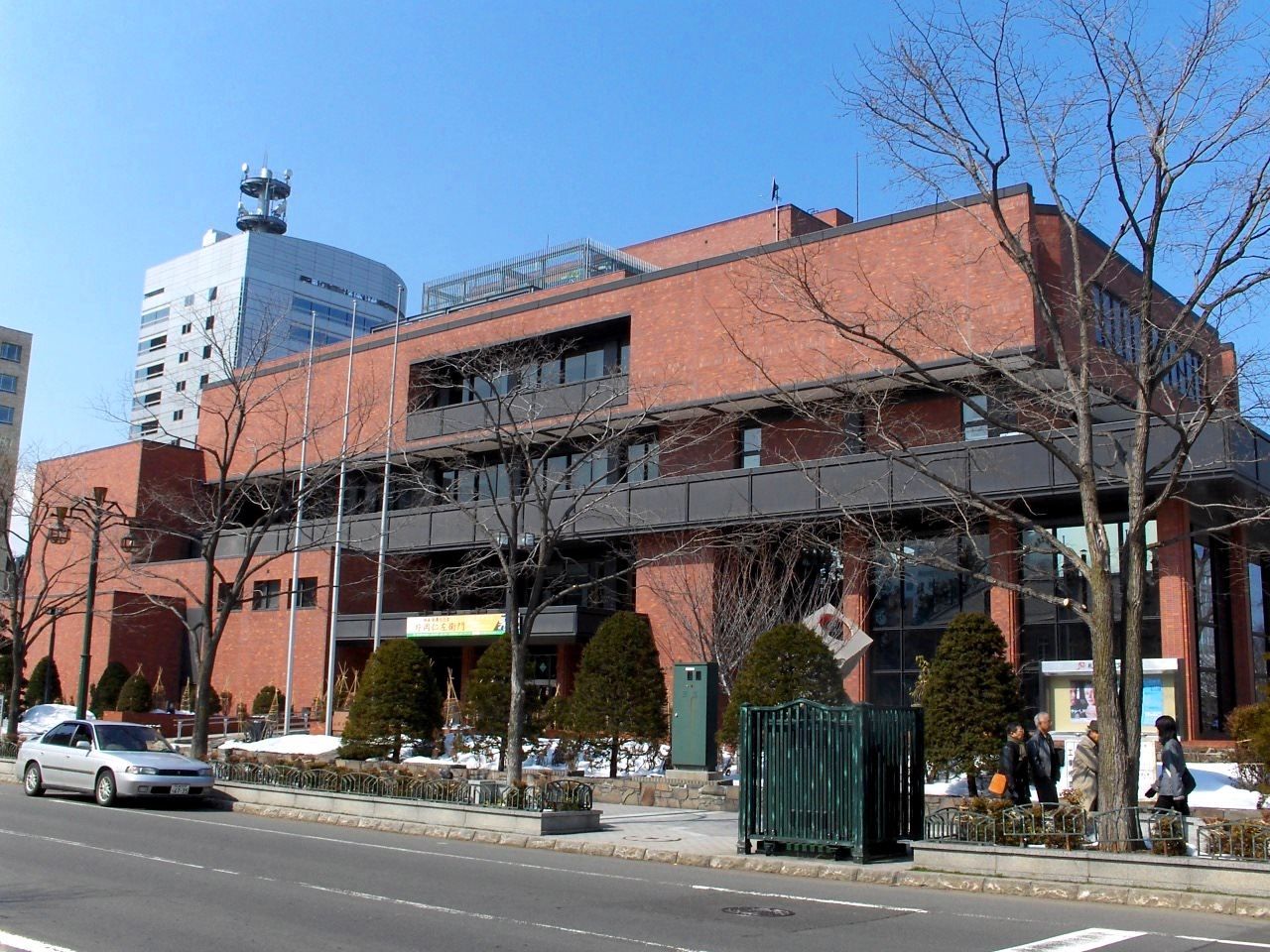
札幌市教育文化会館（2007年3月）
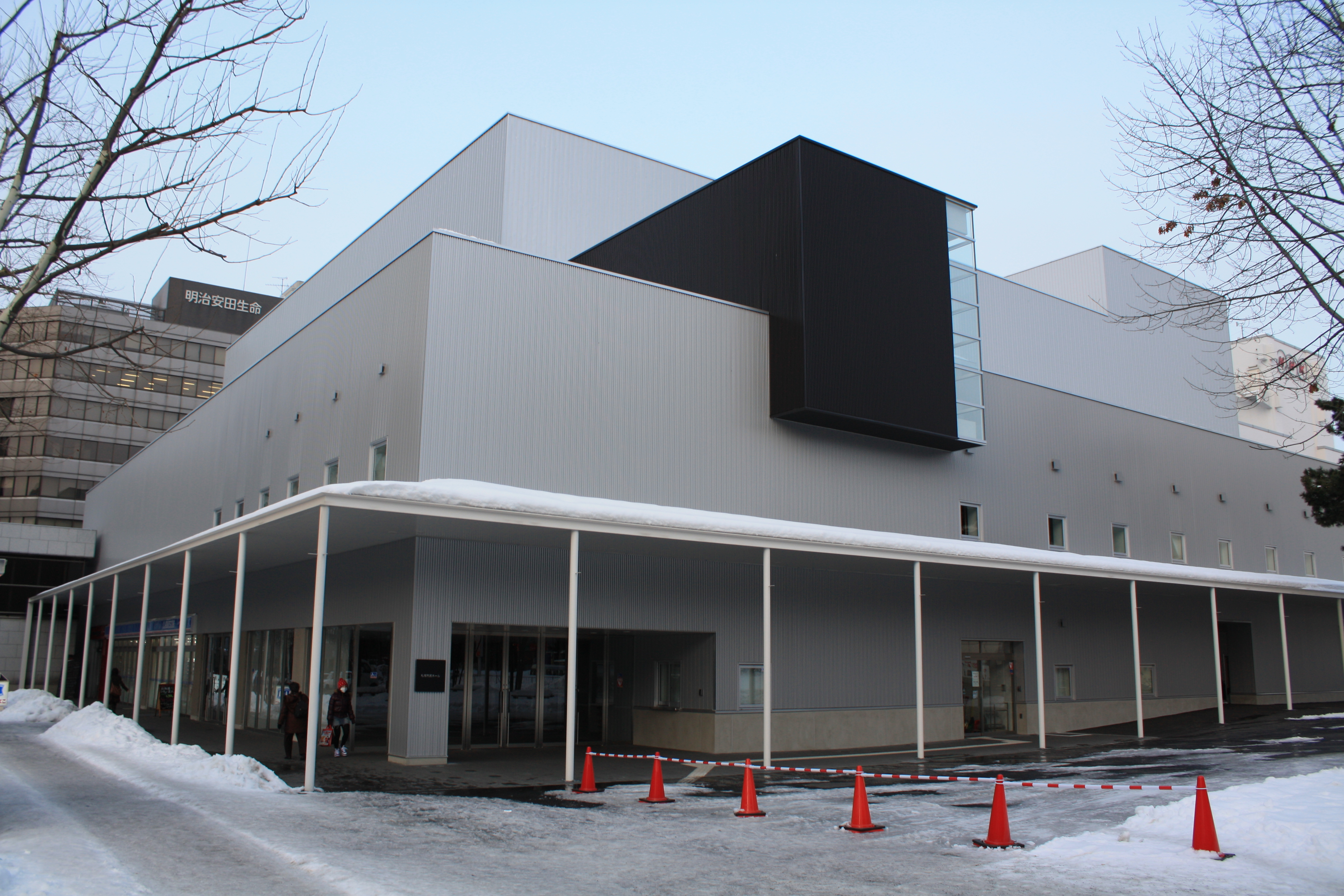
カナモトホール（2009年1月）
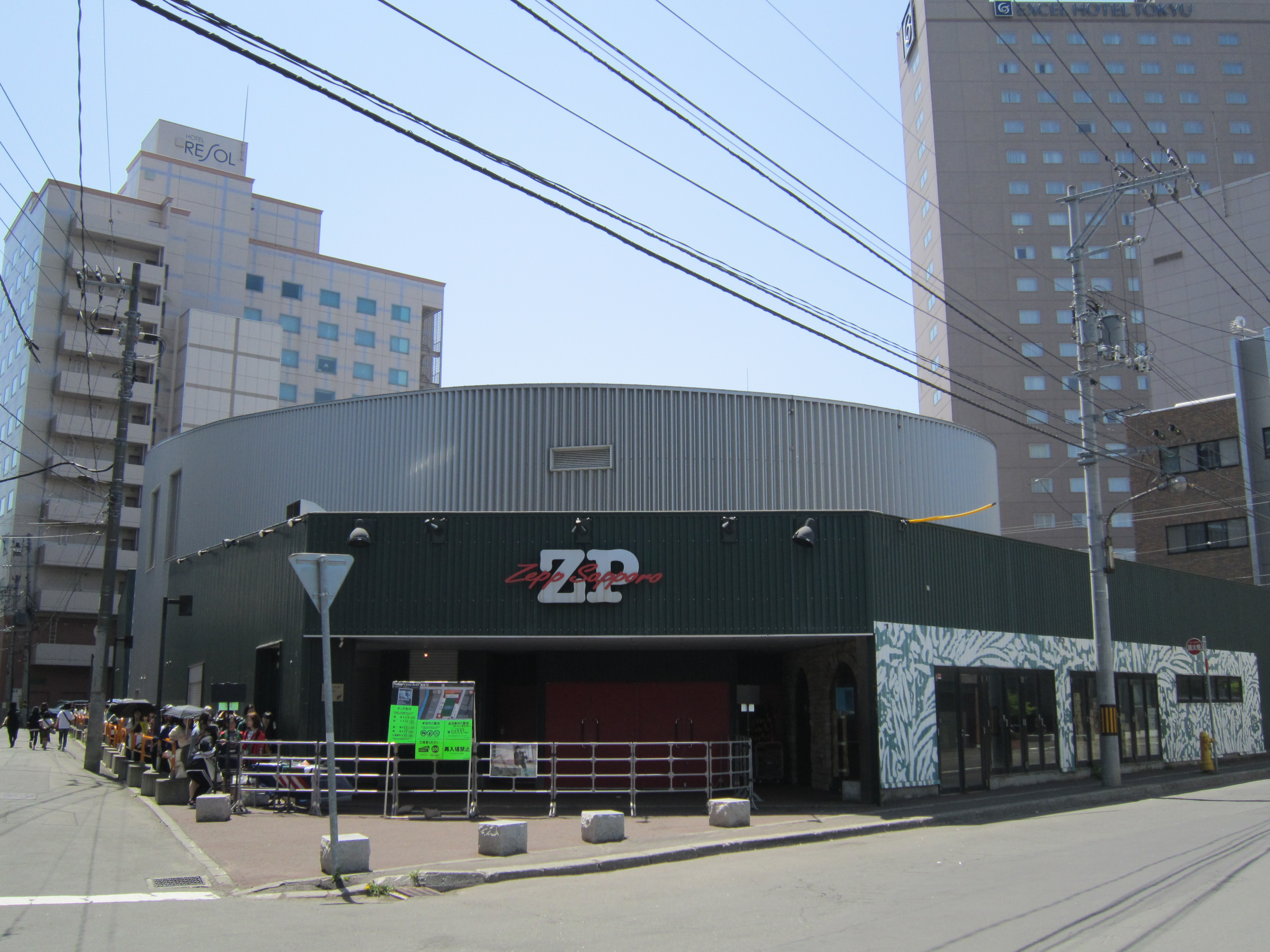
Zepp Sapporo（2019年5月）
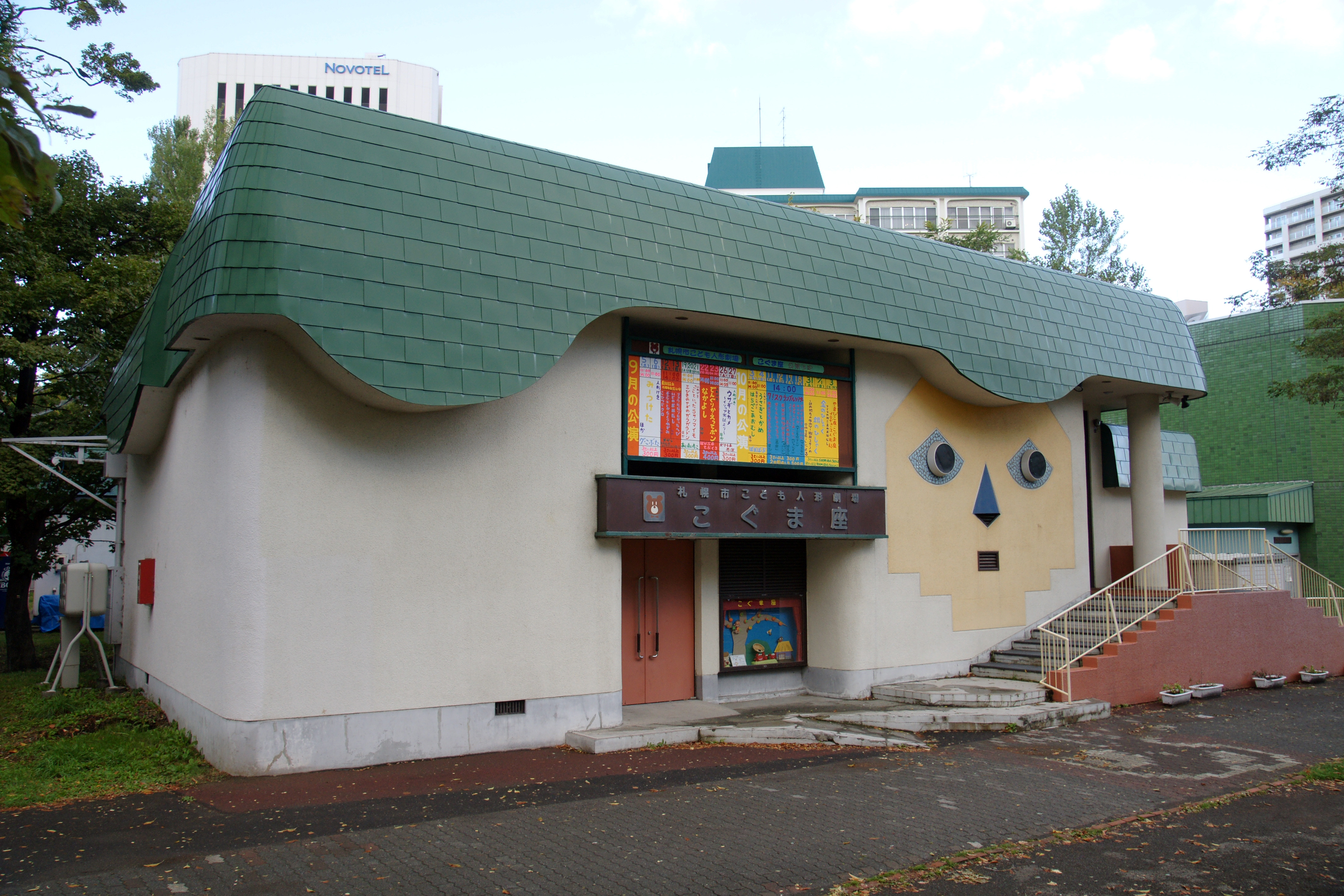
札幌市こども人形劇場こぐま座（2009年10月）
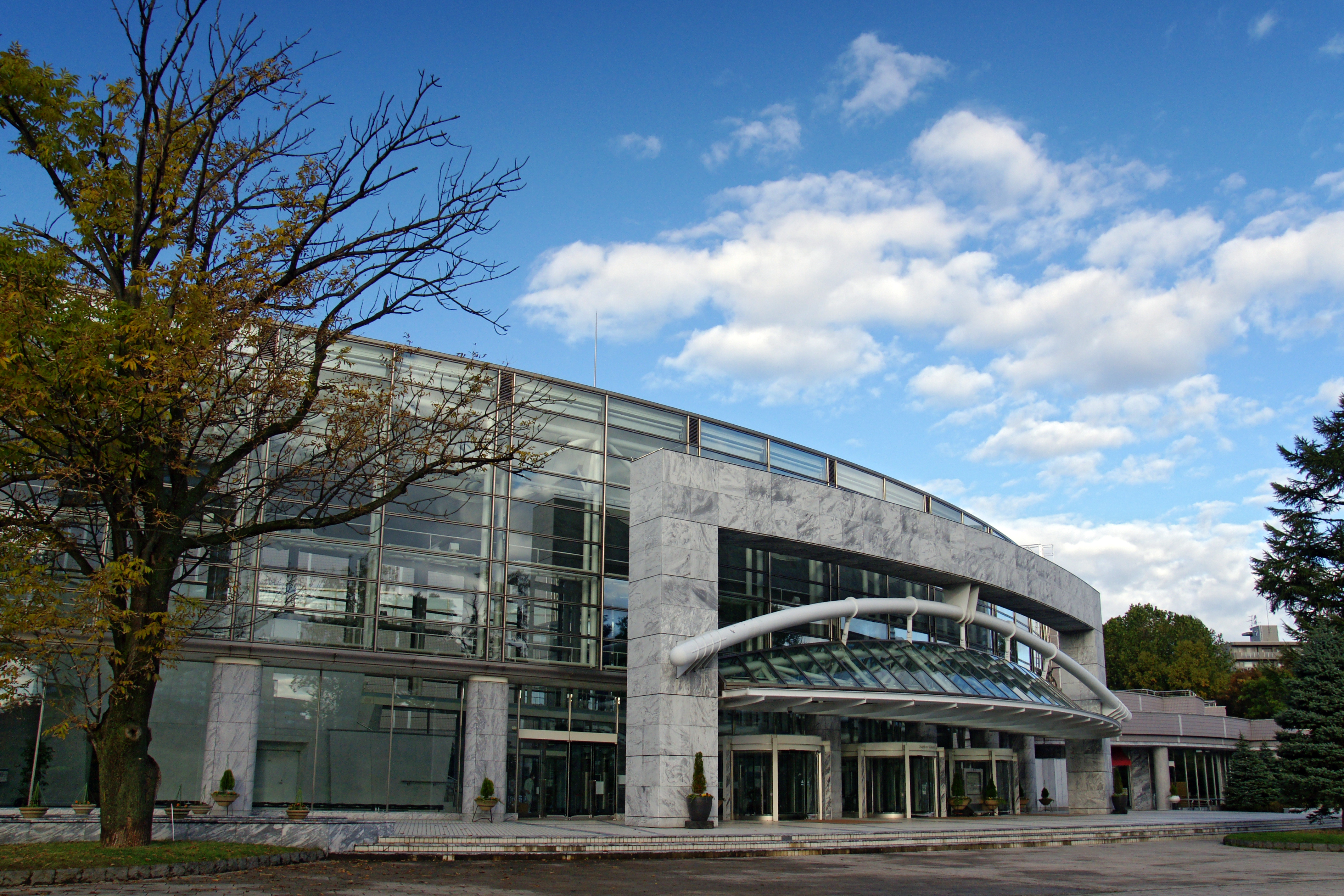
札幌コンサートホールKitara（2009年10月）

### スポーツ施設
- 円山公園
  - 札幌市円山総合運動場
    - 札幌市円山球場
    - 札幌市円山競技場
    - 札幌市円山庭球場

  - 坂下野球場
- 札幌市中央体育館（北ガスアリーナ札幌46）
- 中島公園
  - 札幌市中島体育センター
  - 庭球場
- 豊平川緑地
  - 野球場
  - パークゴルフ場
- 大倉山ジャンプ競技場
- 宮の森ジャンプ競技場
- 荒井山シャンツェ
- さっぽろばんけいスキー場

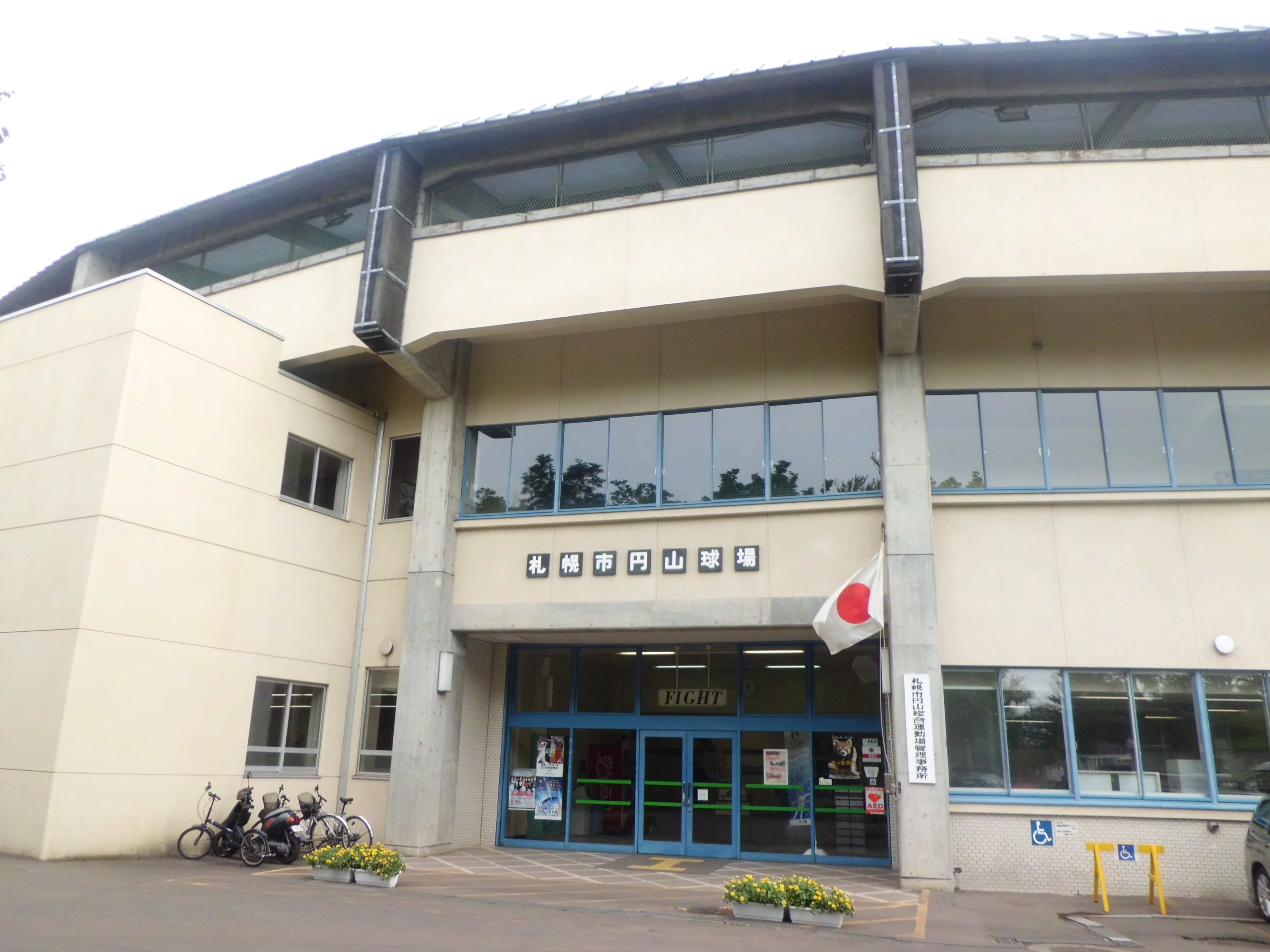
札幌市円山球場（2015年8月）
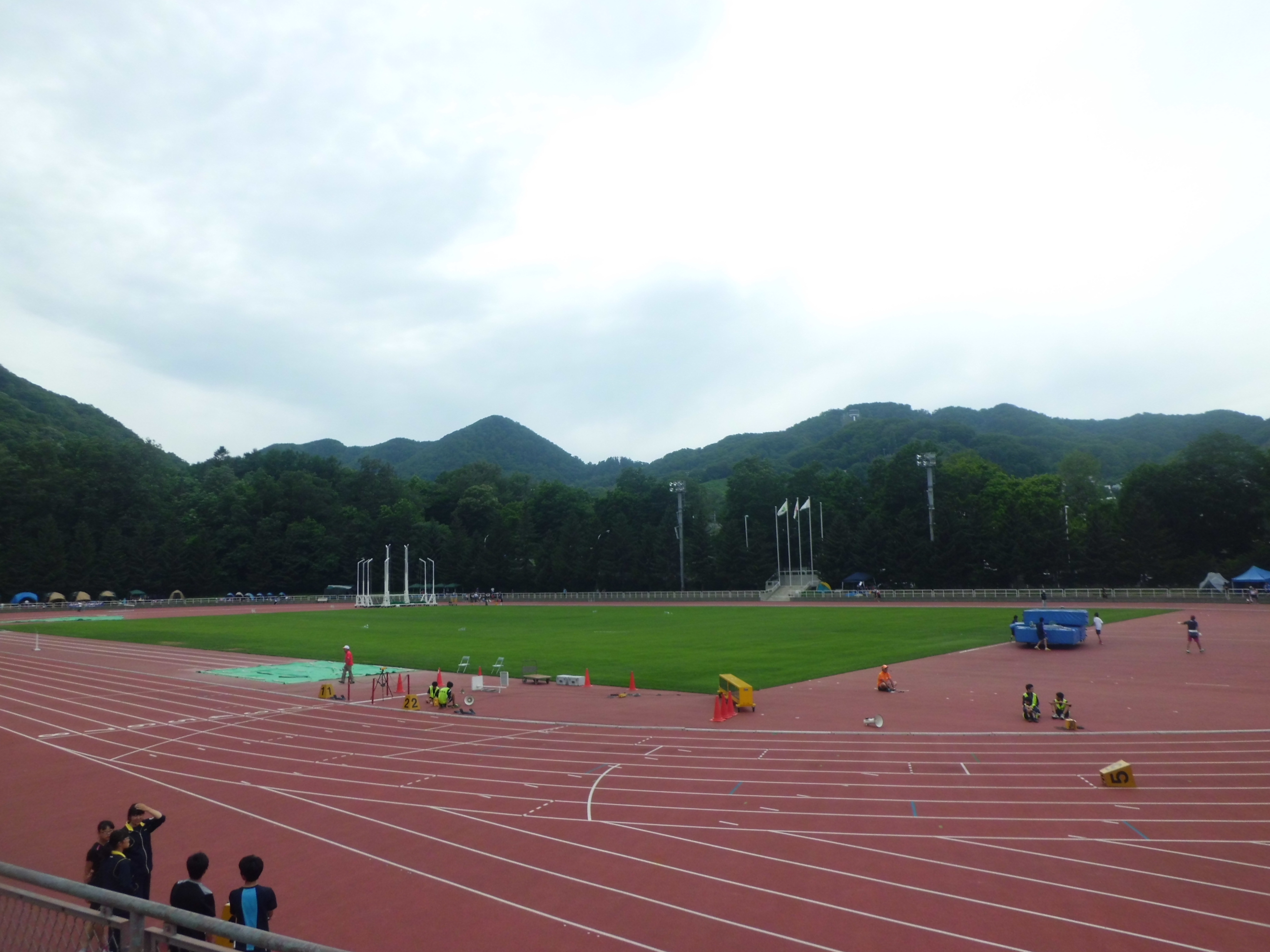
札幌市円山競技場（2015年8月）
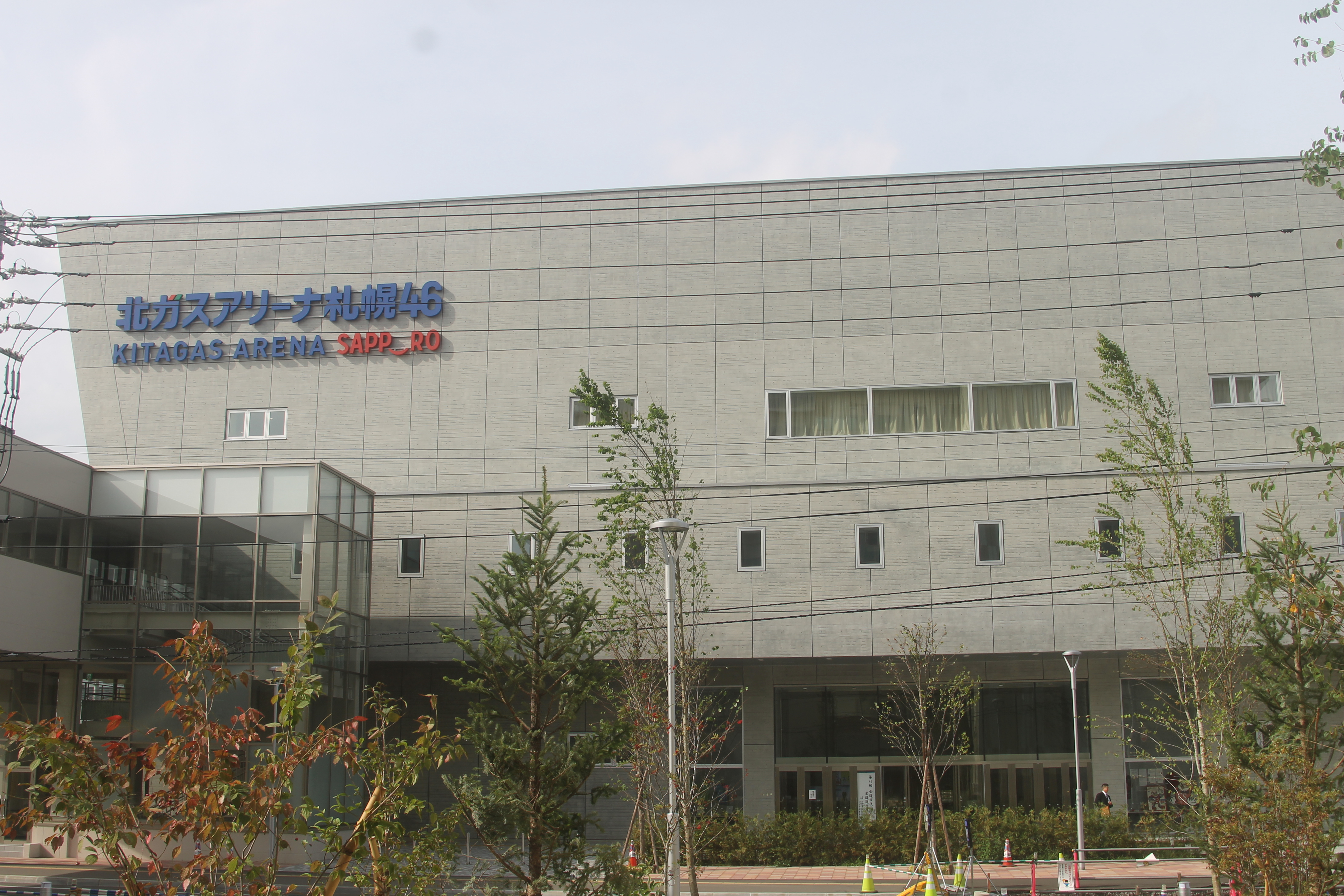
北ガスアリーナ札幌46（2019年9月）
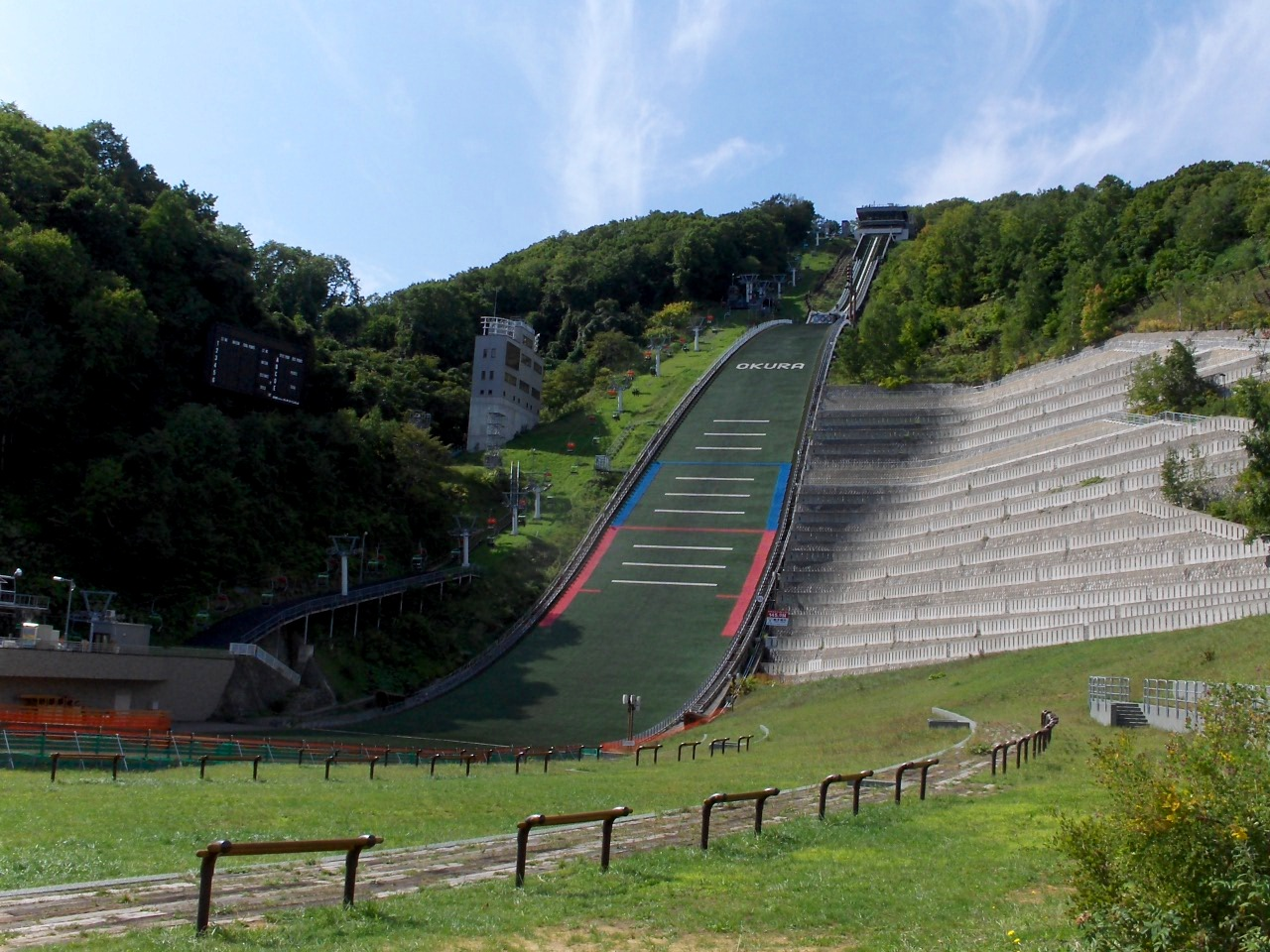
大倉山ジャンプ競技場（2007年9月）
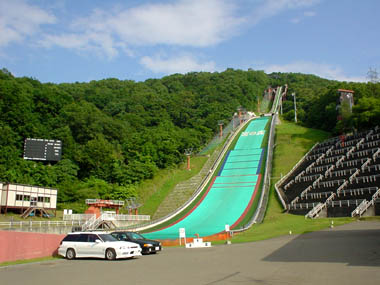
宮の森ジャンプ競技場（2004年8月）
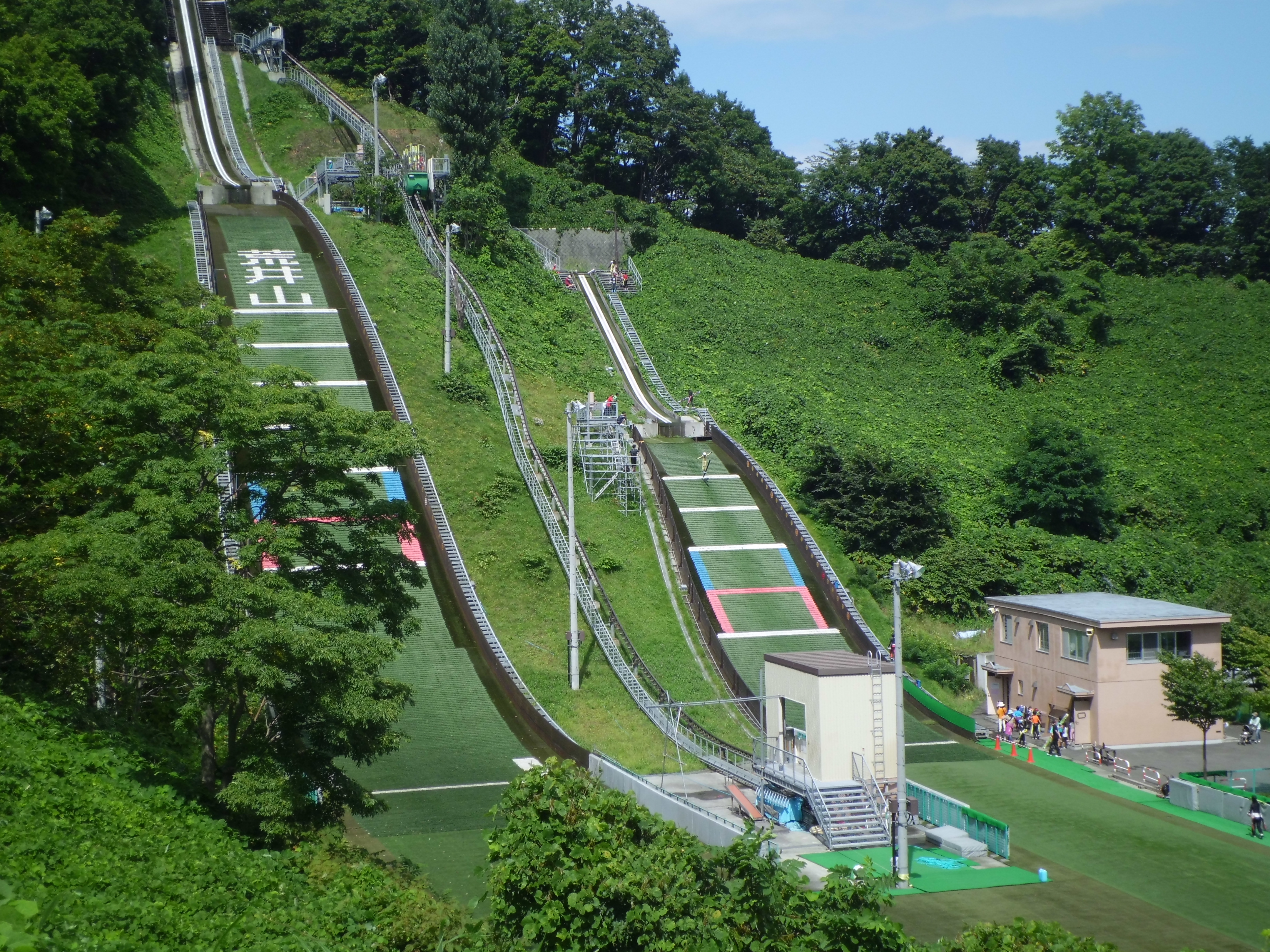
荒井山シャンツェ（2015年9月）

## 公的機関

### 警察
- 北海道警察本部
  - 中央警察署・中央優良運転者免許更新センター
    - 薄野交番、豊平橋交番、大通交番、札幌駅前交番、北一条東交番、苗穂駅前交番、南三条交番、北一条西交番、桑園西交番、御幸交番、北三条警備派出所

  - 南警察署
    - 南九条交番、中島交番、幌西交番、伏見交番、山鼻交番、行啓通交番

  - 西警察署円山交番、宮の森交番

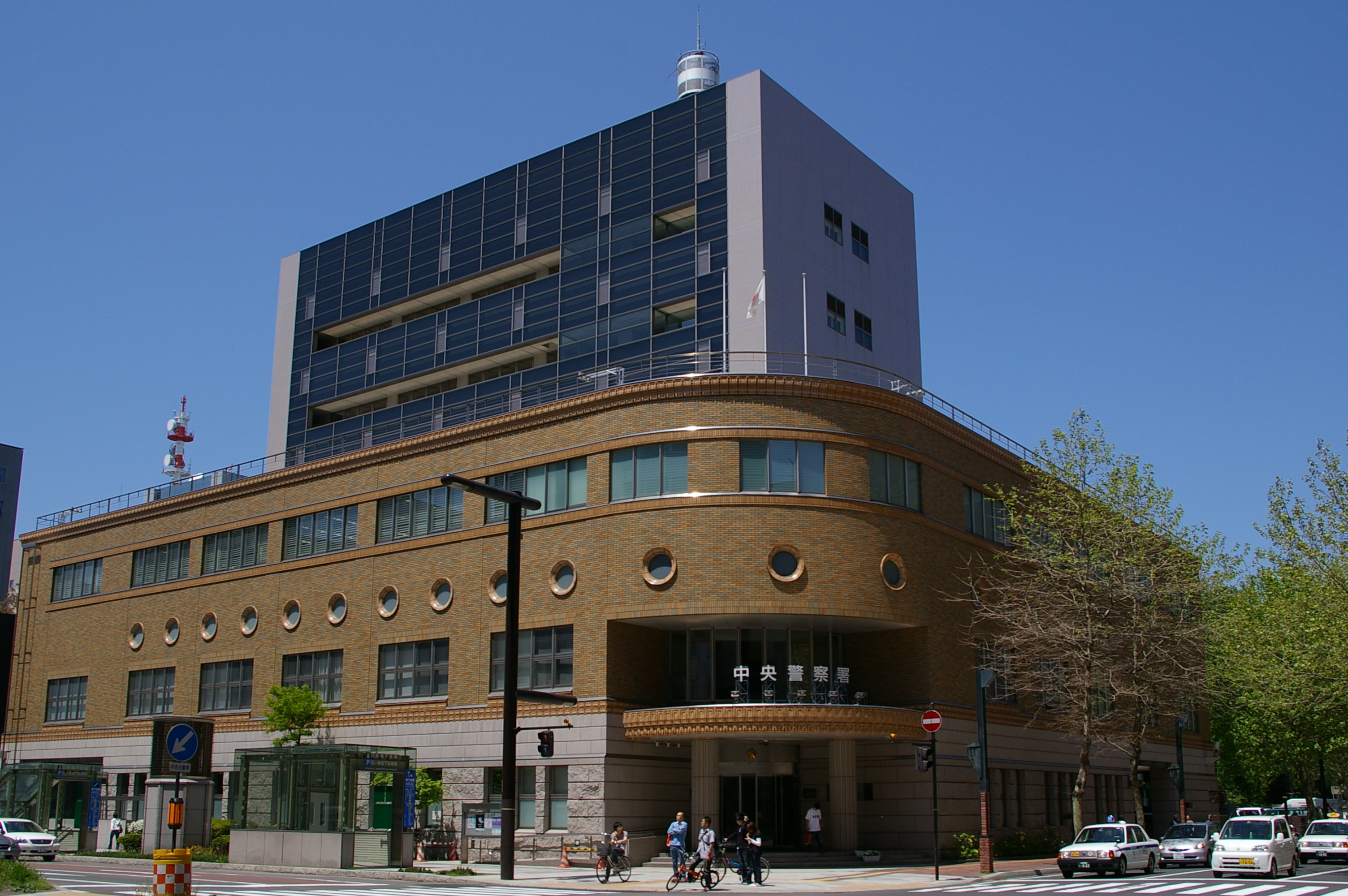
中央警察署（2007年6月）
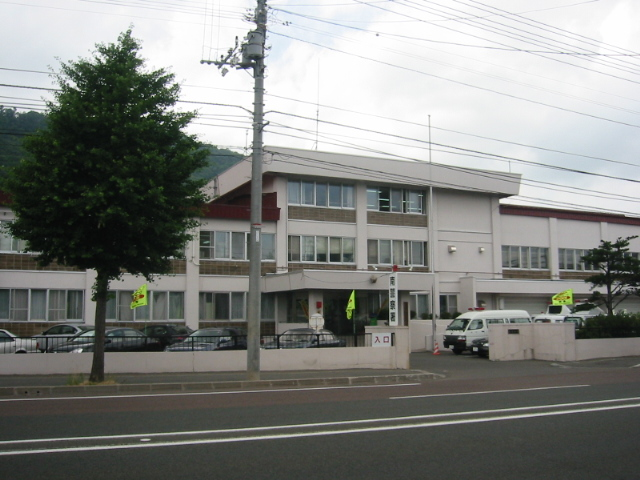
南警察署（2007年7月）

### 消防
- 札幌市消防局・中央消防署
  - 桑園出張所、宮の森出張所、豊水出張所、幌西出張所、山鼻出張所

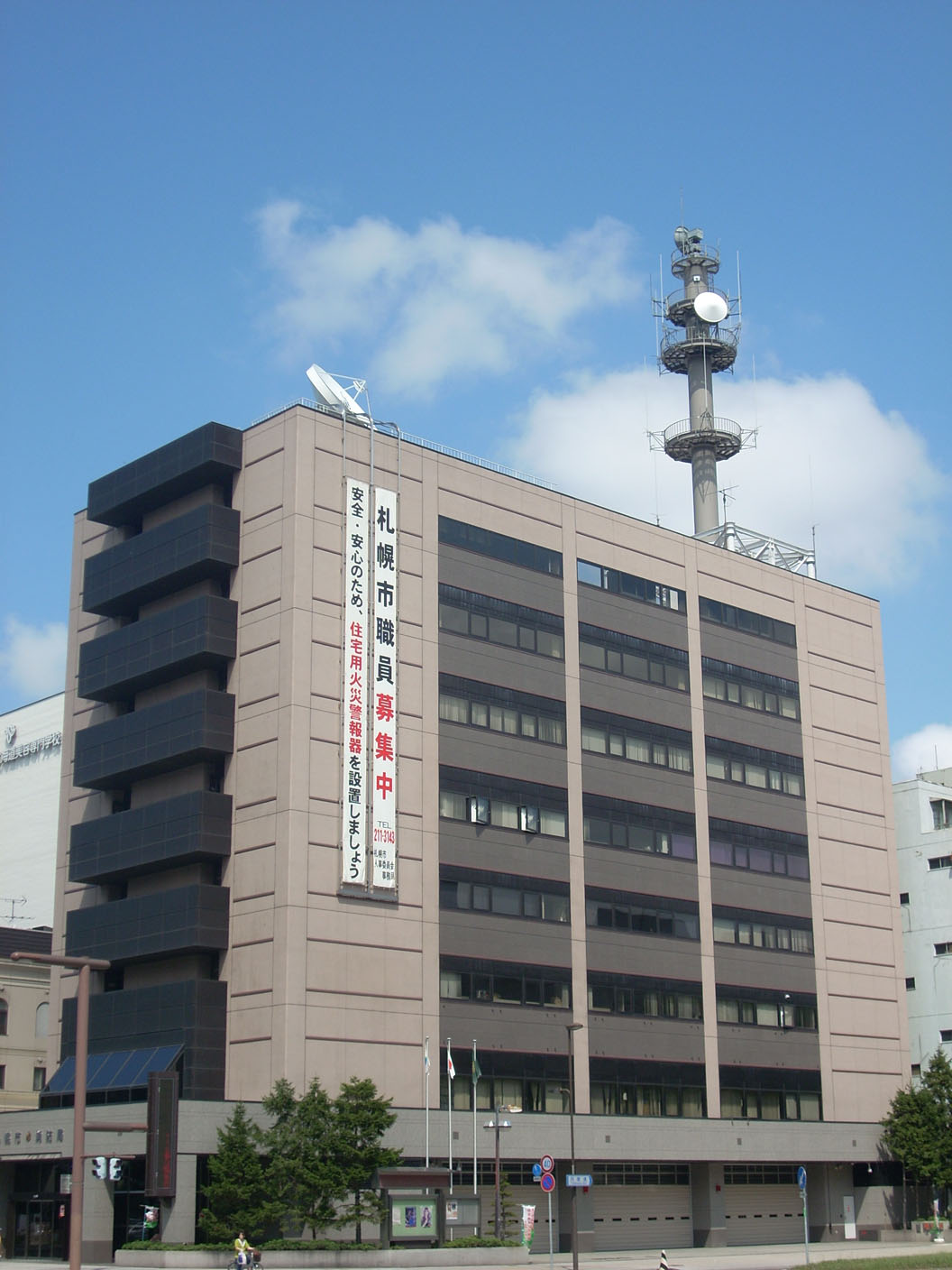
札幌市消防局・中央消防署（2009年8月）

### 病院
「医療機関名簿（中央区）」参照
- 愛育病院
- 旭山病院
- いとう整形外科病院
- NTT東日本札幌病院
- 岡本病院
- 川西内科胃腸科病院
- 札幌明日佳病院
- 札幌医科大学附属病院
- 札幌いしやま病院
- 札幌外科記念病院
- 札幌厚生病院
- 札幌循環器病院
- 札幌中央病院
- 札幌同交会病院
- 札幌西円山病院
- 札幌花園病院
- 札幌南一条病院
- 札幌南三条病院
- 慈啓会病院
- 市立札幌病院
- JR札幌病院
- 心和病院
- 桑園中央病院
- 桑園病院
- 創成東病院
- 土田病院
- 時計台記念病院
- 斗南病院
- 中村記念病院
- 平成会病院
- 平松記念病院
- 北海道循環器病院
- 萬田記念病院
- 南札幌病院
- 宮の森記念病院
- 宮の森病院

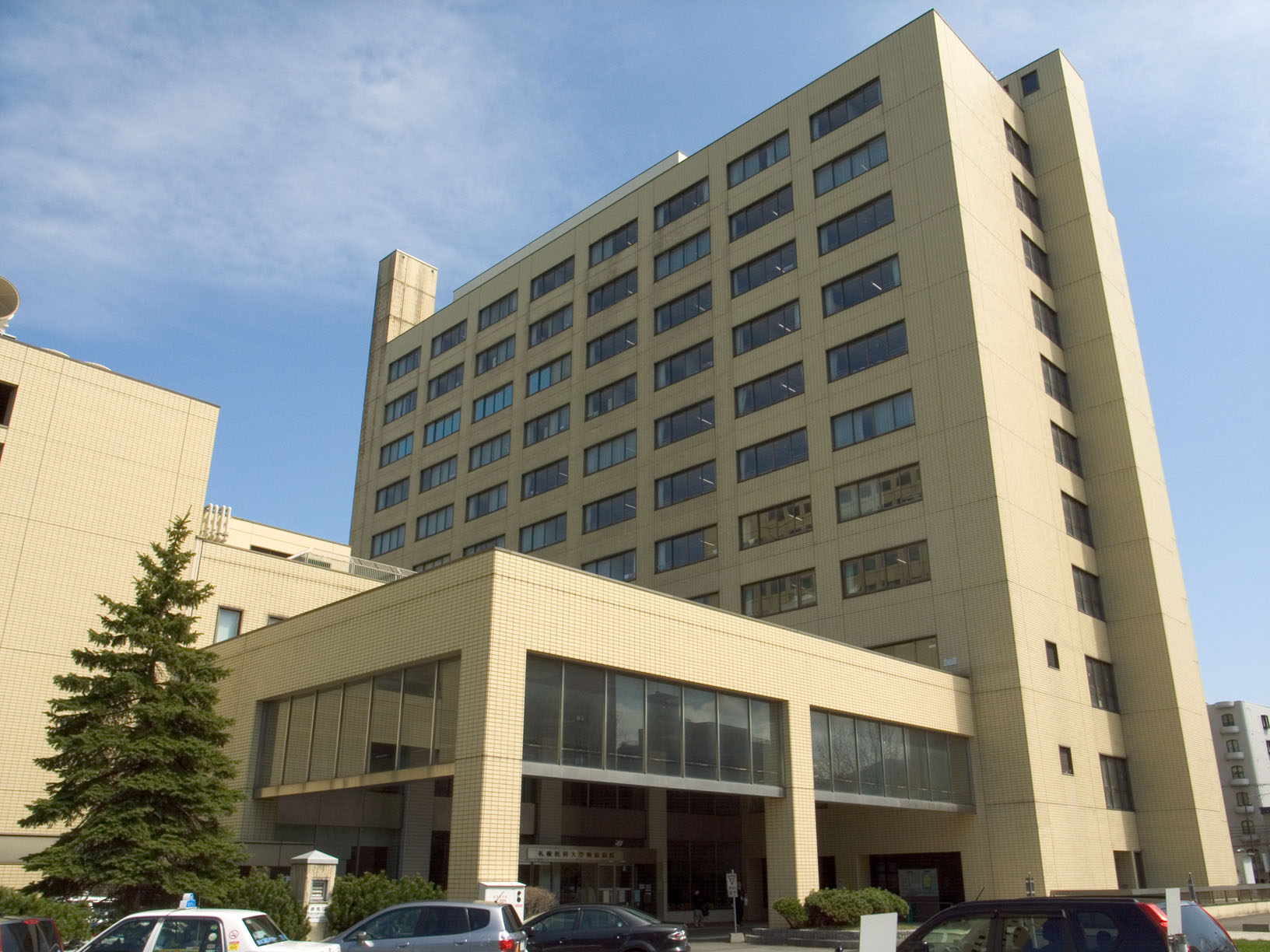
札幌医科大学附属病院（2011年5月）
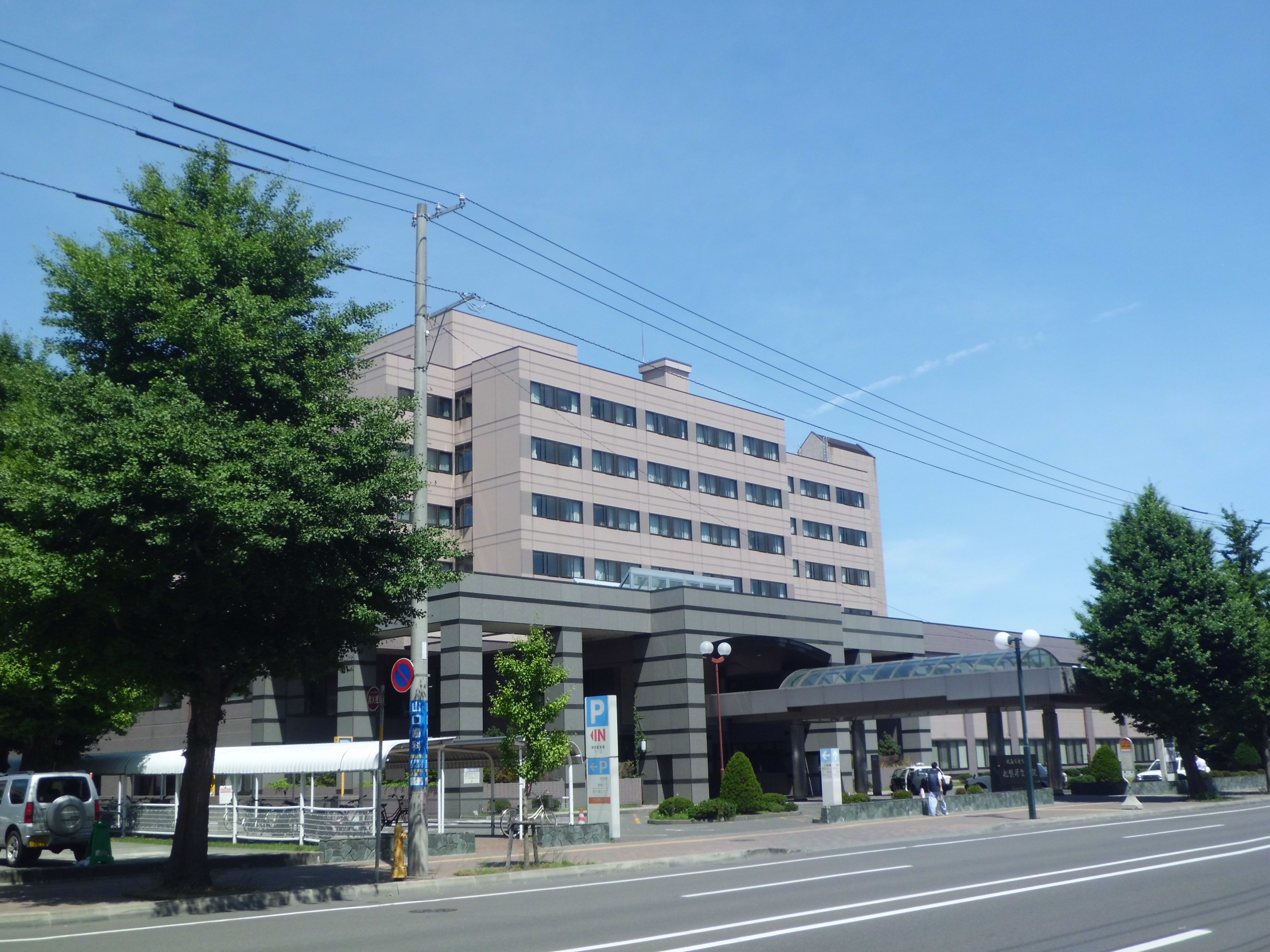
札幌厚生病院（2015年8月）
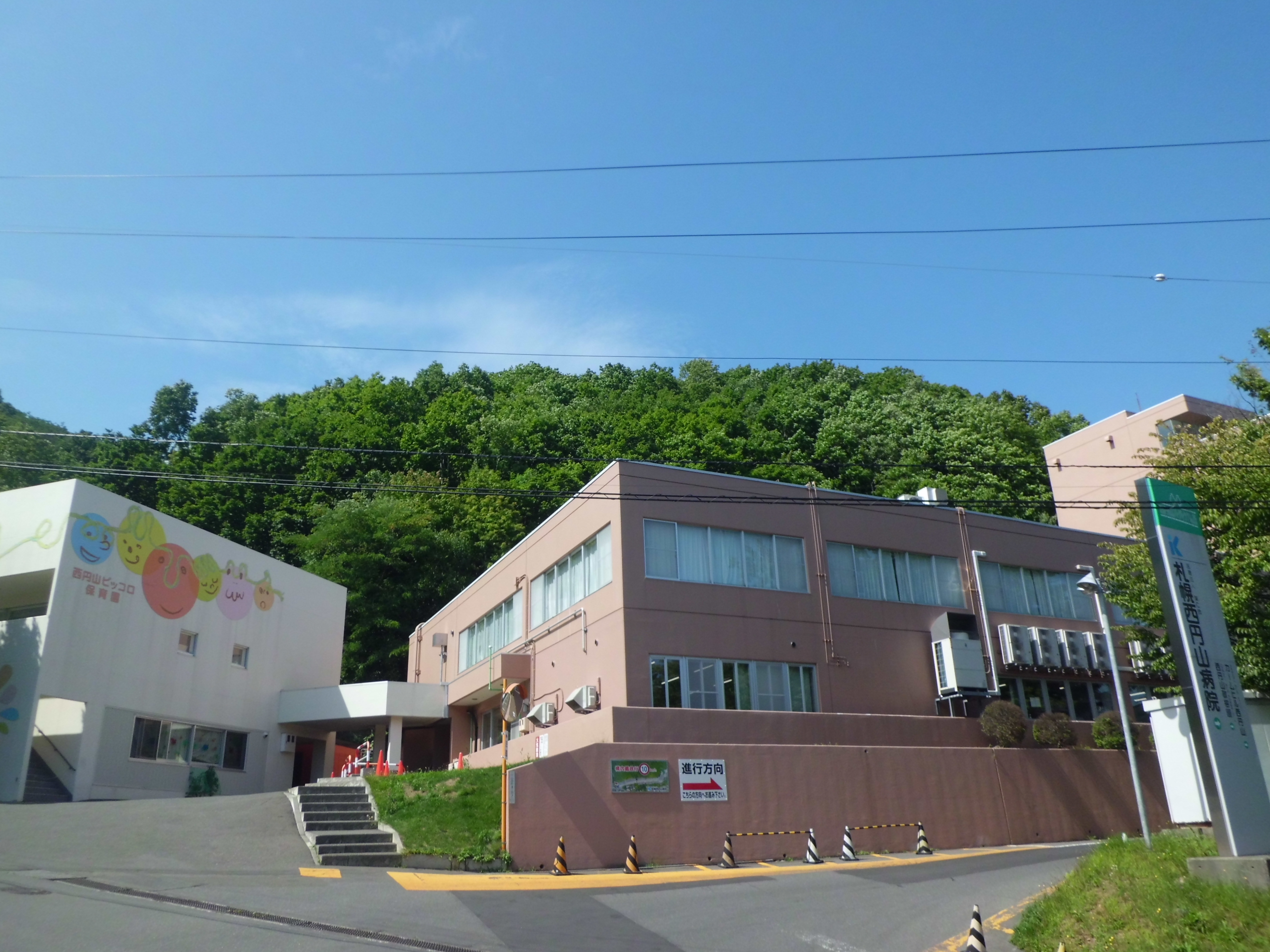
札幌西円山病院（2015年8月）
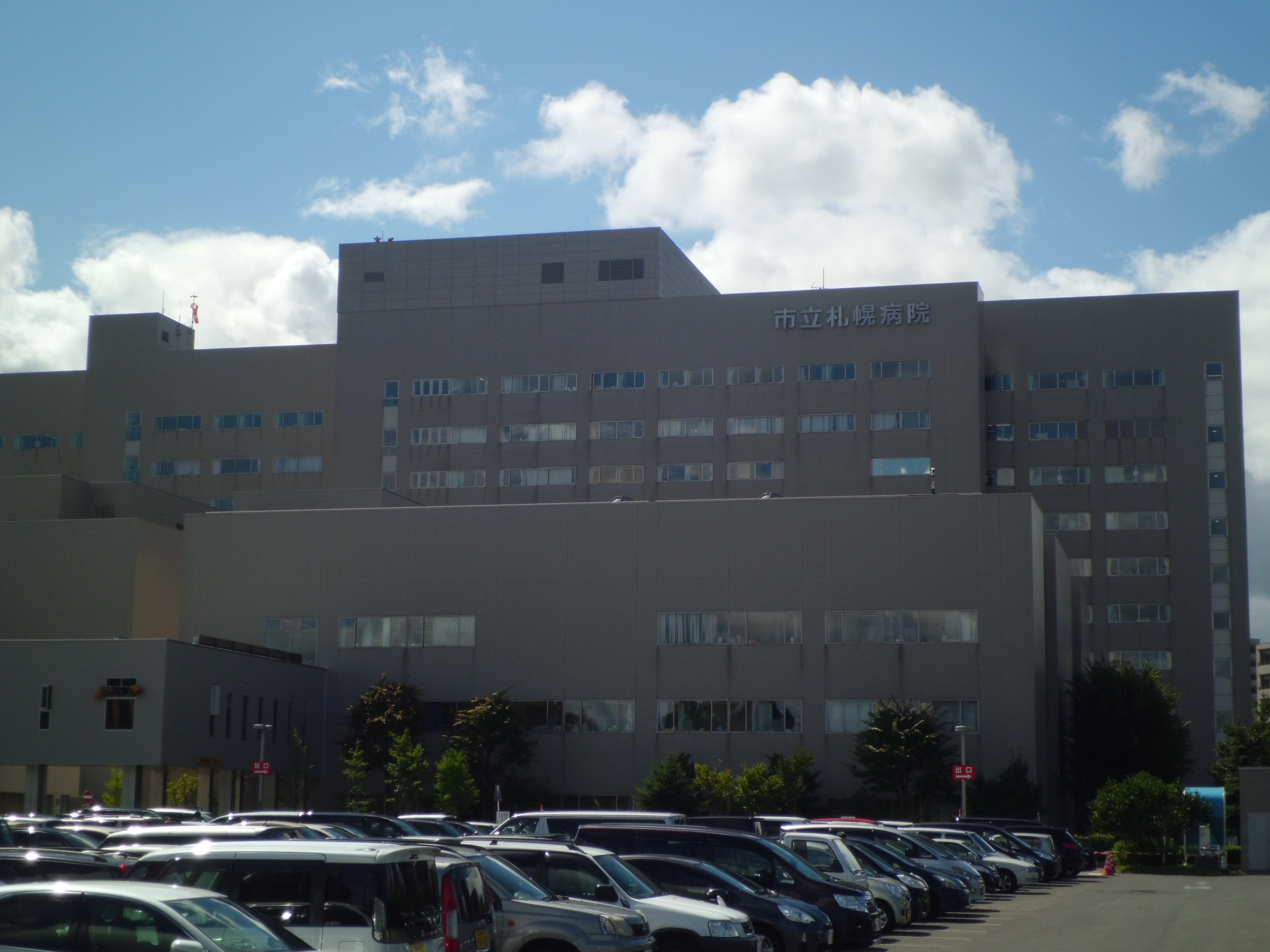
市立札幌病院（2014年9月）
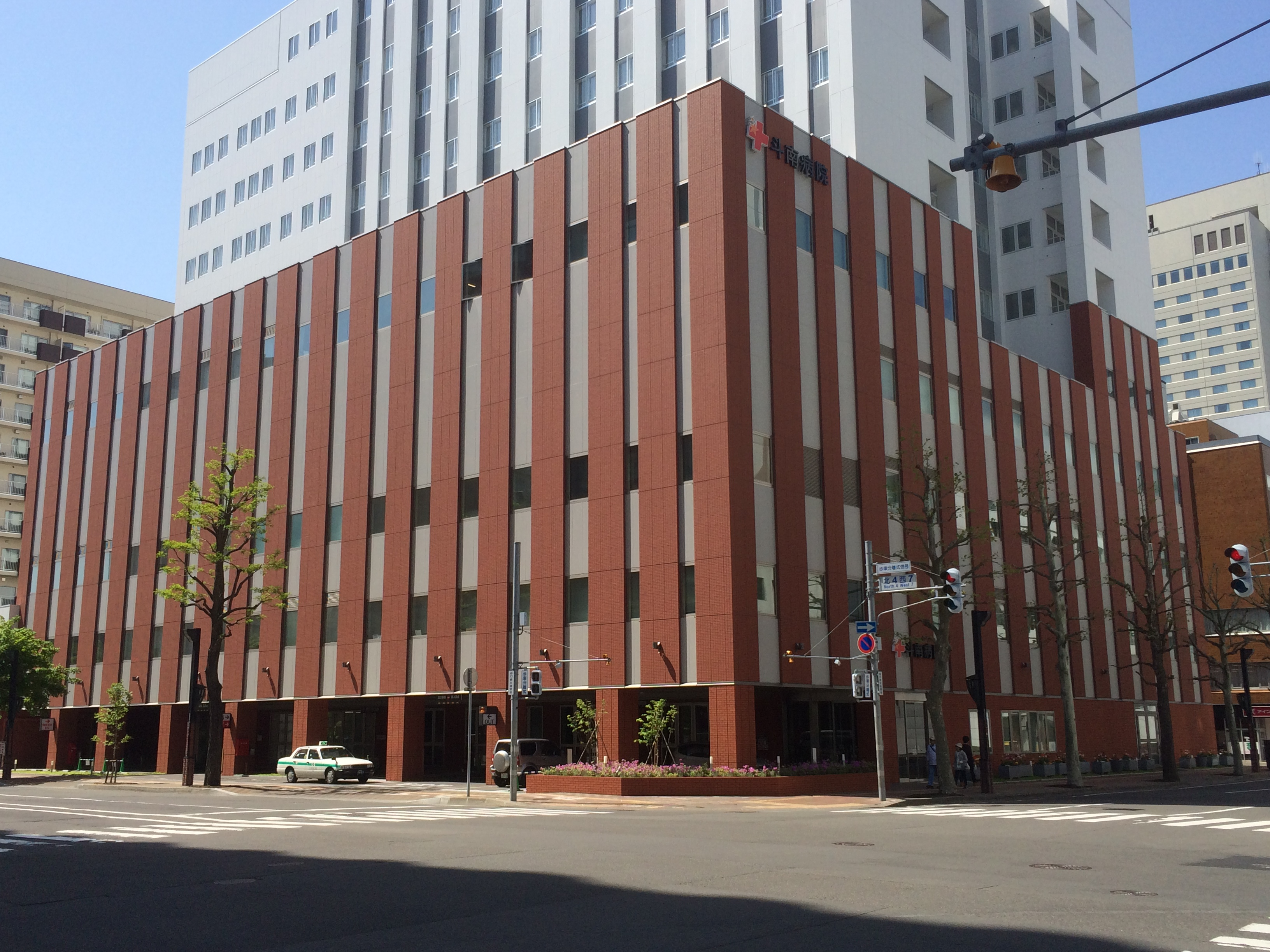
国家公務員共済組合連合会 斗南病院（2017年5月）
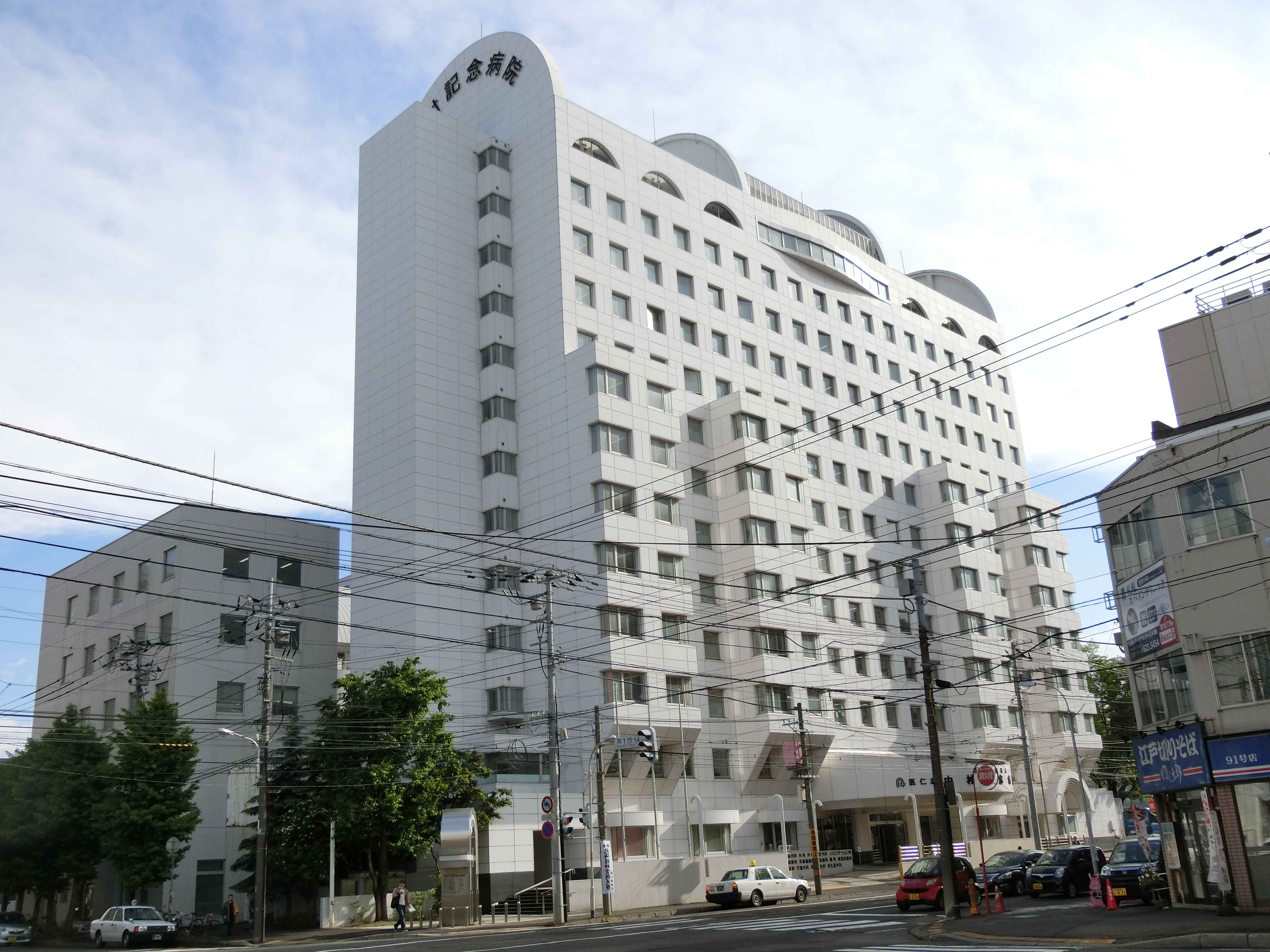
中村記念病院（2017年6月）

### 電力・ガス
- 北海道電力本店・札幌支店
- 北海道パワーエンジニアリング本店
- 北海道ガス
  - 北4条事業所、北ガスショールームSAGATIK（サガティック）

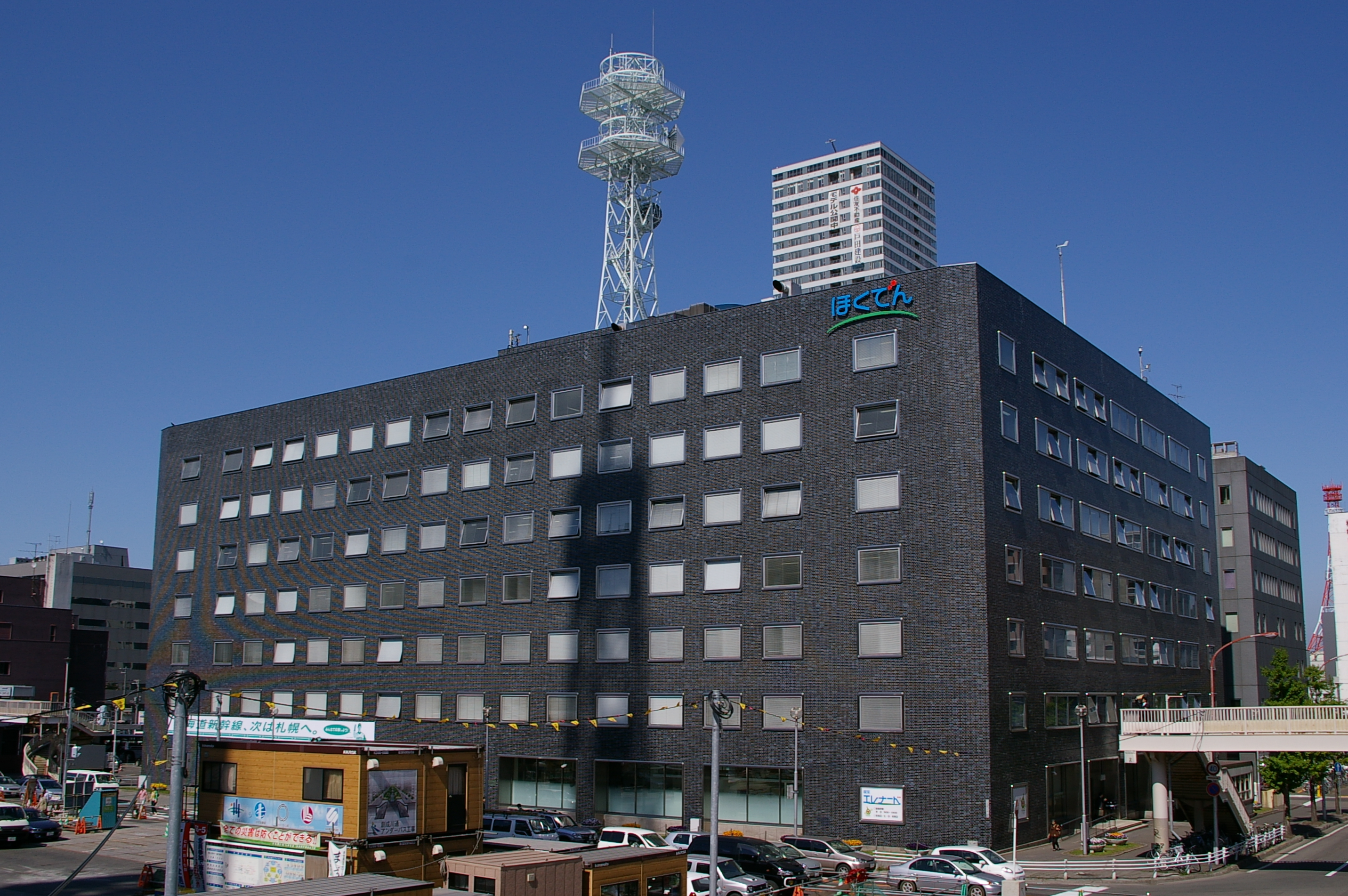
北海道電力本店（2007年6月）

### 新聞社
- 北海道新聞社札幌本社
  - 道新スポーツ本社
- 読売新聞北海道支社
- 朝日新聞北海道支社
- 毎日新聞北海道支社
- 日本経済新聞札幌支社
- 時事通信社札幌支社
- 共同通信社札幌支社
- 産経新聞社札幌支局
- 十勝毎日新聞社札幌支社
- 室蘭民報社札幌支社
- 釧路新聞社札幌支社
- 函館新聞社札幌支社
- 北海道日刊スポーツ新聞社
  - 日刊スポーツプロモーション
- 北海道通信社本社
- 北海道建設新聞社本社
- 水産新聞社本社
- 交通新聞社北海道支社
- 日刊自動車新聞社北海道支社
- 日刊工業新聞社札幌支局

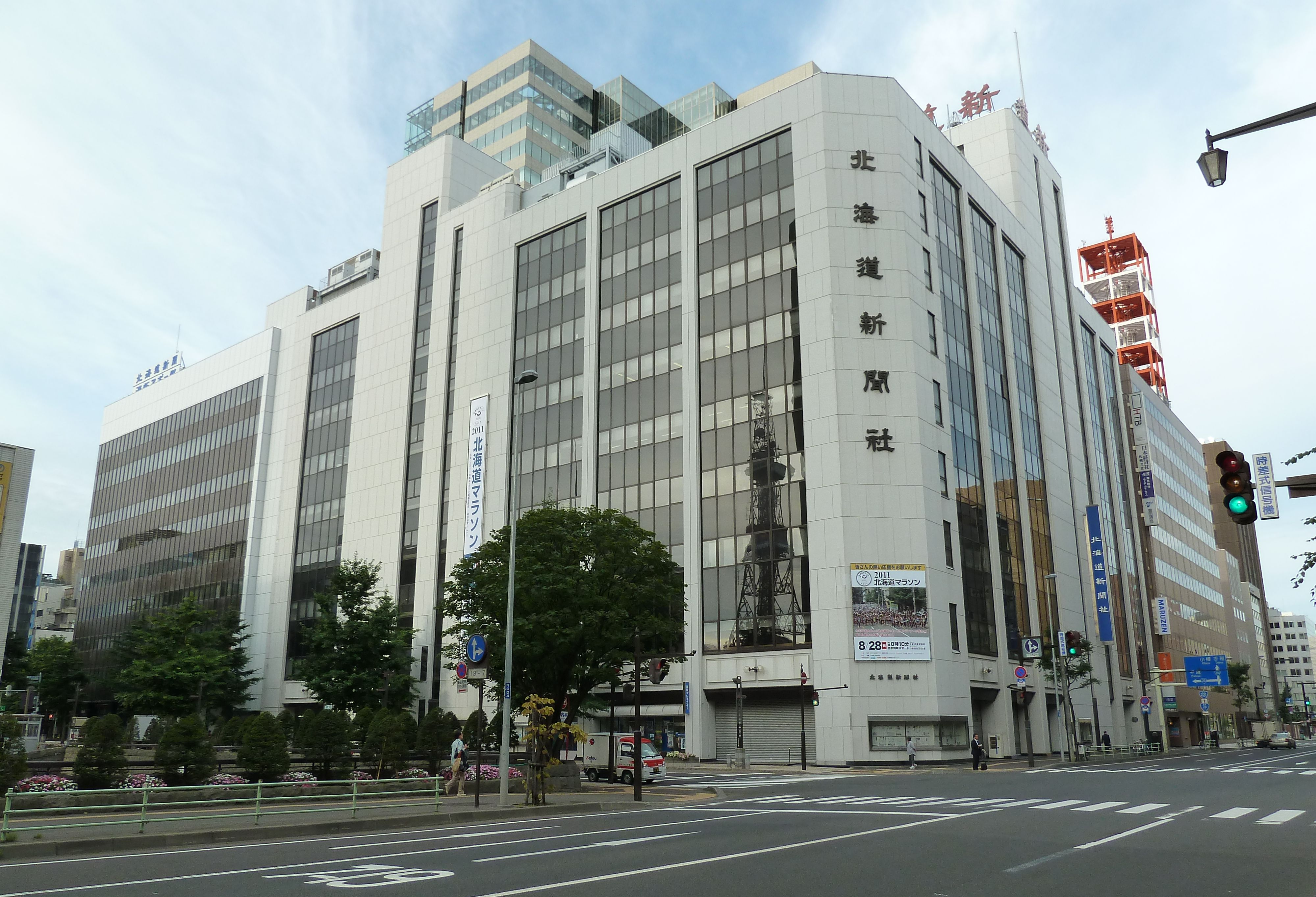
北海道新聞社本社（2011年8月）
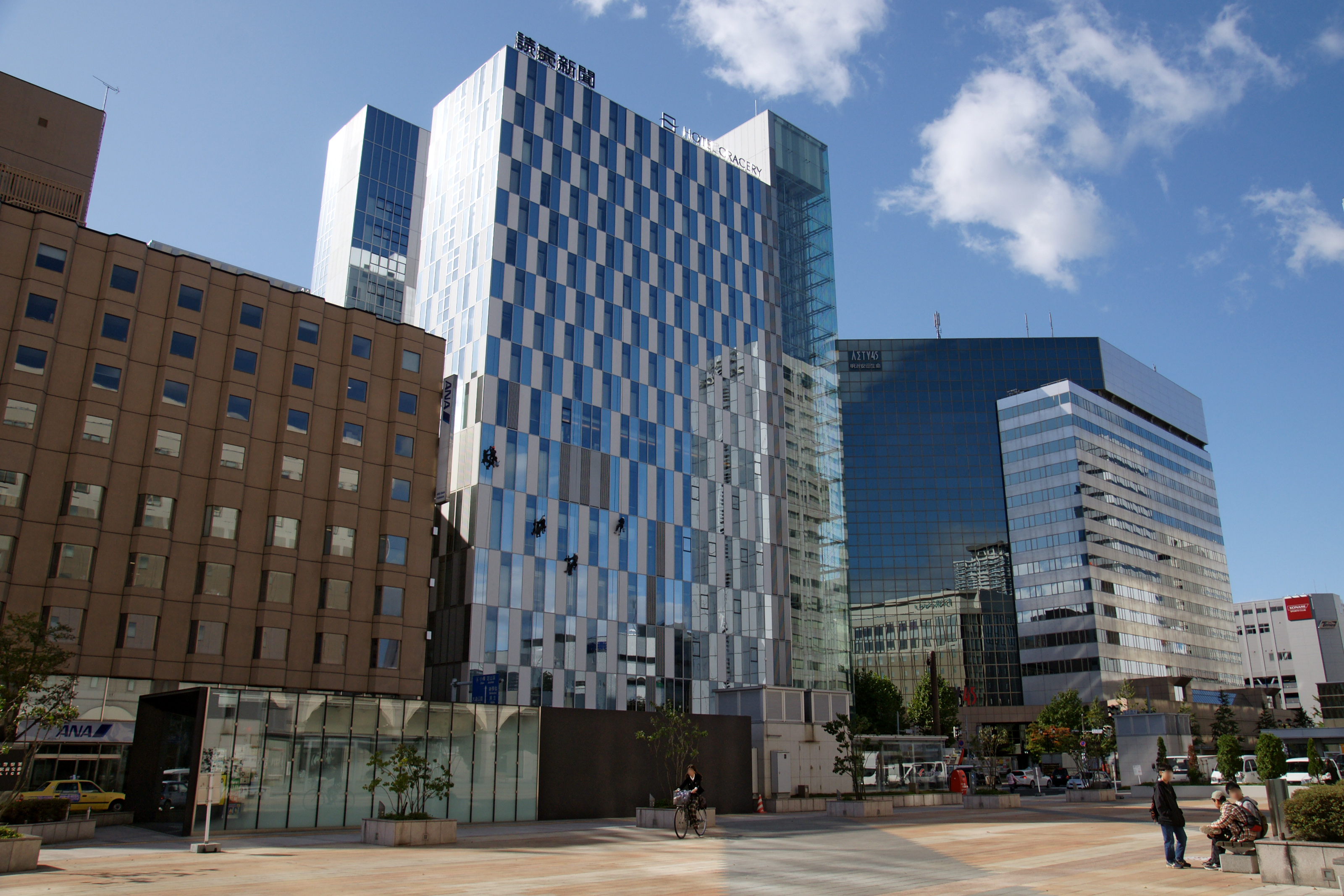
読売新聞北海道支社（2009年10月）
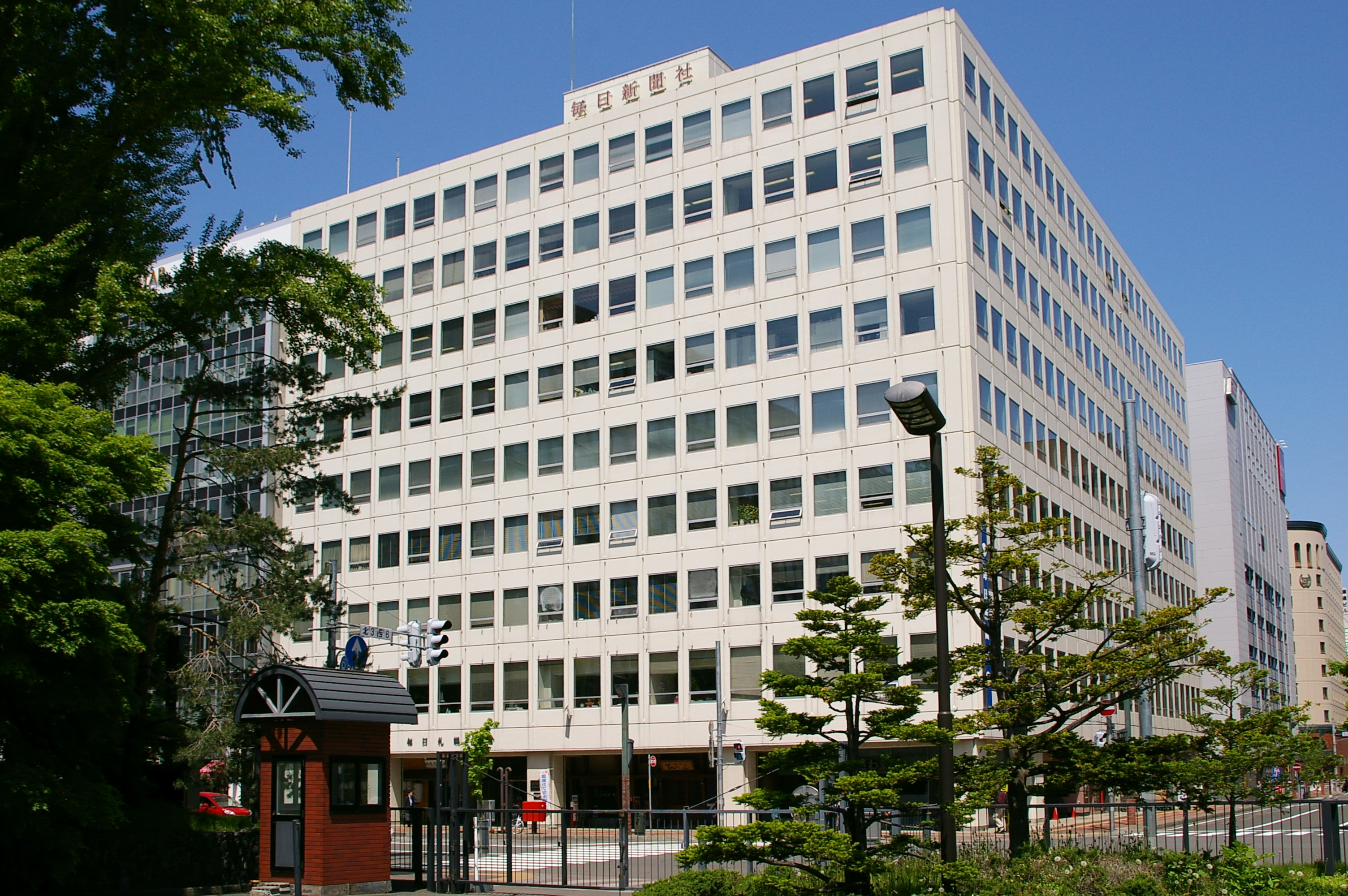
毎日新聞北海道支社（2007年6月）

### 放送局
2018年9月18日にHTBが豊平区から移転したことにより、すべてのテレビ放送局の所在地が中央区となった。
テレビ放送局
- 北海道放送 (HBC)
- NHK札幌放送局 (NHK)
- 札幌テレビ放送 (STV)
- 北海道テレビ放送 (HTB)
- テレビ北海道 (TVh)
- 北海道文化放送 (UHB)

ラジオ放送局
- NHK札幌放送局
- 北海道放送（HBCラジオ）
- STVラジオ
- エフエム北海道 (AIR-G')

コミュニティ放送局
- 札幌コミュニティ放送局（ラジオカロスサッポロ）
- 札幌ラヂオ放送（ラヂオノスタルジア）

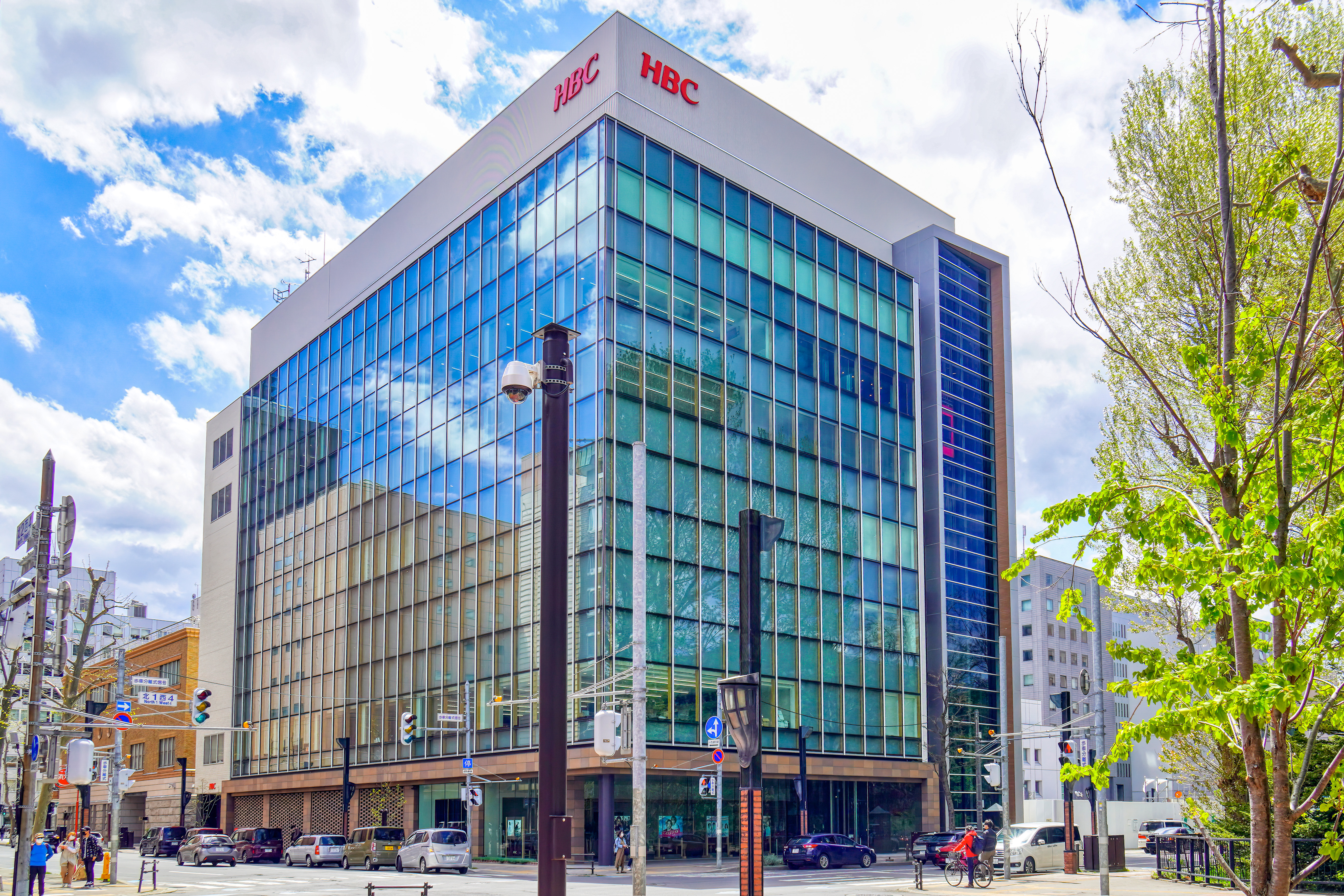
北海道放送（2022年5月）
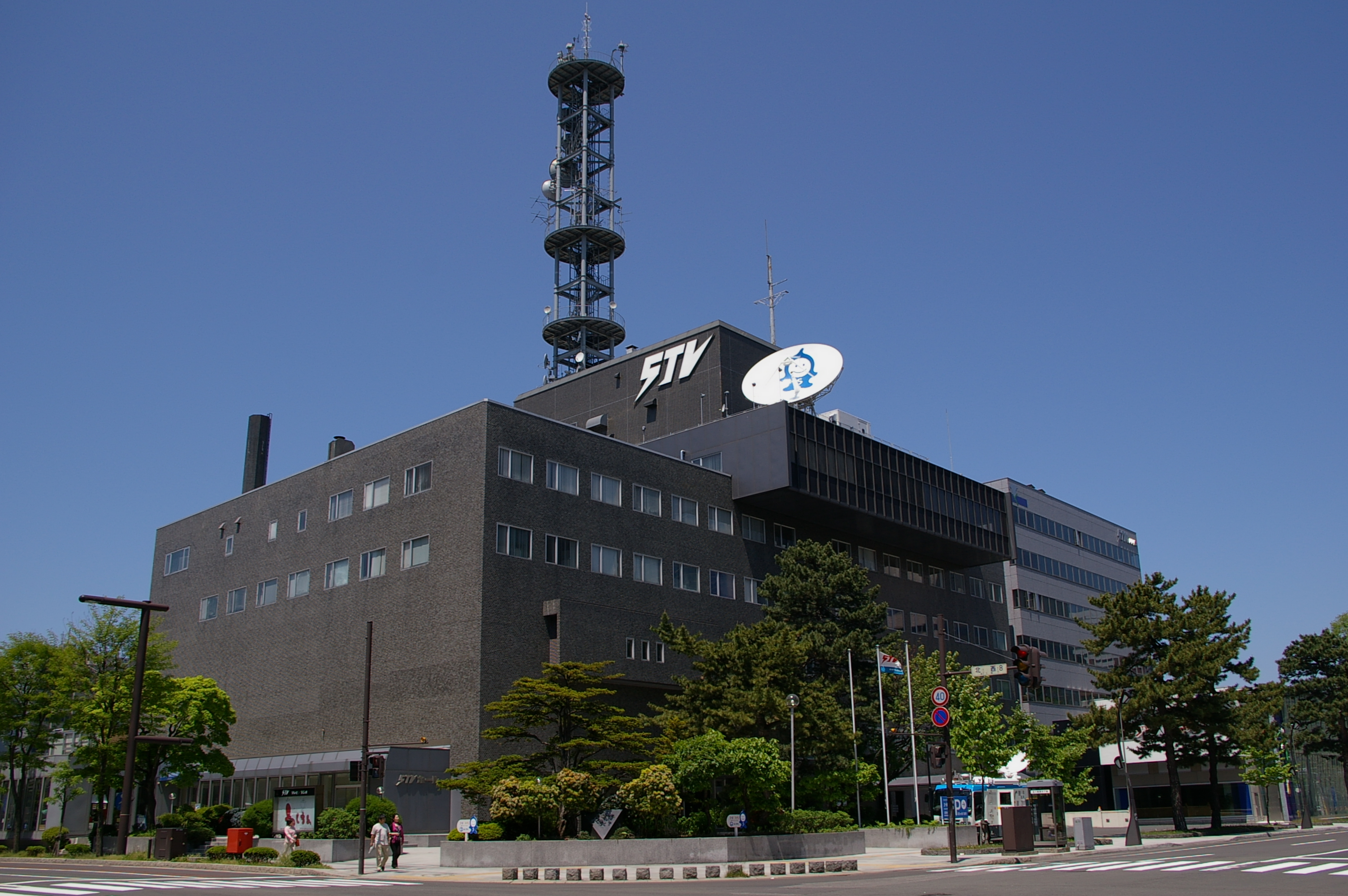
札幌テレビ放送（2007年6月）
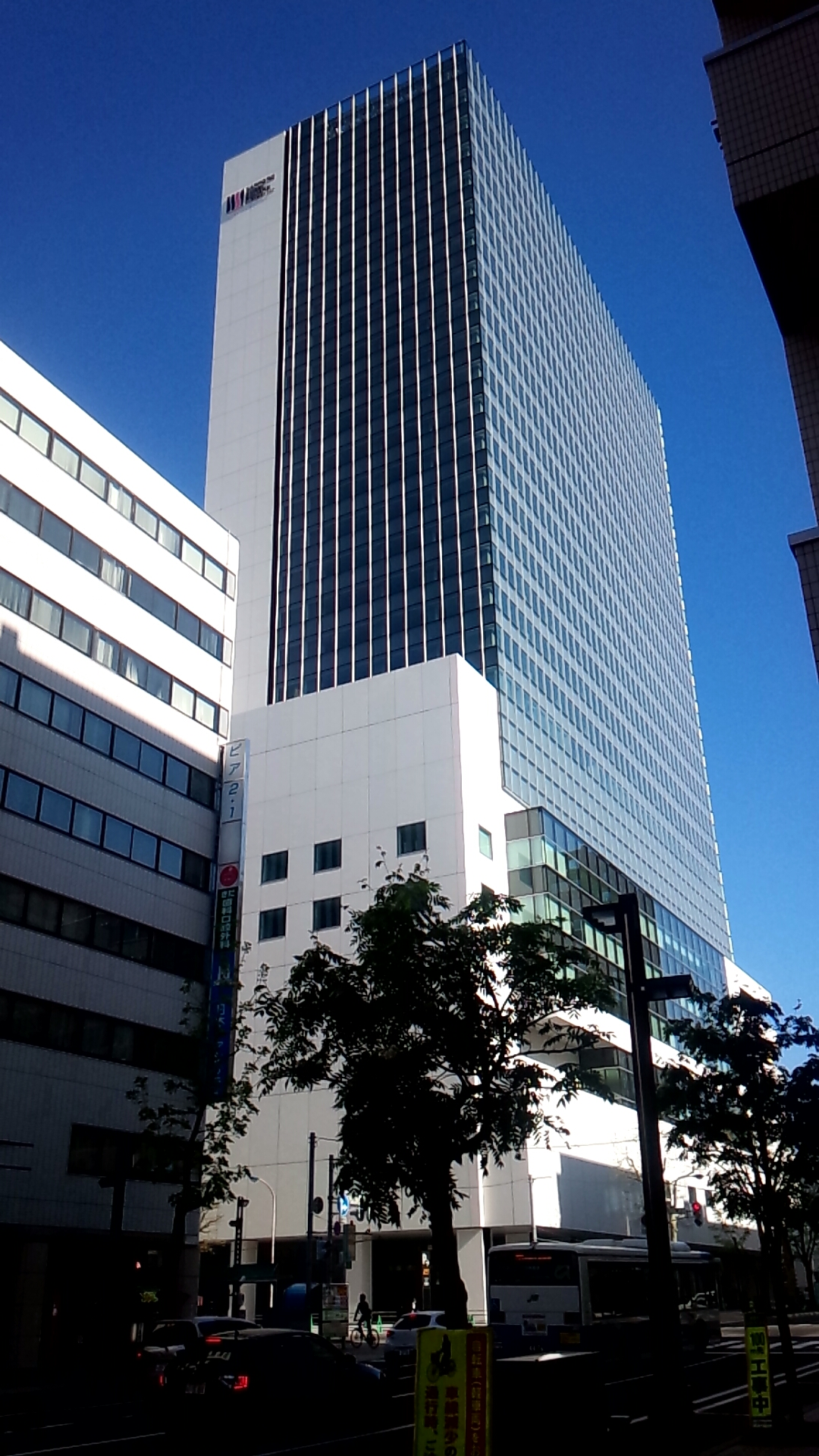
北海道テレビ放送が入居している「さっぽろ創世スクエア」（2018年9月）
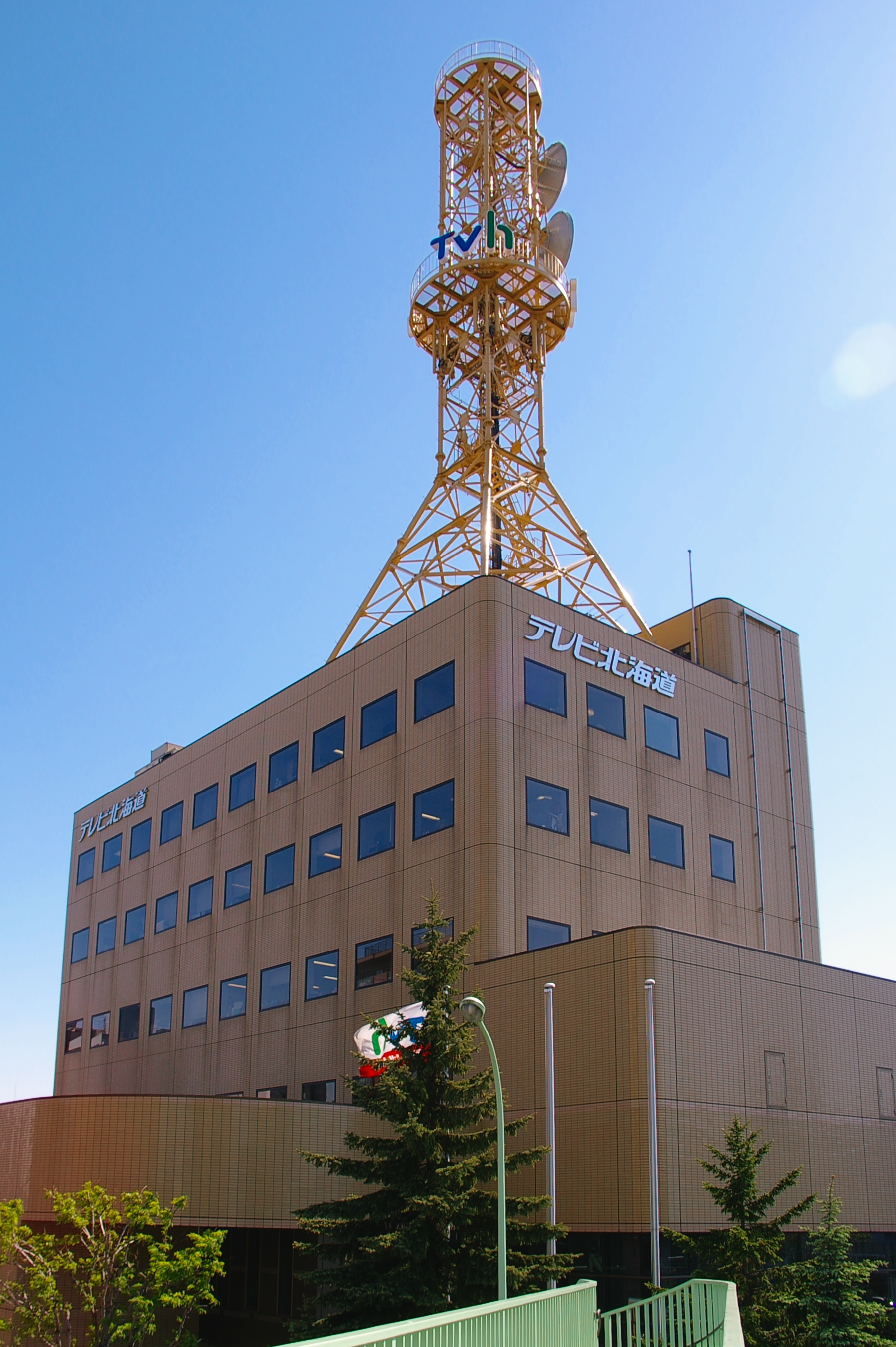
テレビ北海道（2007年6月）
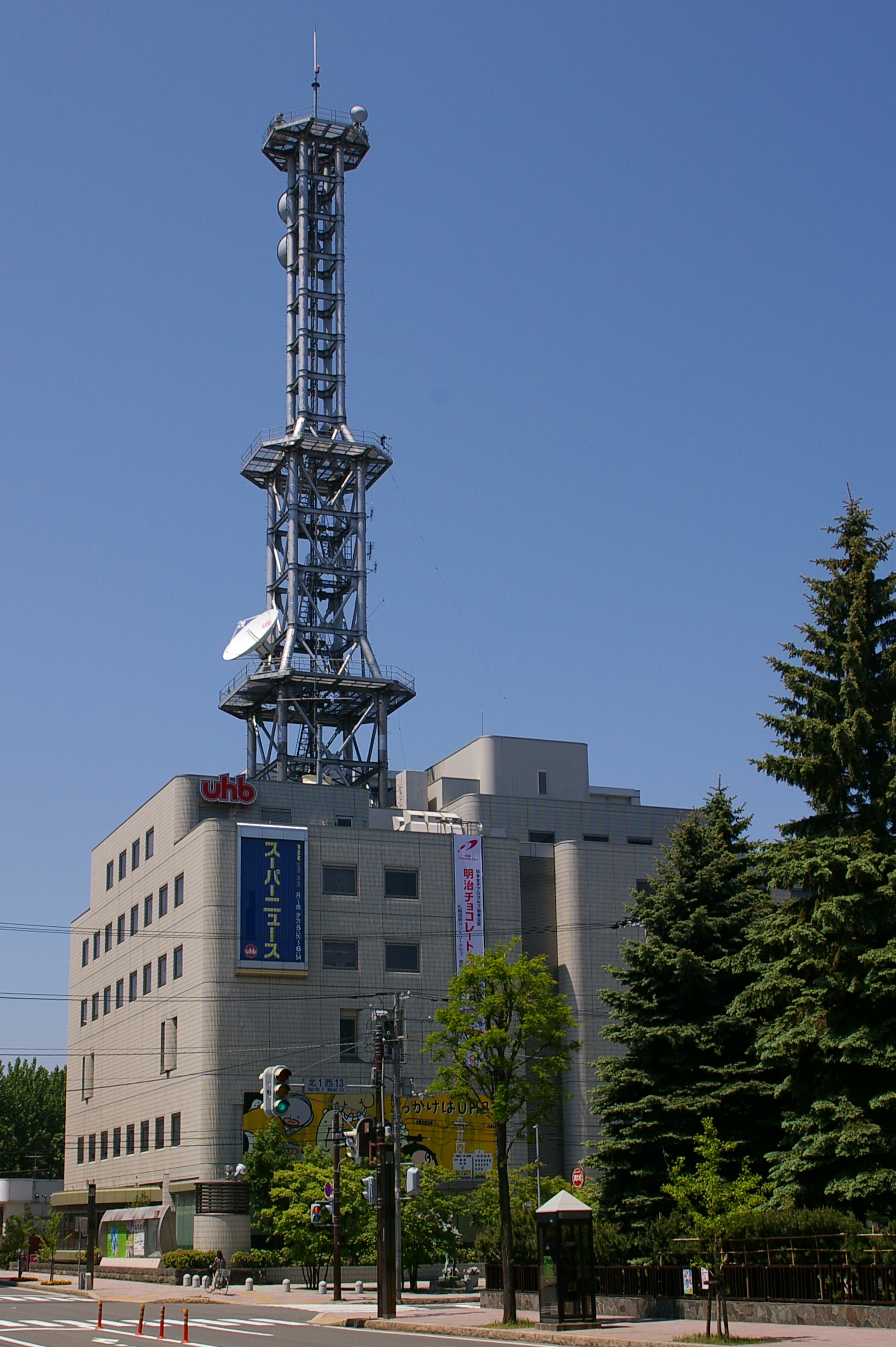
北海道文化放送（2007年6月）

## 経済・産業

### 組合
- エス・バイ・エス事業協同組合
- 協同組合札幌広告美術協会
- 協同組合中小企業育成協会
- 札幌圏情報産業事業協同組合
- 札幌公衆浴場商業協同組合
- 札幌市アパート業協同組合
- 札幌市管工事業協同組合
- 札幌市商店街振興組合連合会
- 札幌市職員共済組合
- 札幌市森林組合
- 札幌市農業協同組合（JAさっぽろ）
- 札幌弱電設備業協同組合
- 札幌青果物商業協同組合
- 札幌電気工事業協同組合
- 札幌豆腐蒟蒻商工協同組合
- 札幌美容協同組合
- 札幌弁護士協同組合
- 札幌ホテル旅館協同組合
- 札幌理容協同組合
- 情報創造事業協同組合
- 道央情報サービス協同組合
- 道央水産物商業協同組合
- 日本労働組合総連合会北海道連合会（連合北海道）
- フェリー・ロード協同組合
- ホクレン農業協同組合連合会（ホクレン）
- 北海道アスファルト防水工事業協同組合
- 北海道医師協同組合
- 北海道インテリア事業協同組合
- 北海道絵画商協同組合
- 北海道火災共済協同組合
- 北海道学校生活協同組合
- 北海道季節労働組合
- 北海道教職員組合
- 北海道勤労者住宅生活協同組合
- 北海道漁業協同組合連合会（北海道ぎょれん）
- 北海道興行生活衛生同業組合
- 北海道公衆浴場業生活衛生同業組合
- 北海道厚生農業協同組合連合会（JA北海道厚生連）
- 北海道小麦粉元卸商組合
- 北海道シール印刷協同組合
- 北海道市町村職員共済組合
- 北海道社交飲食生活衛生同業組合
- 北海道商店街振興組合連合会
- 北海道鍼灸マッサージ柔整協同組合
- 北海道信用漁業協同組合連合会（北海道信漁連）
- 北海道信用農業協同組合連合会（JA北海道信連）
- 北海道森林組合連合会
- 北海道水産物加工協同組合連合会
- 北海道鮨商生活衛生同業組合
- 北海道税理士協同組合
- 北海道セールスレップ協同組合
- 北海道葬祭業協同組合
- 北海道中小企業共済協同組合
- 北海道鉄筋業協同組合
- 北海道電気工事業工業組合
- 北海道豆腐油揚商工組合
- 北海道都市開発事業協同組合
- 北海道都市職員共済組合
- 北海道トラック交通共済協同組合
- 北海道農業共済組合（NOSAI北海道）
- 北海道農業協同組合中央会（JA北海道中央会）
- 北海道表具内装業協同組合
- 北海道美容業生活衛生同業組合
- 北海道ホテル旅館生活衛生同業組合
- 北海道マンション管理組合連合会
- 北海道味噌醤油工業協同組合
- 北海道理容生活衛生同業組合
- 北海道料理飲食業生活衛生同業組合
- 北海道旅行業協同組合
- 陸事総合協同組合札幌事務局

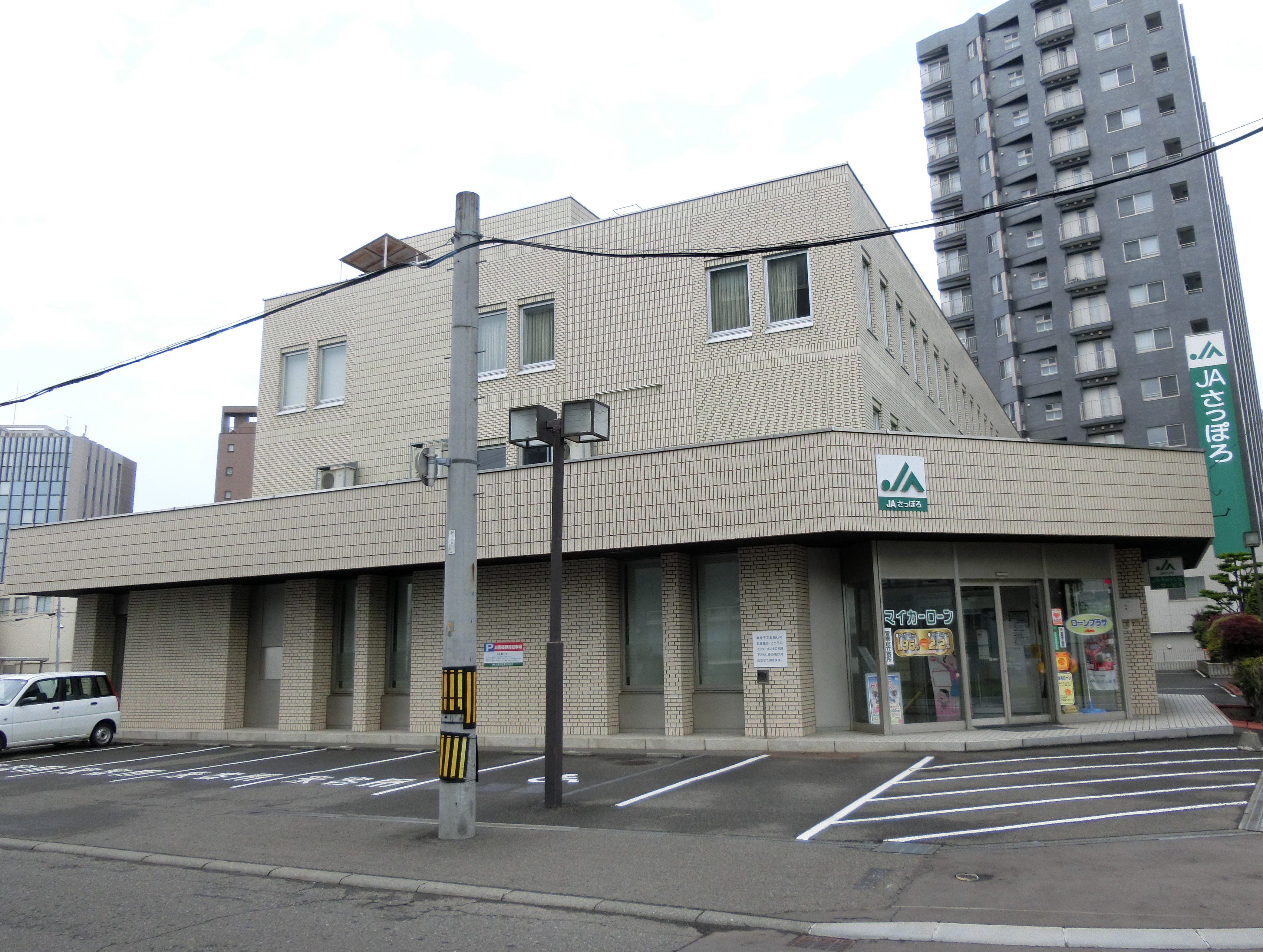
JAさっぽろ本店（2017年6月）
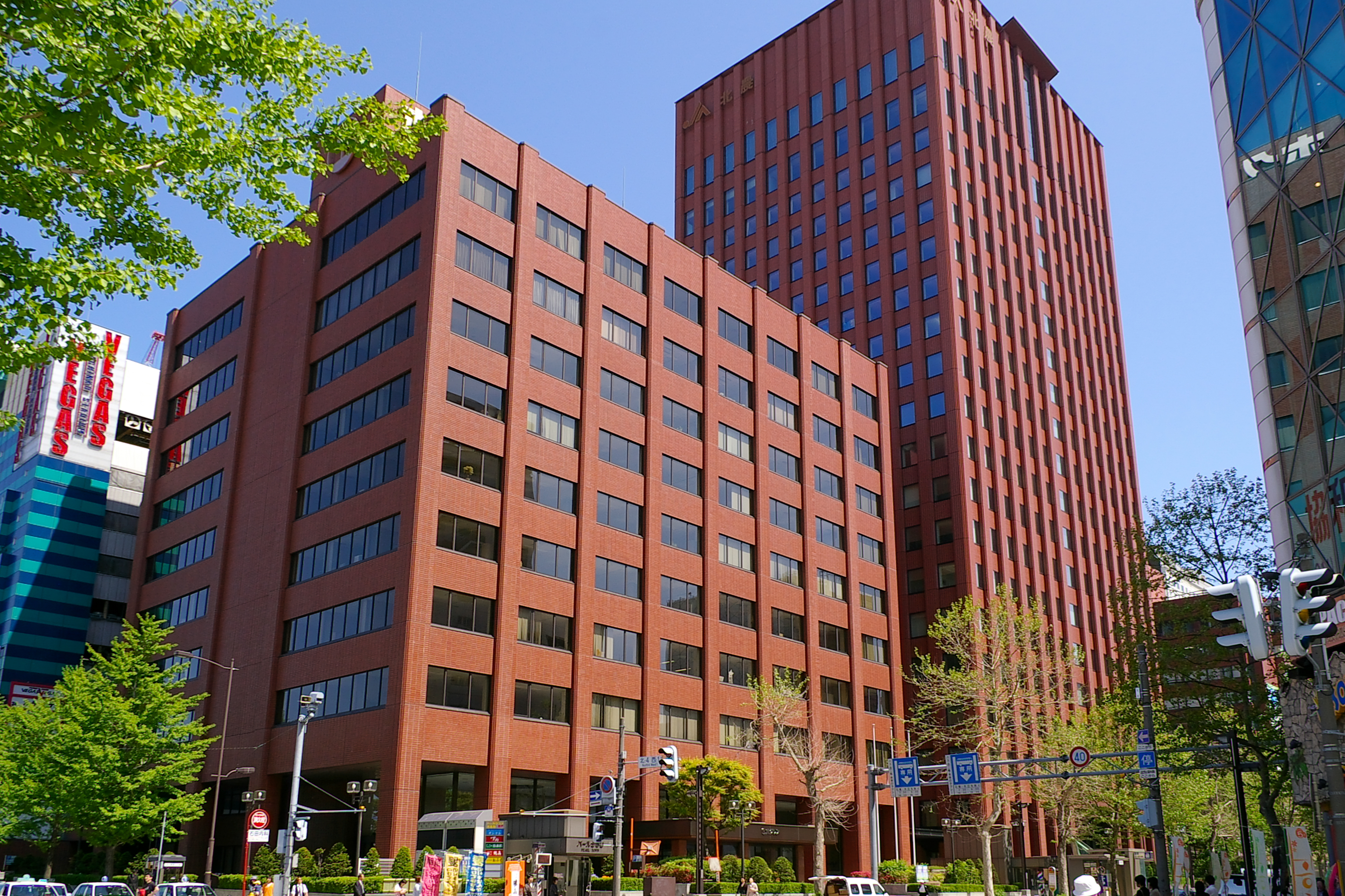
ホクレンビル（左）と北農ビル（右）（2007年6月）

### 商業施設

#### 百貨店
- 札幌丸井三越（三越伊勢丹ホールディングス）
  - 丸井今井札幌本店
  - 札幌三越
- 丸ヨ池内
  - IKEUCHI ZONE
- 東急百貨店（東急グループ）
  - さっぽろ店
- 大丸松坂屋百貨店（J.フロント リテイリング）
  - 大丸札幌店

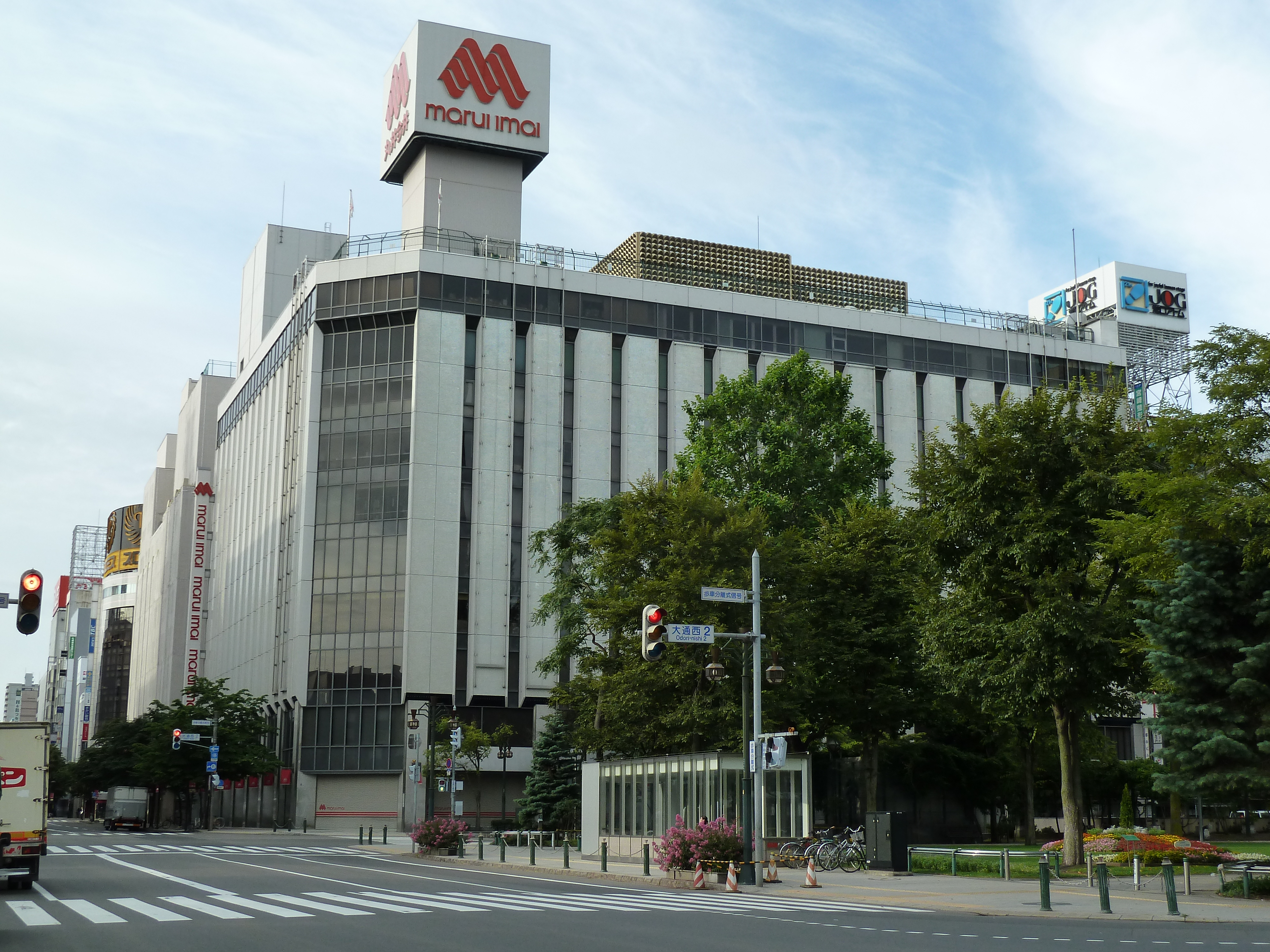
丸井今井札幌本店（2011年8月）
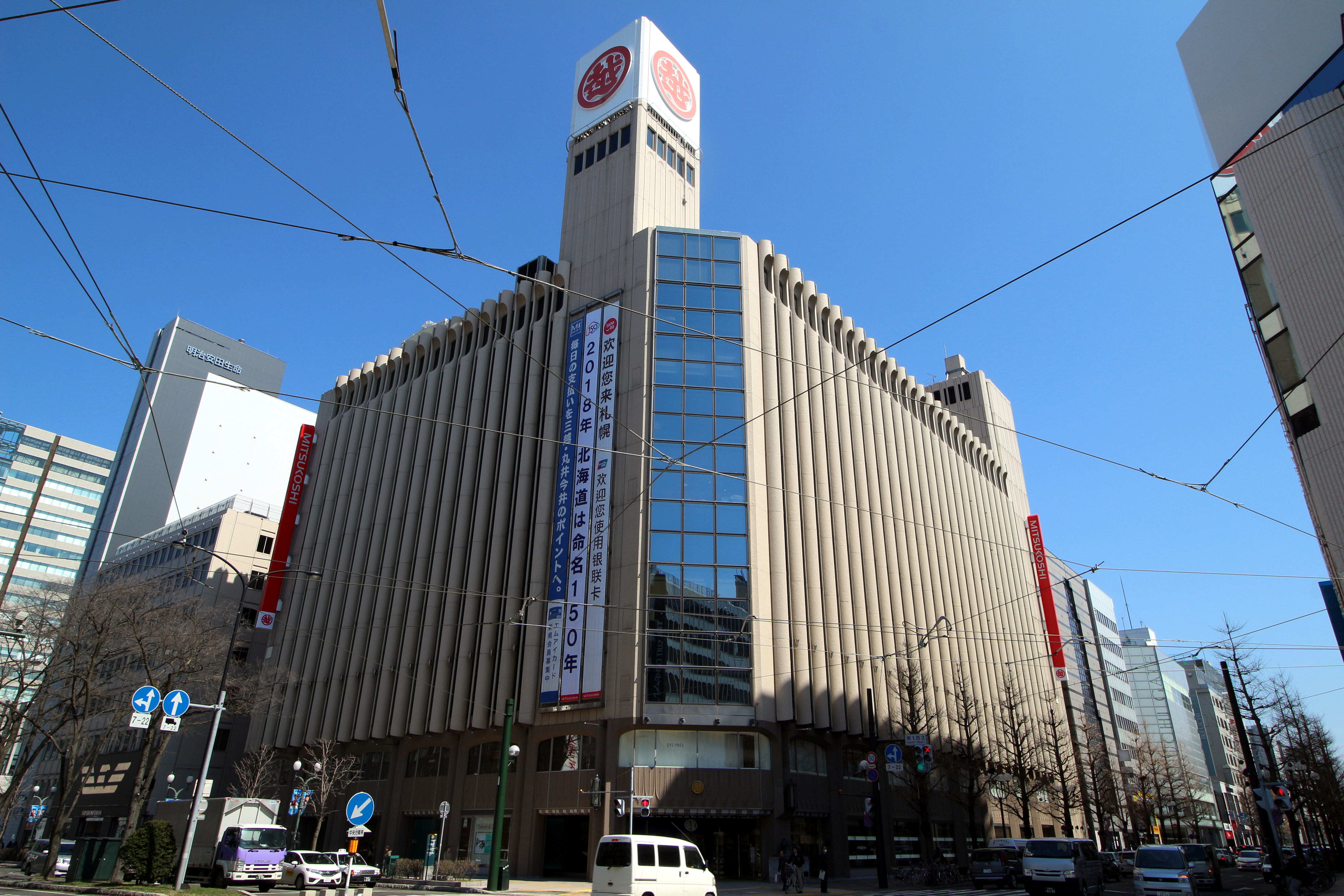
札幌三越（2018年4月）
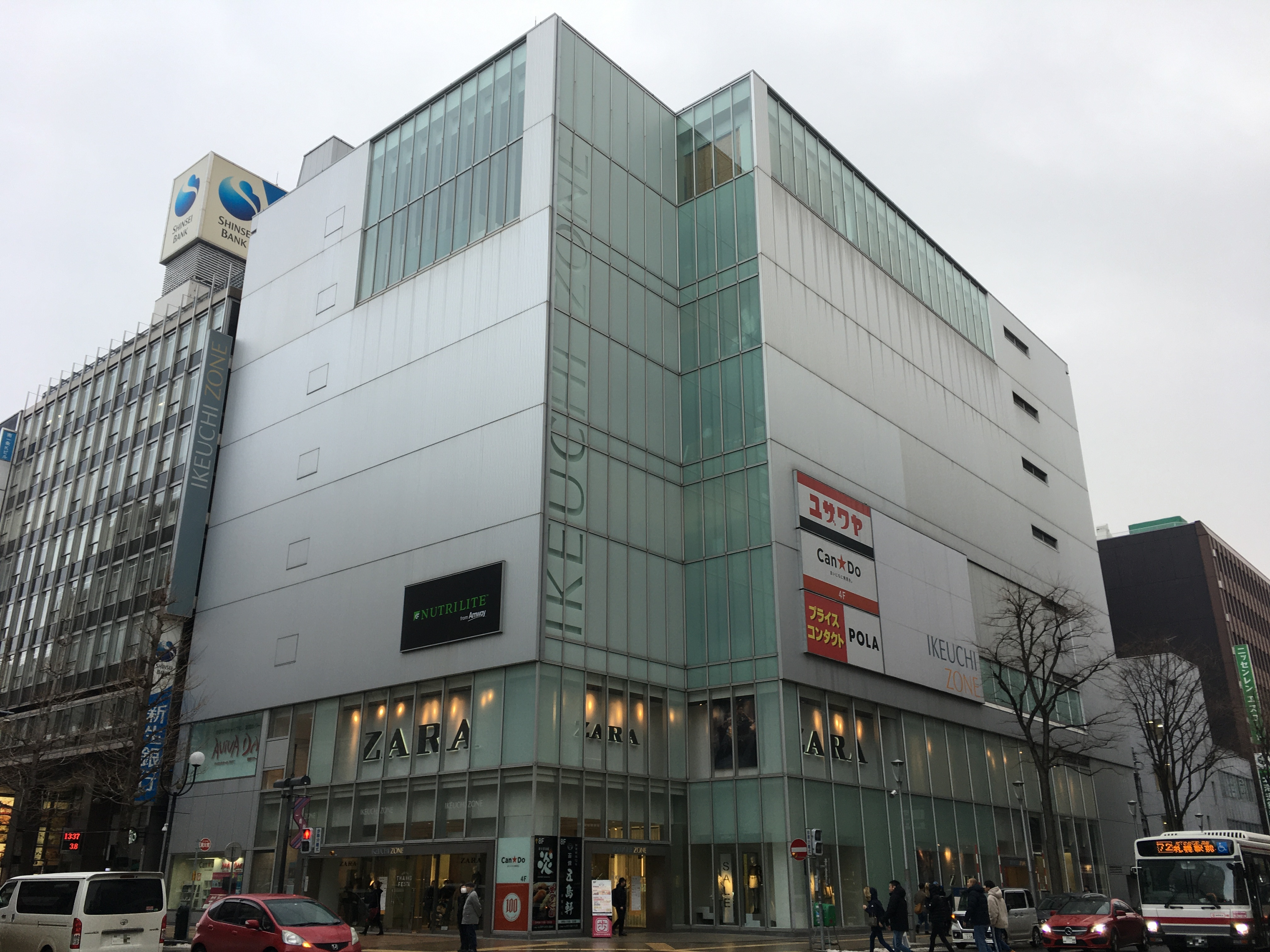
IKEUCHI ZONE（2019年12月）
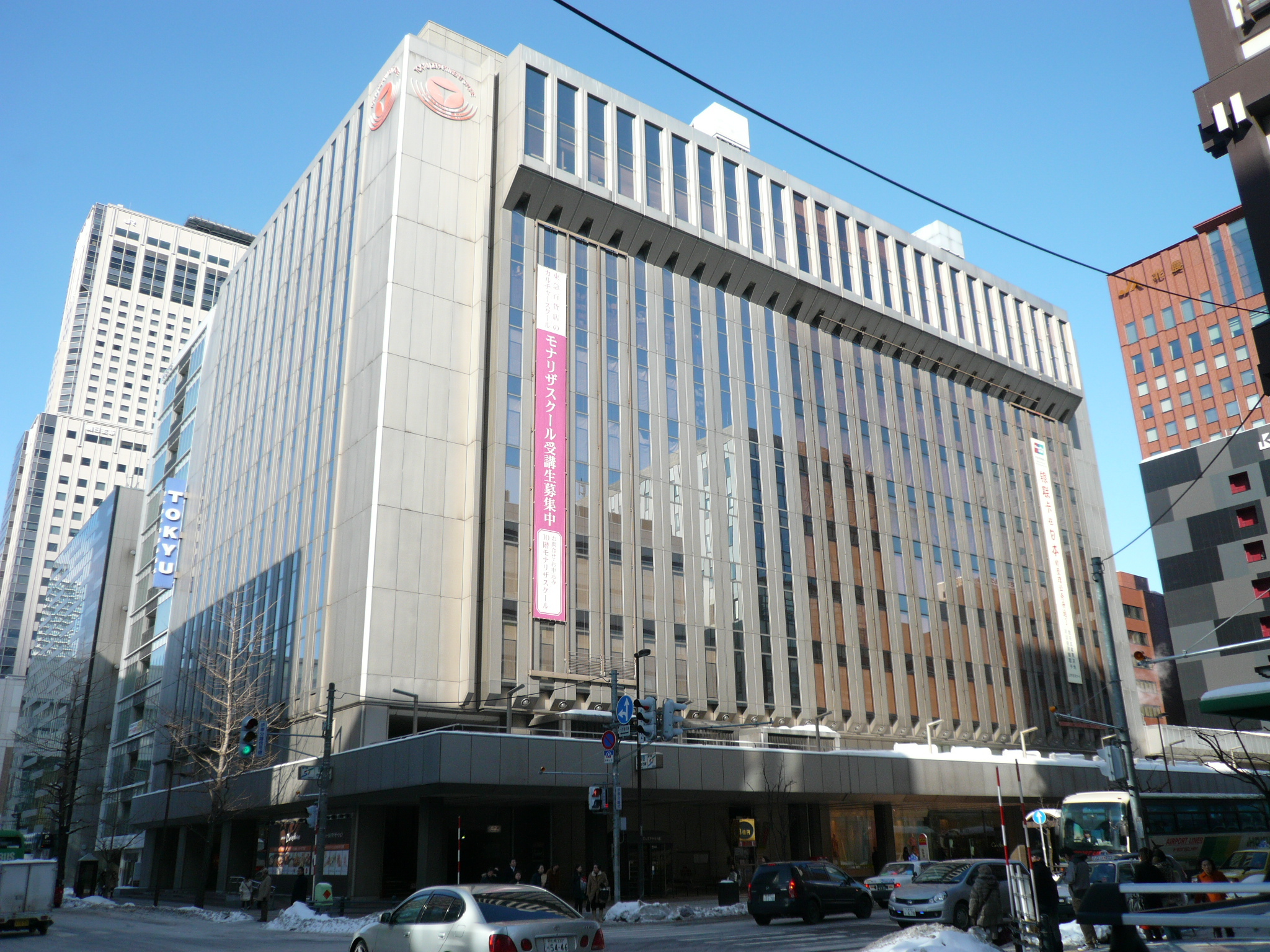
さっぽろ東急百貨店（2012年2月）
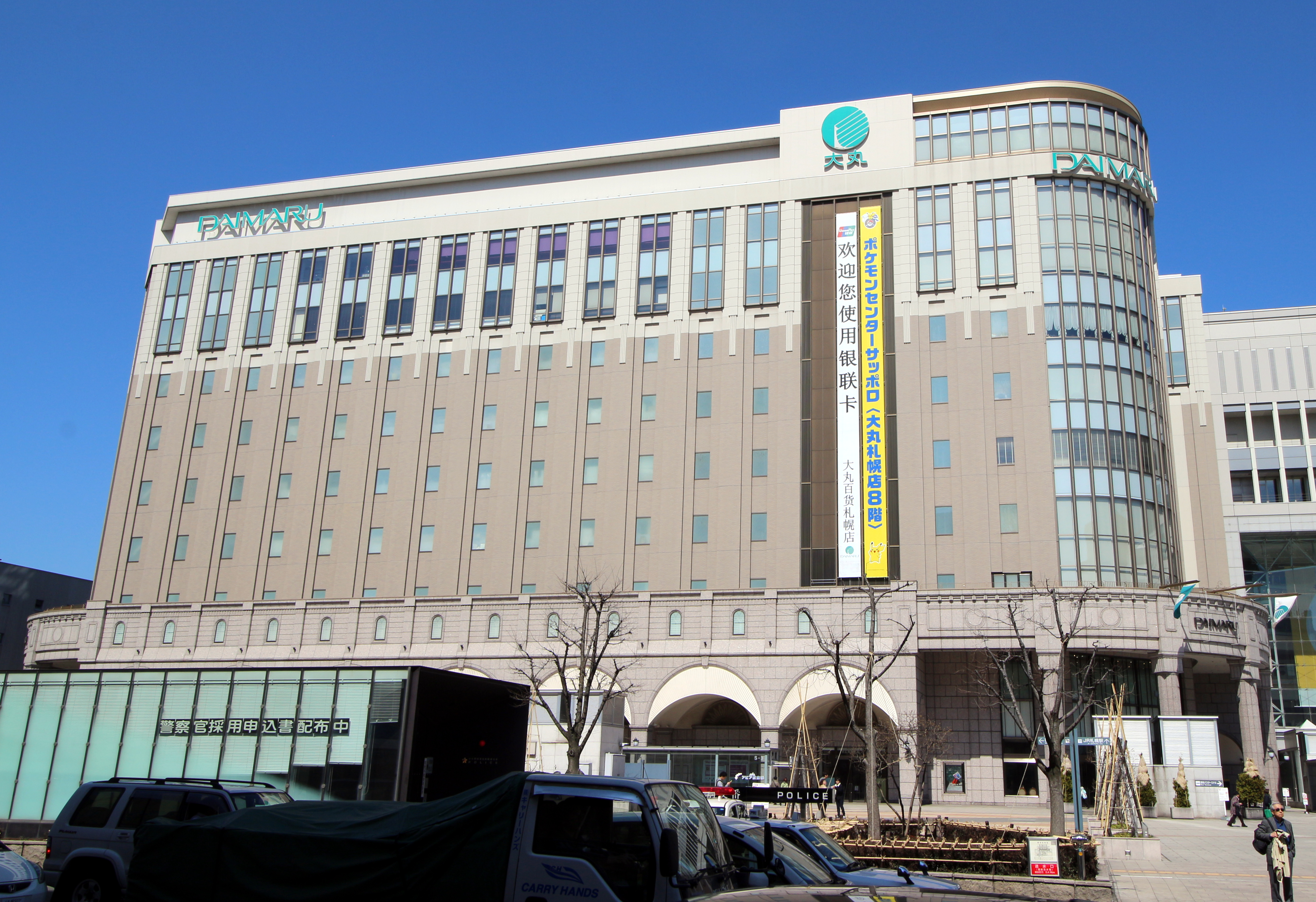
大丸札幌店（2018年4月）

#### ショッピングセンター
- 札幌都市開発公社
  - さっぽろ地下街（オーロラタウン・ポールタウン）
- パルコ（J.フロント リテイリング）
  - 札幌PARCO
- 札幌駅総合開発（JR北海道グループ）
  - アピア
  - 札幌ステラプレイス
- サッポロ不動産開発（サッポロホールディングス）
  - サッポロファクトリー
- イオン北海道（イオングループ）
  - イオン札幌桑園ショッピングセンター
- 北菱シティサービス（三菱地所グループ）
  - マルヤマクラス (maruyama class)
- アインファーマシーズ
  - ル・トロワ
- ピヴォ
  - PIVOT CROSS
- 大和情報サービス（大和ハウスグループ）
  - アクロスプラザ南22条
- 大京アステージ（大京グループ）
  - モユクサッポロ（ライオンズタワー札幌）
- 東急不動産（東急不動産ホールディングス）
  - COCONO SUSUKINO

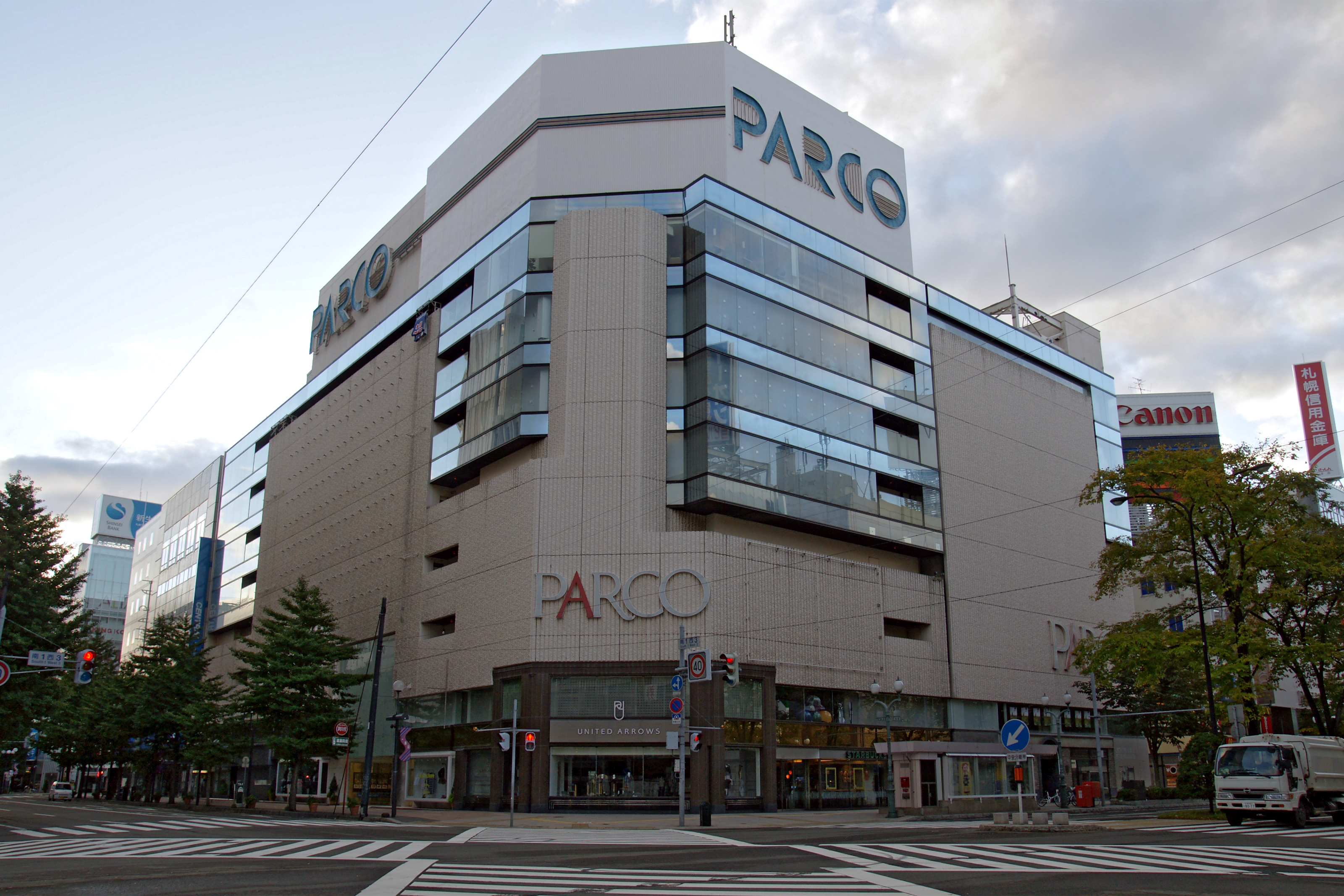
札幌PARCO（2009年10月）
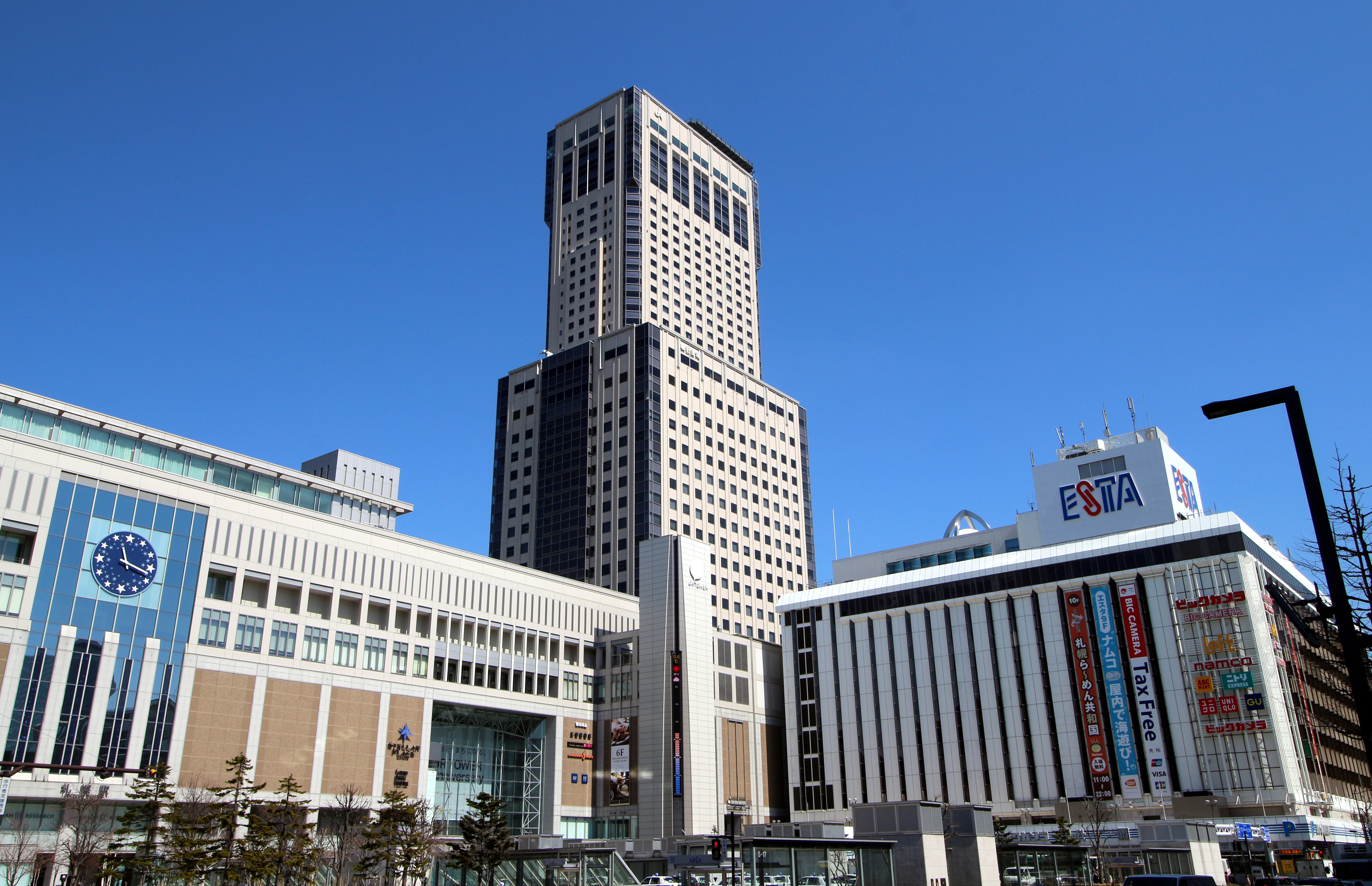
JRタワー・札幌ステラプレイス・エスタ（2018年4月）
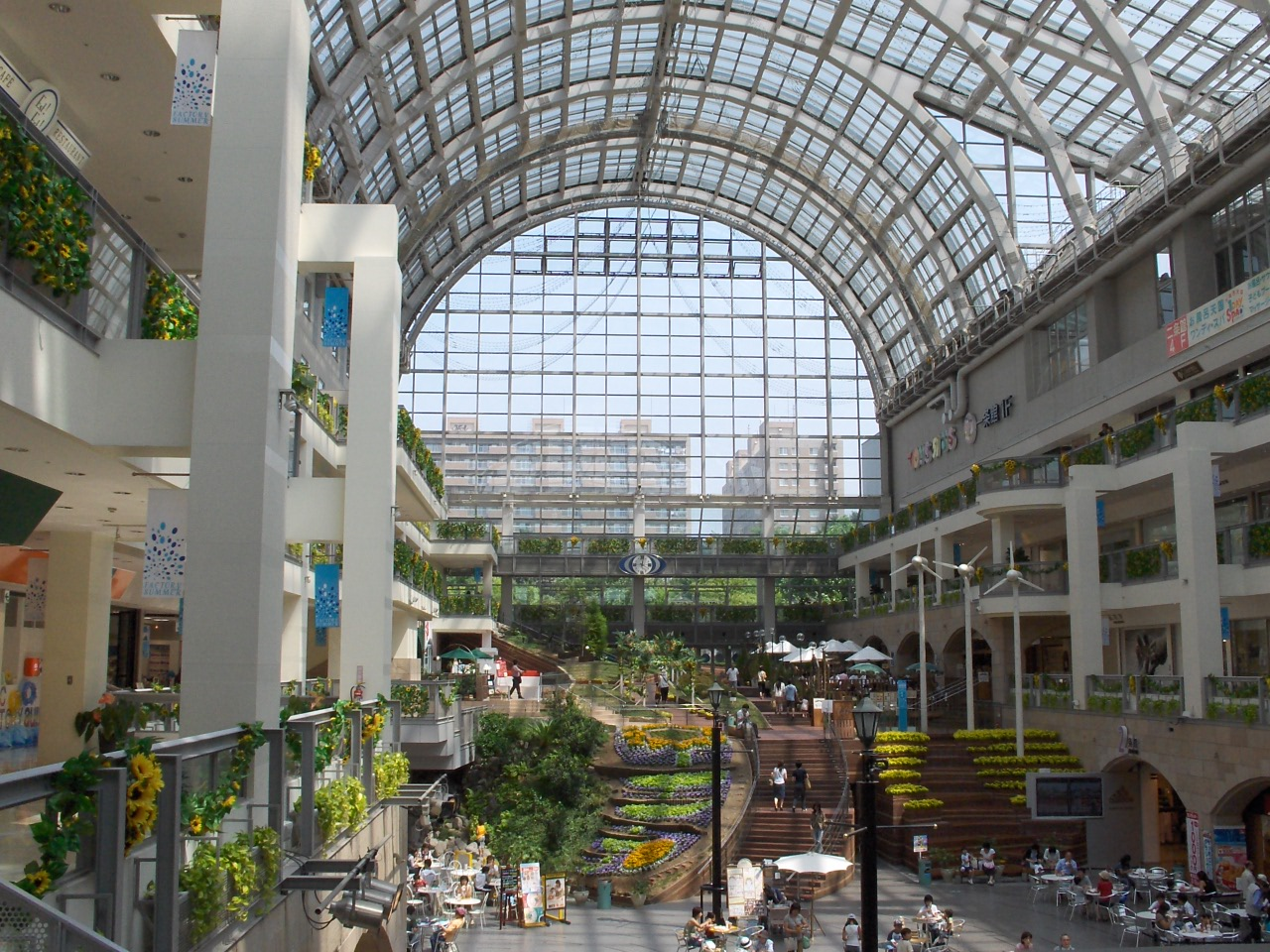
サッポロファクトリー（2006年8月）
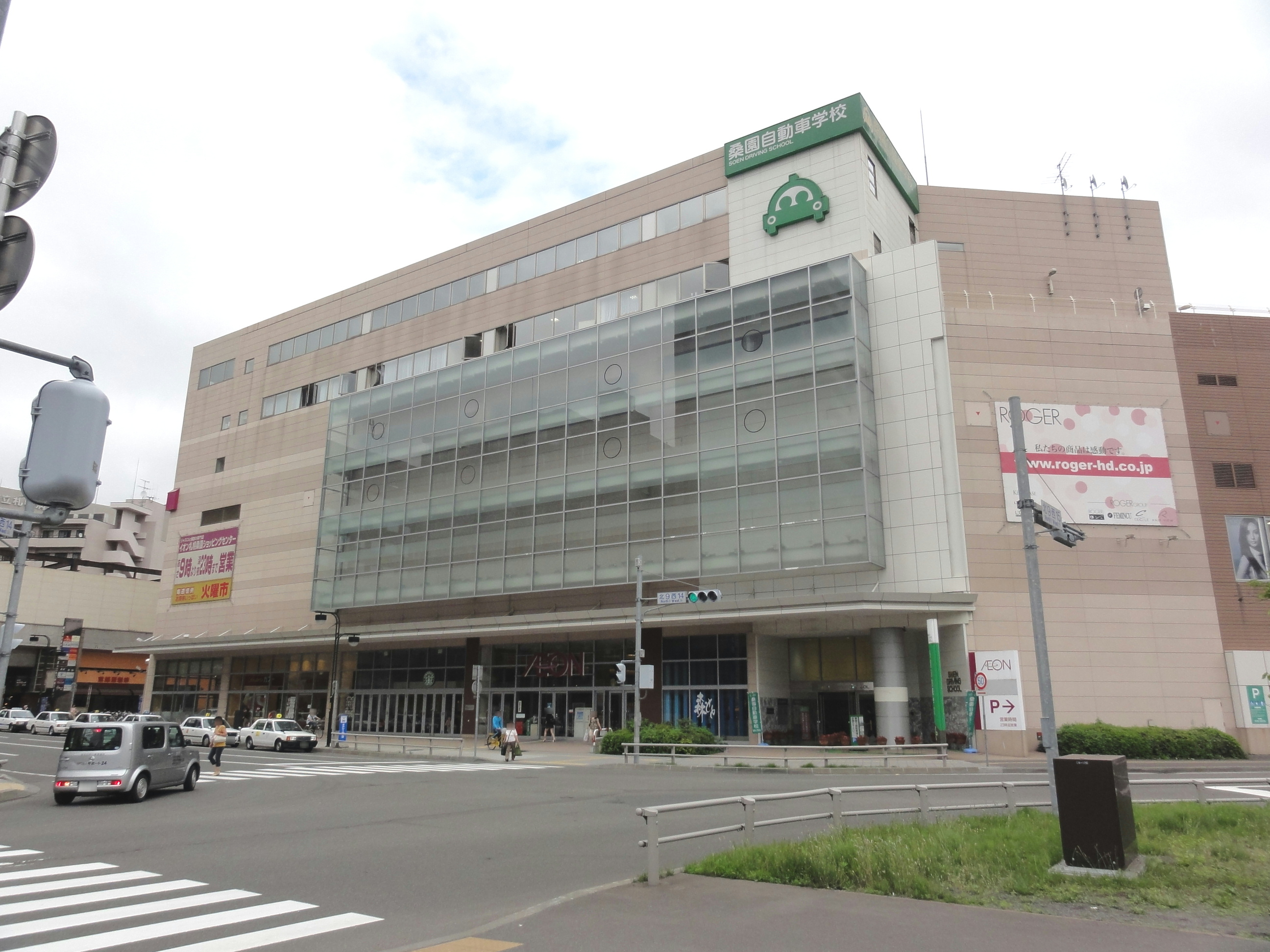
イオン札幌桑園ショッピングセンター（2012年7月）
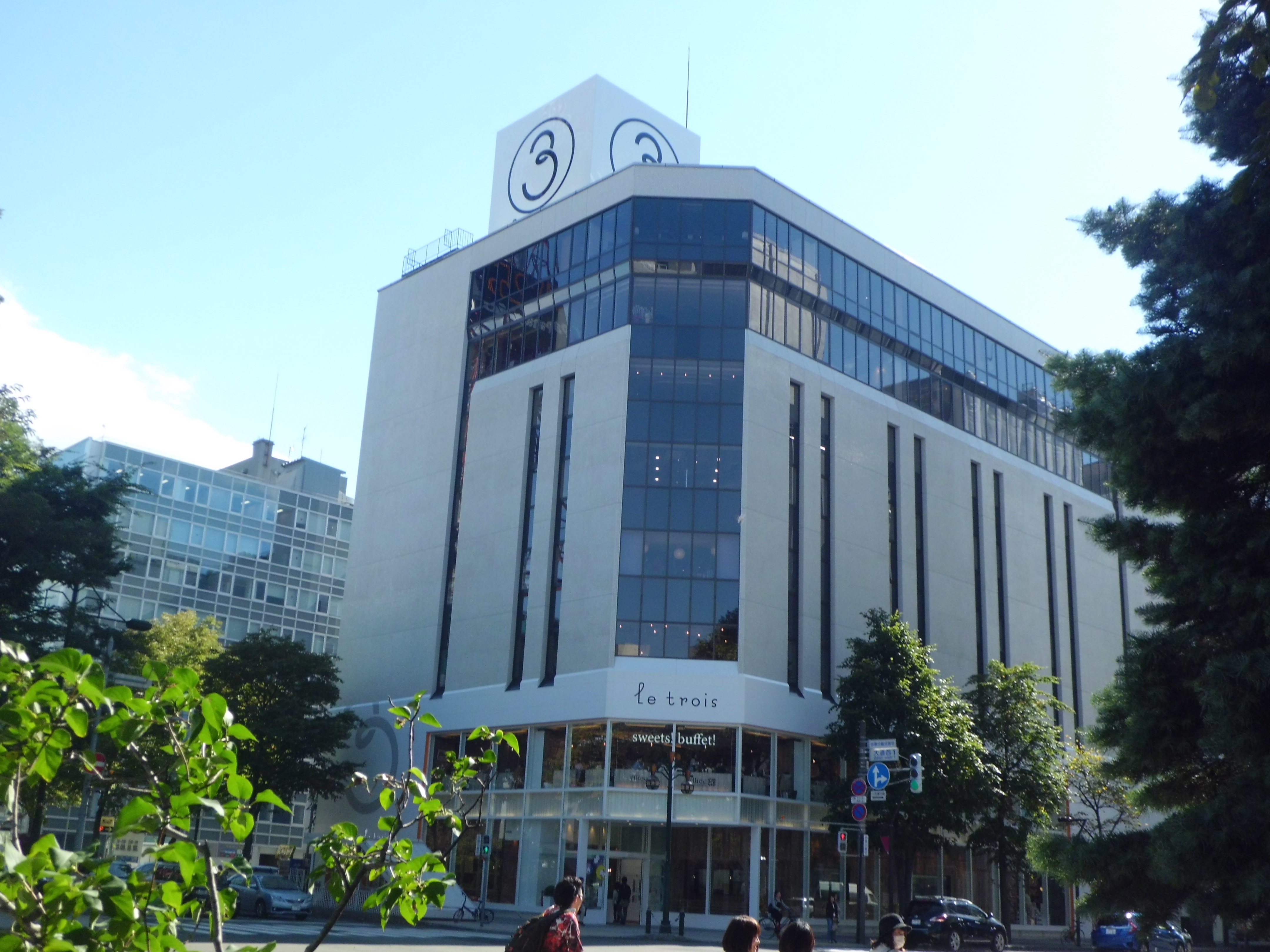
ル・トロワ（2015年10月）

#### スーパーマーケット・ディスカウントストア
- イオン北海道（イオングループ）
  - イオン札幌桑園店（イオン札幌桑園ショッピングセンター内）
  - イオン札幌旭ヶ丘店（旧西友旭ヶ丘店）
  - フードセンター円山店
  - マックスバリュ南15条店
  - マックスバリュマルヤマクラス店（マルヤマクラス内）
  - マックスバリュ北1条東店
  - まいばすけっと北7条西17丁目店
  - まいばすけっと北5条西10丁目店
  - まいばすけっと北1条東1丁目店
  - まいばすけっと北5条西22丁目店
  - まいばすけっと宮の森2条店
  - まいばすけっと北2条西14丁目店
  - まいばすけっと北3条西24丁目店
  - まいばすけっと南4条東4丁目店
  - まいばすけっと南1条西10丁目店
  - まいばすけっと南2条西8丁目店
  - まいばすけっと南5条西10丁目店
  - まいばすけっと南6条西7丁目店
  - まいばすけっと南8条西4丁目店
  - まいばすけっと南7条西15丁目店
  - まいばすけっと南7条西11丁目店
  - まいばすけっと南9条西17丁目店
- ラルズ（アークスグループ）
  - スーパーアークス山鼻店
  - ラルズマート啓明店
  - ラルズマート16条店
  - ラルズマート伏見店
  - ラルズマート中島公園店
- 東光ストア（アークスグループ）
  - サッポロファクトリー店（サッポロファクトリー内）
  - 円山店
  - 宮の森店
  - 西線6条店
  - プロム山鼻店
  - 行啓通店
  - ディナーベルススキノ南7条店
- 生活協同組合コープさっぽろ
  - 植物園店
  - やまはな店
  - そうえん店
- 北雄ラッキー
  - 衣料館山の手店
- 大槻食材
  - C&Cキャロット本店
  - C&Cキャロットすすきの店
- モリワキ
  - 北海市場山鼻店（アクロスプラザ南22条内）
- ドン・キホーテ（パン・パシフィック・インターナショナルホールディングス）
  - MEGAドン・キホーテ札幌狸小路本店
  - ドン・キホーテすすきの店
  - MEGAドンキ狸小路別館（モユクサッポロ内・旧キラキラドンキ狸小路店）
- 神戸物産
  - 業務スーパーすすきの狸小路店(ケヒコ運営)
- ダイイチ（セブン&アイグループ)
  - すすきの店（COCONO SUSUKINO内）

### 金融機関

#### 銀行
- 北洋銀行本店営業部、札幌市役所支店、札幌南支店、すすきの支店、東屯田支店、道庁支店、札幌駅南口支店、札幌東支店、苗穂支店、札幌西支店、札幌西支店札幌医大病院出張所、円山公園支店、旭ヶ丘支店、宮の森支店、西線支店、石山通支店、桑園支店、北五条通支店
- 北海道銀行本店営業部、行啓通支店、南一条支店、創成支店、旭ヶ丘支店、中央支店、薄野支店、西線支店、宮の森パーソナル支店、桑園支店、札幌駅前支店、鳥居前支店、中央市場支店、道庁支店、山鼻支店、住宅ローンプラザ大通、外貨両替プラザ、どうぎん保険プラザ大通

- みずほ銀行札幌支店
- 三井住友銀行札幌支店
- 三菱UFJ銀行札幌支店、札幌中央支店
- りそな銀行札幌支店
- あおぞら銀行札幌支店
- SBI新生銀行札幌支店
- 青森みちのく銀行札幌支店、札幌中央支店
- 秋田銀行札幌支店
- 七十七銀行札幌支店
- スルガ銀行札幌支店
- 第四北越銀行札幌支店
- 北陸銀行札幌支店
- 東京スター銀行札幌支店

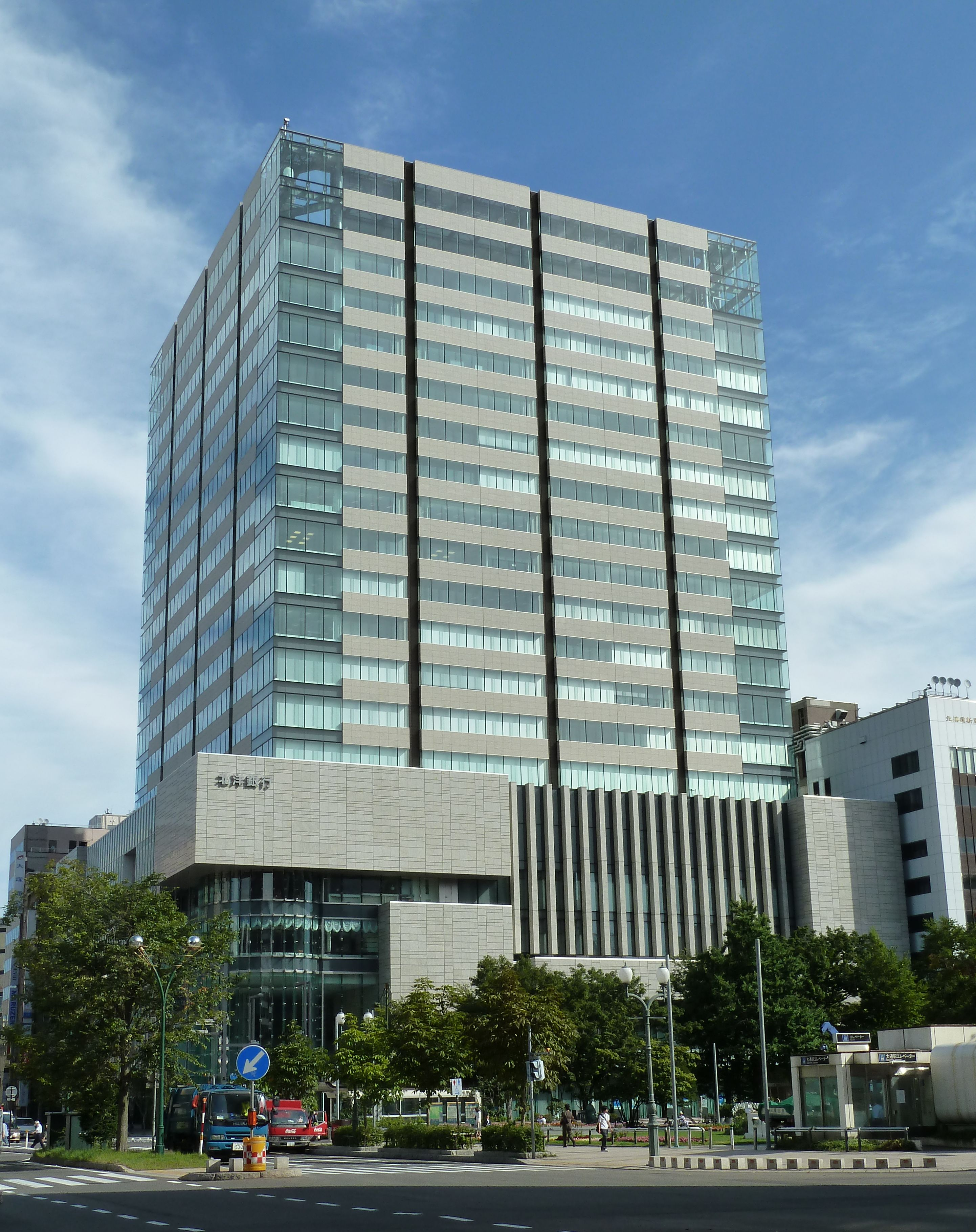
北洋銀行本店（北洋大通センター）（2011年8月）
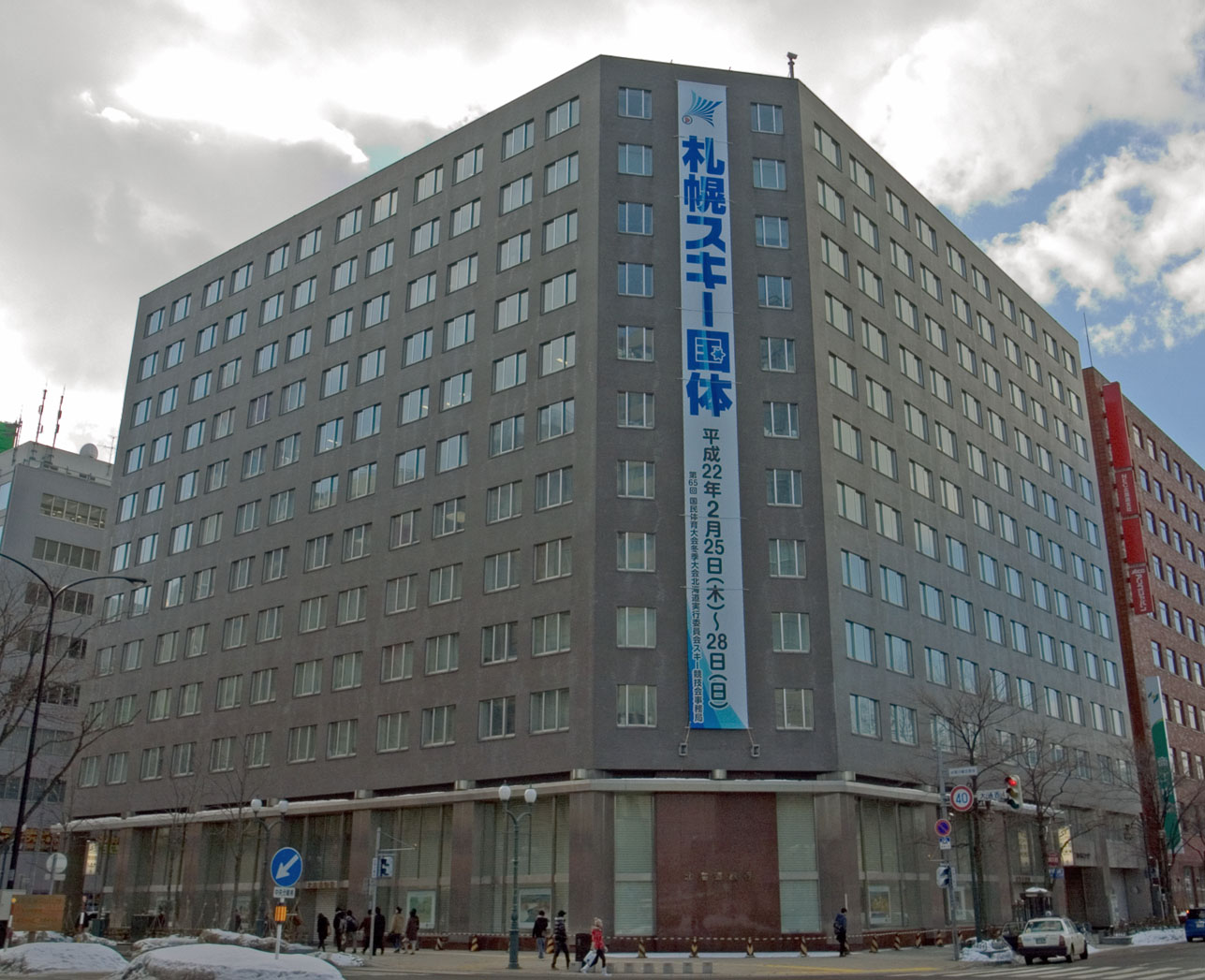
北海道銀行本店（2010年1月）

#### 信託銀行
- みずほ信託銀行札幌支店
- 三菱UFJ信託銀行札幌支店
- 三井住友信託銀行札幌支店、札幌中央支店

#### 協同組織金融機関
- 農林中央金庫札幌支店
- 商工組合中央金庫札幌支店
- 信金中央金庫北海道支店
- 北海道信用金庫本店営業部、大通南支店、山鼻中央支店、中央西支店、中央市場支店
- 空知信用金庫札幌支店
- 北門信用金庫札幌支店
- 北空知信用金庫札幌支店
- 渡島信用金庫札幌支店
- 室蘭信用金庫札幌支店
- 苫小牧信用金庫札幌支店
- 日高信用金庫札幌支店
- 旭川信用金庫札幌支店
- 北星信用金庫札幌支店、円山支店
- 稚内信用金庫札幌支店
- 遠軽信用金庫中央支店
- 大地みらい信用金庫札幌支店
- 北見信用金庫札幌支店
- 北央信用組合本店営業部、西支店
- 札幌中央信用組合本店営業部、山鼻支店
- ウリ信用組合本店営業部
- あすか信用組合札幌支店
- 北海道労働金庫本店営業部、道庁支店
- JAバンク北海道（北海道信用農業協同組合連合会）JA北海道信連本所、JAさっぽろ本店、JAさっぽろ中央支店
- JFマリンバンク北海道（北海道信用漁業協同組合連合会）本店営業部

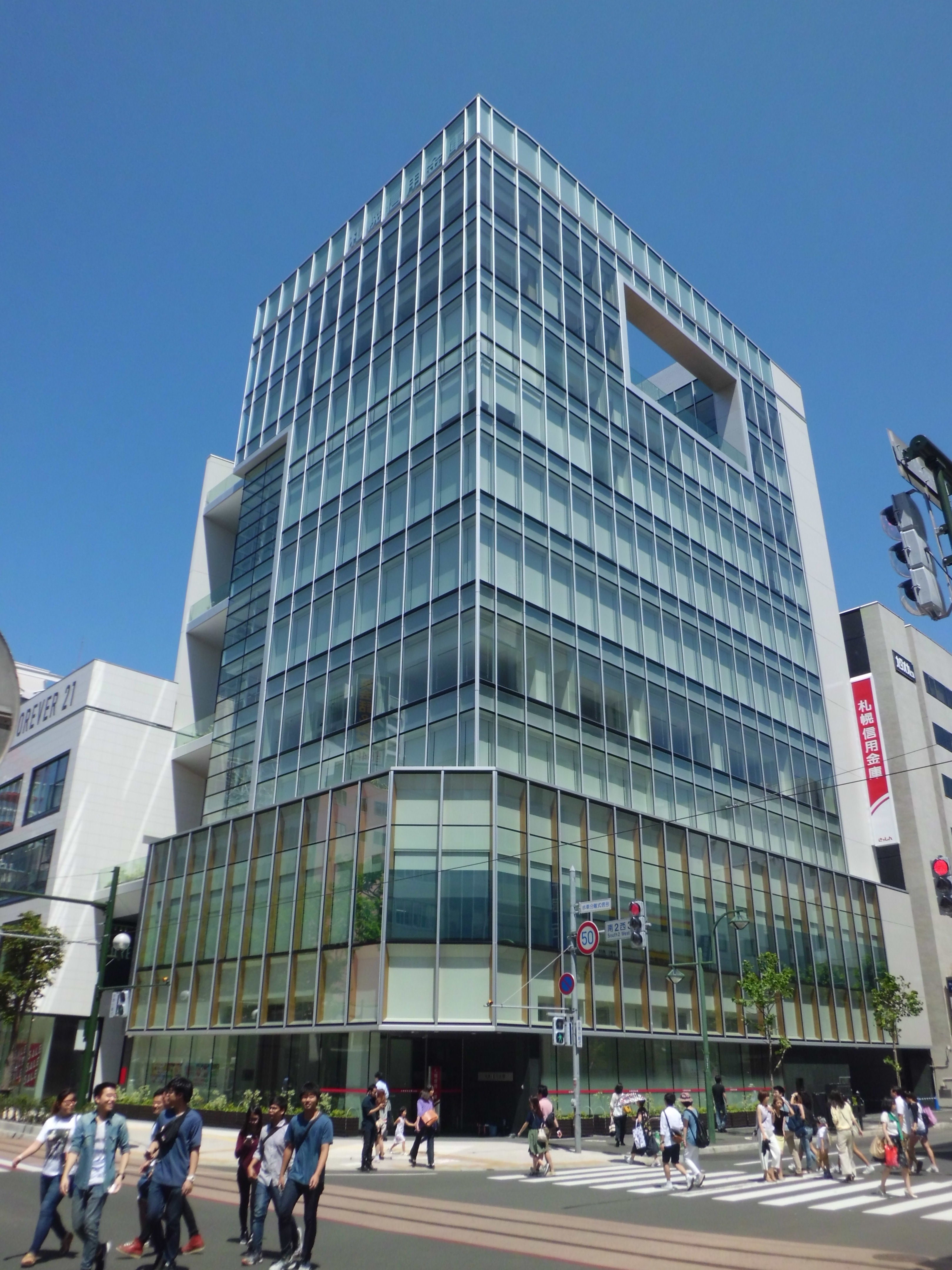
北海道信用金庫本店（旧札幌信用金庫本店）（2016年8月）
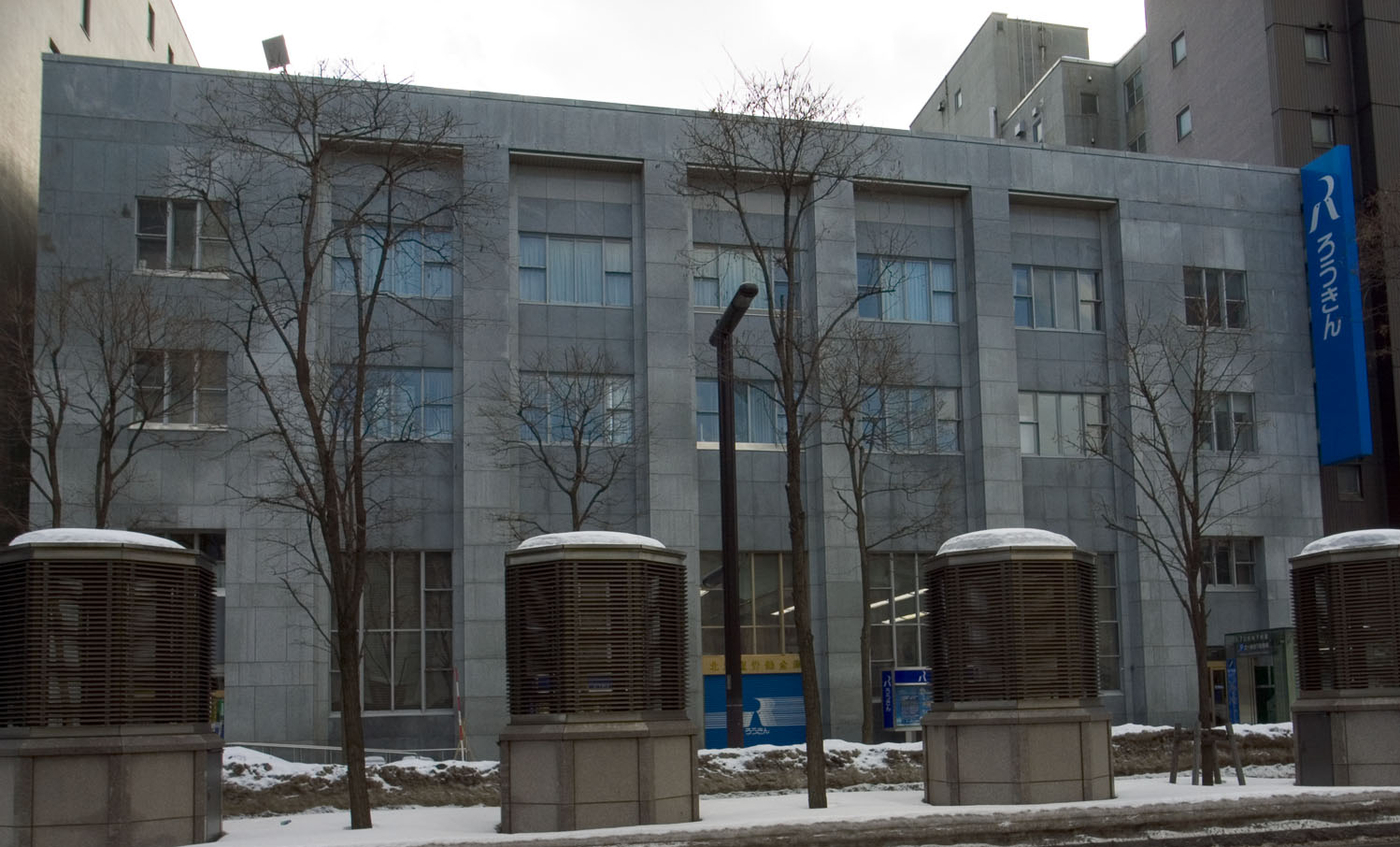
北海道労働金庫本店（2010年1月）
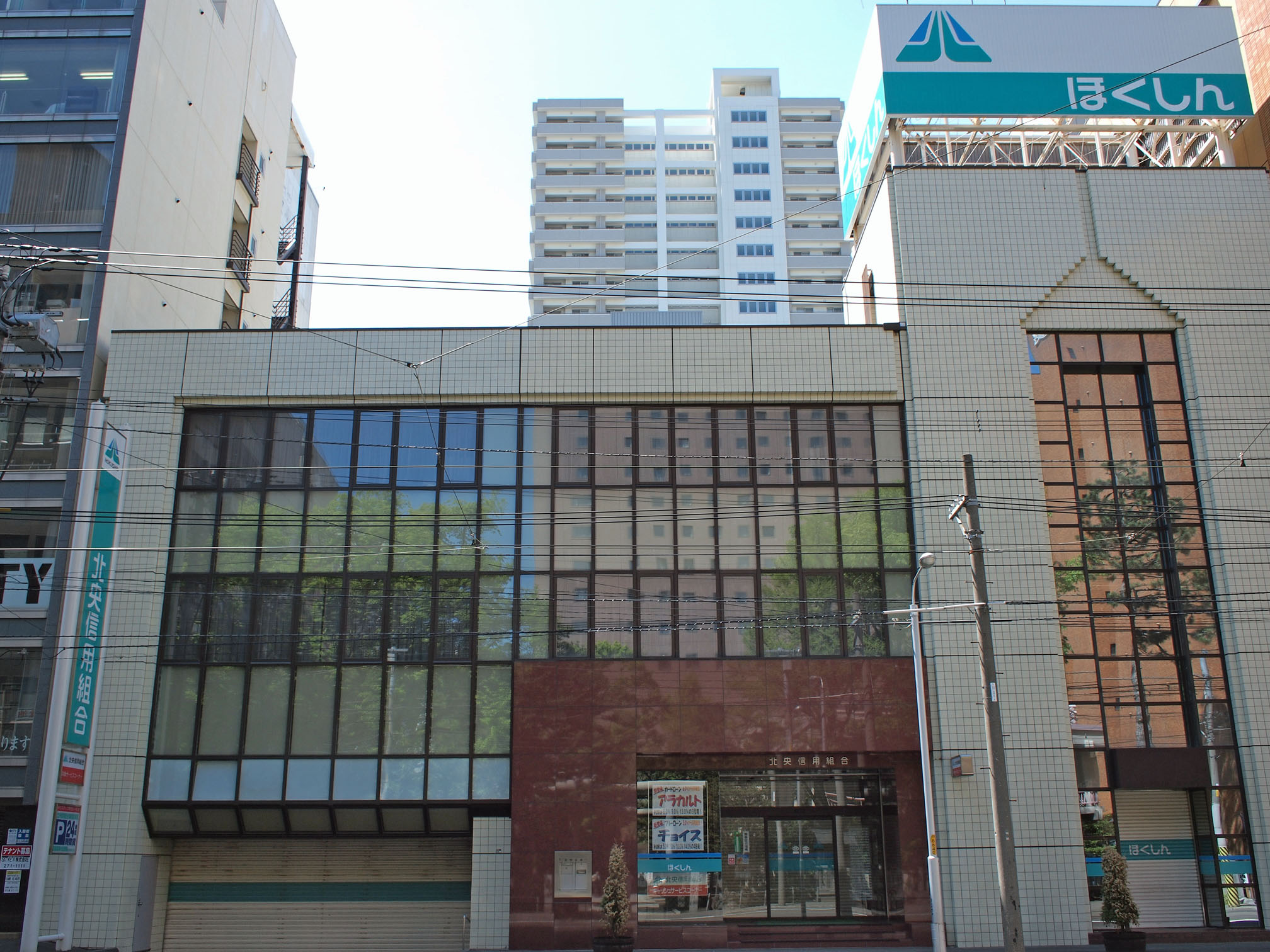
北央信用組合本店（2010年5月）
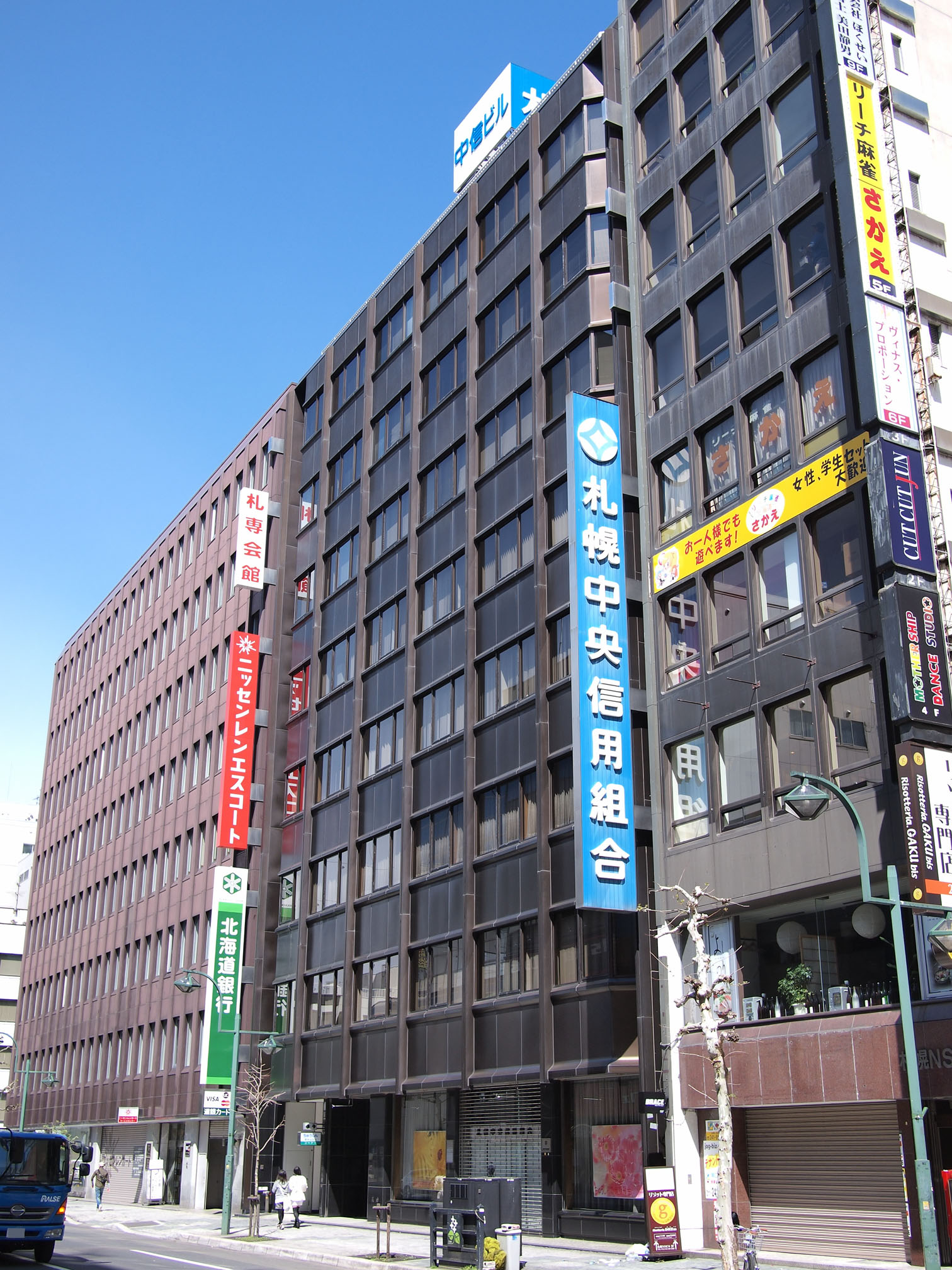
札幌中央信用組合本店（2010年5月）
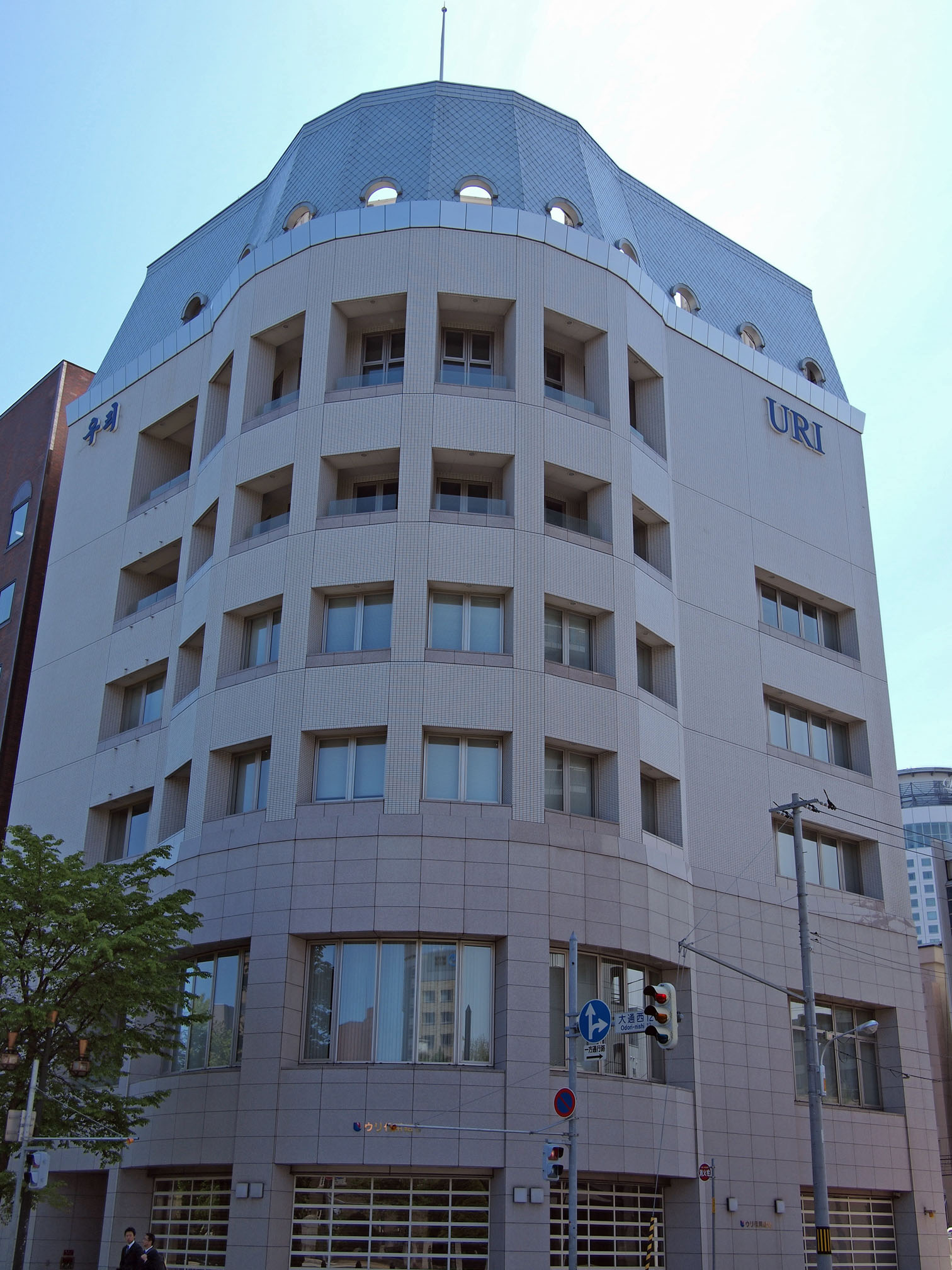
ウリ信用組合本店（2010年5月）

#### 日本郵政
- ゆうちょ銀行北海道エリア本部・道央地域センター・札幌支店

#### 証券会社
- 北洋証券本店
- SMBC日興証券札幌支店
- 大和証券札幌支店
- 野村證券札幌支店
- みずほ証券札幌支店
- 三菱UFJモルガン・スタンレー証券札幌支店
- 岡三証券札幌支店
- ばんせい証券札幌支店

### 郵便
- 日本郵政北海道施設センター
- 日本郵便北海道支社・札幌監査室・札幌共通事務集約センター・北海道庁赤れんが前郵便局

集配郵便局
- 札幌中央郵便局[注 1] - 都心部・大通・桑園地区（〒060-00xxの地域）
- 山鼻郵便局 - 山鼻・円山・伏見・宮の森・盤渓地区（〒064-xxxxの地域）

無集配郵便局
- 札幌大通郵便局
- 札幌大通公園郵便局
- 札幌北一条郵便局
- 札幌北一条中郵便局
- 札幌北一条西郵便局
- 札幌北二条郵便局
- 札幌北二条中郵便局
- サッポロファクトリー内郵便局
- 永山記念公園前郵便局
- 苗穂駅前郵便局
- 札幌北三条郵便局
- 札幌北三条西郵便局
- 北海道庁内郵便局
- 札幌北四条西郵便局
- 札幌北五条郵便局
- 札幌北五条中郵便局
- さっぽろ東急百貨店内郵便局
- 札幌北七条西郵便局
- 札幌中央市場前郵便局
- 札幌桑園駅前郵便局
- 札幌南一条郵便局
- 札幌南一条東郵便局
- 札幌南一条中郵便局
- 札幌南一条西郵便局
- 札幌丸井内郵便局
- 札幌南二条郵便局
- 札幌円山郵便局
- 札幌南三条郵便局
- 札幌南四条郵便局
- 札幌南五条郵便局
- 札幌南六条郵便局
- 札幌南六条西郵便局
- 札幌南八条郵便局
- 札幌南八条西郵便局
- 札幌南九条郵便局
- 札幌南十条郵便局
- 札幌南十一条郵便局
- 札幌南十四条郵便局
- 札幌南十四条西郵便局
- 札幌南二十一条郵便局
- 札幌南二十七条郵便局
- 山鼻東屯田通郵便局
- 北海道神宮前郵便局
- 札幌双子山郵便局
- 札幌宮の森郵便局
- 札幌荒井山簡易郵便局
- 円山西町簡易郵便局

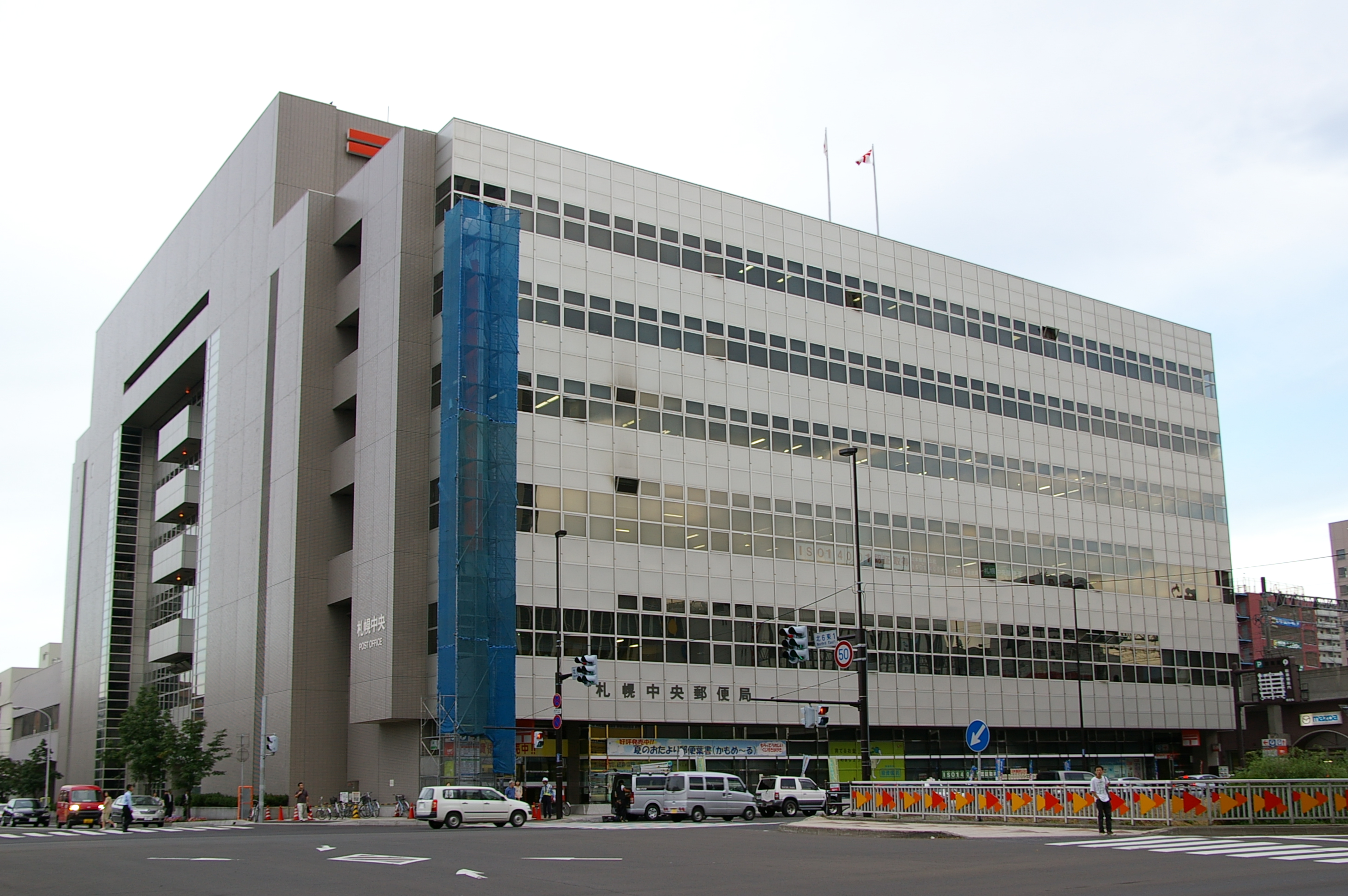
札幌中央郵便局（2007年8月）
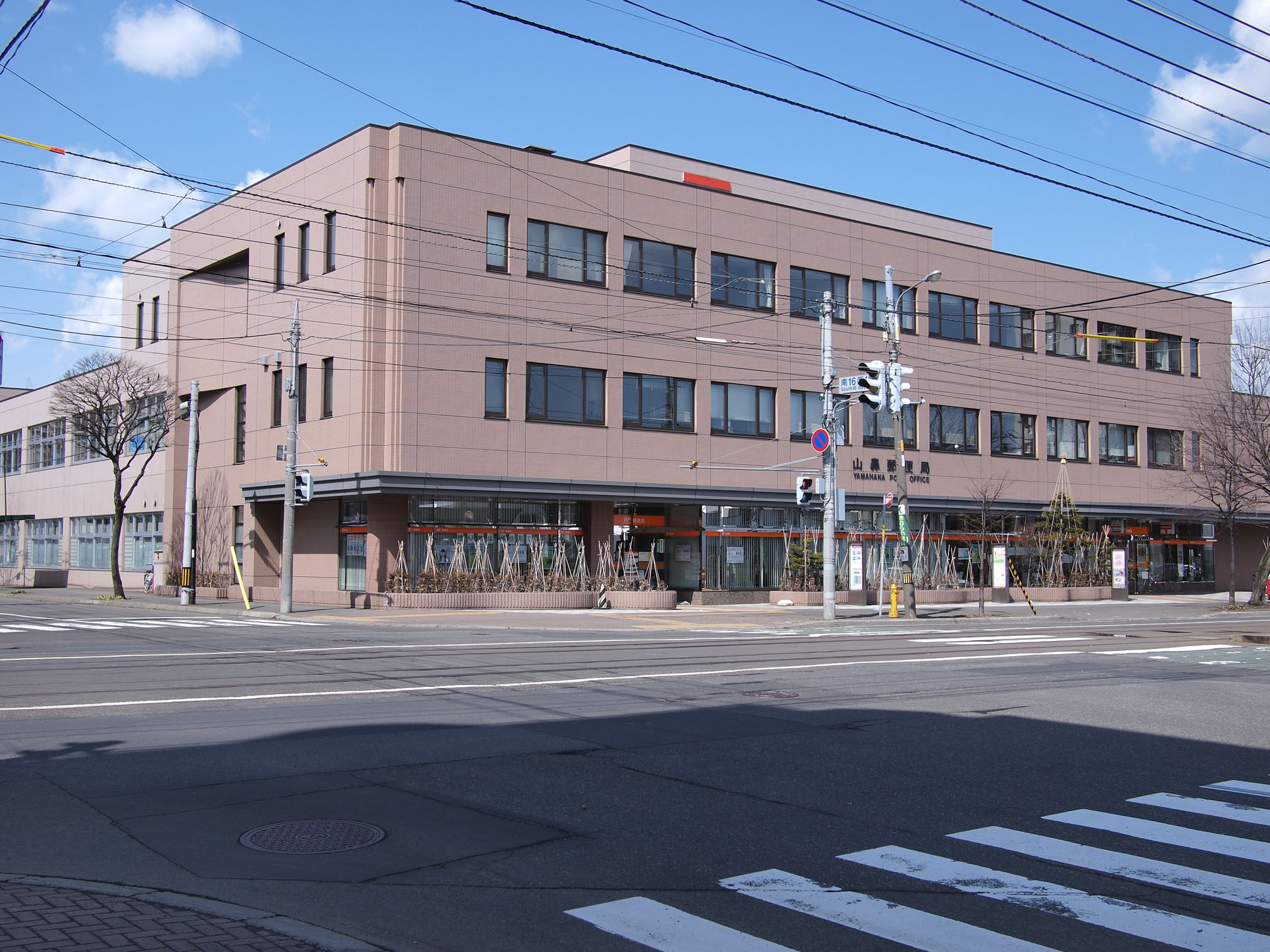
山鼻郵便局（2010年4月）

### 宅配便
- ヤマト運輸札幌主管支店

- 北海道庁前センター
- 札幌駅前センター・札幌時計台前センター
- 札幌駅前北センター
- 札幌北1条通センター
- 札幌大通センター
- 札幌駅前南センター
- 札幌駅前西センター
- 電車通センター
- 札幌テレビ塔前センター
- 札幌すすきのセンター
- 札幌駅前東センター・札幌駅地下センター・中島公園センター・札幌大通東センター
- 札幌創成川東センター
- 大通西センター
- 札幌円山南センター・札幌啓明南センター
- 札幌中央市場センター
- 札幌山鼻センター・札幌伏見センター

- 佐川急便札幌東営業所（所在地は東区）
- 日本通運札幌支店札幌自動車事業所（所在地は白石区）

## 教育機関

### 認可保育所
市立
- 札幌市あけぼの保育園[10]

指定管理者
- 札幌市大通夜間保育園[10]
- 札幌市しせいかん保育園[10]

私立
- 鉄道弘済会札幌保育所[10]
- 救世軍桑園保育所[10]
- 駒鳥保育所[10]
- 円山北町保育園[10]
- 愛育保育園[10]
- 旭ケ丘保育園[10]
- 山鼻保育園[10]
- 山鼻華園保育園[10]
- 旭ケ丘乳児保育園[10]
- 幌南華園保育園[10]
- 宮の森保育園[10]
- さより保育園[10]
- つくしの子共同保育所[10]
- 大谷オアシス保育園[10]
- 吉田学園くりの木保育園[10]
- こうさい保育園[10]
- アートチャイルドケア札幌桑園[10]
- アスク桑園保育園[10]
- たかさごナーサリースクール大通[10]
- 啓明ともいき保育園[10]

### 幼稚園
市立
- 札幌市立中央幼稚園

私立
- 桑園幼稚園[11]
- さゆり幼稚園[11]
- 札幌円山幼稚園[11]
- 宮の森幼稚園[11]
- 札幌大谷第二幼稚園[11]
- 大通幼稚園[11]
- 札幌ルーテル幼稚園[11]
- めばえ幼稚園[11]
- こひつじ幼稚園[11]
- 札幌いづみ幼稚園[11]
- ひかり幼稚園[11]
- ばんけい幼稚園[11]

### 認定こども園
- カトリック聖園こどもの家[11]
- つぼみ幼稚園[11]
- 札幌大谷幼稚園[11]

### 小学校
- 札幌市立中央小学校
- 札幌市立資生館小学校
- 札幌市立二条小学校
- 札幌市立桑園小学校
- 札幌市立円山小学校
- 札幌市立幌南小学校
- 札幌市立幌西小学校
- 札幌市立日新小学校
- 札幌市立緑丘小学校
- 札幌市立盤渓小学校
- 札幌市立宮の森小学校
- 札幌市立伏見小学校
- 札幌市立大倉山小学校
- 札幌市立三角山小学校
- 札幌市立山鼻南小学校
- 札幌市立山鼻小学校

### 特別支援学校
- 北海道札幌視覚支援学校

### 中学校
- 札幌市立中央中学校
- 札幌市立中島中学校
- 札幌市立柏中学校
- 札幌市立向陵中学校
- 札幌市立啓明中学校
- 札幌市立伏見中学校
- 札幌市立山鼻中学校
- 札幌市立宮の森中学校

### 高等学校
道立
- 北海道札幌西高等学校
- 北海道札幌南高等学校

市立
- 市立札幌旭丘高等学校
- 市立札幌大通高等学校

私立
- 札幌静修高等学校
- 札幌龍谷学園高等学校
- クラーク記念国際高等学校札幌大通キャンパス
- 星槎国際高等学校札幌学習センター
- 飛鳥未来高等学校札幌キャンパス
- 北海道芸術高等学校札幌サテライトキャンパス

### 中高一貫校
- 北星学園女子中学高等学校
- 札幌聖心女子学院中学校・高等学校

### 大学・関連施設
国立大学法人
- 北海道大学植物園
- 北海道教育大学札幌駅前サテライト
- 室蘭工業大学札幌オフィス
- 小樽商科大学札幌サテライト

公立大学法人
- 札幌医科大学
- 札幌市立大学
  - 桑園キャンパス
  - サテライトキャンパス
- 名寄市立大学札幌サテライトオフィス

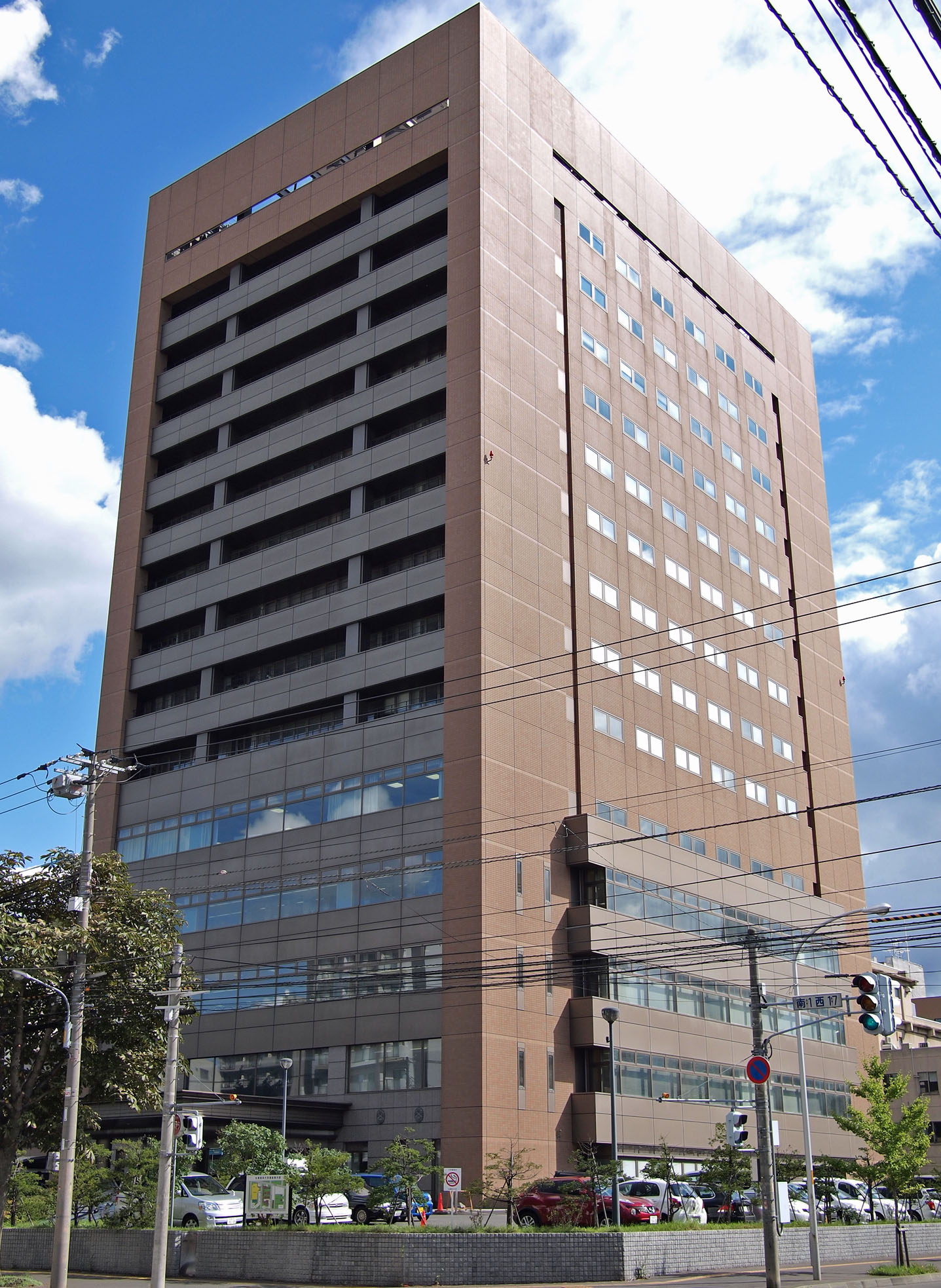
札幌医科大学（2011年9月）
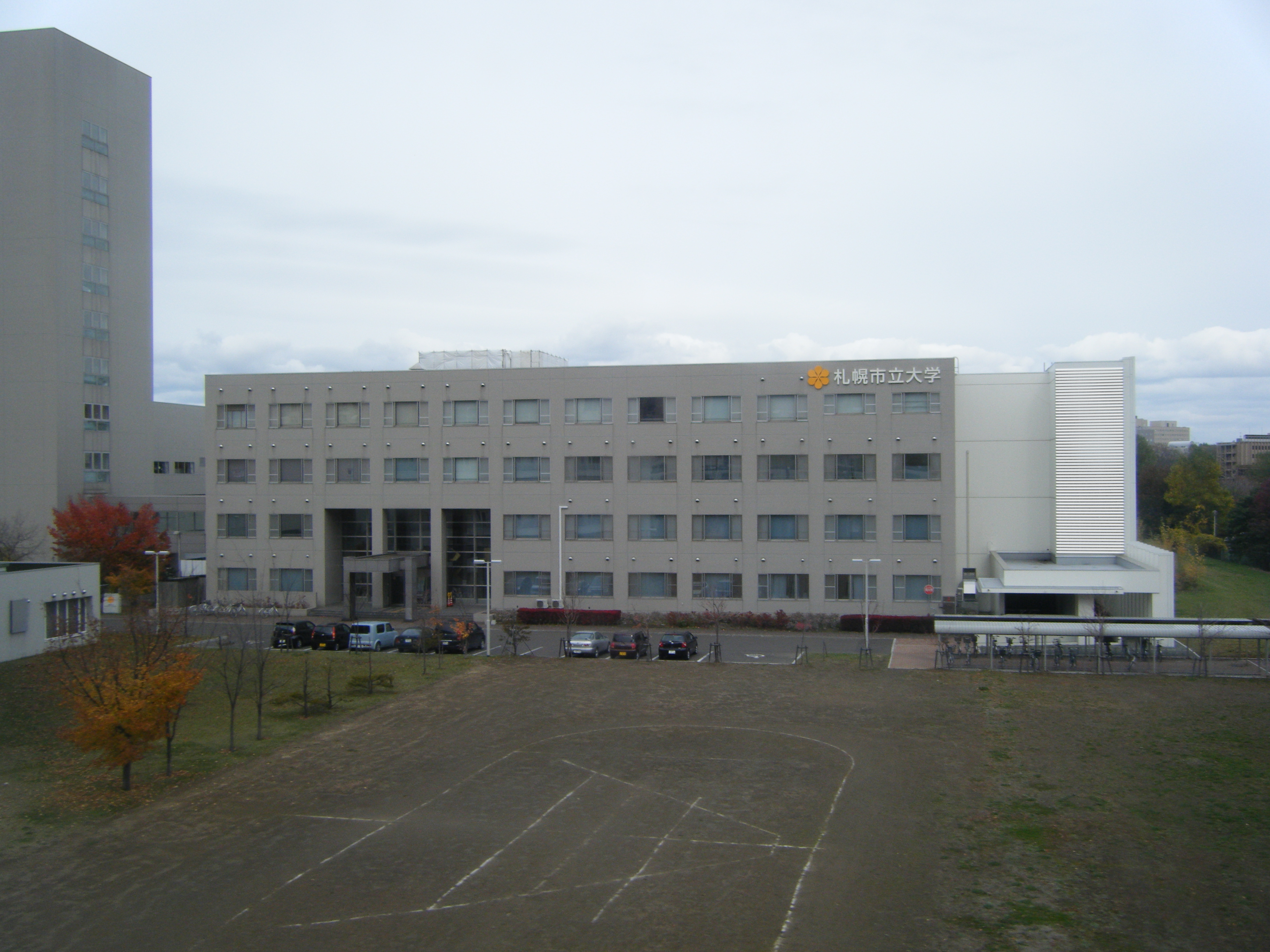
札幌市立大学桑園キャンパス（2009年10月）

私立
- 北海学園大学山鼻キャンパス
- 北海道医療大学札幌サテライトキャンパス
- 北海道情報大学札幌サテライト
- 京都情報大学院大学札幌サテライト

### 専修学校
「学生納付特例対象学校一覧」参照
- 愛犬美容看護専門学校
- 青山建築デザイン・医療事務専門学校
- エス・ワン動物専門学校
- 光塩学園調理製菓専門学校
- 札幌青葉鍼灸柔整専門学校
- 札幌医療秘書福祉専門学校
- 札幌お茶の水アーバンビジネス専門学校
- 札幌お茶の水医療秘書歯科助手専門学校
- 札幌科学技術専門学校
- 札幌観光ブライダル・製菓専門学校
- 札幌こども専門学校
- 札幌サウンドアート専門学校
- 札幌市医師会看護専門学校
- 札幌歯科学院専門学校
- 札幌情報未来専門学校
- 札幌心療福祉専門学校
- 札幌スイーツアンドカフェ専門学校
- 札幌スクールオブミュージック専門学校
- 札幌ビューティーアート専門学校
- 札幌ビューティックアカデミー理容師美容師養成施設
- 札幌ビューティ・メイク専門学校
- 札幌ブライダル専門学校
- 札幌ベルエポック製菓調理専門学校
- 札幌ベルエポック美容専門学校
- 札幌放送芸術専門学校
- 札幌リゾートアンドスポーツ専門学校
- 札幌リハビリテーション専門学校
- 修学院札幌調理師専門学校
- せいとく介護こども福祉専門学校
- 専門学校エステティックビューティー札幌
- 専門学校札幌ビジュアルアーツ
- 専門学校札幌デザイナー学院
- 北海道どうぶつ・医療専門学校
- 札幌マンガ・アニメ&声優専門学校
- 札幌観光ブライダル・製菓専門学校
- 専門学校北海道ドレスメーカー学院
- 専門学校北海道リハビリテーション大学校
- 専門学校北海道福祉大学校
- 中央編物学校
- 中村編物技芸学園
- 北都編物服飾専門学院
- 北海道看護専門学校
- 北海道歯科衛生士専門学校
- 北海道柔道整復師会附属北海道柔道整復専門学校
- 北海道治療医学校
- 北海道美容専門学校
- 北海道文化高等編物学院
- 北海道吉井式和裁専門学校
- 北海道理容美容専門学校
- 吉田学園医療歯科専門学校
- 吉田学園ビューティステージ専門学校
- YMCA英語・スポーツ専門学校

### 学校教育以外の施設
- 桑園自動車学校

## 交通

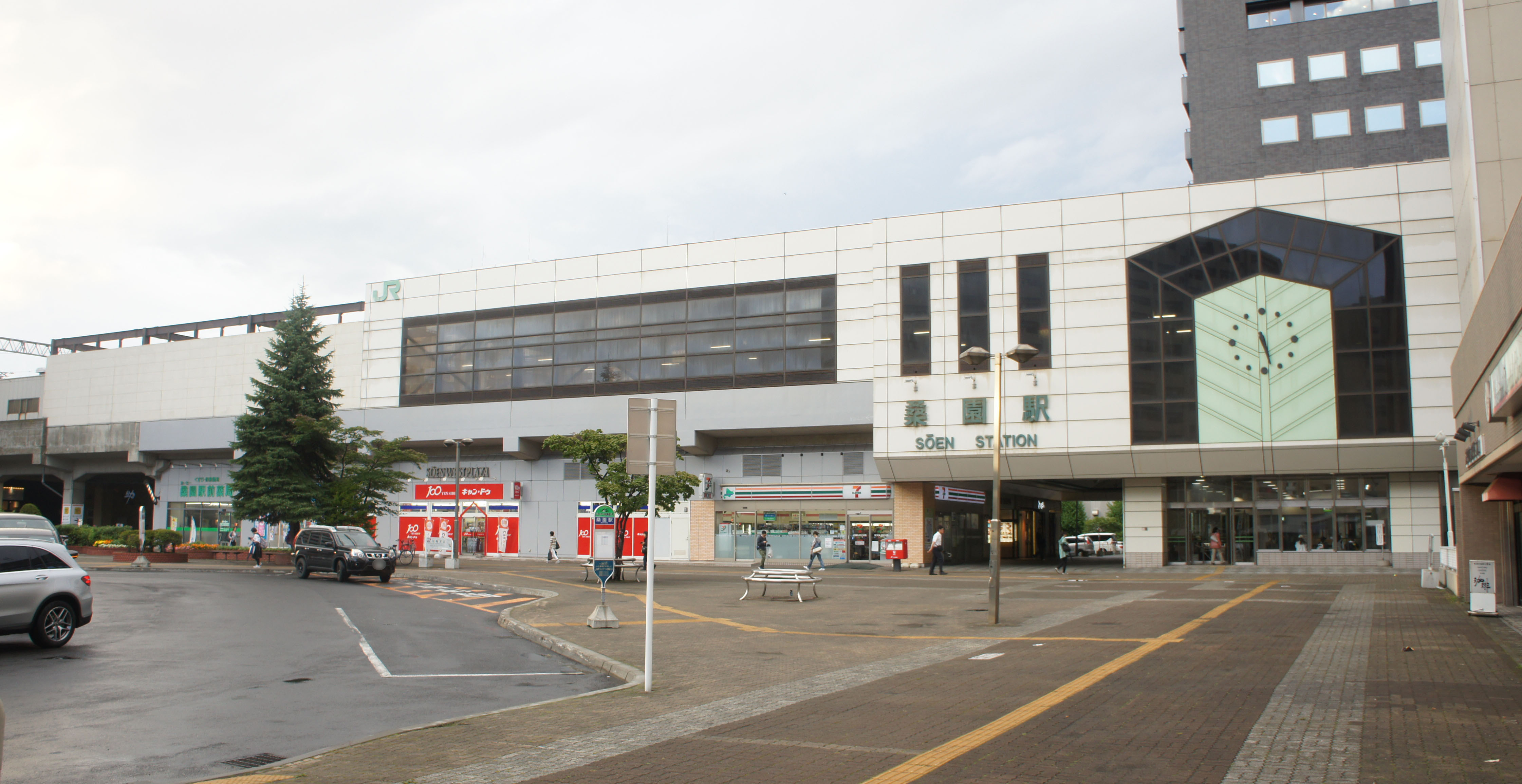
桑園駅（2018年8月）

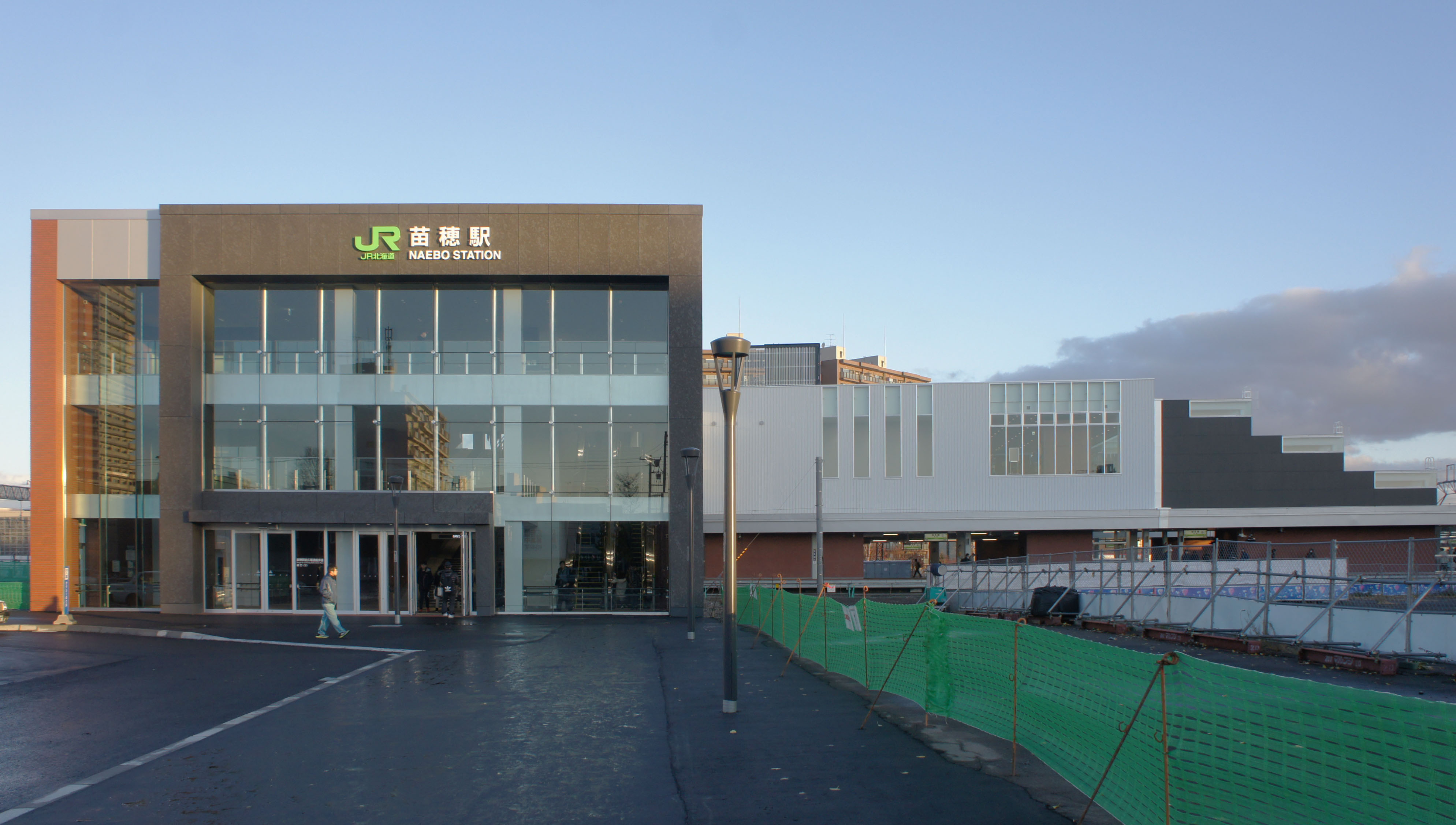
苗穂駅南口（2018年11月）

### 鉄道
北海道新幹線の札幌駅延伸時には、区内を札樽トンネル（仮称）が通る予定である。
北海道旅客鉄道（JR北海道）（特定都区市内）
- 函館本線：桑園駅 -（北区）- 苗穂駅[注 2]
- 札沼線（学園都市線）：桑園駅

札幌市交通局
- 札幌市営地下鉄
  - 札幌市営地下鉄南北線：さっぽろ駅 - 大通駅 - すすきの駅 - 中島公園駅 - 幌平橋駅
  - 札幌市営地下鉄東西線：西28丁目駅 - 円山公園駅 - 西18丁目駅 - 西11丁目駅 - 大通駅 - バスセンター前駅
  - 札幌市営地下鉄東豊線：さっぽろ駅 - 大通駅 - 豊水すすきの駅

札幌市交通事業振興公社
- 札幌市電（全線区内）
  - 一条線：西4丁目停留場 - 西8丁目停留場 - 中央区役所前停留場 - 西15丁目停留場
  - 山鼻西線：西15丁目停留場 - 西線6条停留場 - 西線9条旭山公園通停留場 - 西線11条停留場 - 西線14条停留場 - 西線16条停留場 - ロープウェイ入口停留場 - 電車事業所前停留場 - 中央図書館前停留場
  - 山鼻線：中央図書館前停留場 - 石山通停留場 - 東屯田通停留場 - 幌南小学校前停留場 - 山鼻19条停留場 - 静修学園前停留場 - 行啓通停留場 - 中島公園通停留場 - 山鼻9条停留場 - 東本願寺前停留場 - 資生館小学校前停留場 - すすきの停留場
  - 都心線：すすきの停留場 - 狸小路停留場 - 西4丁目停留場

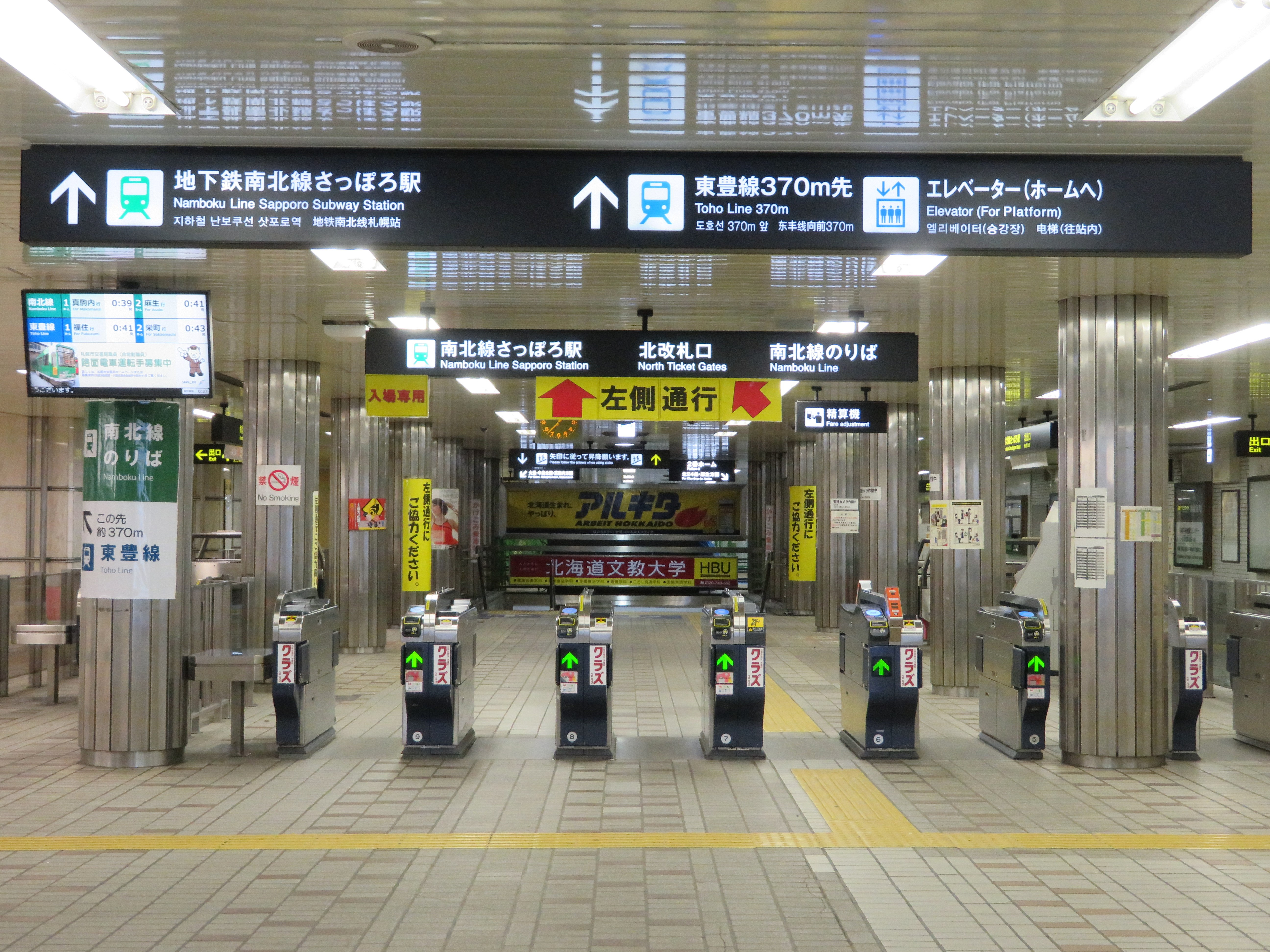
さっぽろ駅改札口（2018年1月）
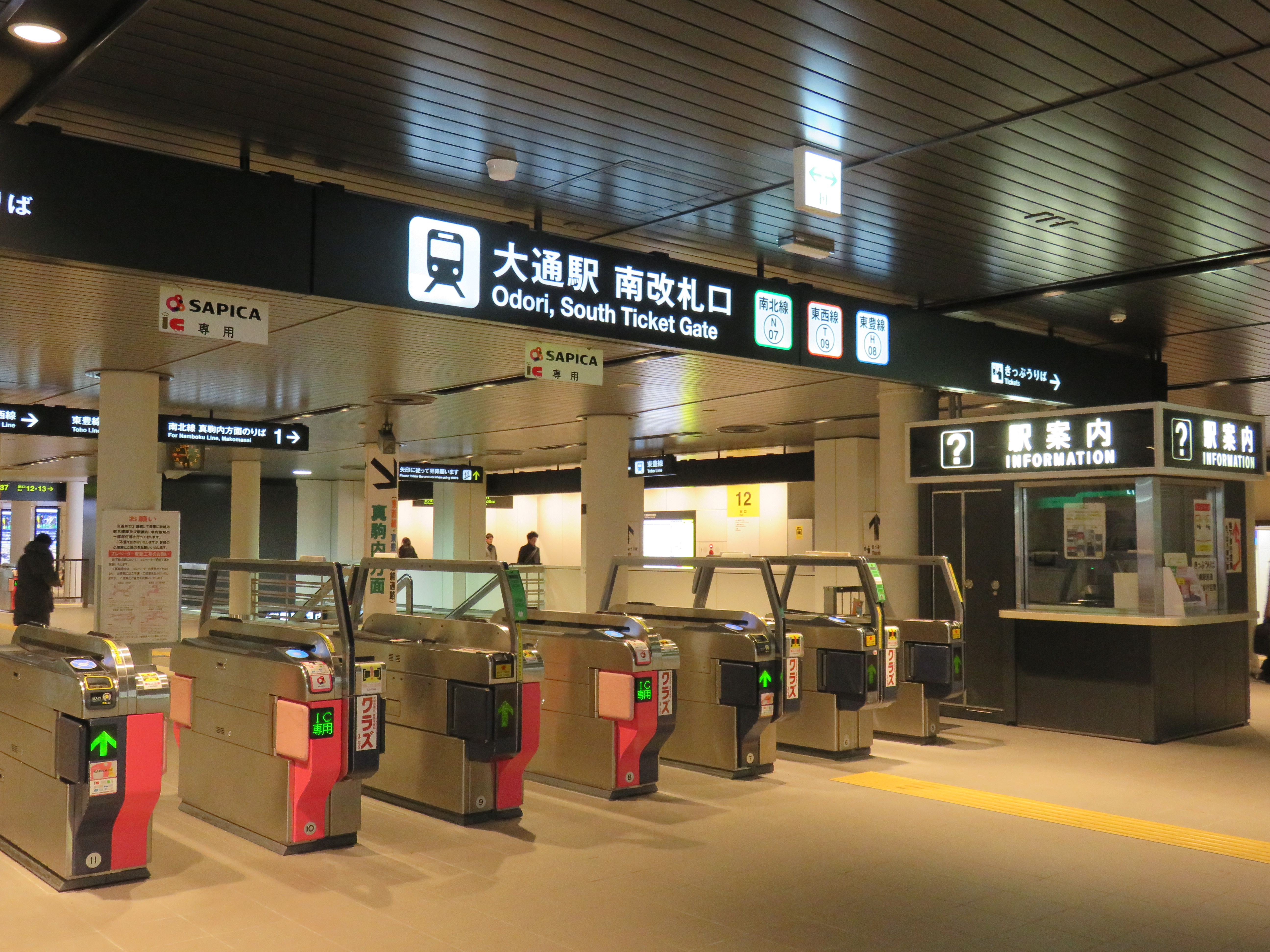
大通駅南改札口（2016年2月）
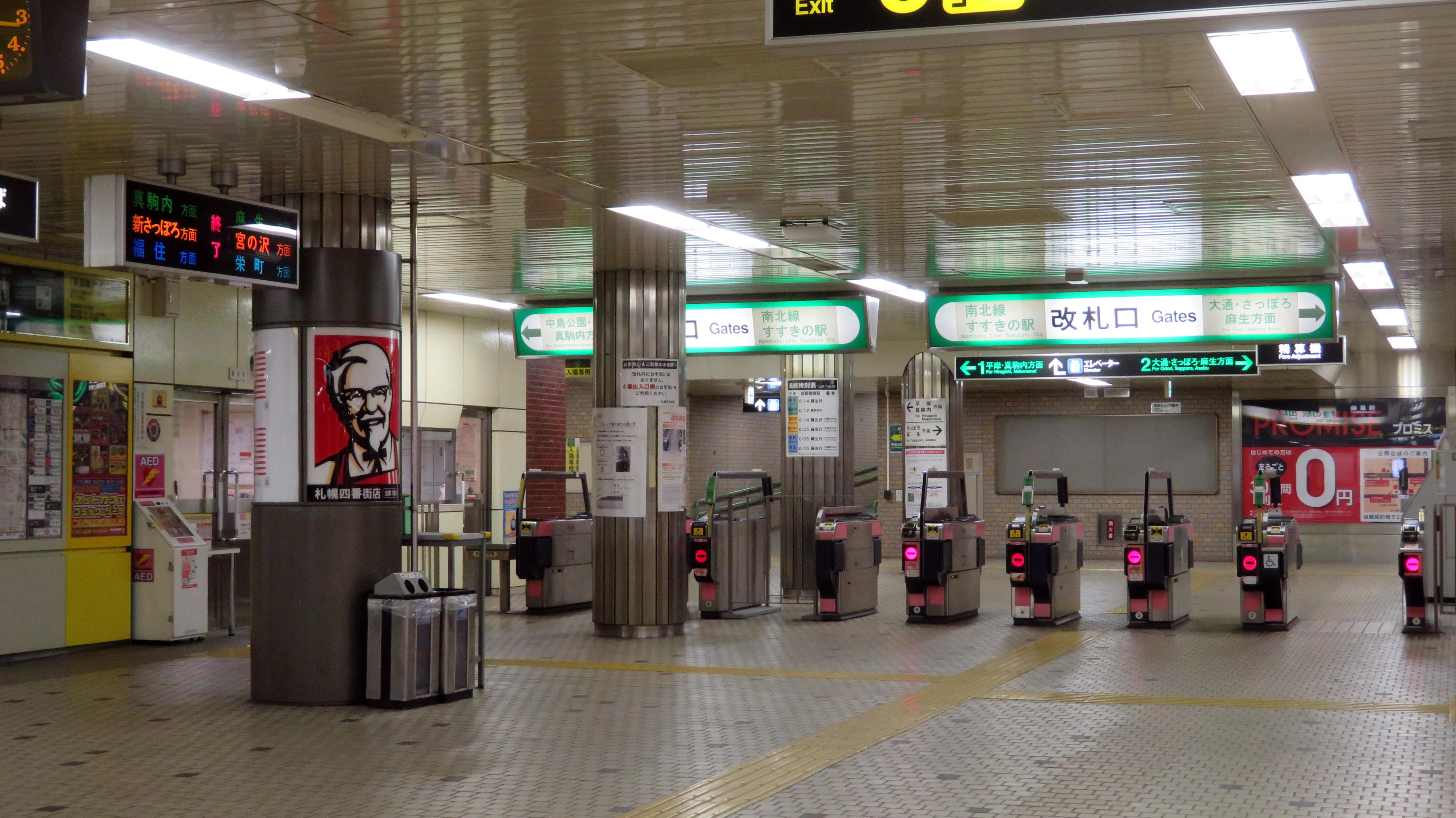
すすきの駅改札口（2017年11月）
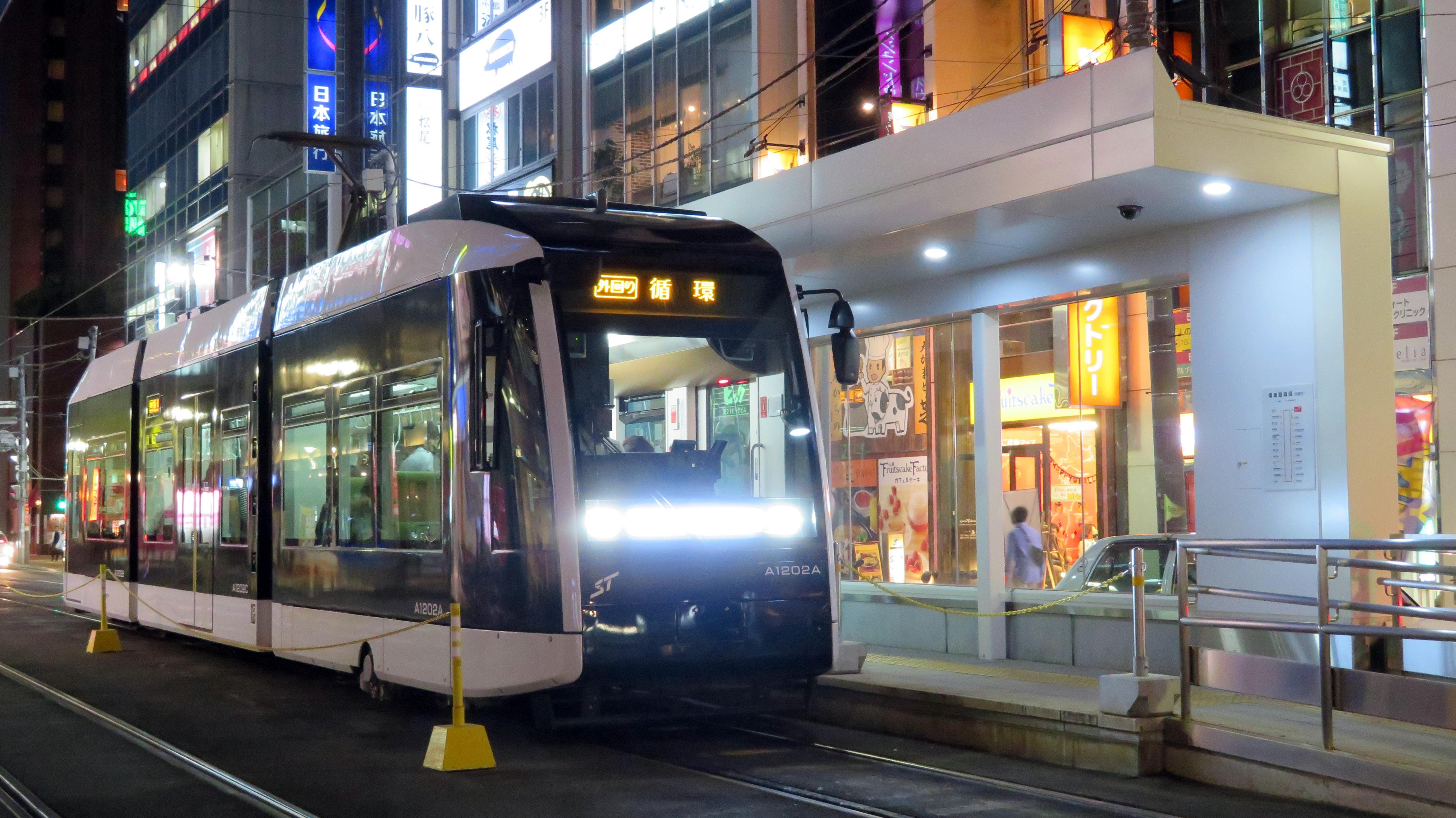
西4丁目停留場（2016年9月）
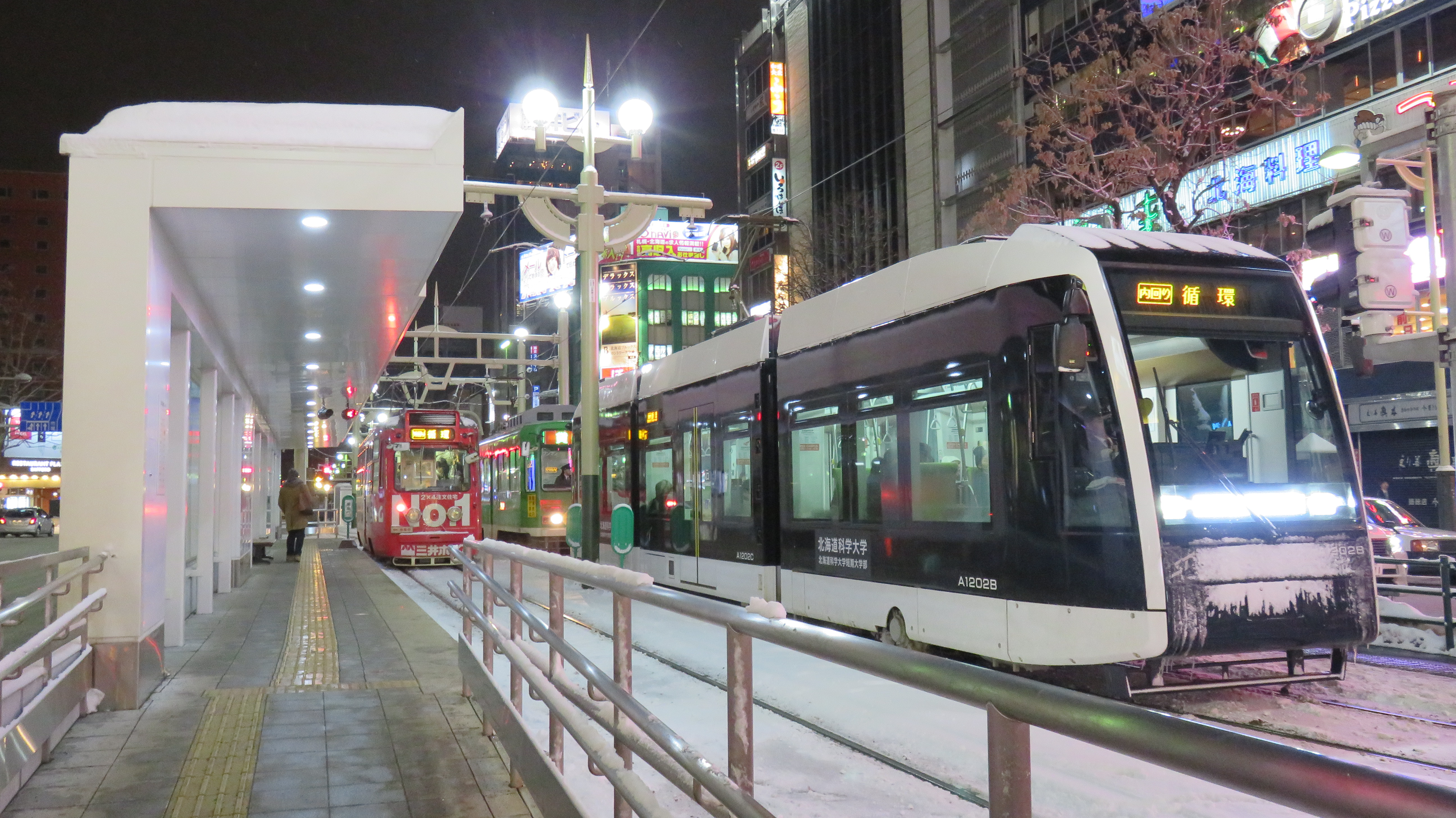
すすきの停留場（2016年2月）
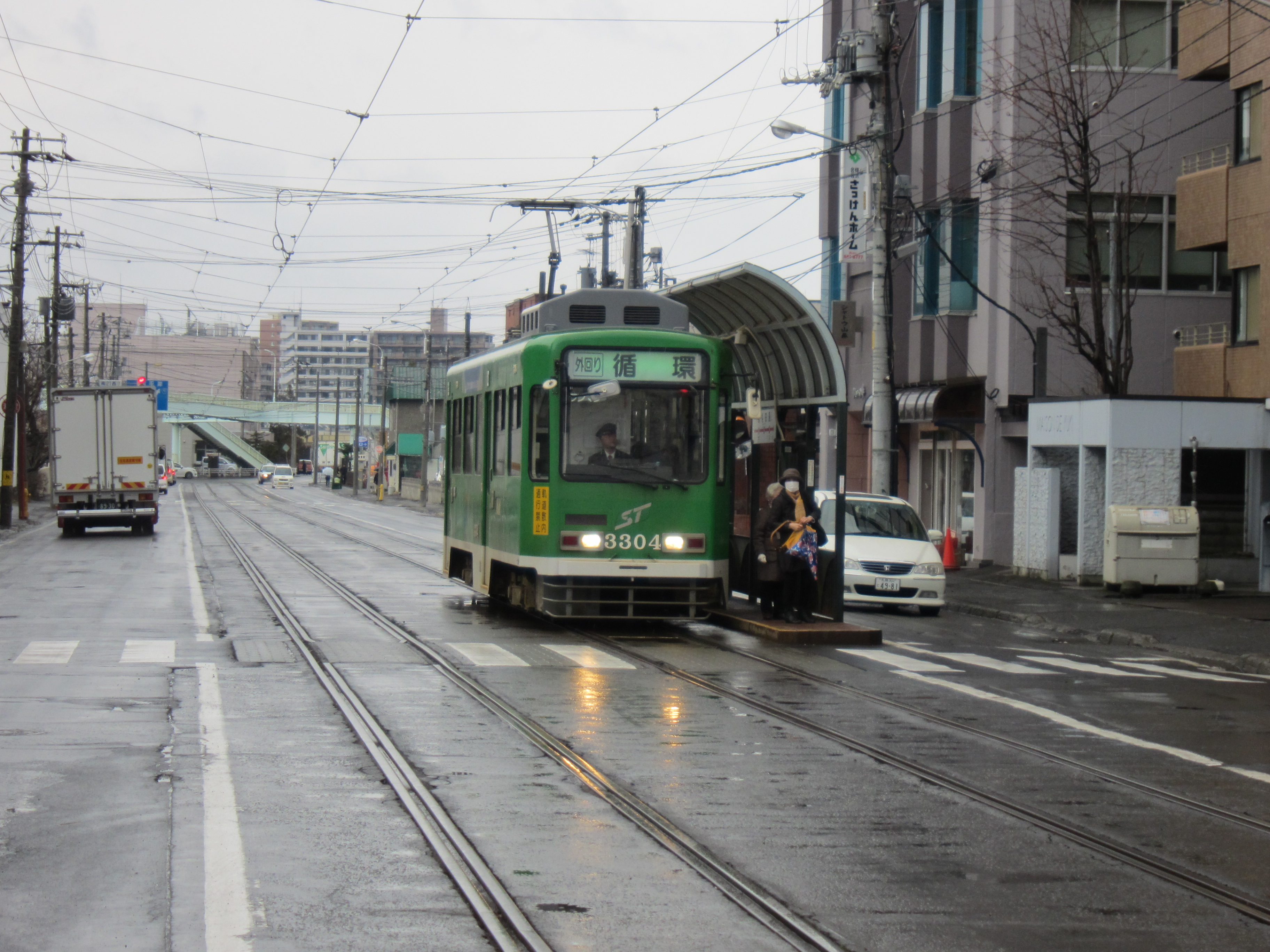
東屯田通停留場（2016年3月）

### バス
かつては札幌市交通局がバス路線（札幌市営バス）を運行していたが、段階的に民間事業者に路線を移譲し、2004年（平成16年）に廃止となった。
バスターミナル
- 札幌駅バスターミナル
- 北海道中央バス札幌ターミナル
- 大通バスセンター
- 円山バスターミナル
- 西28丁目バスターミナル
- 啓明バスターミナル

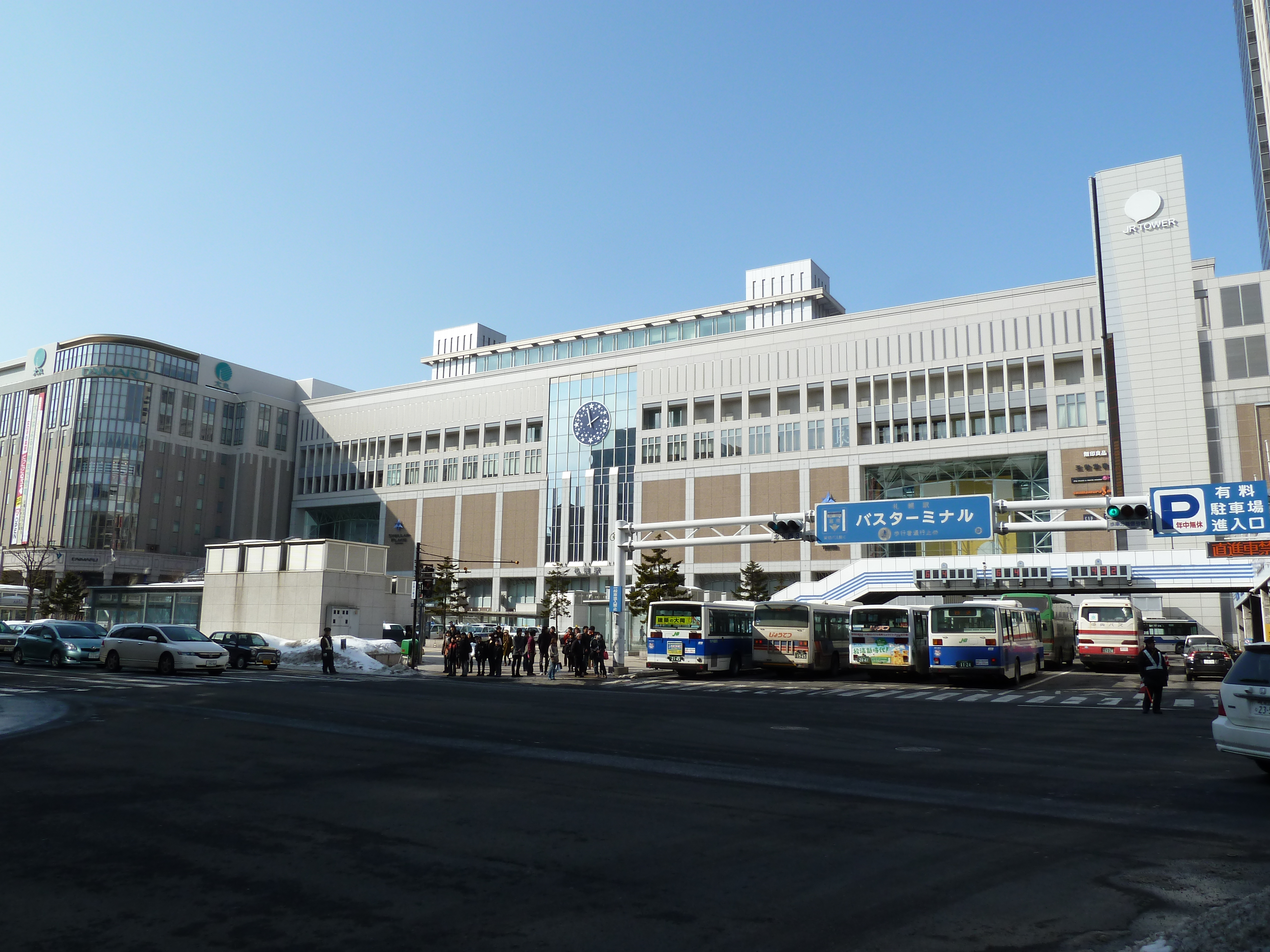
札幌駅南口と札幌駅バスターミナル（2011年3月）
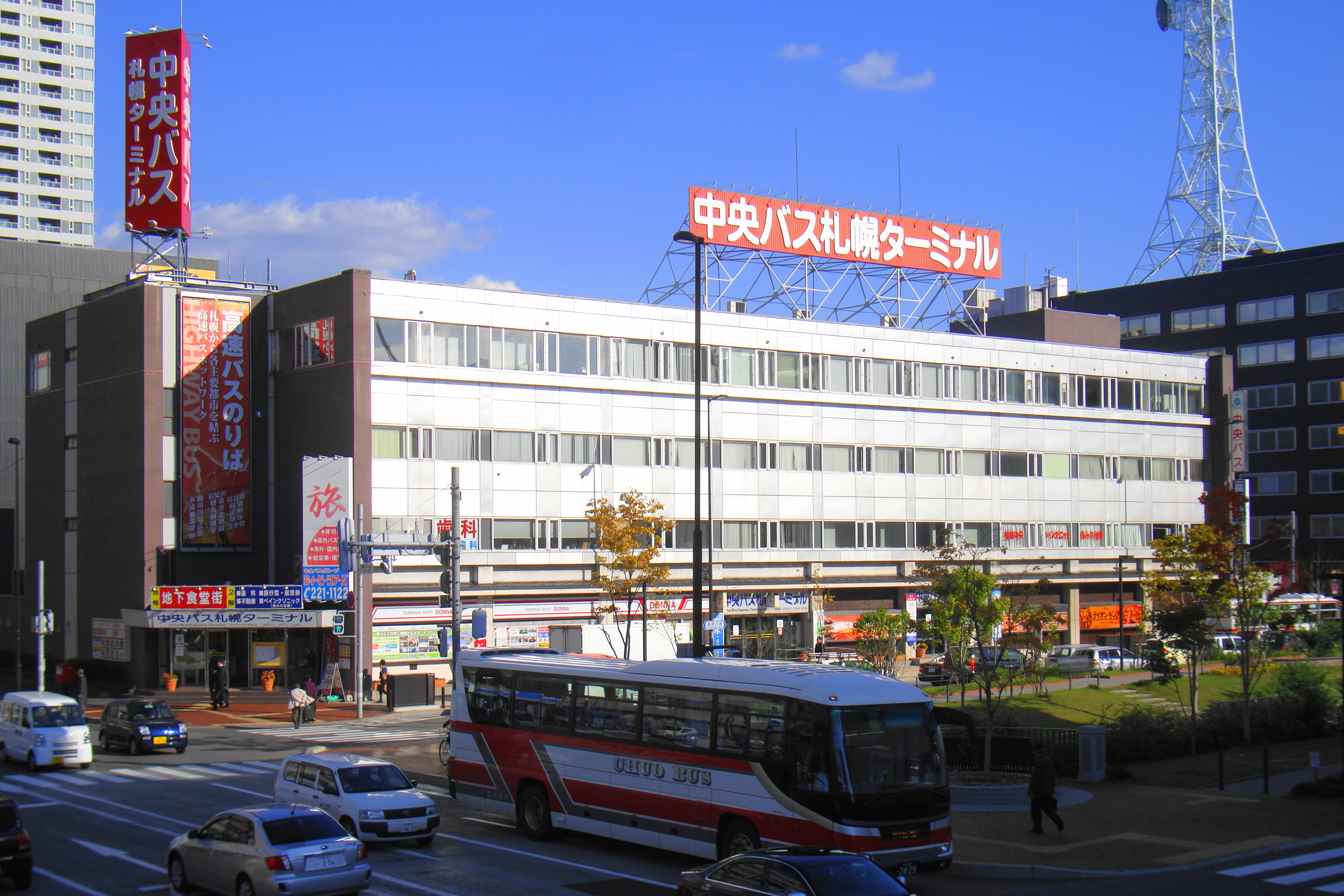
北海道中央バス札幌ターミナル（2011年10月）
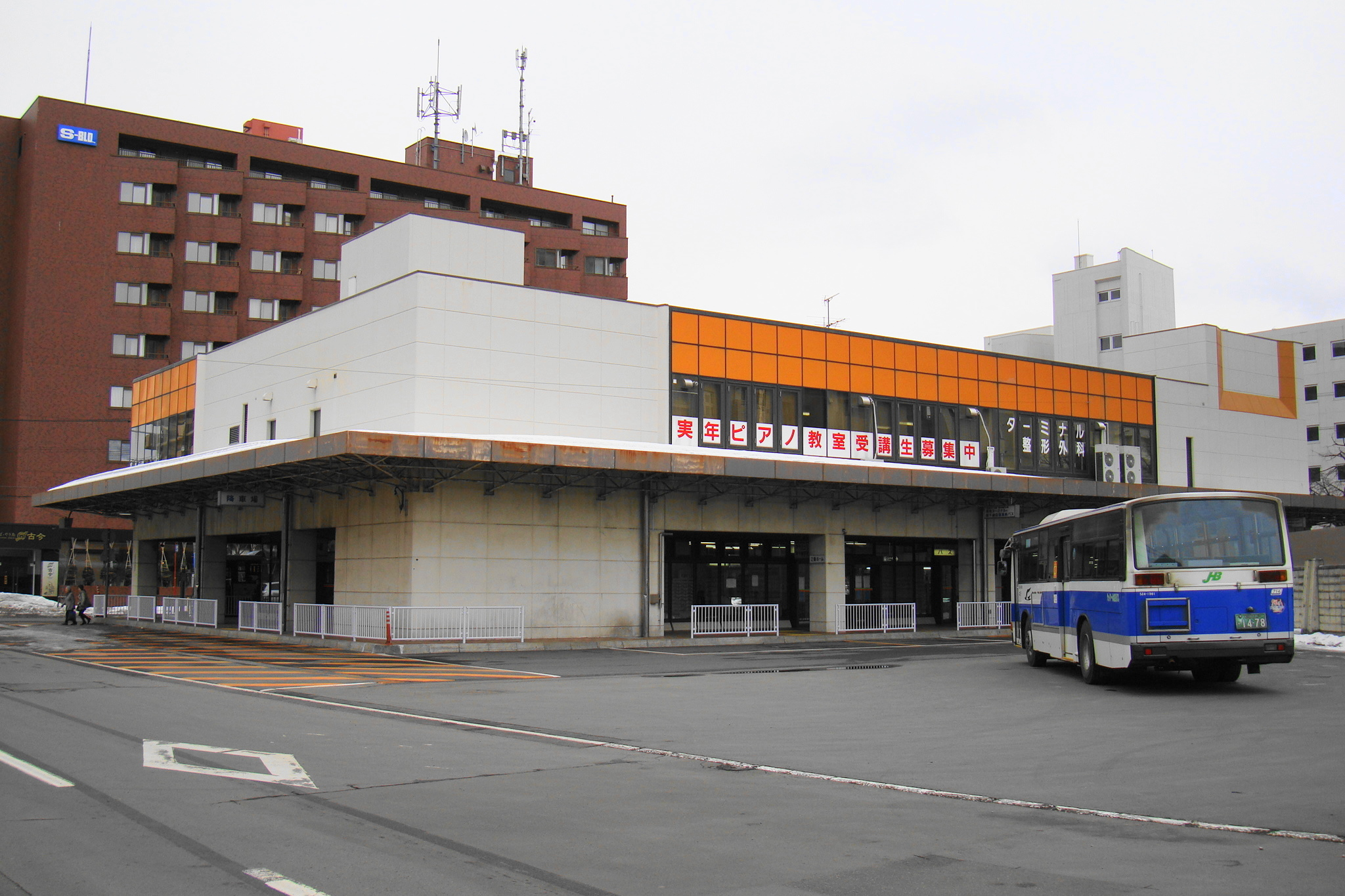
円山バスターミナル（2010年3月）

空港連絡バス
- 北海道中央バス・北都交通（札幌都心 - 新千歳空港間）
- 北都交通（札幌都心 - 丘珠空港間）

路線バス
- じょうてつ[注 3]
- ジェイ・アール北海道バス 札幌営業所[注 4]
- 北海道中央バス[注 5]
- 夕張鉄道
- 札幌ばんけい
- 道南バス

### タクシー
- 札都個人タクシー協会
- 北都交通
- 共同交通（北海道交運グループ）
- MID交通
- 札幌北交ハイヤー
- 札幌エムケイ
- 金星自動車
- 札幌第一交通（第一交通産業グループ）
- 昭和交通
- はまなす交通
- 明星自動車
- 平岸ハイヤー
- 小鳩交通
- 朝日交通
- 北陸交通
- 鈴蘭交通
- 東交通
- ダイコク交通
- 東邦交通
- 恊和交通
- フジ交通
- 太洋ハイヤー
- 江別ハイヤー

ベロタクシー
- エコ・モビリティサッポロ[13]

### 道路
- 一般国道
  - 国道5号
  - 国道12号
  - 国道36号
  - 国道230号
  - 国道275号
- 主要地方道（主要道道・主要市道）
  - 北海道道3号札幌夕張線
  - 北海道道18号札幌停車場線
  - 北海道道89号札幌環状線
  - 北海道道124号宮の沢北一条線
  - 札幌市主要市道2974号真駒内篠路線
  - 札幌市主要市道2975号旭山公園米里線
  - 札幌市主要市道9902号南19条宮の沢線
- 一般道道
  - 北海道道326号桑園停車場線
  - 北海道道452号下手稲札幌線
  - 北海道道453号西野白石線
  - 北海道道814号滝野上野幌自転車道線

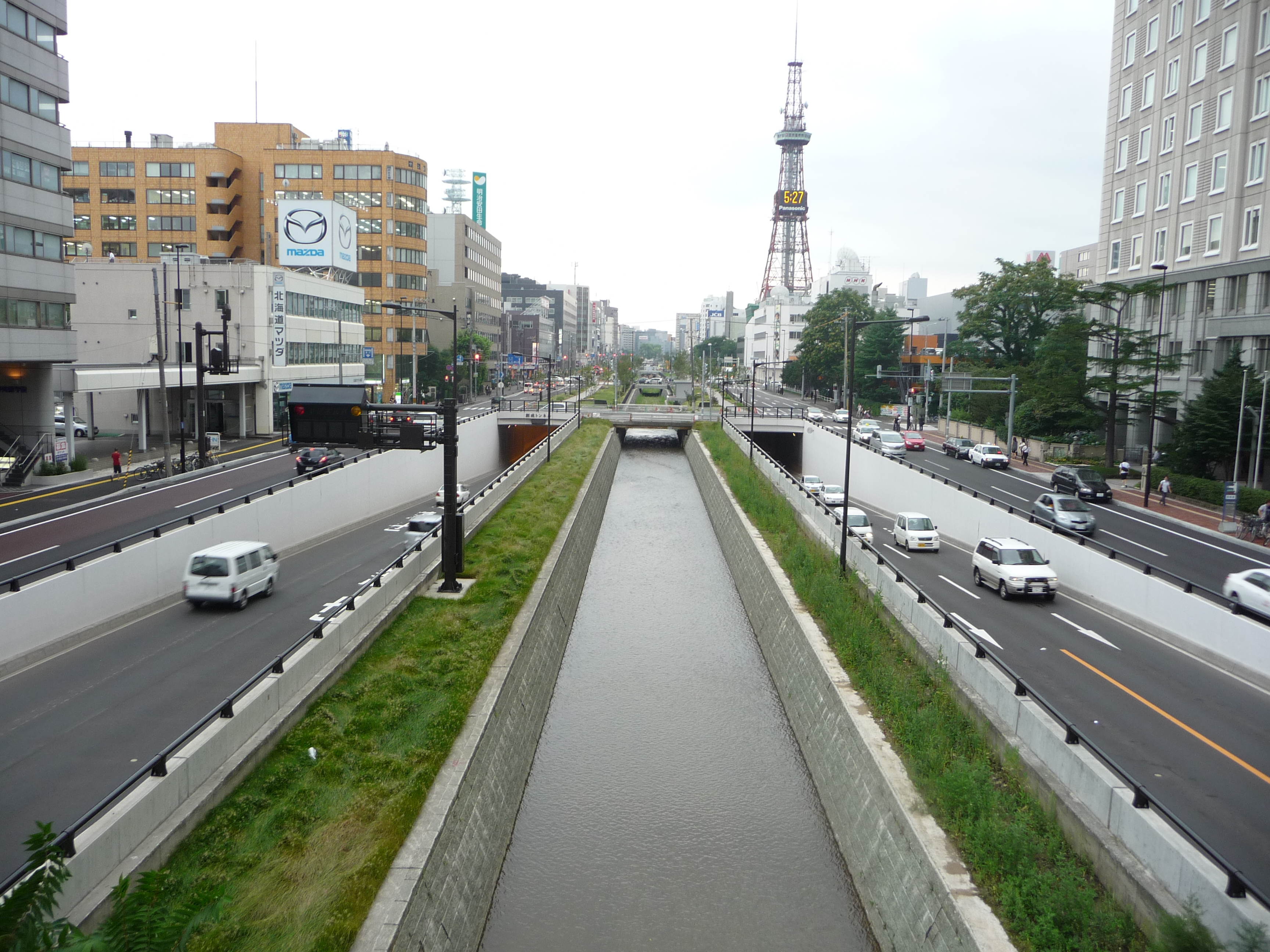
創成川通アンダーパス（創成トンネル）（2010年8月）
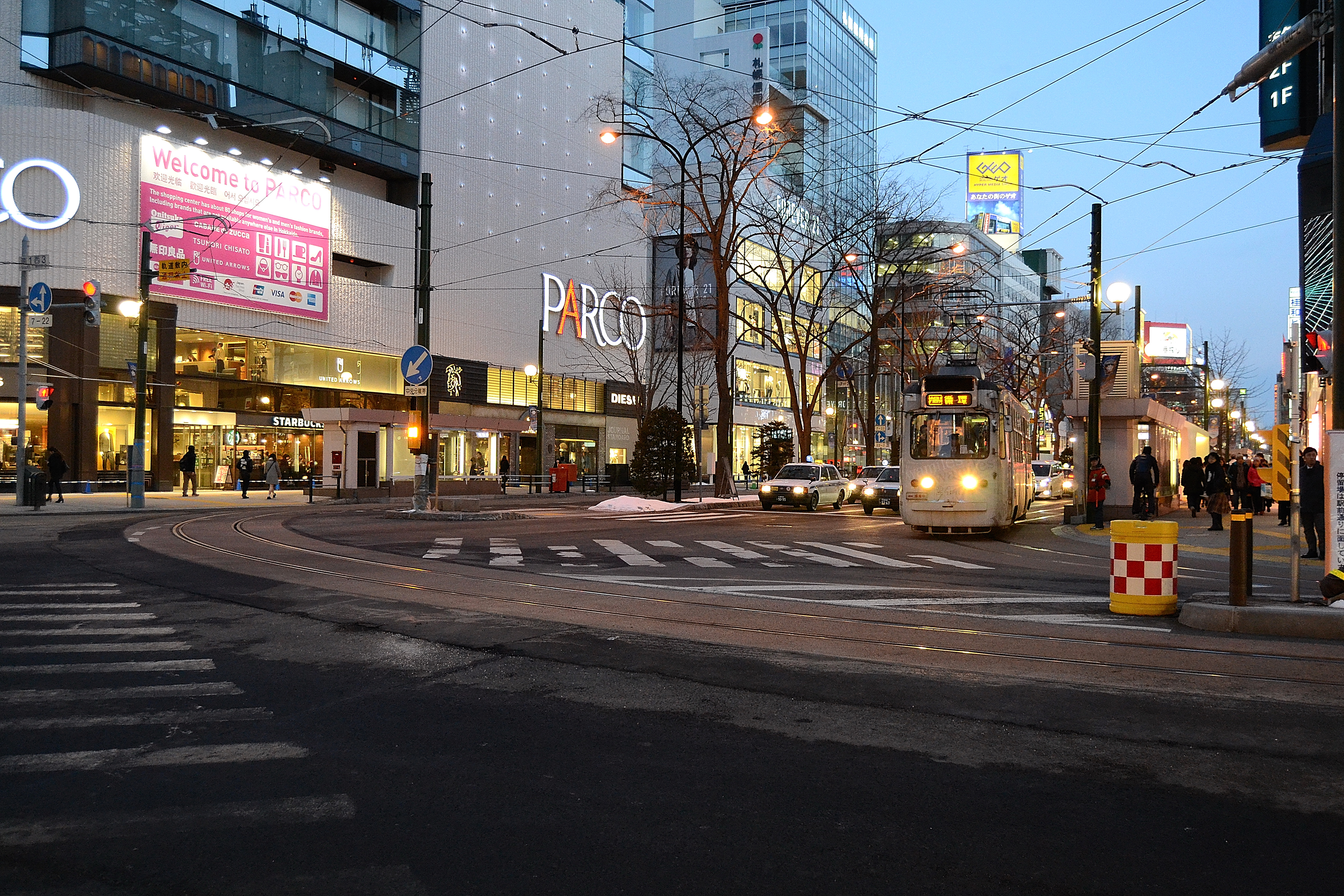
南1西4交差点（2016年3月）
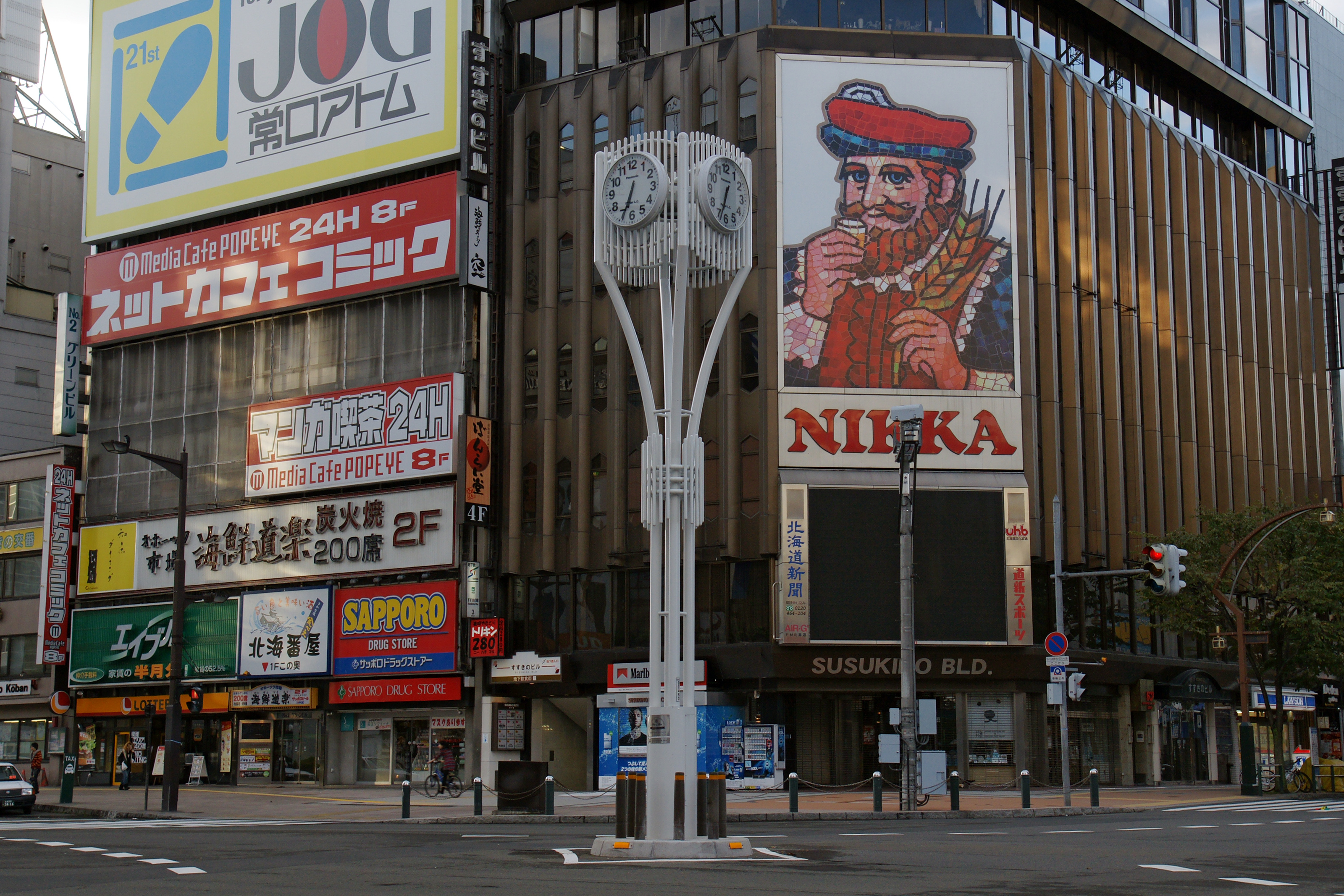
すすきの交差点（2009年10月）

### 索道
- 札幌振興公社
  - 札幌もいわ山ロープウェイ

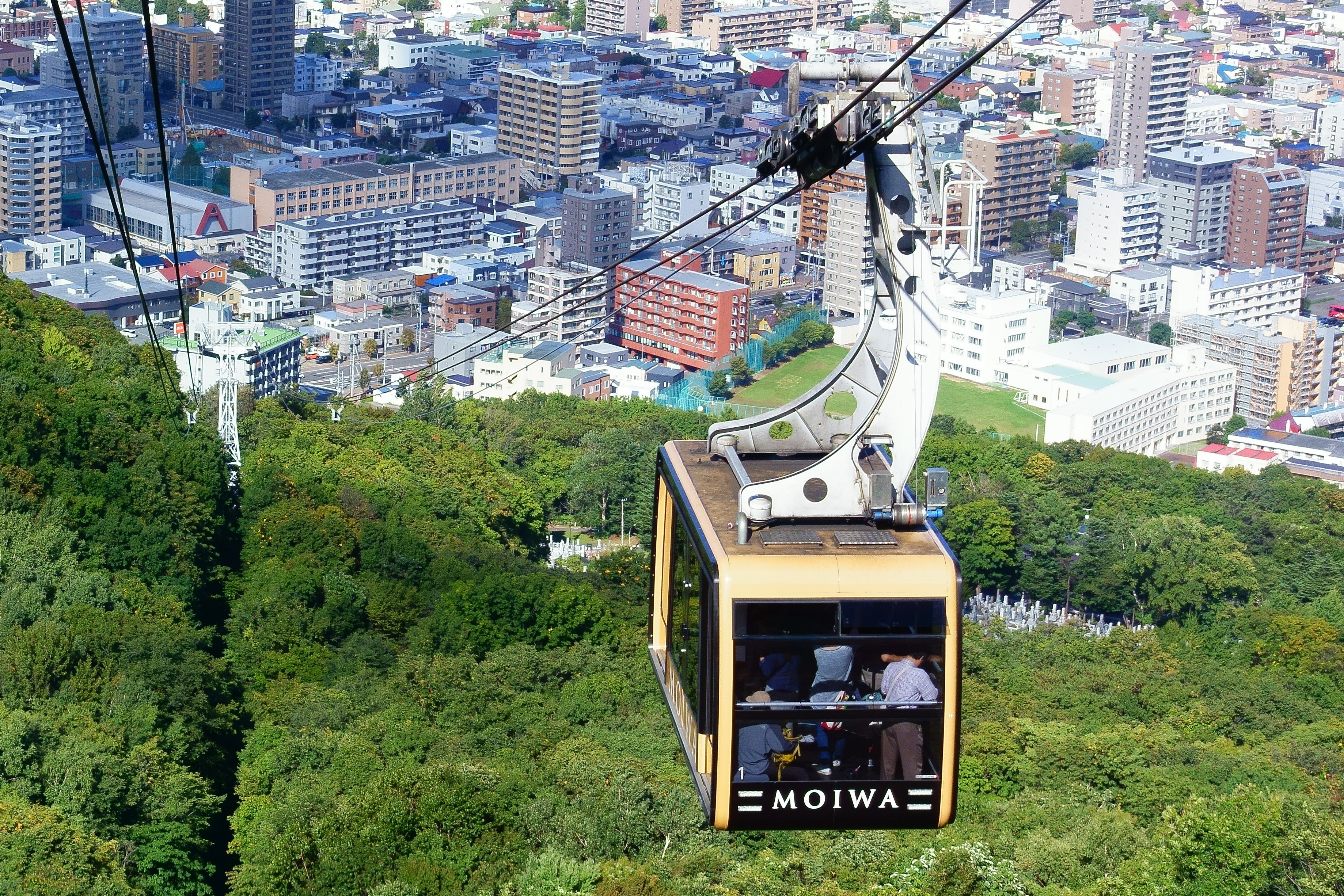
札幌もいわ山ロープウェイ（2015年9月）

## 文化財
「札幌市内の文化財」参照。

### 国指定
重要有形民俗文化財
- アイヌのまるきぶね - 北海道大学植物園蔵

重要文化財
- 旧札幌農学校演武場（札幌市時計台）
- 箱館奉行所文書 - 北海道立文書館蔵
- 八窓庵（旧舎那院忘筌）
- 豊平館
- 北海道大学農学部植物園・博物館
- 北海道庁旧本庁舎
- 開拓使文書 – 北海道立文書館蔵

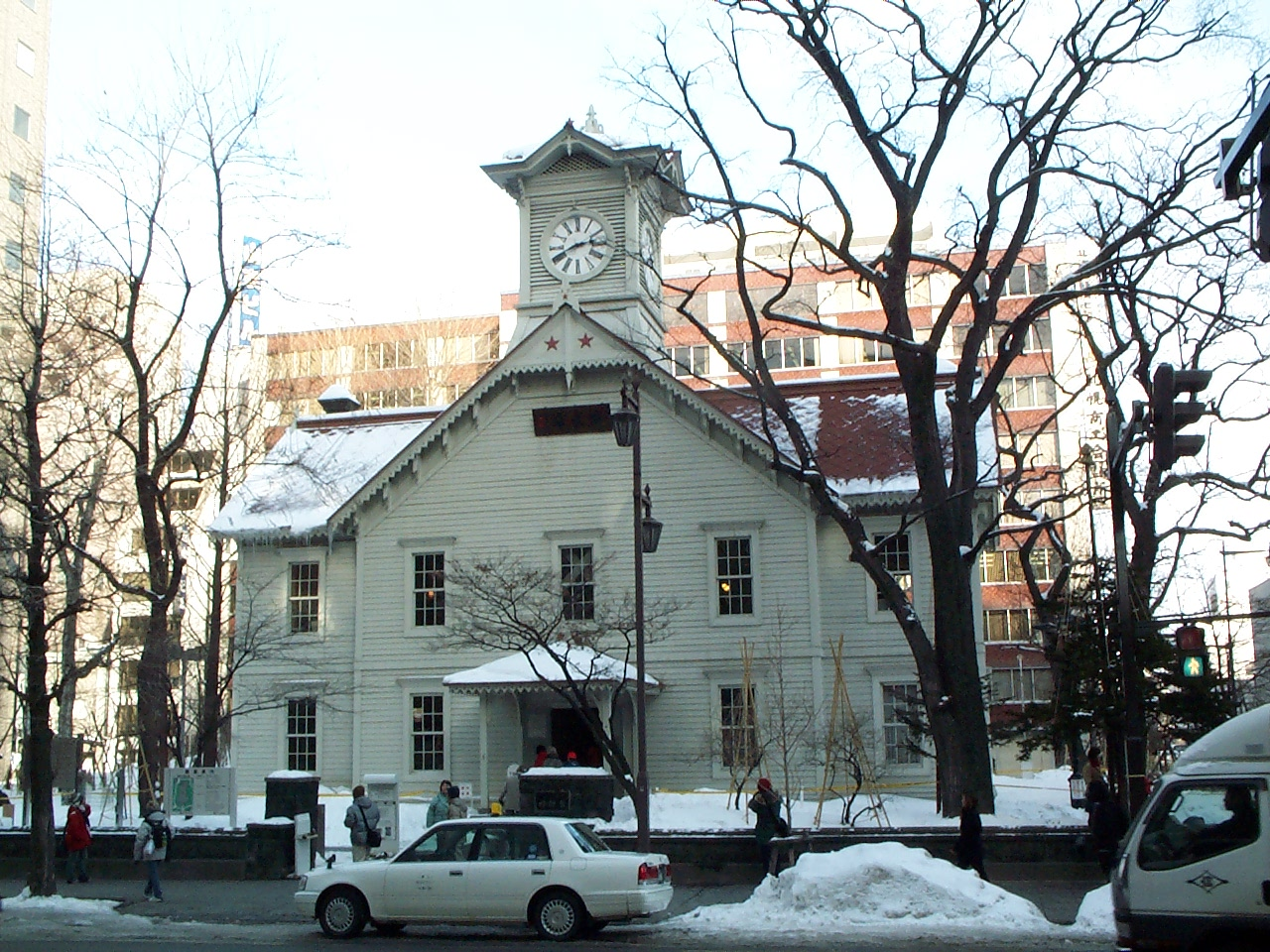
旧札幌農学校演武場（札幌市時計台）（2004年2月）
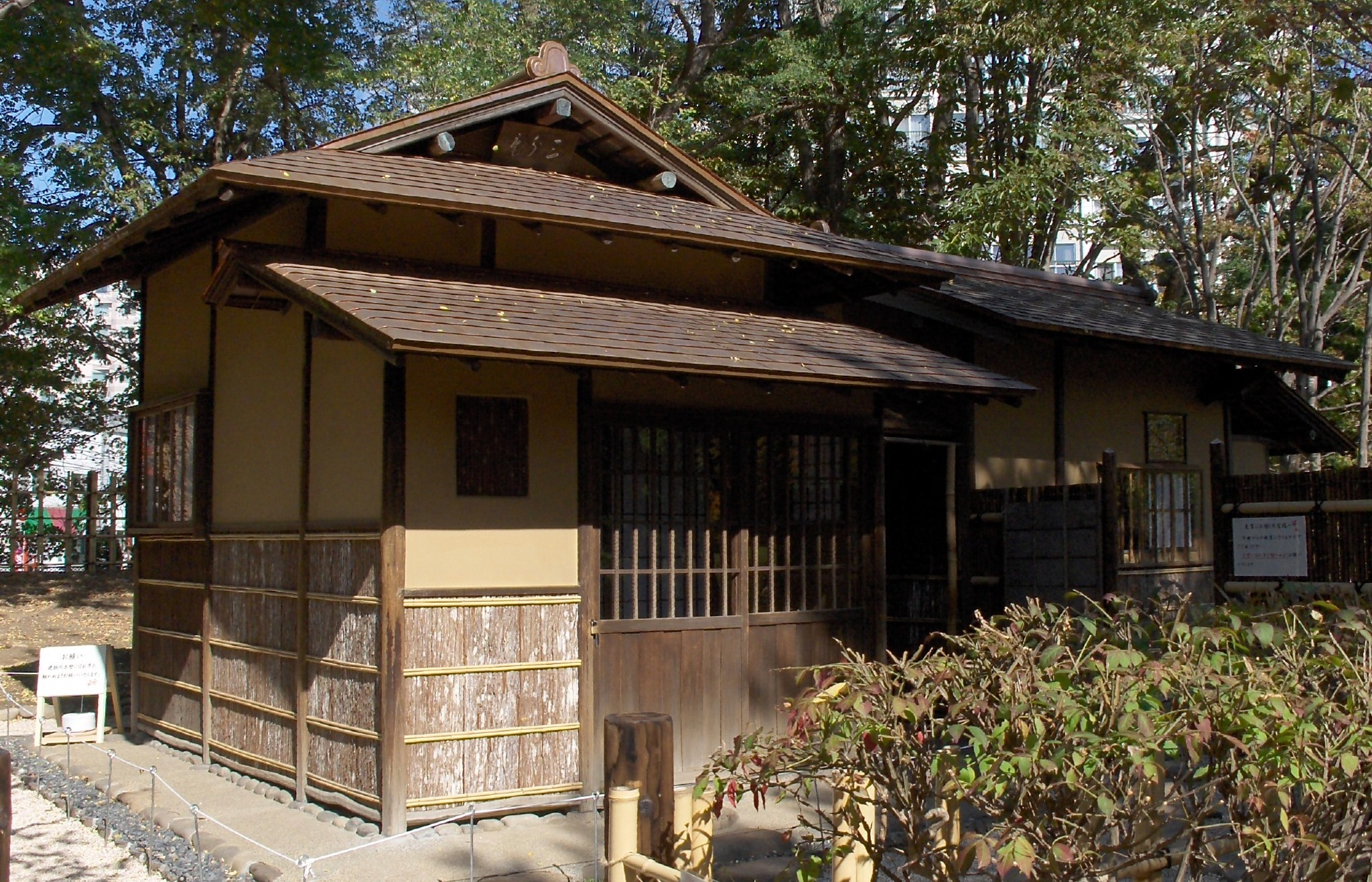
八窓庵（2008年10月）
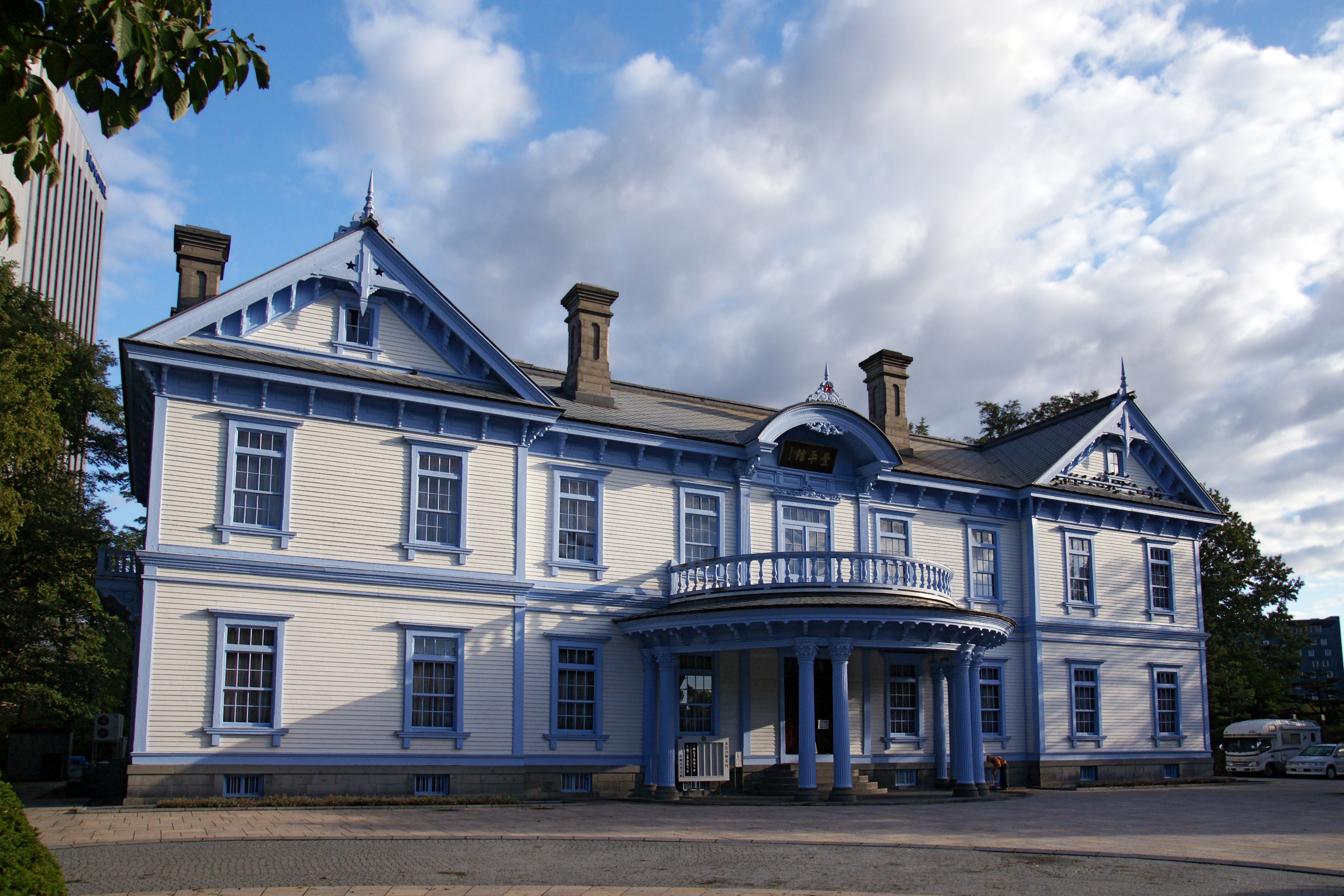
豊平館（2009年10月）
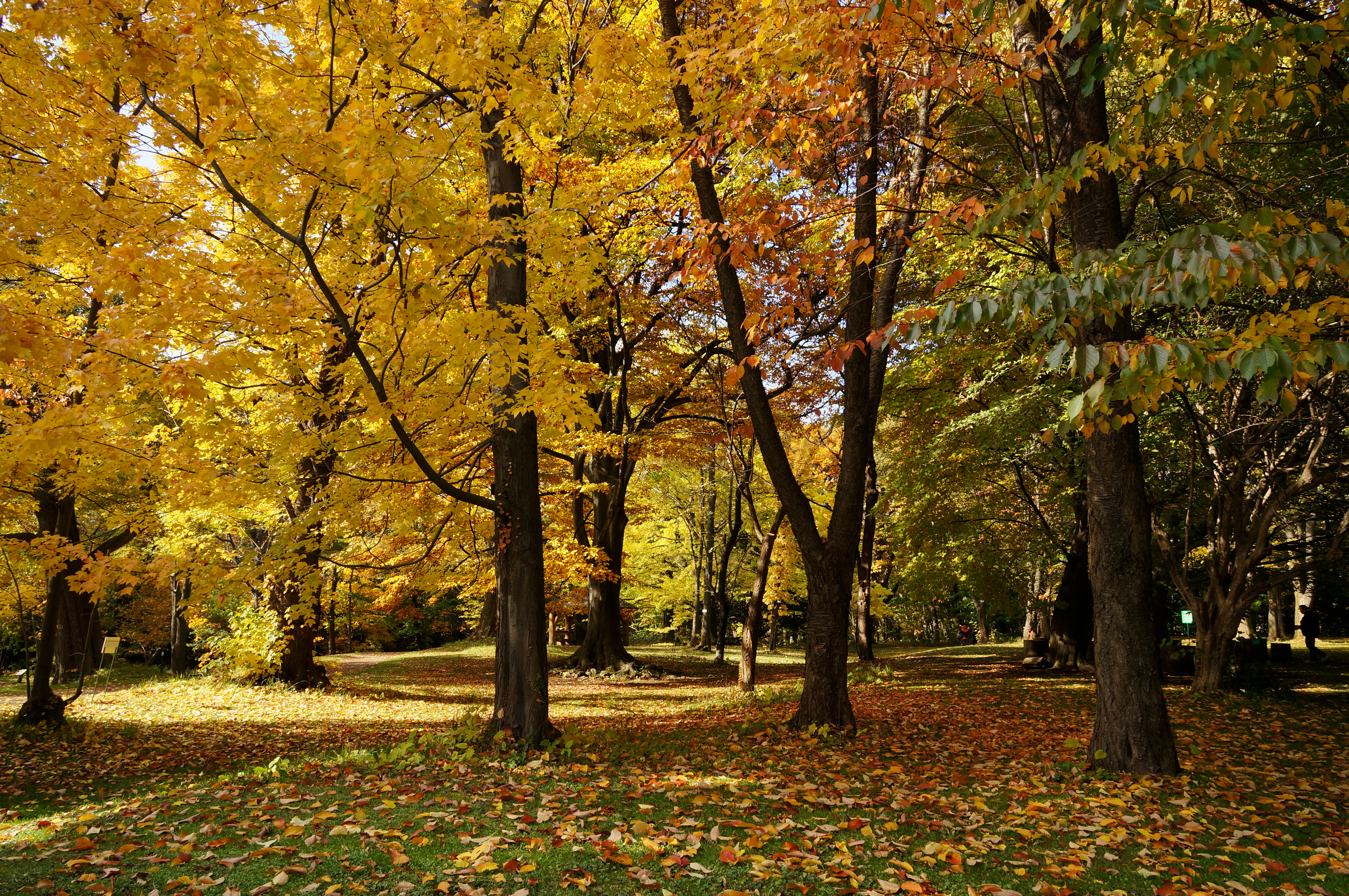
北海道大学植物園（2013年11月）
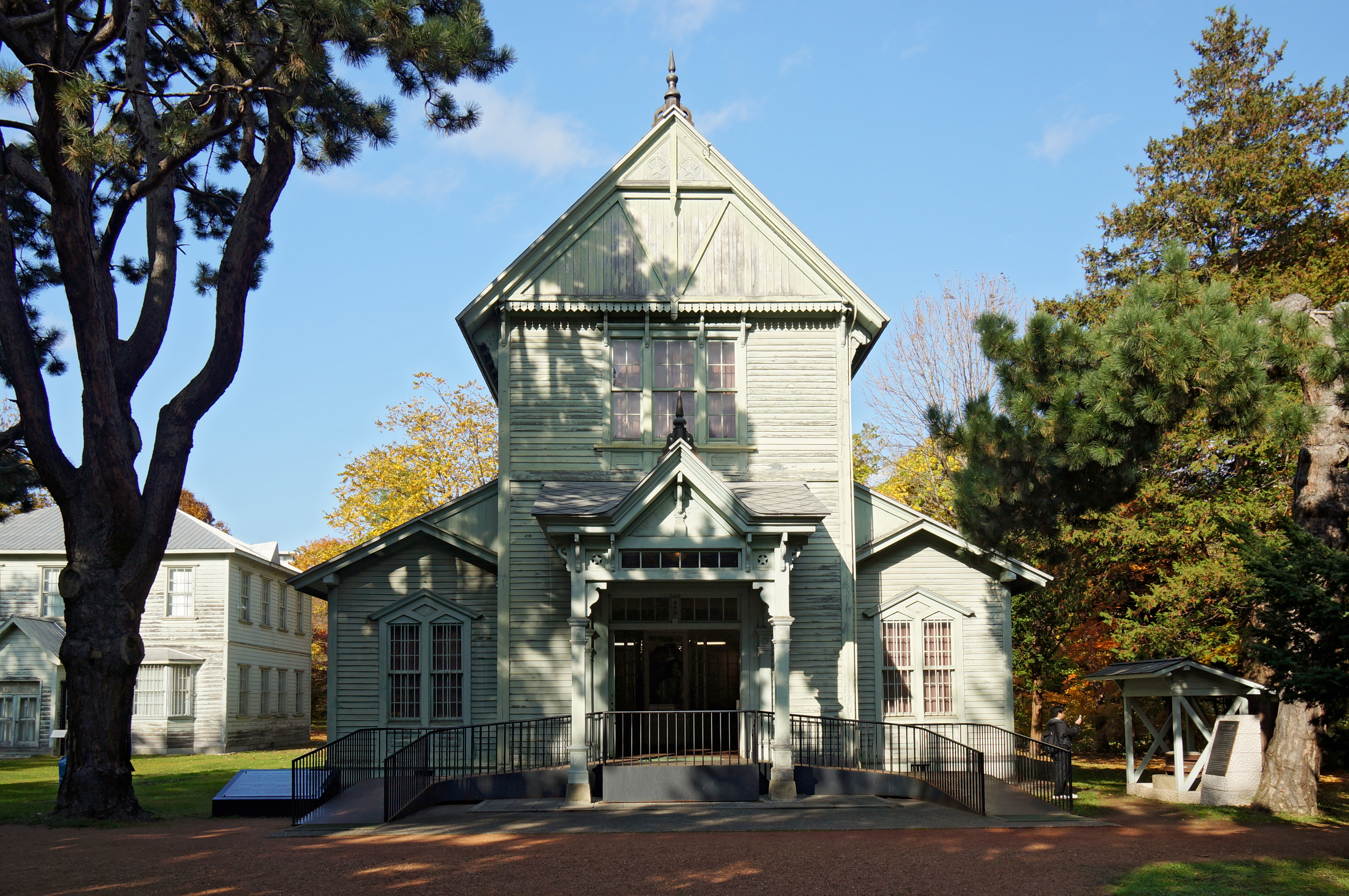
北海道大学農学部植物園・博物館本館（2013年11月）
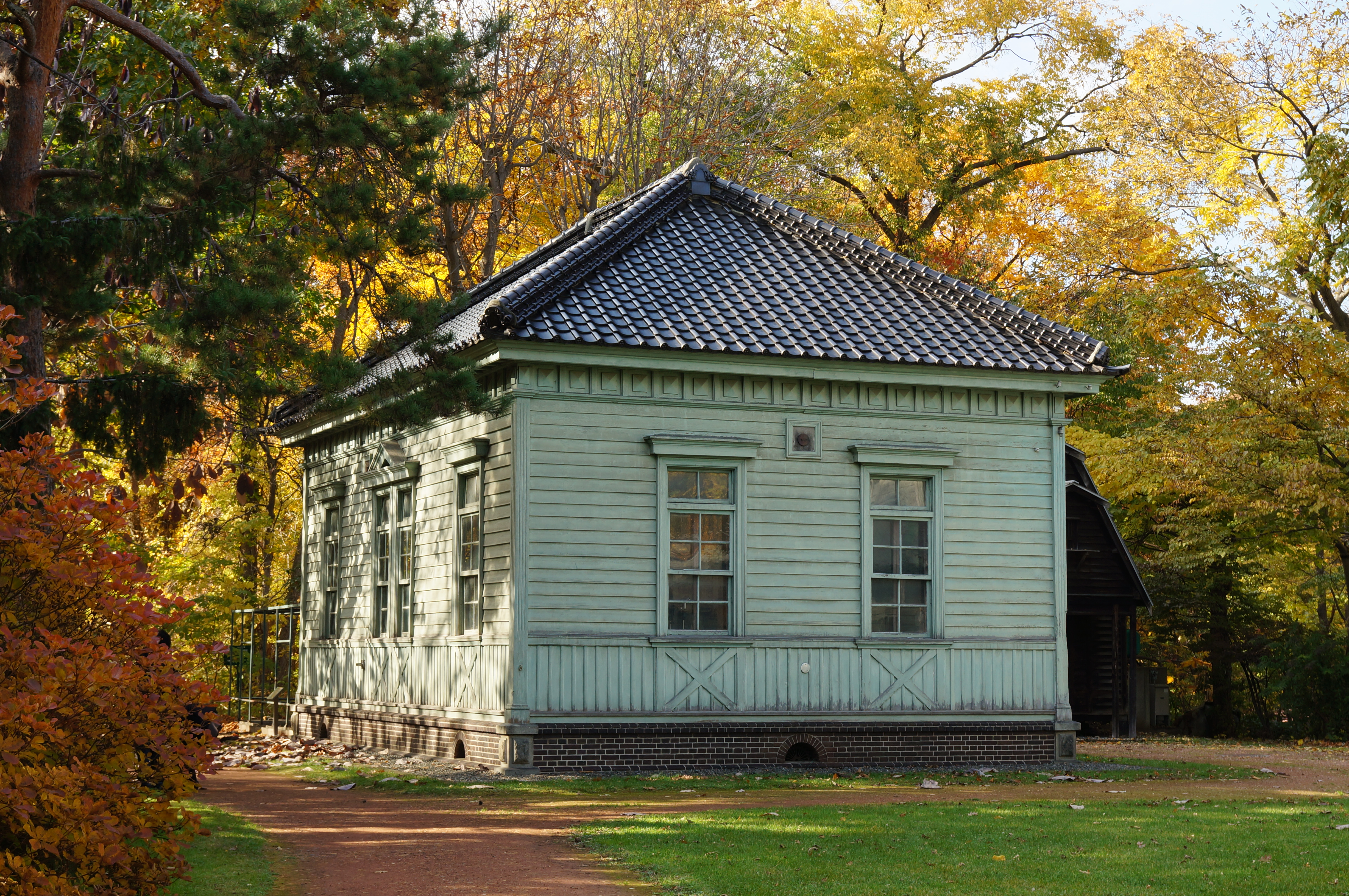
北海道大学農学部植物園・博物館事務所（2013年11月）
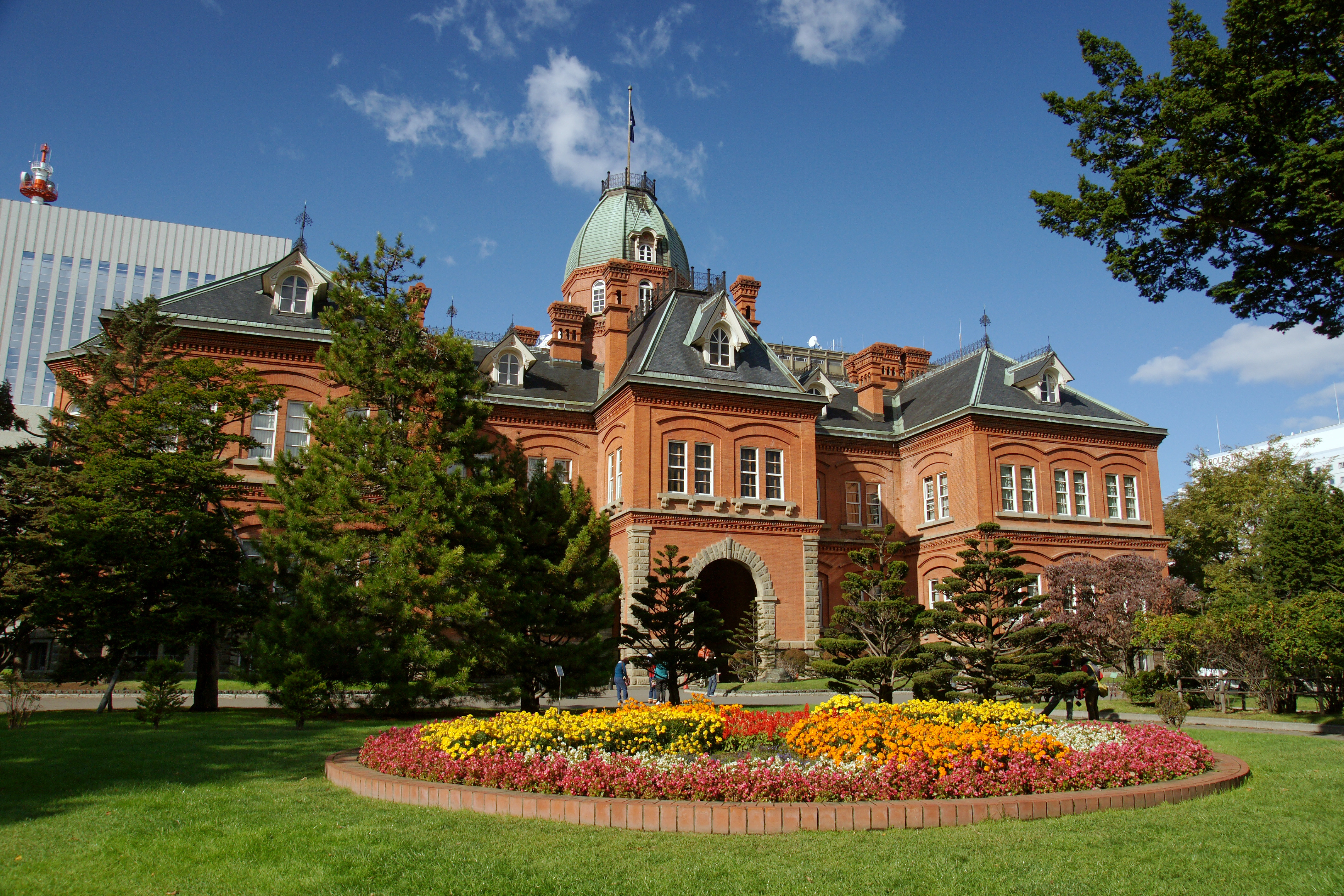
北海道庁旧本庁舎（赤レンガ庁舎）（2009年10月）

史跡
- 開拓使札幌本庁本庁舎跡および旧北海道庁本庁舎

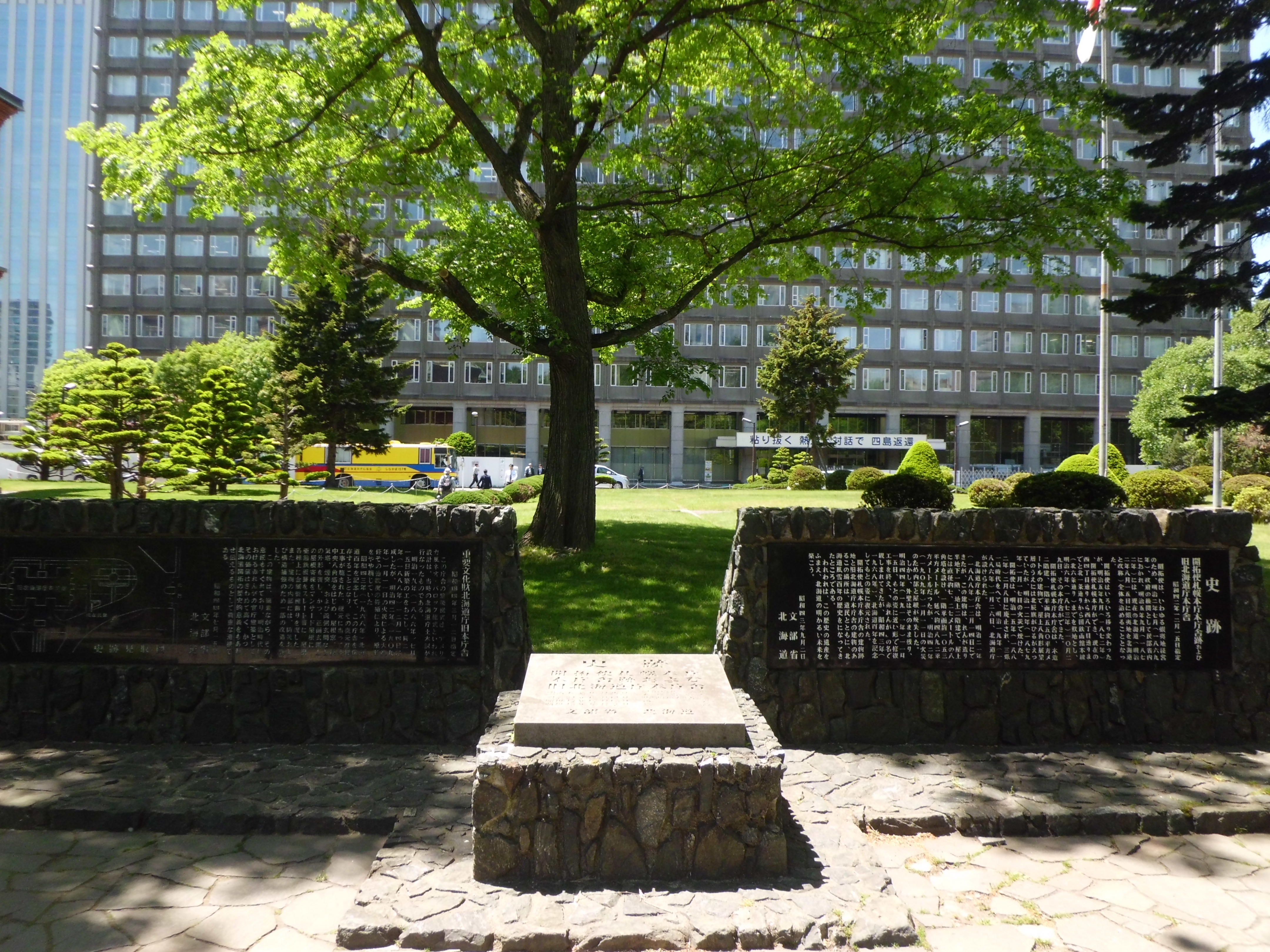
開拓使札幌本庁本庁舎跡および北海道庁旧本庁舎碑（2015年5月）

天然記念物
- 円山原始林

### 道指定
有形文化財
- 旧永山武四郎邸
- 札幌市K-446遺跡出土の遺物 - 札幌市埋蔵文化財センター蔵

### 市指定
有形文化財
- 木造日蓮聖人坐像 – 妙心寺蔵
- 札幌独立キリスト教会文書 – 札幌独立キリスト教会蔵
- 旧札幌控訴院（現札幌市資料館）

### 国登録
有形文化財
- 黒田家住宅（母屋・蔵・門・塀）
- 札幌市資料館（旧札幌控訴院）
- 杉野目家住宅
- 日本基督教団札幌教会（旧札幌美以教会堂）
- 北星学園創立百周年記念館（旧北星女学校宣教師館）
- 北海道大学農学部博物館バチェラー記念館
- 北海道大学附属植物園庁舎（旧札幌農学校動植物学教室）※現宮部金吾記念館
- 北海道知事公館（旧三井クラブ）
- 遠藤家住宅（主屋・蔵・南石蔵・北石蔵・表門・塀）

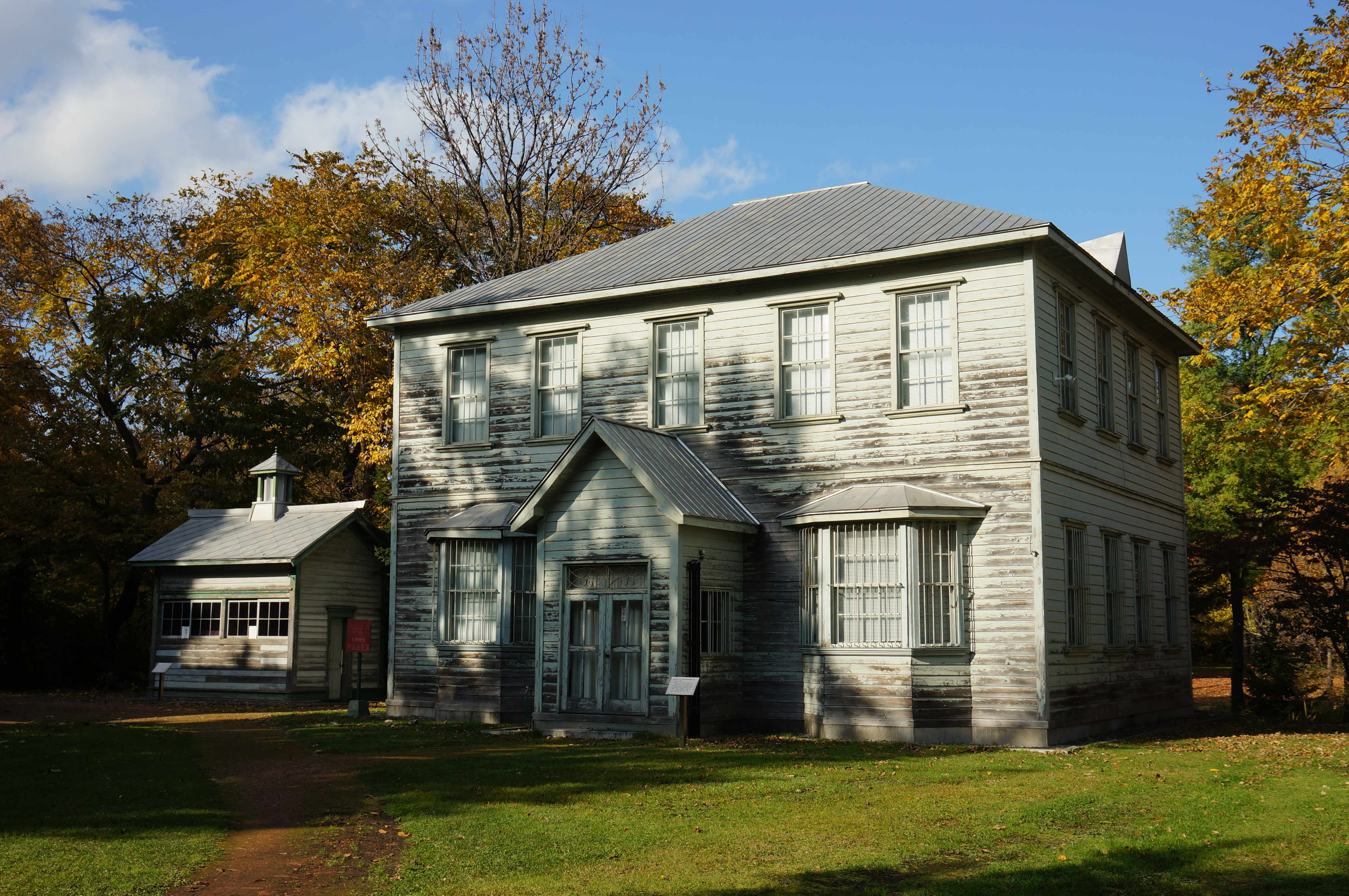
北海道大学農学部博物館バチェラー記念館（2013年11月）
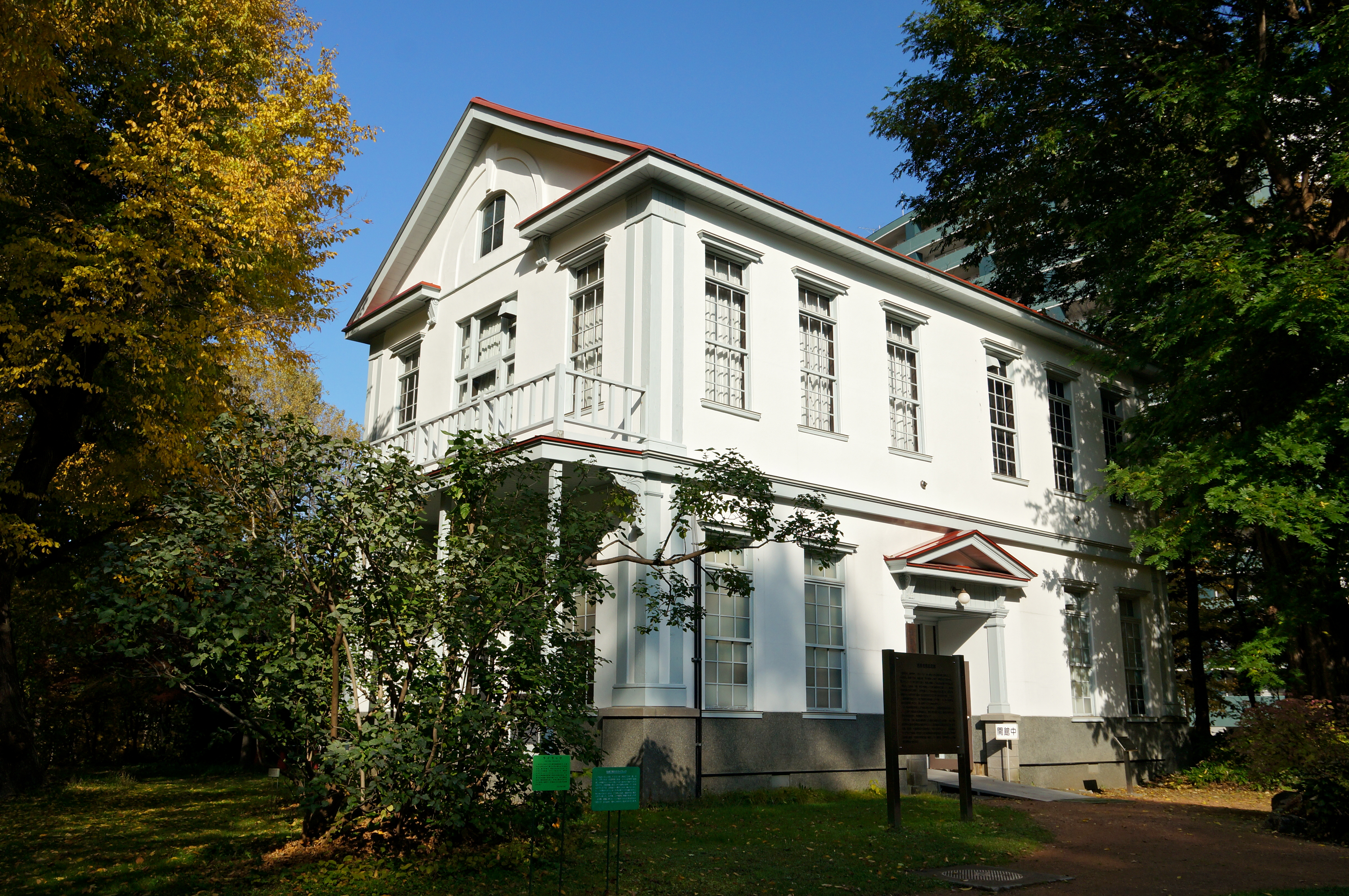
北海道大学附属植物園庁舎（旧札幌農学校動植物学教室）（宮部金吾記念館）（2013年11月）
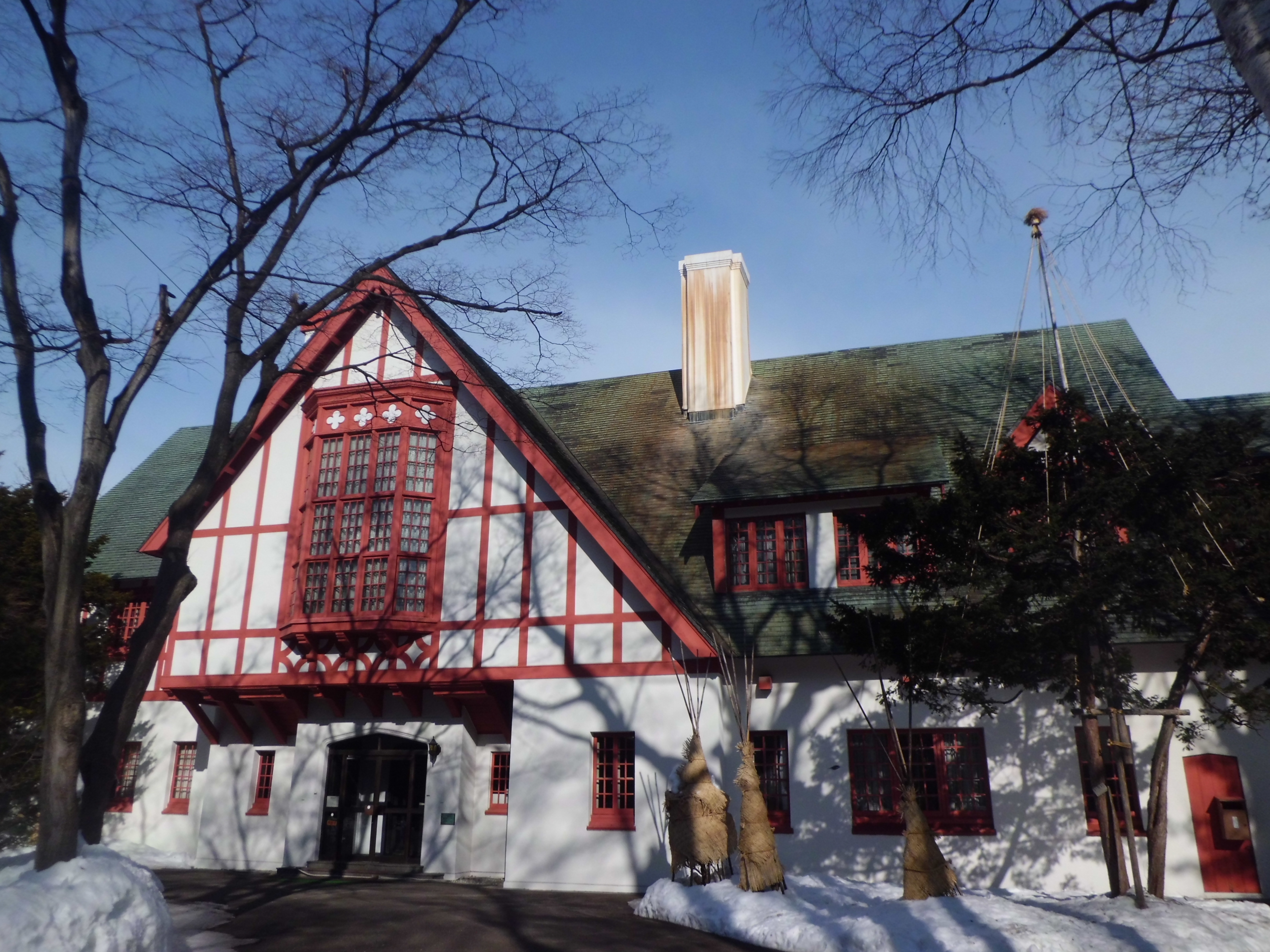
北海道知事公館（2015年1月）

## 寺社

### 寺院
- 本願寺札幌別院
- 一乗山北海寺 – 陣門流[15]
- 豊川稲荷札幌別院祖院 豐川山玉寶禪寺
- 新善光寺
- 宲相山中央禪寺
- 豐水山淸流院永照寺 – 西山禅林寺派
- 成田山（札幌別院）新榮寺（北海道三十三観音霊場9番札所、北海道三十六不動尊霊場結願所）
- 真宗大谷派札幌別院
  - 北三条支院
  - 圓山支院
  - 山鼻支院
- 美豐山日泰寺[16]
- 鷲峯山妙覚寺 – 日蓮宗
- 大乗院
  - 薬王寺
  - 国安寺
- 大圓山瑞龍寺 － 臨済宗妙心寺派
- 高野山（北海道別院）隆光寺 – 光照寺を兼務。北海道十三仏霊場札所[17]

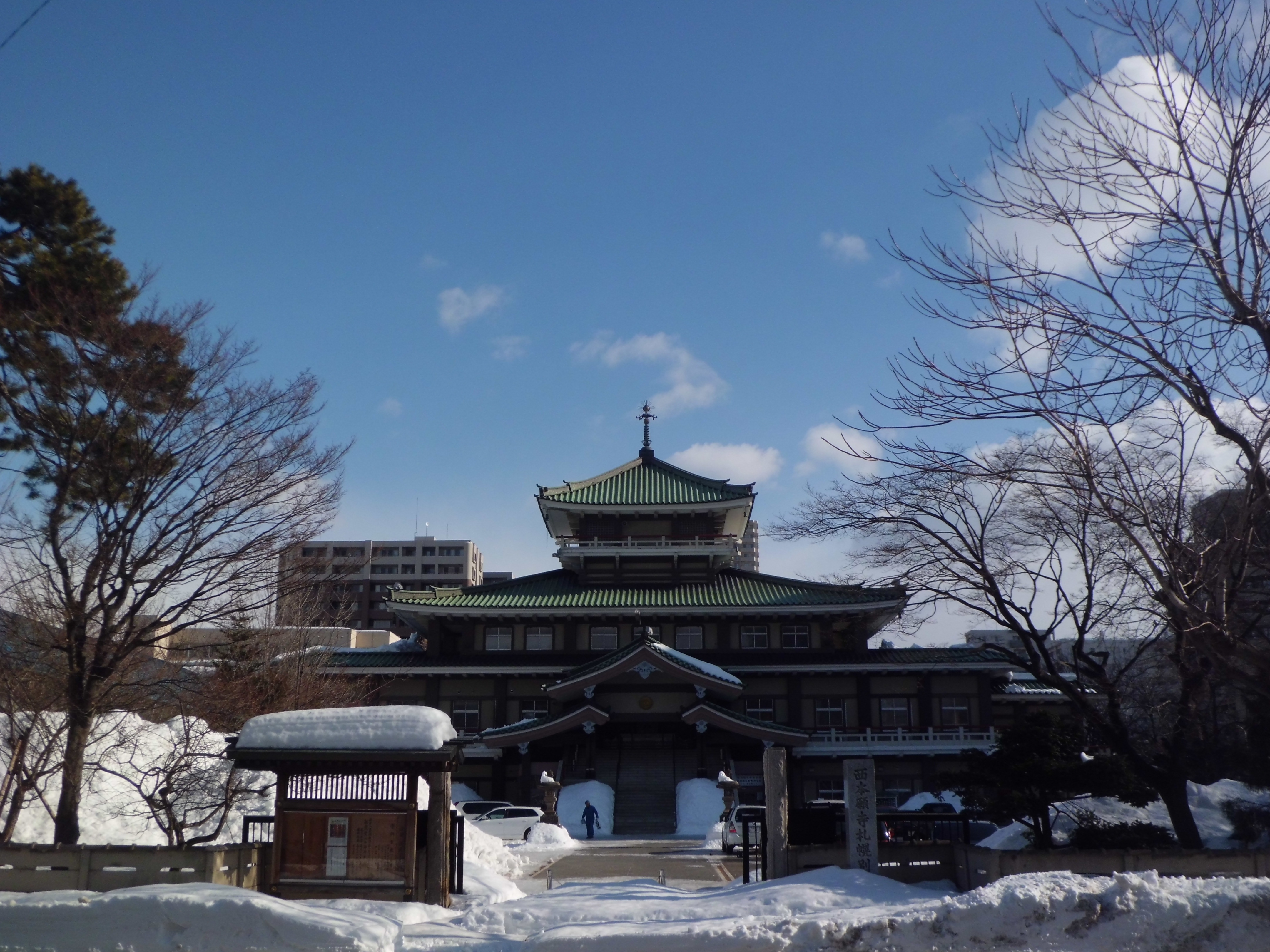
本願寺札幌別院（2015年1月）
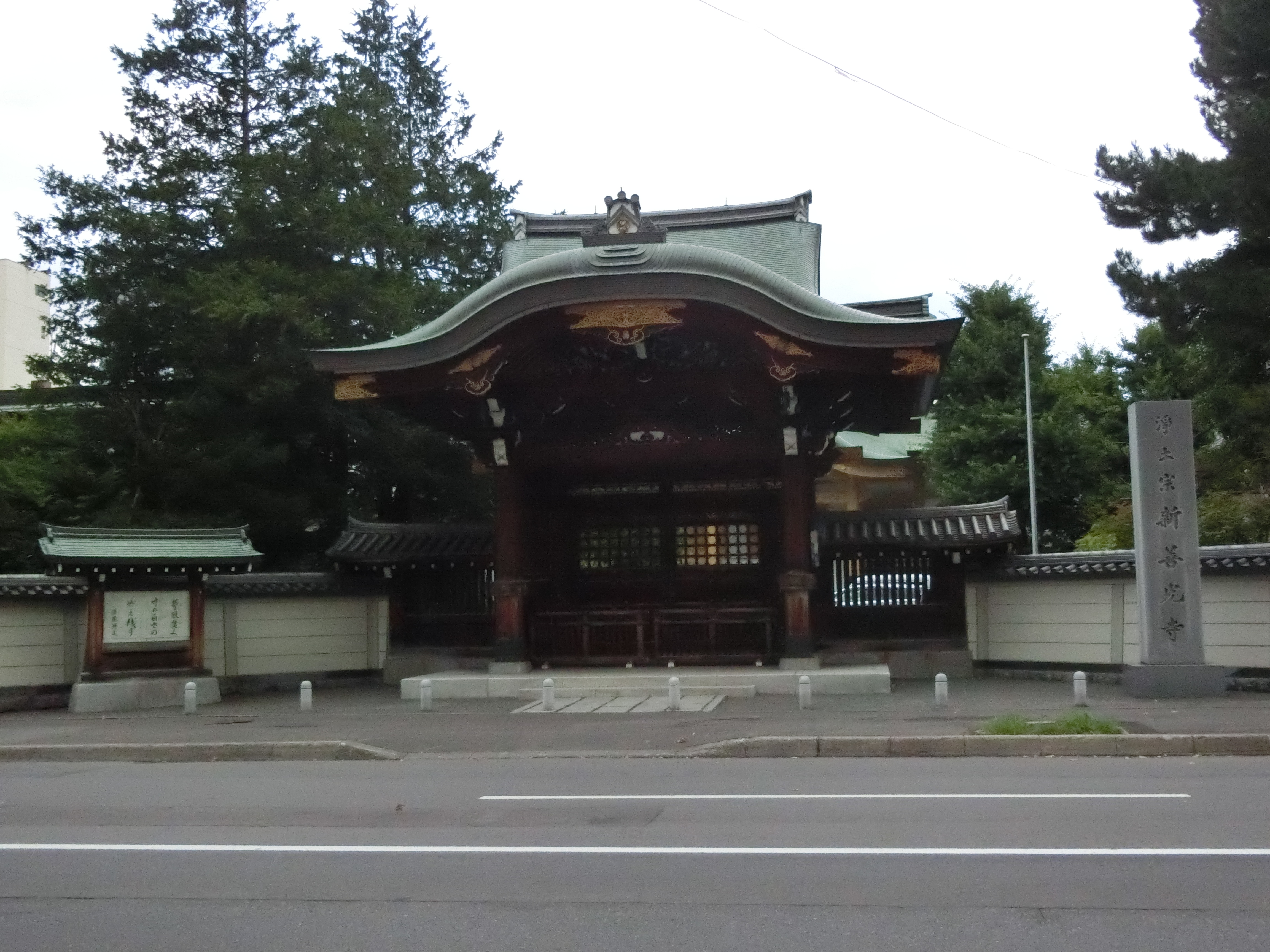
新善光寺（2018年8月）
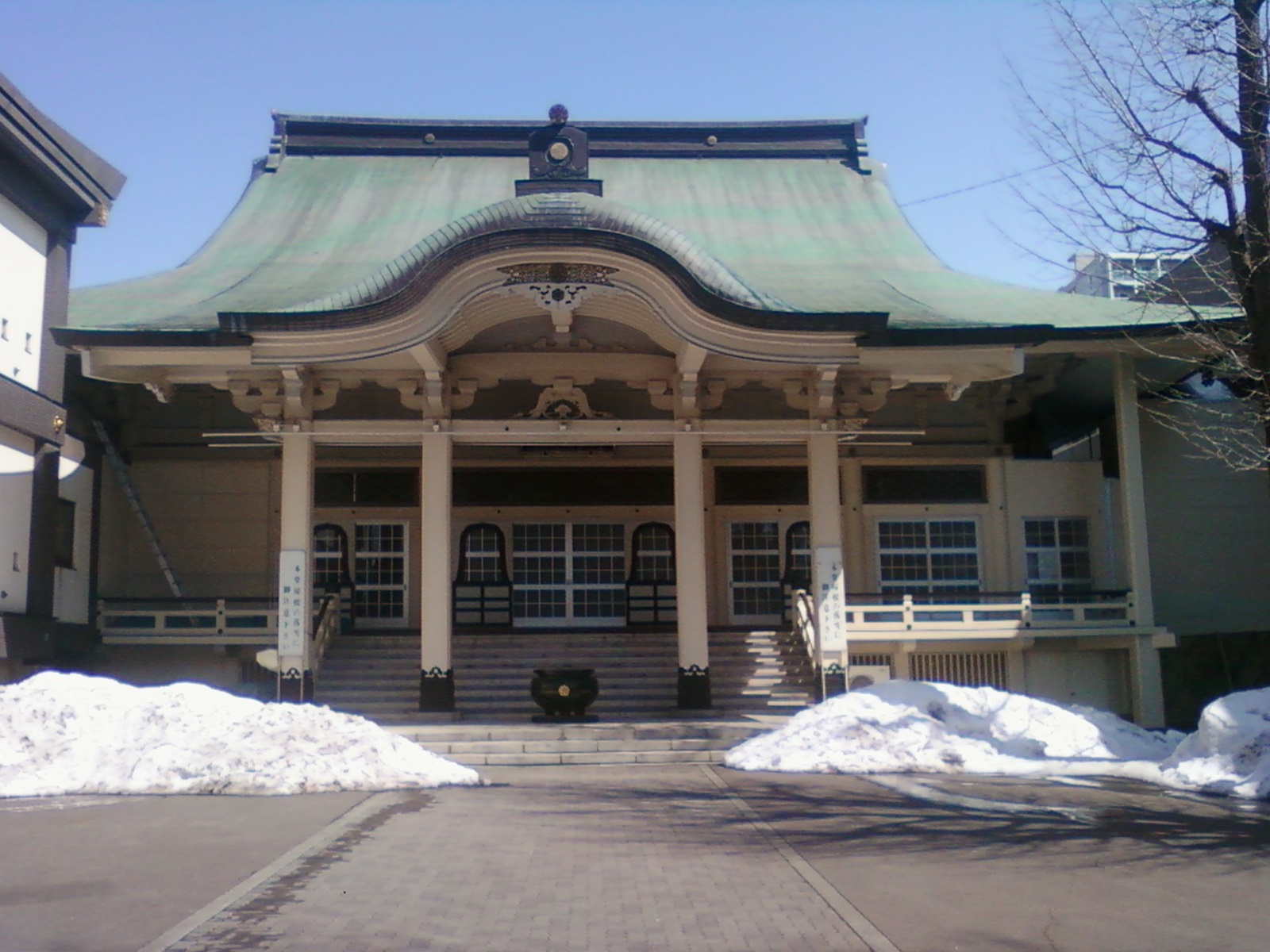
中央寺（2017年3月）
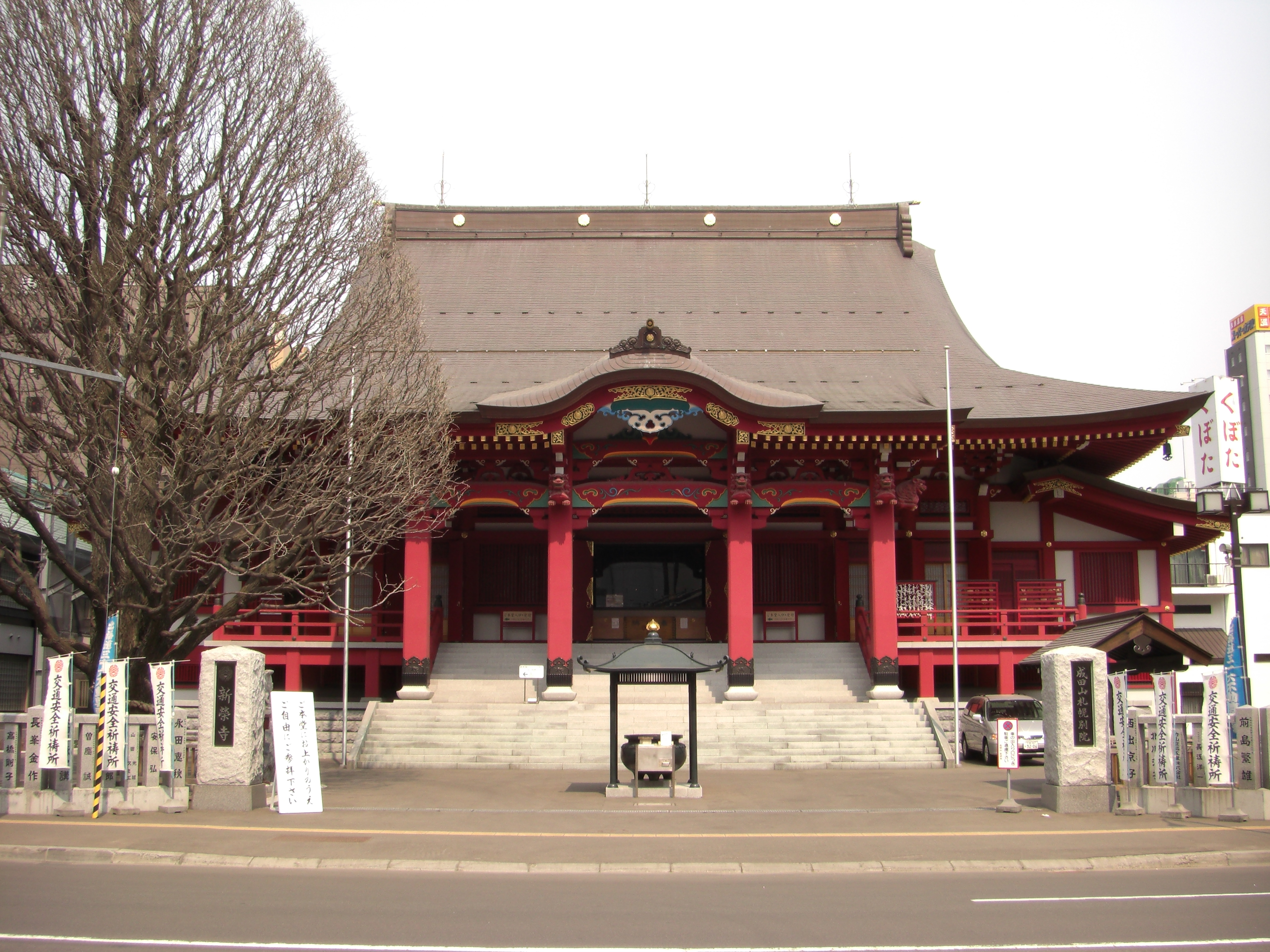
成田山札幌別院新栄寺（2008年4月）
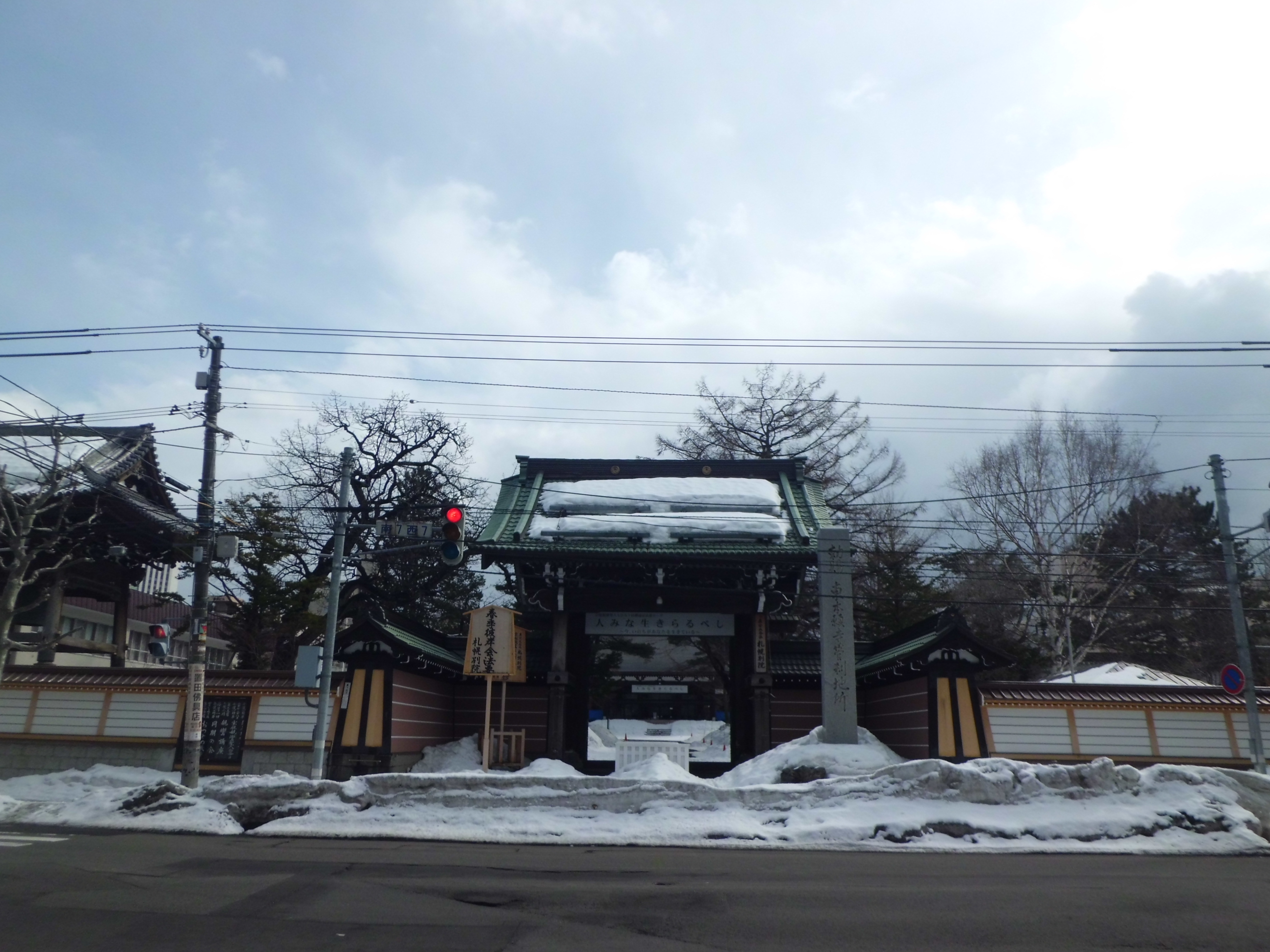
真宗大谷派札幌別院（2015年3月）

### 神社
- 北海道神社庁
- 北海道神宮
- 北海道神宮頓宮
- 本陣狸大明神社
- 三吉神社
- 札幌祖霊神社
- 白髭神社（白鬚大神講社）
- 水天宮
- 弥彦神社（伊夜日子神社）
- 札幌護国神社
- 札幌伏見稲荷神社
- 円山西町神社

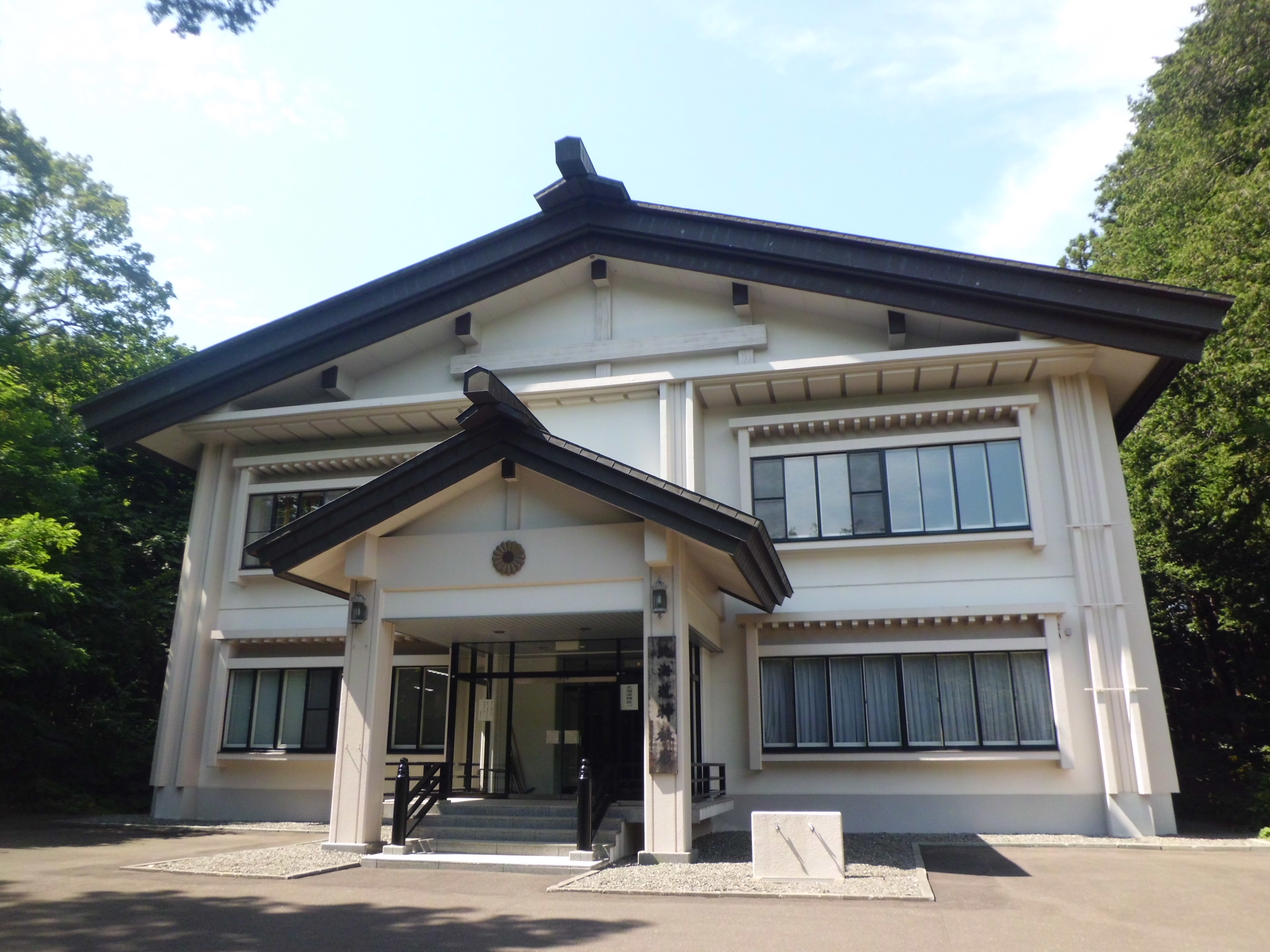
北海道神社庁（2015年8月）
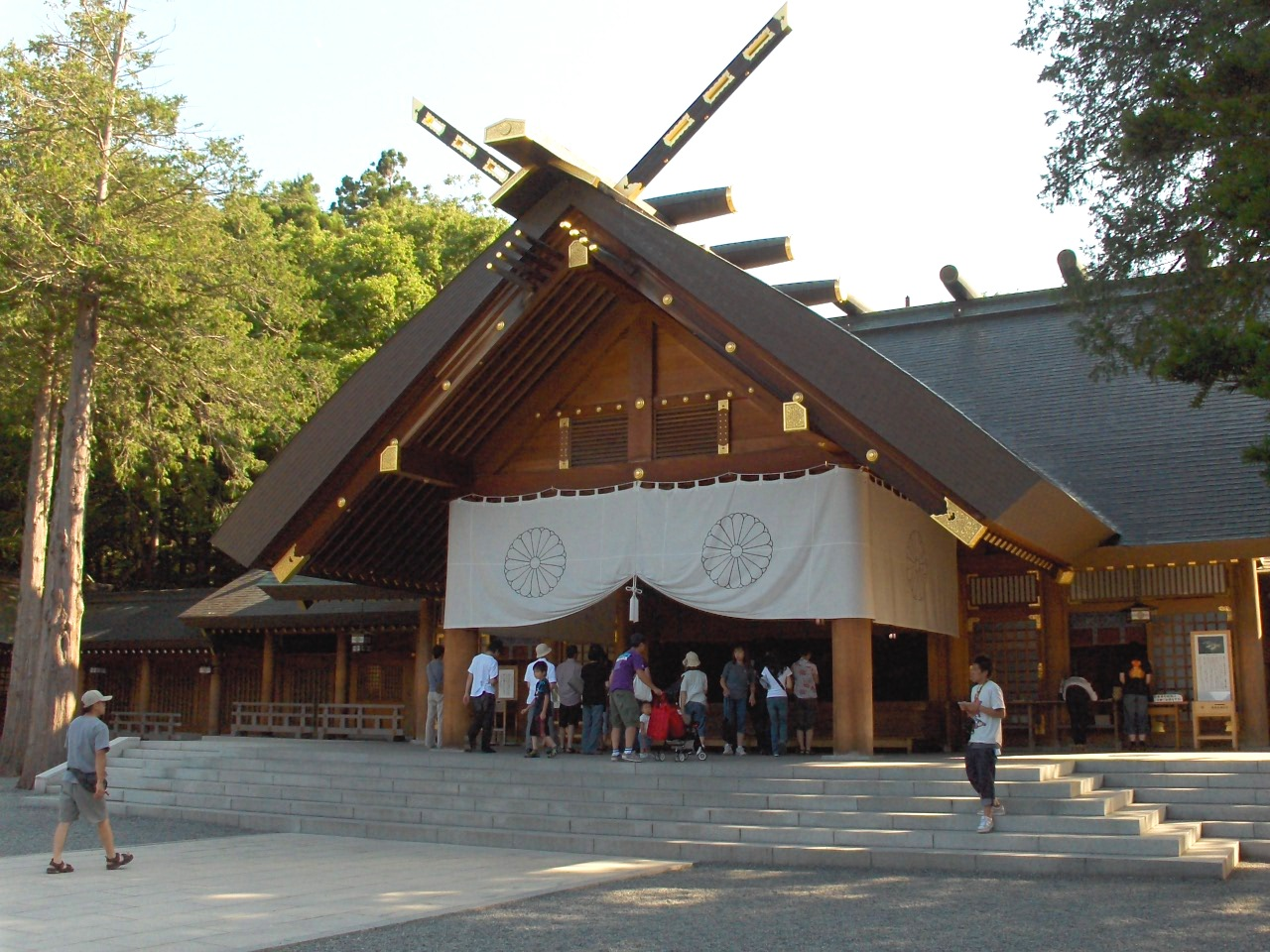
北海道神宮（2007年）
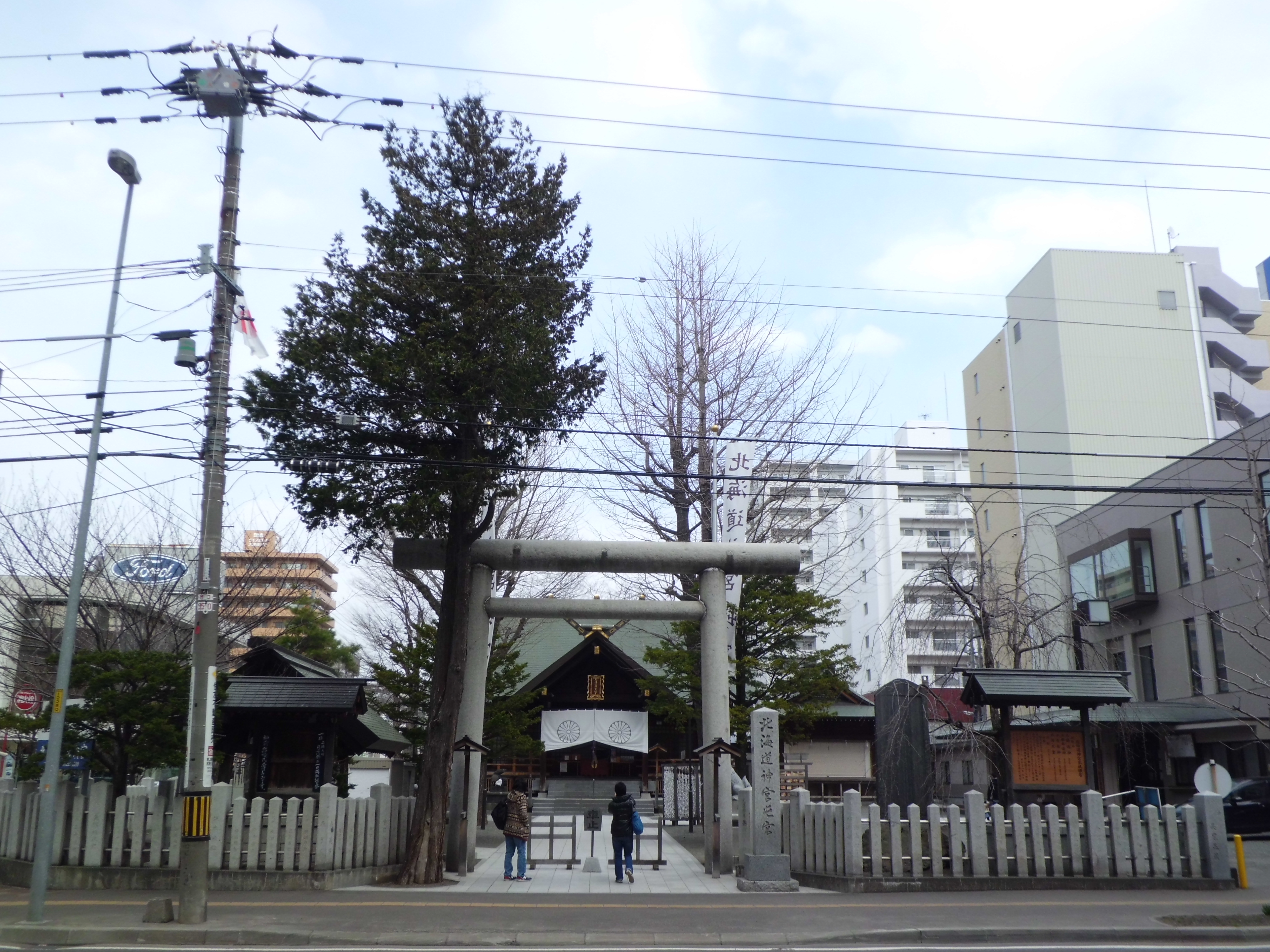
北海道神宮頓宮（2015年4月）
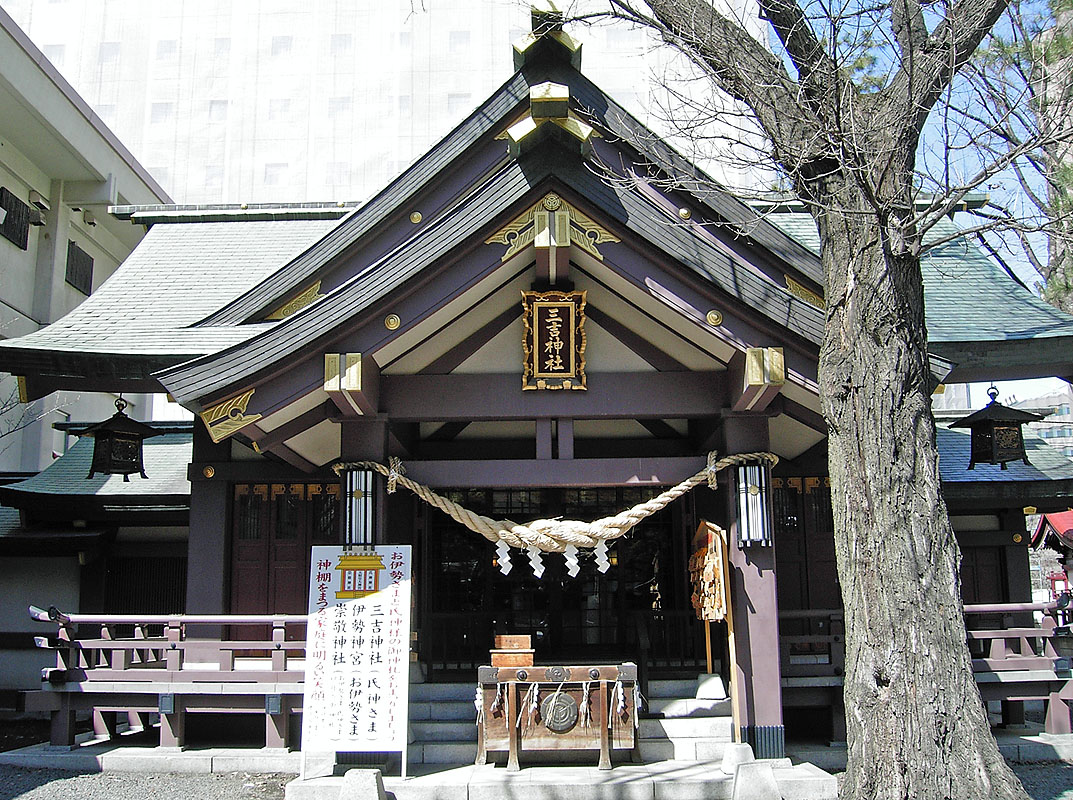
三吉神社（2009年4月）
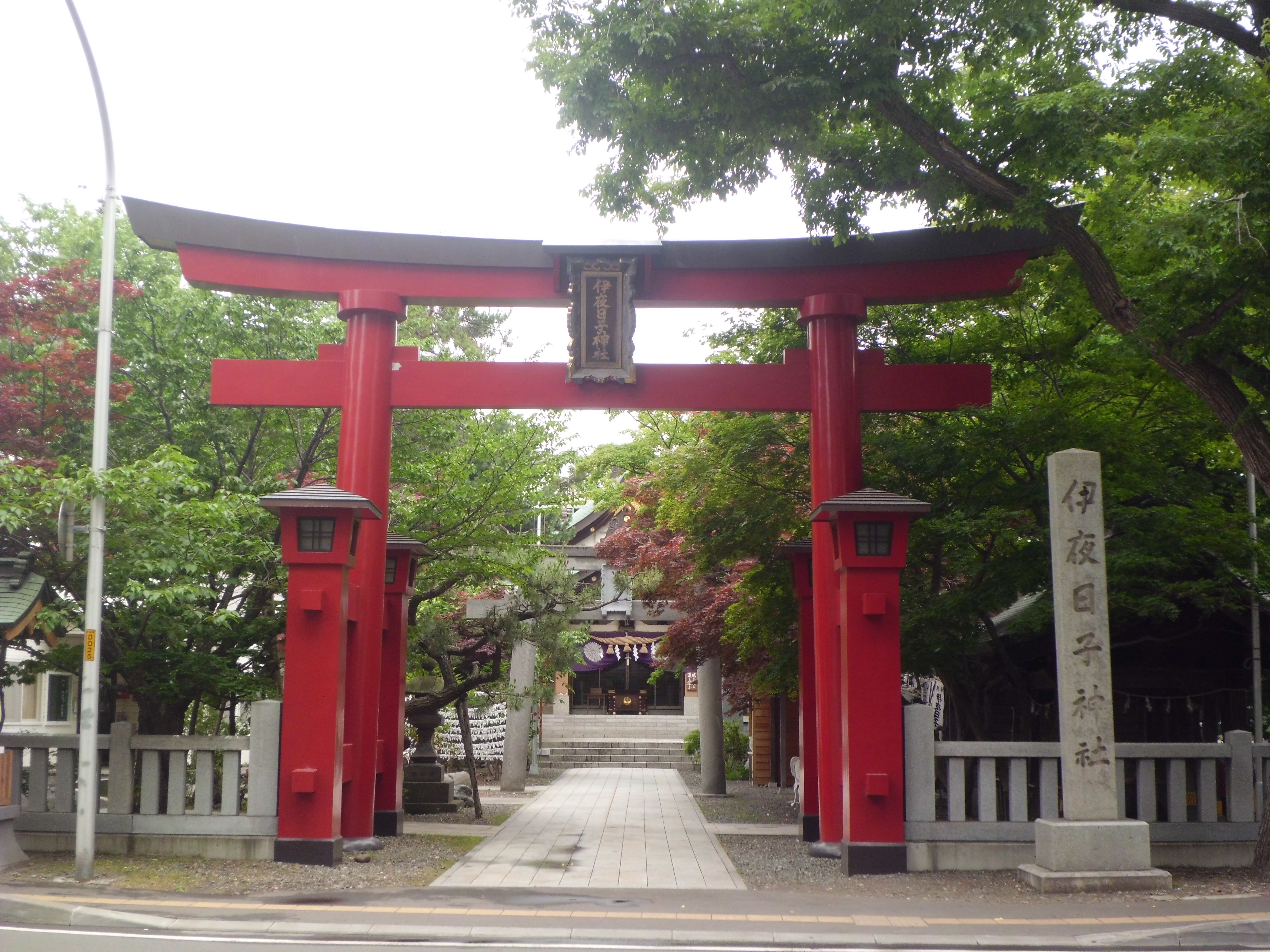
弥彦神社（伊夜日子神社）（2015年7月）
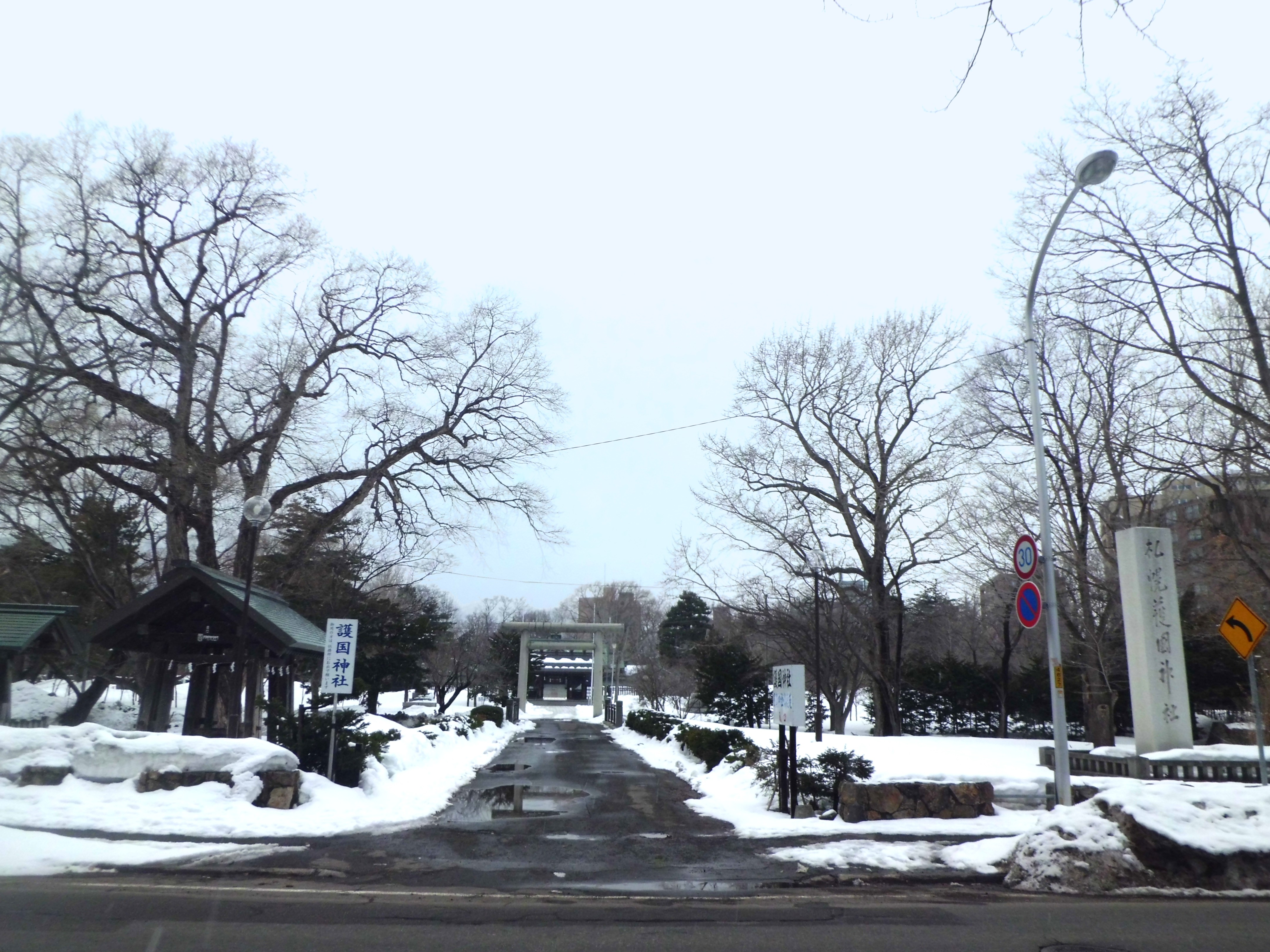
札幌護国神社（2015年3月）
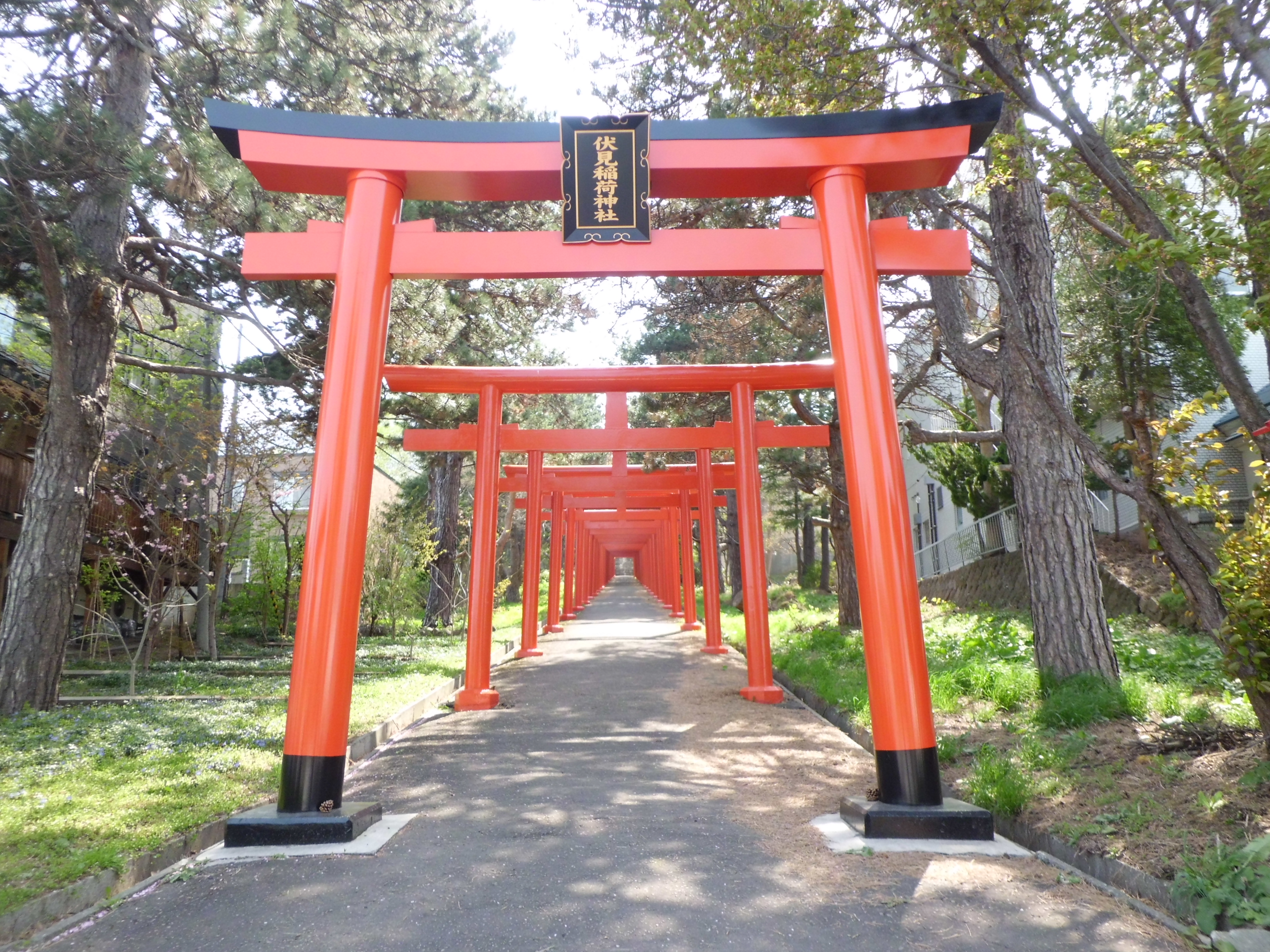
札幌伏見稲荷神社（2015年5月）

## 観光・レジャー
- AOAO SAPPORO
- JRタワー
- 札幌ら〜めん共和国
- 北海道庁旧本庁舎
- 札幌市北3条広場（アカプラ）
- 北海道大学植物園
- 北海道知事公館
- 北海道立近代美術館
- 北海道立三岸好太郎美術館
- 大通公園
- さっぽろテレビ塔
- 札幌観光幌馬車
- 狸小路商店街
- ノルベサ
- すすきの
- 札幌ラーメン横丁
- 中島公園
  - 北海道立文学館
  - 札幌市天文台
- 札幌市埋蔵文化財センター
- 千歳鶴酒ミュージアム
- サッポロファクトリー
- 旧永山武四郎邸
- 二条市場
- 創成川公園
- 日本中央競馬会札幌競馬場
- 札幌市中央卸売市場場外市場
- 北海道神宮
- 札幌市円山動物園
- 大倉山
  - 札幌オリンピックミュージアム
  - 大倉山クリスタルハウス
- 旭山記念公園
- 幌見峠
- さっぽろばんけいスキー場

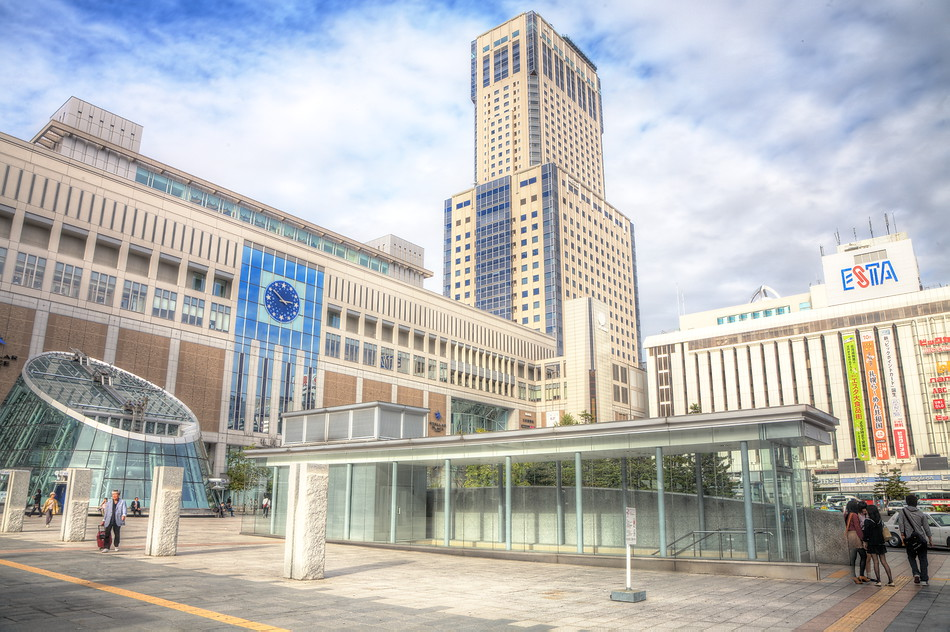
JRタワー（2012年9月）
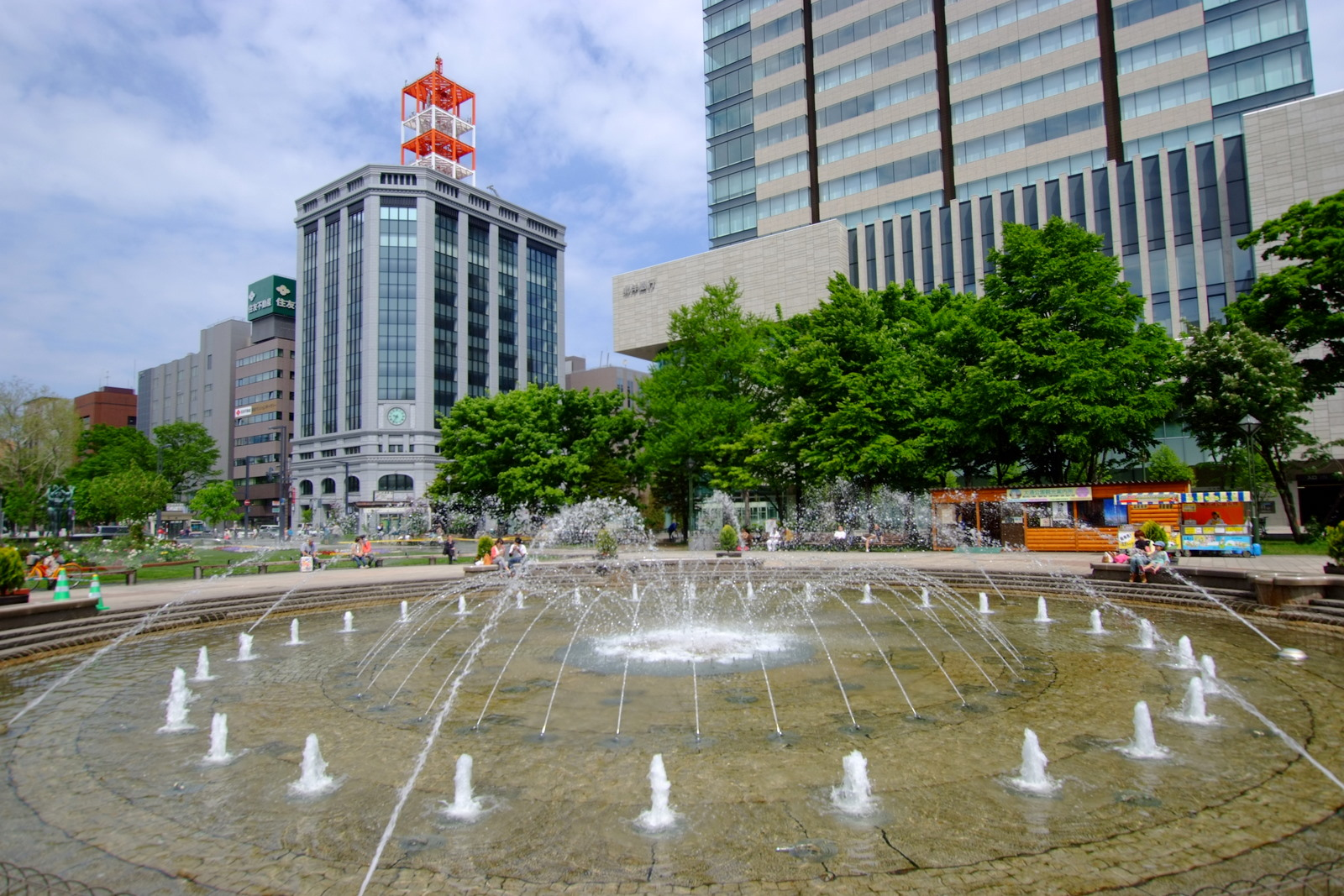
大通公園（2013年6月）
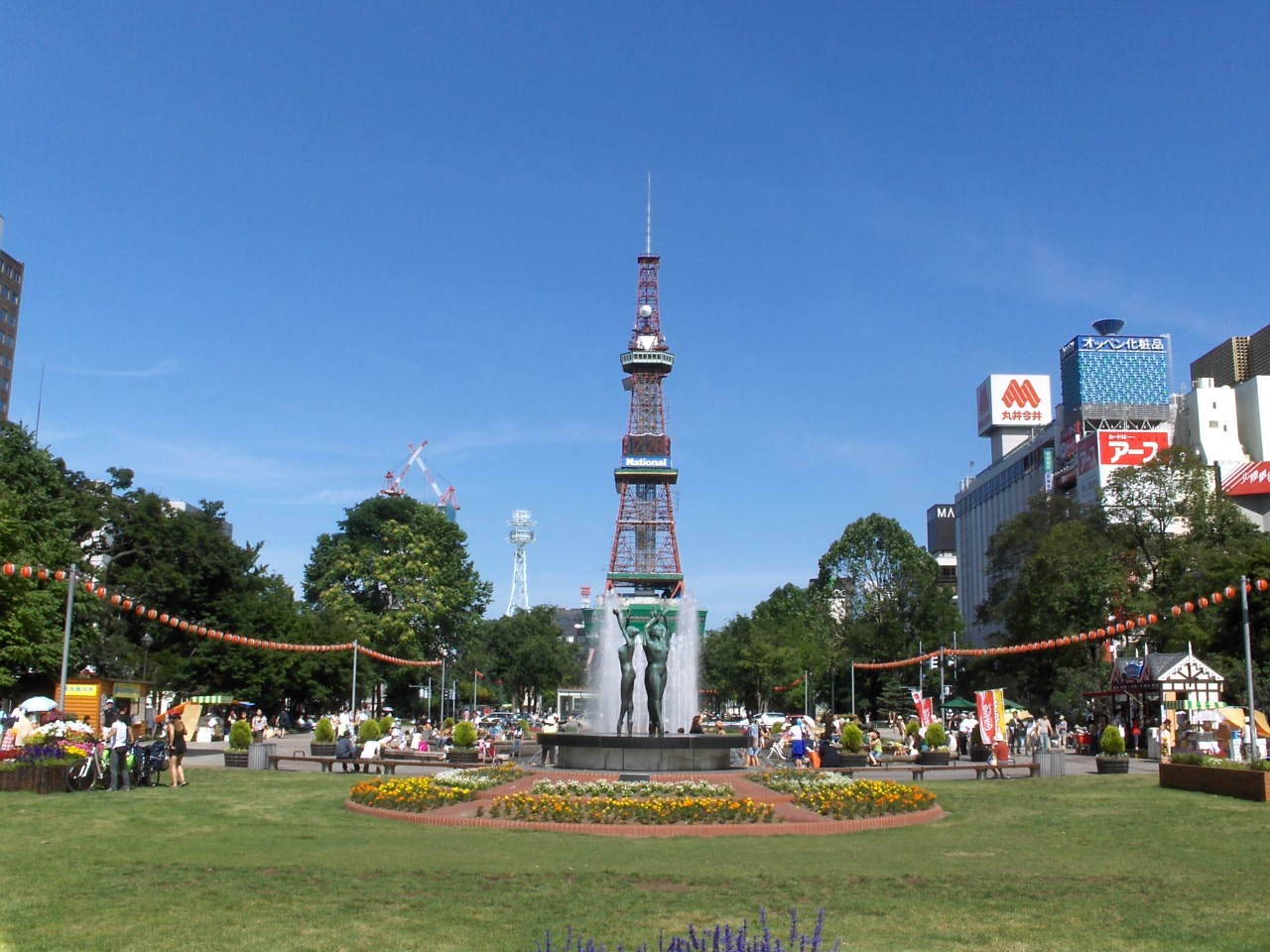
さっぽろテレビ塔（2006年8月）
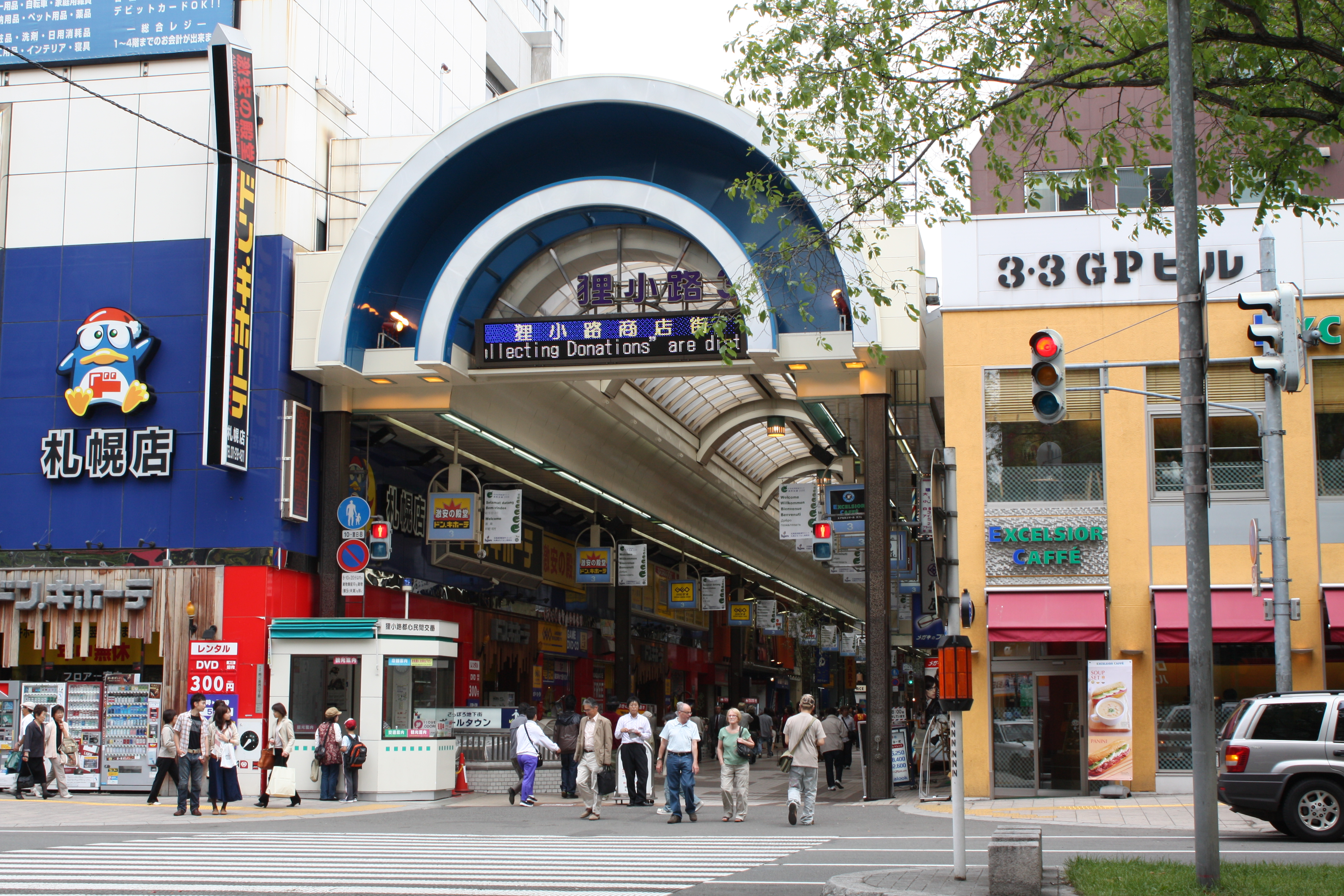
狸小路商店街（2008年6月）
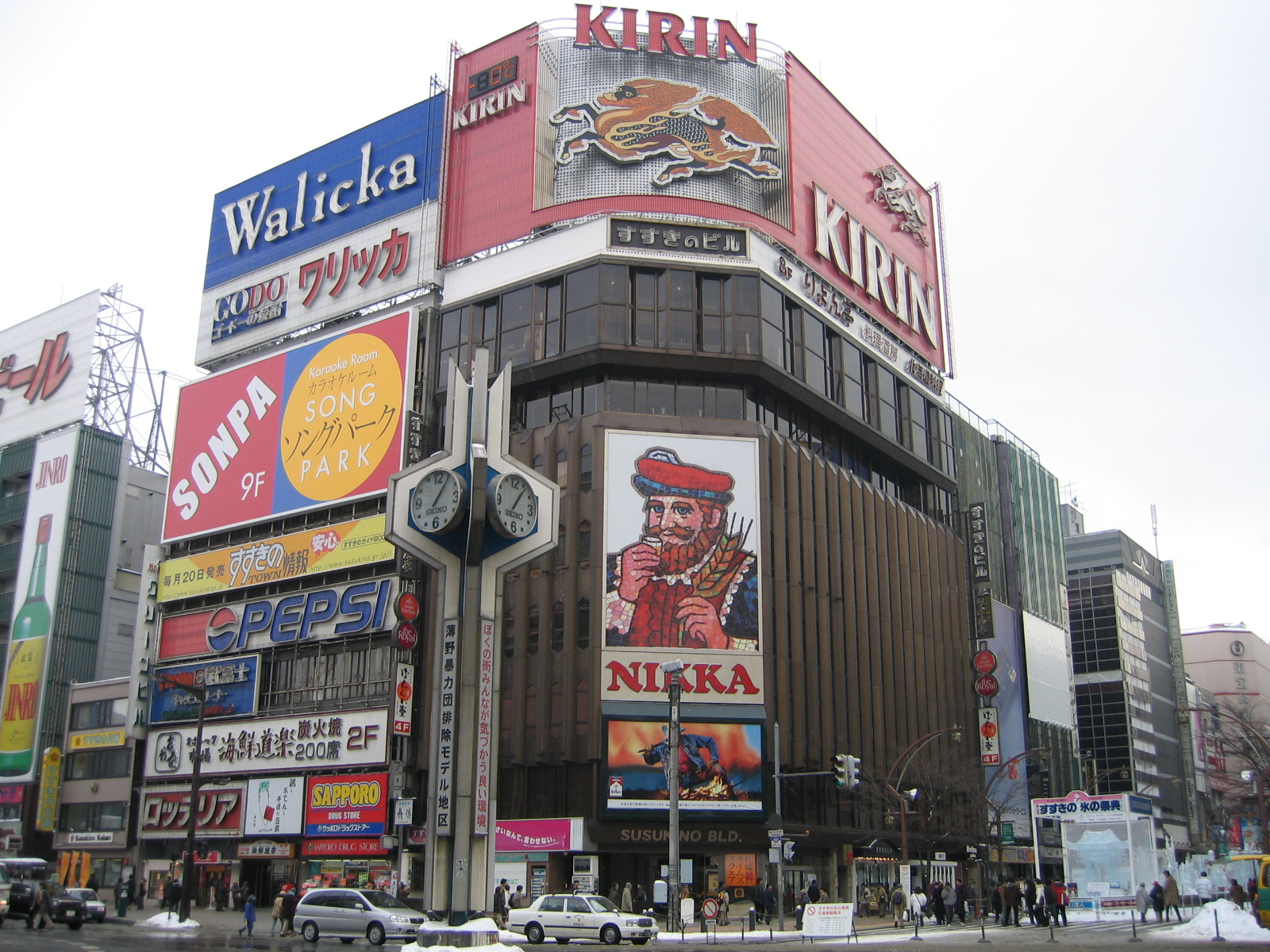
すすきのビル（2004年2月）
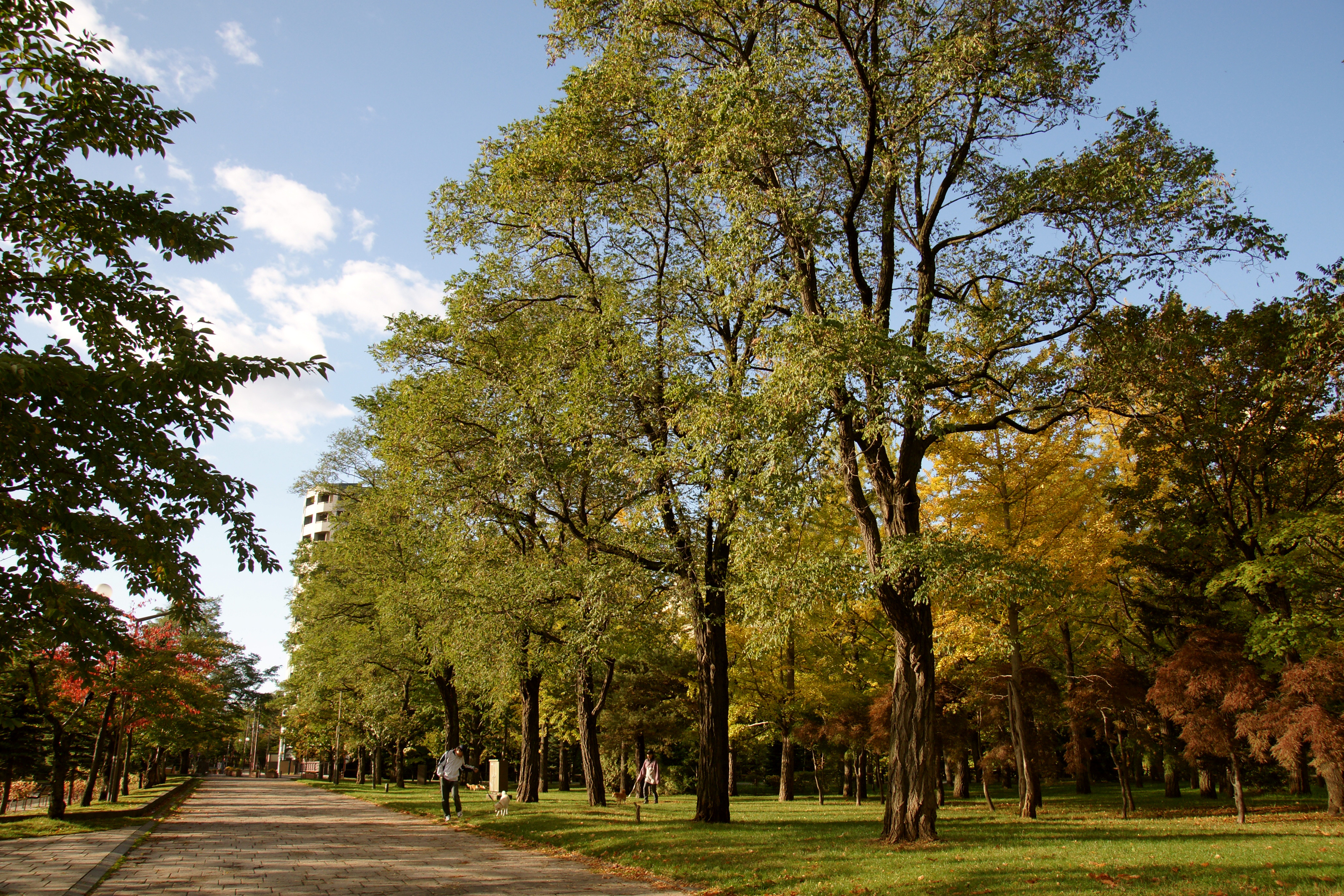
中島公園（2009年10月）
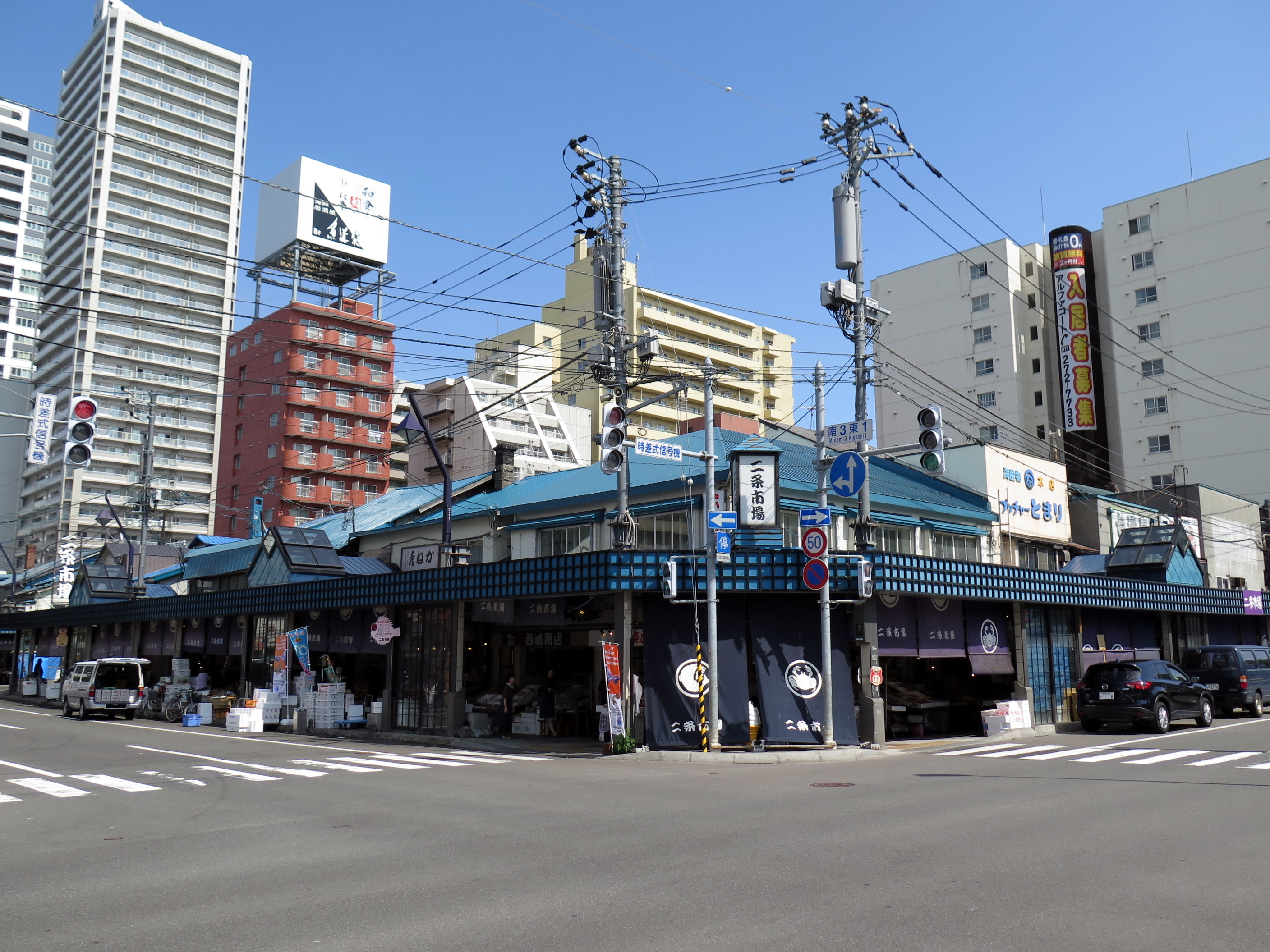
二条市場（2014年6月）
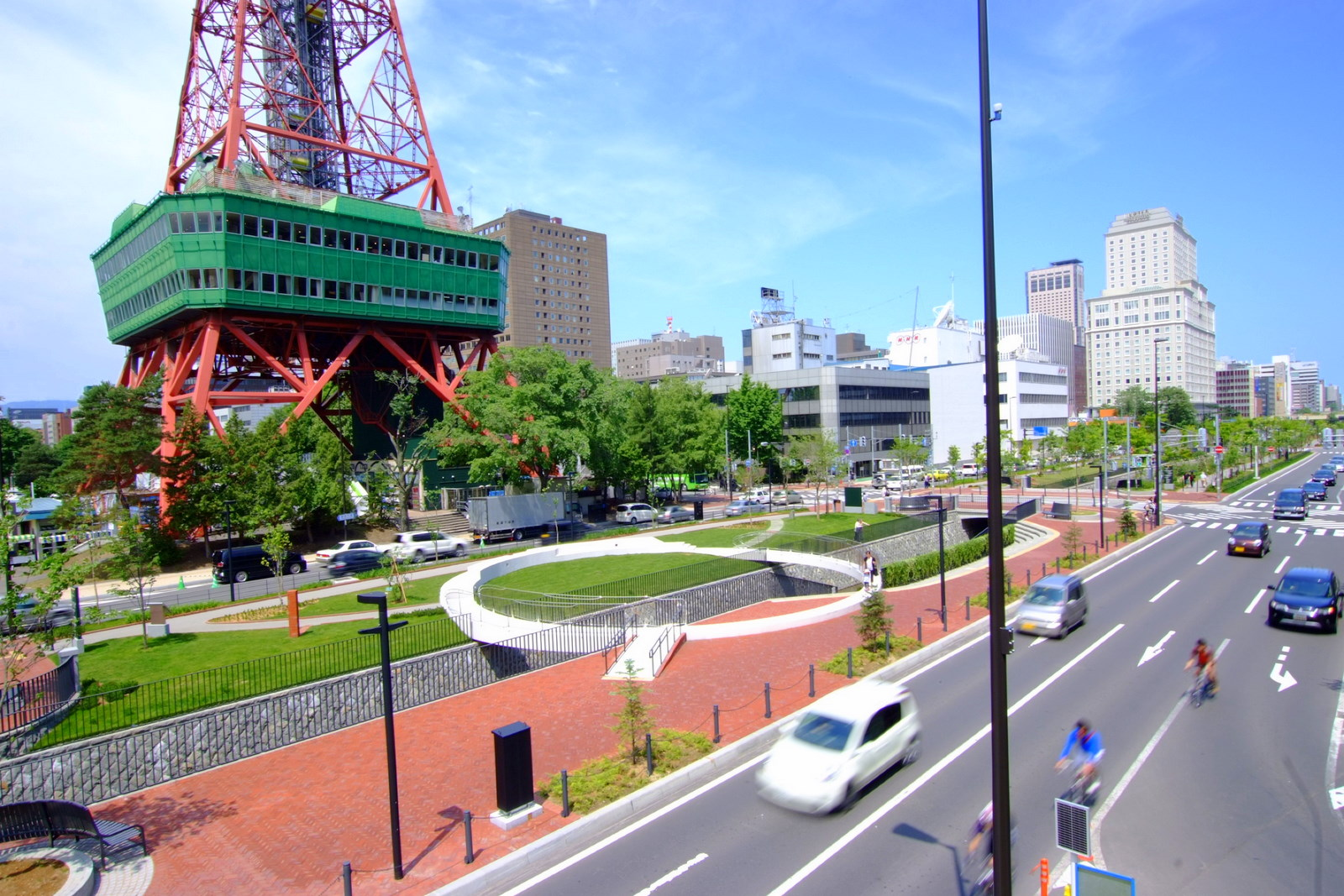
創成川公園（2011年6月）
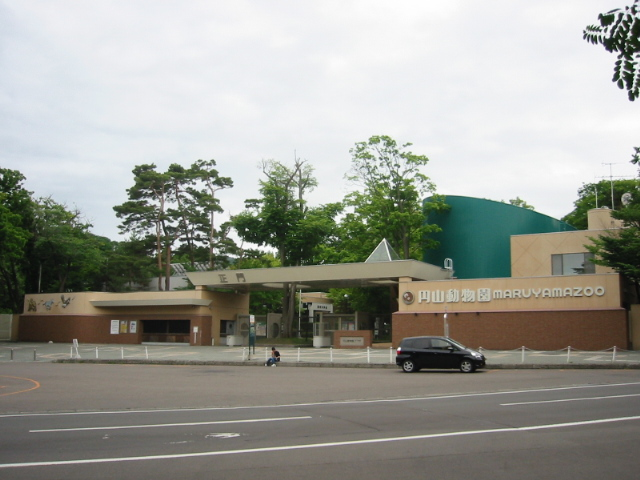
札幌市円山動物園（2007年7月）
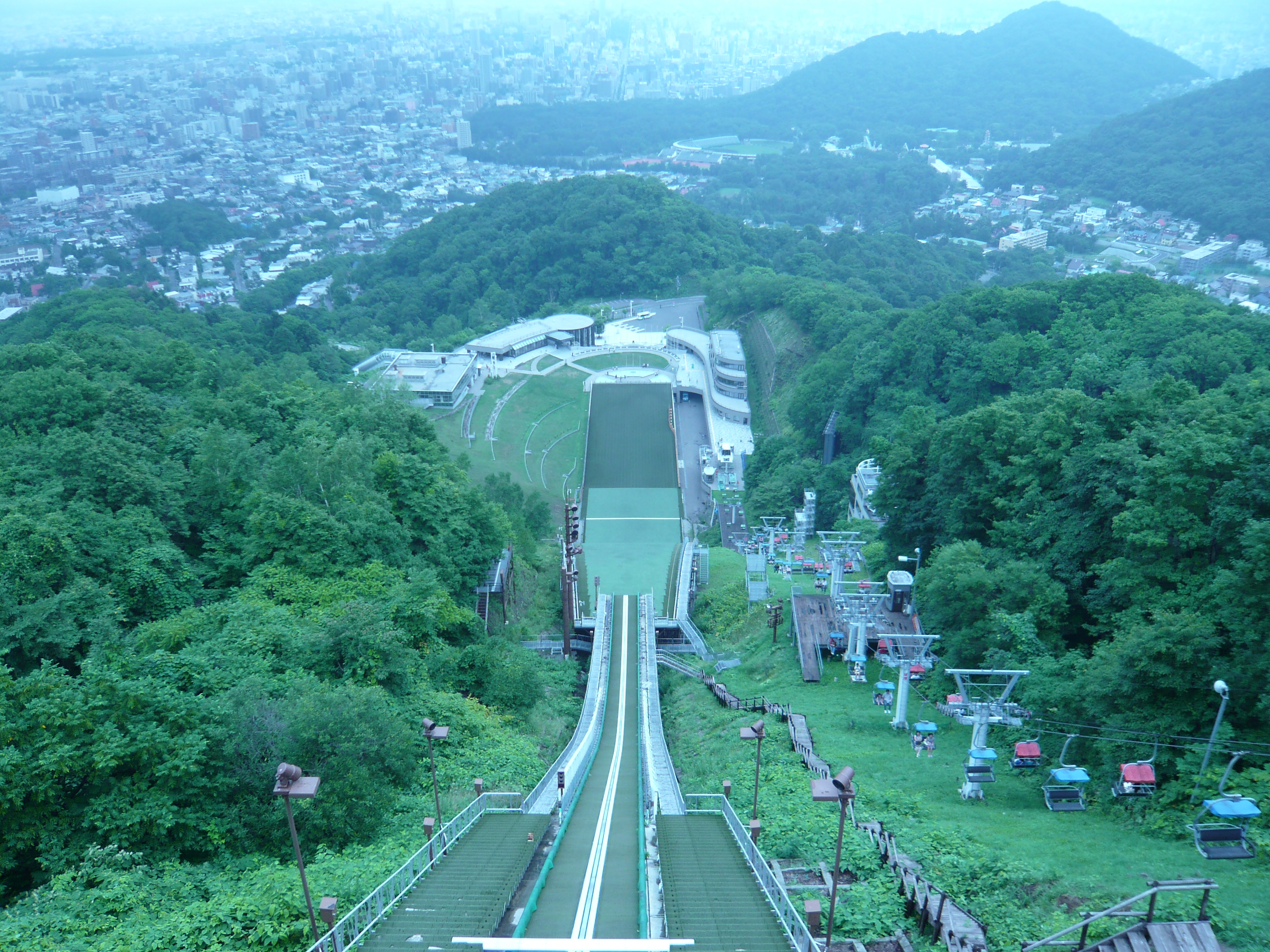
大倉山ジャンプ台から眺めた札幌市街（2007年8月）
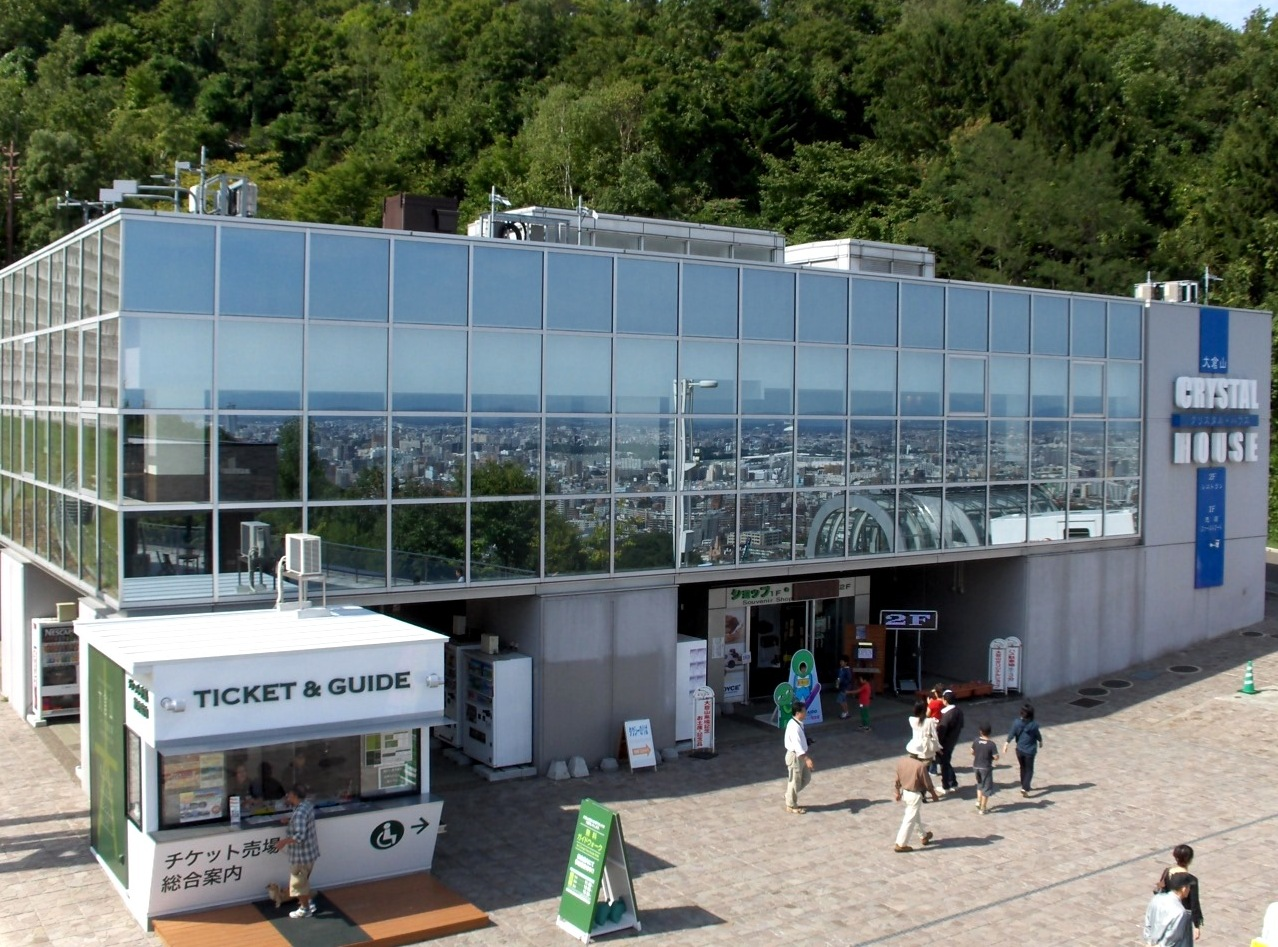
大倉山クリスタルハウス（2007年9月）
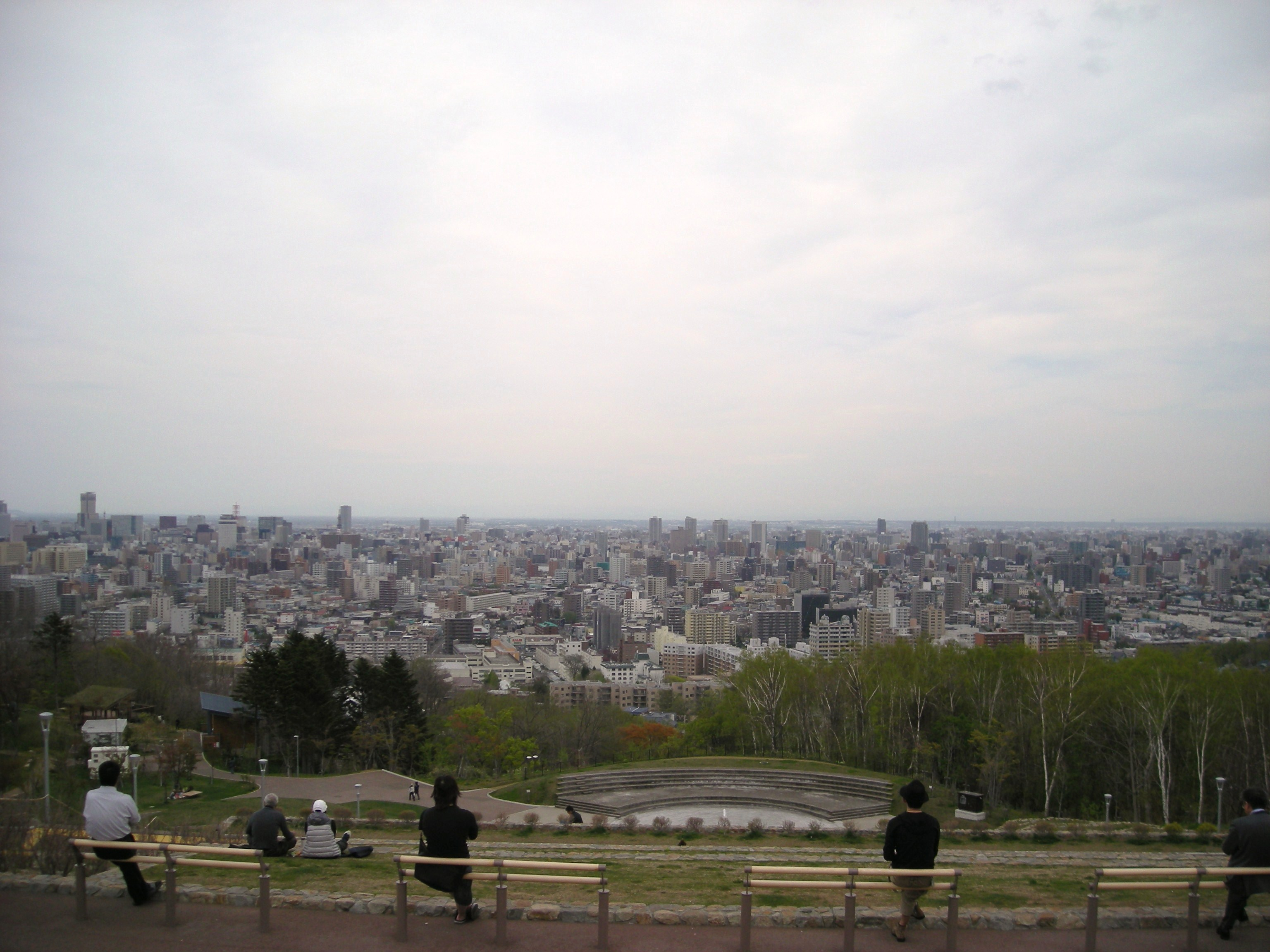
旭山記念公園（2011年5月）

## 祭事・催事
- すすきのアイスワールド（2月）
- ゆきあかりin中島公園（2月）
- ウィンタースポーツフェスタin大倉山（2月）
- 道新・UHB花火大会（7月）
- サマーフェスティバルin曙（7月または8月）
- サマースポーツフェスタin大倉山（8月）
- 円山夏祭り・子ども盆踊り大会（8月）
- 桑園開拓まつり（8月）
- 幌西地区子ども相撲大会（9月）
- さっぽろホワイトイルミネーション（11月から2月）

## 出身人物
50音順
- 石黒彩（元モーニング娘。）
- 久保栄（劇作家）
- 小西康陽（ミュージシャン）
- 斉藤舞子（アナウンサー）
- 砂田毅樹（プロ野球選手）
- 大宮司進（キックボクサー）
- 武林無想庵（作家）
- 南部忠平（陸上競技選手）
- パラダイス山元（ミュージシャン）
- 本郷新（彫刻家）
- 三岸好太郎（画家）